# Wiener Elektrische Stadtbahn
| Wiener Elektrische Stadtbahn         | Wiener Elektrische Stadtbahn                                                       |
| ------------------------------------ | ---------------------------------------------------------------------------------- |
| Beschilderung eines Bahnsteigzugangs |                                                                                    |
| Netzplan von 1937                    |                                                                                    |
| Kursbuchstrecke:                     | 1, 11                                                                              |
| Streckenlänge:                       | Reine Stadtbahnstrecken: 25,559 km Verbindungsgleise zum Straßenbahnnetz: 0,892 km |
| Spurweite:                           | bis 1943: 1440 mm ab 1943: 1435 mm                                                 |
| Stromsystem:                         | Oberleitung, 750 Volt =                                                            |
| Maximale Neigung:                    | 25 ‰                                                                               |
| Minimaler Radius:                    | auf freier Strecke 150 m, in Schleifen 22 m                                        |
| Streckengeschwindigkeit:             | bis 2. Jänner 1984: 40 km/h, ab 2. Jänner 1984: 60 km/h                            |
| Zweigleisigkeit:                     | durchgehend                                                                        |
|                                      |                                                                                    |
| Eröffnung:                           | 3. Juni 1925                                                                       |
| letzter Betriebstag:                 | 6. Oktober 1989                                                                    |
| Betreiber ursprünglich:              | Gemeinde Wien – städtische Straßenbahnen (WStB)                                    |
| Betreiber ab 29. November 1942:      | Wiener Verkehrsbetriebe (WVB)                                                      |
| Betreiber ab 1. Jänner 1949:         | Wiener Stadtwerke – Verkehrsbetriebe (WStW-VB)                                     |
| Stationen:                           | 27                                                                                 |
| Betriebsbahnhöfe:                    | drei                                                                               |

Die Wiener Elektrische Stadtbahn, abgekürzt WESt, W.E.St., Wr.-E.-St. oder W.E.ST., im Volksmund kurz Stadtbahn genannt, war ein öffentliches Nahverkehrsmittel in der österreichischen Hauptstadt Wien, das unter dieser Bezeichnung von 1925 bis 1989 existierte. Das anfänglich noch als Eisenbahn klassifizierte System ging aus der 1898 eröffneten, von Otto Wagner gestalteten und mit Dampflokomotiven betriebenen ursprünglichen Wiener Stadtbahn hervor, die teilweise auch Vororte bediente.
Im Gegensatz zu ihrer Vorgängerin wurde die elektrische Stadtbahn aber nicht mehr von den k.k. Staatsbahnen, sondern von der Gemeinde Wien – städtische Straßenbahnen (WStB) betrieben, aus der 1942 die Wiener Verkehrsbetriebe (WVB) und 1949 die Wiener Stadtwerke – Verkehrsbetriebe (WStW-VB) hervorgingen. Zudem war sie nicht mehr mit dem nationalen Eisenbahnnetz, sondern stattdessen mit der Wiener Straßenbahn verknüpft und wurde gleichfalls mit – nur geringfügig adaptierten – Straßenbahnfahrzeugen bedient. Diese Betriebsform mit zweiachsigen Straßenbahnwagen in Vielfachsteuerung und in Zugverbänden von bis zu neun Wagen auf als Vollbahn trassierten Strecken war weltweit einzigartig.
Die elektrische Stadtbahn wiederum bildete den Grundstein für die ab 1976 schrittweise eröffnete Wiener U-Bahn, in der sie schlussendlich aufging. Unabhängig davon wies auch die Stadtbahn bereits wesentliche Merkmale einer U-Bahn auf, wurde aber nie also solche bezeichnet.

## Geschichte

### Vorgeschichte

Ein Zug der Dampfstadtbahn fährt um 1910 in die Station Gumpendorfer Straße ein

Als die Wiener Dampfstadtbahn 1898 nach über 50-jähriger Planungsphase in Betrieb ging, konnte sie die in sie gesetzten Erwartungen nur bedingt erfüllen. Ihre Streckenführung verknüpfte in erster Linie die auf Wien zulaufenden Hauptbahnen und entsprach dabei weitgehend den strategischen Bedürfnissen des Militärs beziehungsweise diente der Entlastung der großen Kopfbahnhöfe. Die Verkehrsbedürfnisse im Personenverkehr der österreichischen Hauptstadt bildete ihr lückenhaftes und nie vollendetes Netz hingegen nur unzureichend ab. Zudem konnte sich die ursprüngliche Stadtbahn gegenüber der günstigeren und häufiger verkehrenden Straßenbahn wirtschaftlich nicht durchsetzen und verursachte Jahr für Jahr steigende Defizite. Ferner vereinbarte die Commission für Verkehrsanlagen in Wien, der Eigentümer der Stadtbahn, nie eine Tarifgemeinschaft mit der Straßenbahn.
Der unbeliebte Dampfbetrieb wiederum galt bereits zur Eröffnung als technisch veraltet und sorgte in vielerlei Hinsicht für Probleme bei Anwohnern, Fahrgästen und der Infrastruktur selbst. Nach zwei erfolglosen Elektrifizierungsversuchen in den Jahren 1901 und 1906 verhinderte letztlich der Erste Weltkrieg die dringend erforderliche Modernisierung der Stadtbahn. Nach dem Zerfall der Habsburgermonarchie verlor der Staat in Folge der stark veränderten militärischen und verkehrlichen Rahmenbedingungen weitgehend das Interesse an der Stadtbahn, erschwerend hinzu kam die Wirtschaftskrise in der Nachkriegszeit. So endete der Dampfstadtbahnverkehr am 8. Dezember 1918 aufgrund von Kohlemangel weitgehend, lediglich die Vorortelinie blieb in Betrieb.

### Übernahme der Stadtbahn durch die Gemeinde Wien

#### Angebot an die Commission für Verkehrsanlagen in Wien im Sommer 1923

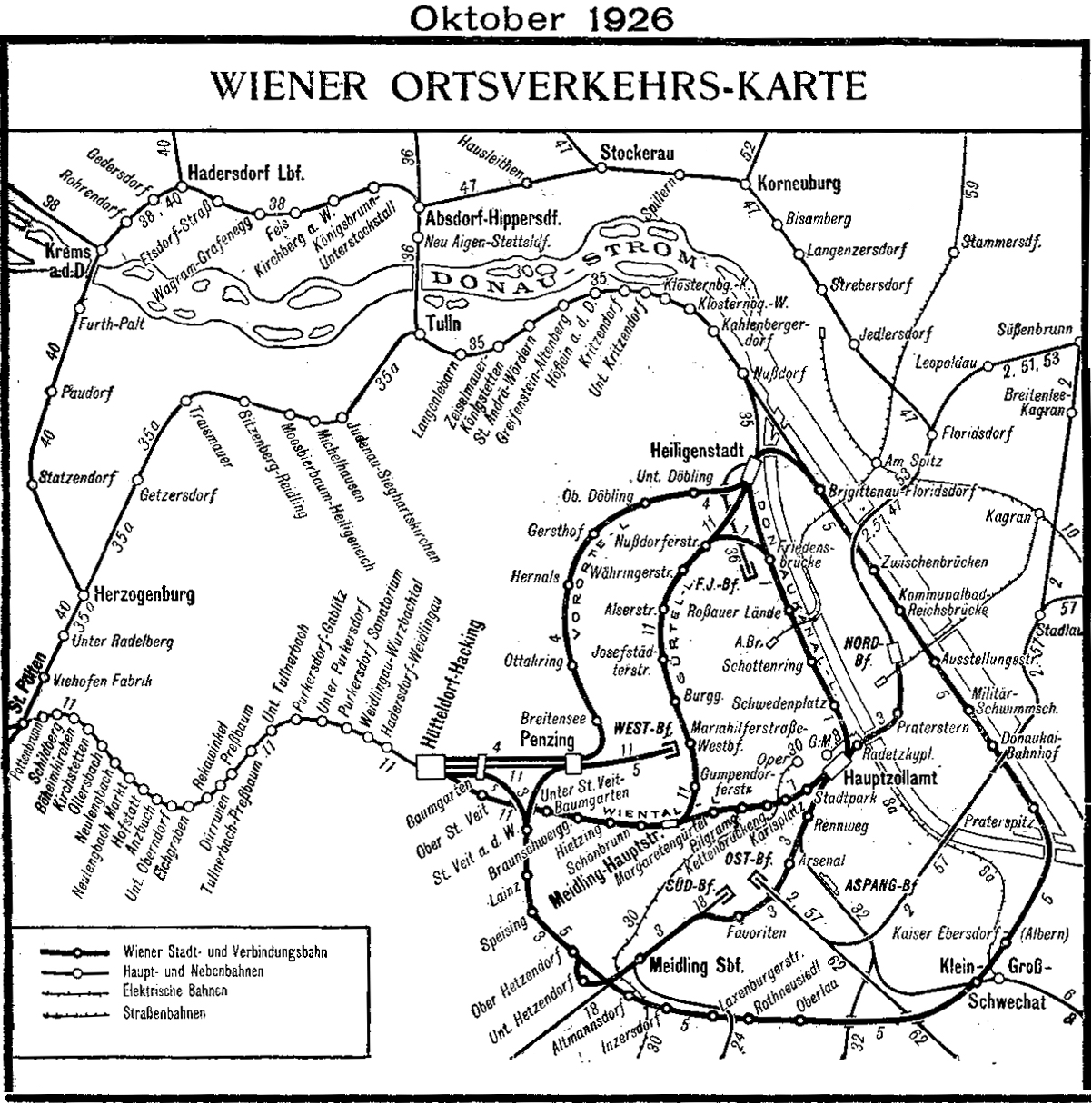
Gesamtnetz der Wiener Stadt- und Verbindungsbahn im Jahr 1926, zwischen den von der Gemeinde Wien übernommenen und den bei der Staatsbahn verbliebenen Abschnitten wird nicht unterschieden

Infolge des Desinteresses der Staatsbahn an den innerstädtischen Stadtbahnstrecken bemühte sich die Gemeinde Wien in den frühen 1920er Jahren selbst um die Wiederinbetriebnahme der weitgehend brachliegenden Verkehrsinfrastruktur. Sie wurde damit, neben dem kommunalen Wohnungsbau, zu einem der Großprojekte im Roten Wien. Denn nachdem sich die Lebensbedingungen zunehmend normalisierten und die Mobilität der Wiener Bevölkerung wieder zunahm, führte der weitgehende Stillstand der Stadtbahn zu einer Überlastung der Straßenbahn, die damals den gesamten Verkehr tragen musste.
Zur Verbesserung der Verhältnisse übermittelte der damalige Wiener Bürgermeister Jakob Reumann der Commission für Verkehrsanlagen in Wien am 23. August 1923 das Angebot, circa zwei Drittel des engeren Stadtbahnnetzes auf 30 Jahre unentgeltlich zu übernehmen, wofür sich die Stadtverwaltung verpflichtete, die betreffenden Strecken zu elektrifizieren und auf eigene Rechnung zu betreiben. Im Einzelnen handelte es sich dabei um folgende fünf Teilabschnitte:
| Name                | Strecke                                                               | Konzession | Länge           |
| ------------------- | --------------------------------------------------------------------- | ---------- | --------------- |
| Gürtellinie         | Meidling-Hauptstraße – Abzweigstelle Nußdorfer Straße – Heiligenstadt | Hauptbahn  | 8,317 Kilometer |
| Untere Wientallinie | Meidling-Hauptstraße – Hauptzollamt                                   | Lokalbahn  | 5,450 Kilometer |
| Obere Wientallinie  | Hütteldorf-Hacking – Meidling-Hauptstraße                             | Lokalbahn  | 5,334 Kilometer |
| Donaukanallinie     | Hauptzollamt – Heiligenstadt                                          | Lokalbahn  | 5,304 Kilometer |
| Verbindungsbogen    | Abzweigstelle Nußdorfer Straße – Brigittabrücke                       | Lokalbahn  | 1,154 Kilometer |

Für die Elektrifizierung hatte die Gemeinde Wien zuvor den notwendigen Sachkredit in Höhe von 185 Milliarden Österreichischen Kronen respektive 18,5 Millionen Schilling im Rahmen von Notstandsarbeiten bereitgestellt. Die bisherigen Verknüpfungen mit der Westbahn und der Franz-Josefs-Bahn konnten hierbei aus Kostengründen nicht mehr berücksichtigt werden. Jedoch fuhren beispielsweise im letzten Friedensjahr 1913 von den 41,2 Millionen Fahrgästen auf den innerstädtischen Strecken ohnehin nur 6,25 Millionen über Hütteldorf-Hacking und Heiligenstadt hinaus oder kamen von dort her. Ebenso hatte die Gemeinde Wien kein Interesse an der vergleichsweise gering frequentierten Vorortelinie am Stadtrand, zumal diese auch weiterhin für den sogenannten Überleitungsverkehr zwischen den Hauptbahnen notwendig war. Gleiches galt für die Verbindungsbahn Praterstern–Hauptzollamt–Meidling, die Verbindungsbahn Penzing–Meidling, die Donauländebahn und die Donauuferbahn. Sie lagen zwar ebenfalls noch im Stadtgebiet, gehörten aber zum sogenannten äußeren Netz der Dampfstadtbahn.

#### Ursprünglich geplante Vollintegration in das Straßenbahnnetz

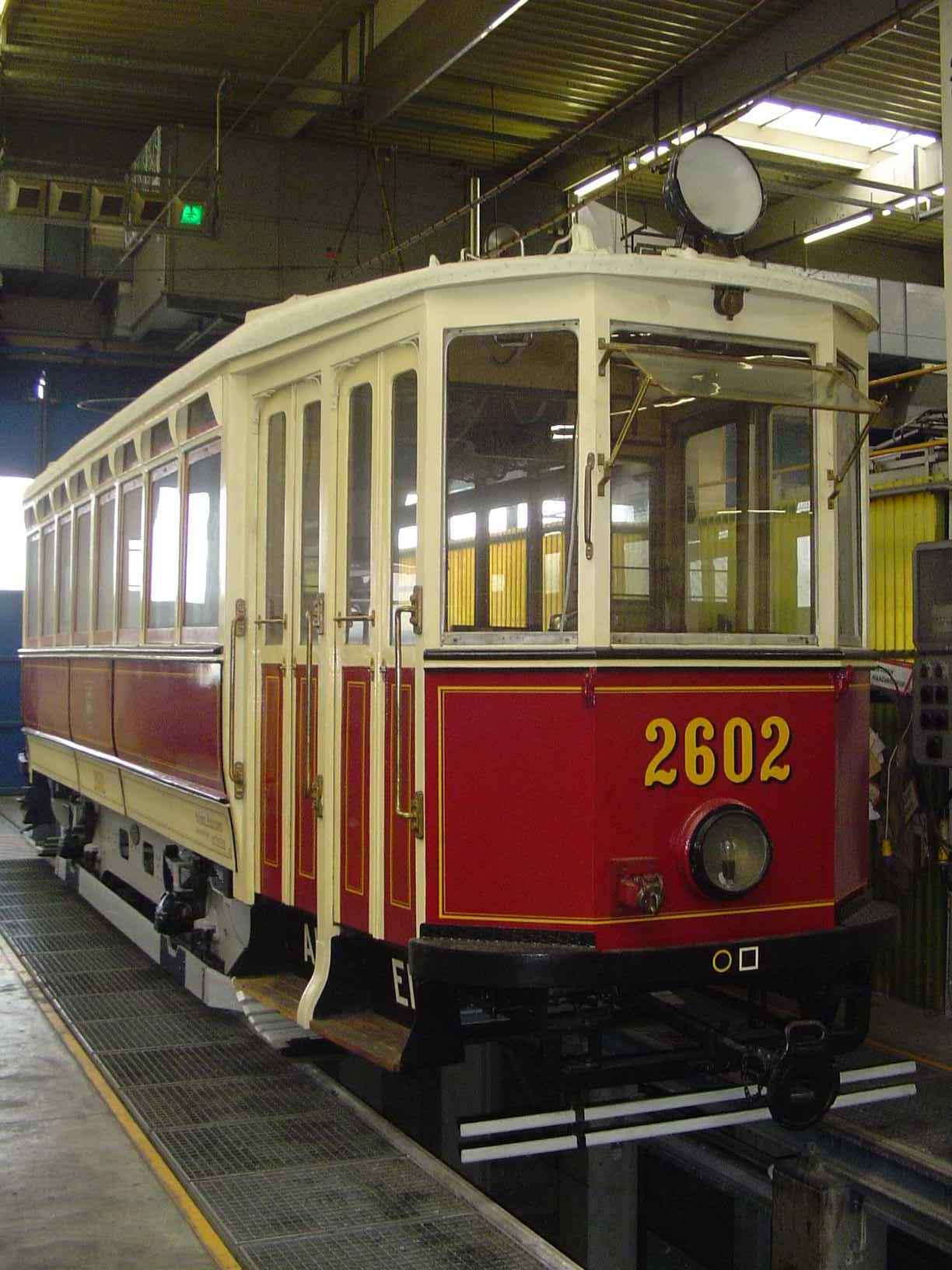
Gemäß ursprünglichen Planungen vom Sommer 1923 sollten auf der Stadtbahn diese Straßenbahntriebwagen der Type L zum Einsatz kommen

Gemäß den im Sommer 1923 gültigen Planungen des damaligen Straßenbahndirektors Ingenieur Ludwig Spängler sollten die oben genannten fünf Strecken provisorisch – das heißt bis zu einem perspektivisch weiterhin geplanten elektrischen Vollbahnbetrieb oder der Integration in ein künftiges Untergrundbahnnetz – als elektrische Straßenbahn mit Fahren auf Sicht und der im Stadtnetz üblichen Spannung von 600 Volt Gleichstrom betrieben werden. Hierbei wäre ein vollständiger Zusammenschluss mit dem Straßenbahnnetz erfolgt.
Als Fahrbetriebsmittel auf der Stadtbahn waren die aufgrund des seit 1918 schwächeren Verkehrs überzähligen Straßenbahnwagen vorgesehen. Darunter vor allem die zusammen 90 zwischen 1918 und 1921 gebauten Triebwagen der damaligen Type L sowie dazu passende Beiwagen der Typen m (ab 1930 k3) und m1 (ab 1930 k4). Aufgrund der starken Inflation in der Nachkriegszeit hatte die Straßenbahn im zweiten Halbjahr 1922 und im ersten Halbjahr 1923 nämlich mit einem bedeutenden Frequenzrückgang zu kämpfen. Die Zahl der beförderten Fahrgäste ging von rund 520 Millionen im Jahr 1921 auf 440 Millionen im Jahr 1922 zurück und erhöhte sich auch im ersten Halbjahr 1923 nur unbedeutend. Somit waren zum Zeitpunkt des Übernahmeangebots der Stadtbahn zahlreiche Straßenbahnwagen überzählig. Mit ihnen wäre zwar nur eine Höchstgeschwindigkeit von 30 bis 33 km/h möglich gewesen, was aber immer noch als sinnvoller betrachtet wurde, als die fortdauernde Betriebseinstellung der Stadtbahn, die ohne das Dazwischentreten der Gemeinde Wien noch auf Jahre hinaus geblieben wäre.
Vor allem aber plante die Gemeinde Wien 1923, angesichts der teils negativen Erfahrungen mit dem starken Ausflugsverkehr bei der Dampfstadtbahn, einen großen Teil ihres Wagenparks unter der Woche im Straßenbahnverkehr und an den Nachmittagen schöner Sonn- und Feiertage im hochsommerlichen Sommerfrische- und Bäderverkehr auf der Stadtbahn zu verwenden. Hierbei handelte es sich, abhängig vom Wetter, um etwa zehn bis zwanzig Tage im Jahr, an denen bis zu dreimal mehr Fahrgäste zu befördern waren als gewöhnlich. So erwartete der neue Betreiber allein auf der Strecke nach Hütteldorf-Hacking in Spitzenzeiten etwa 12.000 Fahrgäste stündlich. Von Vorteil war dabei, dass die stärksten Verkehrszeiten der Straßenbahn der Mai, der Oktober, der Friedhofsverkehr zu Allerheiligen am 1. November sowie die Wintermonate in schneereichen Jahren waren, während ihre Frequenz in den Monaten Juni bis September geringer war. Genau in diese Hochsommermonate fielen aber die Verkehrsspitzen bei der Stadtbahn. Lediglich in einem sehr heißen Juni konnte sich ein gleichzeitiger großer Wagenbedarf in beiden Betriebsteilen ergeben, sofern dieser schon für die Donaubäder in Betracht kam. Im Juni wies der Straßenbahnverkehr schon einen bedeutenden Frequenzrückgang auf. Außerdem traten im Frühsommer an den Straßenbahnwagen erfahrungsgemäß die geringsten Betriebsschäden auf, das heißt, die Straßenbahn konnte kurzzeitig auch mit der kleinsten zulässigen Fahrzeugreserve auskommen.
Die auf der Stadtbahn eingesetzten Straßenbahnwagen wären dabei nur geringfügig angepasst worden, vorgesehen war der Ersatz der Lyrastromabnehmer durch Scherenstromabnehmer sowie der Einbau von Druckluftbremsen. Die Verwendung von Straßenbahnwagen im Stadtbahnnetz betrachtete Direktor Spängler als zulässig, weil ja die für die Stadtbahn zu gewinnenden Fahrgäste zum überwiegenden Teil der Straßenbahn entzogen werden sollten. Neu beschaffen wollte man damals hingegen nur die für den Werktagsbetrieb auf den Stadtbahnstrecken nötigen Wagen, zuzüglich Reserve. So erschien es möglich, die Kosten für die Stadtbahnelektrifizierung auf das geringste Maß zu beschränken, zumal durch die Verwendung eines gemeinschaftlichen Wagenparks auch die Kosten für Remisen- und Werkstättenanlagen vermindert worden wären.

#### Kritik an der Degradierung zur Straßenbahn

Von Carl Hochenegg 1923 vorgeschlagener dreiteiliger Triebzug für den elektrischen Stadtbahnbetrieb, bestehend aus zwei Endtriebwagen und einem antriebslosen Mittelwagen

Von Beginn an war die Stadtbahnelektrifizierung der 1920er Jahre lediglich als Provisorium vorgesehen, durch das der späteren Einführung des elektrischen Vollbahnbetriebs nicht vorgegriffen werden sollte. Dennoch blieb die Umstellung einer Eisenbahnstrecke auf Straßenbahnbetrieb mit Fahren auf Sicht und der Abtrennung vom Eisenbahnnetz in der Fachwelt umstritten. Zu den Gegnern einer solchen Lösung gehörte der Elektrotechniker Carl Hochenegg, der 1923 sein bereits 1910 vorgestelltes Alternativkonzept überarbeitete. Dieses sah zwar ebenfalls einen Betrieb durch die Gemeinde Wien vor, jedoch sollte die Stadtbahn mit 1500 Volt Gleichstrom und unabhängig von der Straßenbahn betrieben werden. Hochenegg schlug Züge aus bis zu drei, jetzt dreiteiligen, Triebzügen mit partiell abgesenktem Fußboden vor, die über das Stammnetz hinaus auch bis Purkersdorf, heute Unter Purkersdorf, und Kritzendorf fahren sollten. Hierbei hätten, bis zu einem viergleisigen Ausbau der Franz-Josefs-Bahn, Streckennutzungsgebühren an die Staatsbahn entrichtet werden müssen.
Andere bezeichneten das neue Konzept als voreilige „Zwitterlösung“ und „Herabdrückung einer Vollbahn zur Kleinbahn“. Sie kritisierten die aufgrund der geringeren Wagenbreite der straßenbahnähnlichen Garnituren geringere Kapazität sowie den unpraktischen Umsteigezwang beim Ausflugsverkehr, der durch die Abtrennung der Anschlussstrecken der Fernbahnen in Hütteldorf und Heiligenstadt entstand.

#### Umplanung vom Herbst 1923
Der im Herbst 1923 einsetzende weitere Verkehrsaufschwung führte dann aber schon recht bald zu einer Modifizierung der ursprünglichen Pläne vom Sommer gleichen Jahres. In Folge des Anstiegs von 458 Millionen Fahrgästen im Jahr 1923 auf 567 Millionen im Jahr 1924, benötigte die Straßenbahn ihre vorhandenen Fahrzeuge wieder vollständig selbst, es mussten darüber hinaus zu Beginn des Jahres 1924 sogar neue Straßenbahnwagen beschafft werden. Dadurch kamen für die Stadtbahn ohnehin ausschließlich fabrikneue Fahrzeuge in Frage, und zwar auch für den Sonn- und Feiertagsverkehr. Von großem Vorteil war hierbei die Gleichartigkeit des gesamten Stadtbahnwagenparks.
In diesem Zusammenhang entschied sich die Gemeinde Wien für stärker motorisiertes Wagenmaterial, um eine Höchstgeschwindigkeit von 40 km/h erreichen zu können. Diese Entscheidung wiederum zog den Umbau der Signalanlagen und der Sicherungstechnik sowie eine eigenständige Stromversorgung mit sich. Als Spannung wählte man bei der Stadtbahn jetzt – abweichend vom Stadtnetz – 750 Volt Gleichstrom. Dank der Neubeschaffung konnten moderne mehrfachtraktionsfähige und mit einer Schützensteuerung ausgerüstete Triebwagen konstruiert werden. Damit waren deutlich längere Züge möglich, als damals im Straßenbahnverkehr üblich. Dies war insbesondere im Hinblick auf eine rasche und leichte Abwicklung des im Hochsommer zu erwartenden Massenverkehrs von Interesse.
Die neuen Fahrzeuge sollten dennoch auch im Straßenbahnnetz einsetzbar sein. Durch die Beschaffung von universell einsetzbaren Wagen wollte die Straßenbahndirektion zum einen sogenannte Übergangslinien zwischen ihren beiden Betriebsteilen ermöglichen, zum anderen wollte sie verhindern, dass zwei Drittel der Stadtbahnwagen an 345 bis 355 Tagen im Jahr keine Verwendung hätten. So war die damalige Überlegung, von den 150 Triebwagen die anlässlich der Inbetriebnahme der Stadtbahn neu beschafft wurden, nur 60 dauerhaft im Stadtbahnverkehr, die übrigen 90 aber in der Woche im Straßenbahnnetz und nur an wenigen heißen Sommertagen auf der Stadtbahn einzusetzen. Gleichzeitig war geplant, 128 alte, kleine Straßenbahntriebwagen zu Beiwagen umzubauen. Dies wäre möglich gewesen, weil die neuen, großen und schweren Triebwagen zwei große Beiwagen ziehen konnten und die dadurch verbundene Kapazitätserhöhung zu einem verminderten Personalbedarf und damit zu bedeutenden Einsparungen geführt hätte. Effektiv hätte sich der Gesamtbestand an Triebwagen im Jahr 1925 somit nur um 22 Stück erhöht. Doch waren die Wiener vom Aussehen der ersten Stadtbahnwagen enttäuscht, weil die Stadtbahn – anstatt der allgemein erwarteten vierachsigen Drehgestellwagen – wegen der Einsatzmöglichkeit im Straßenbahnnetz nur Zweiachser bekam.
Zu diesem wechselseitigen Einsatz kam es letztlich nie, allerdings setzte die Gemeinde Wien einige – auf der Stadtbahn nicht benötigte – Wagen ab 1926 im reinen Straßenbahnverkehr ein.

#### Vertragsabschluss und Ausstiegsklausel

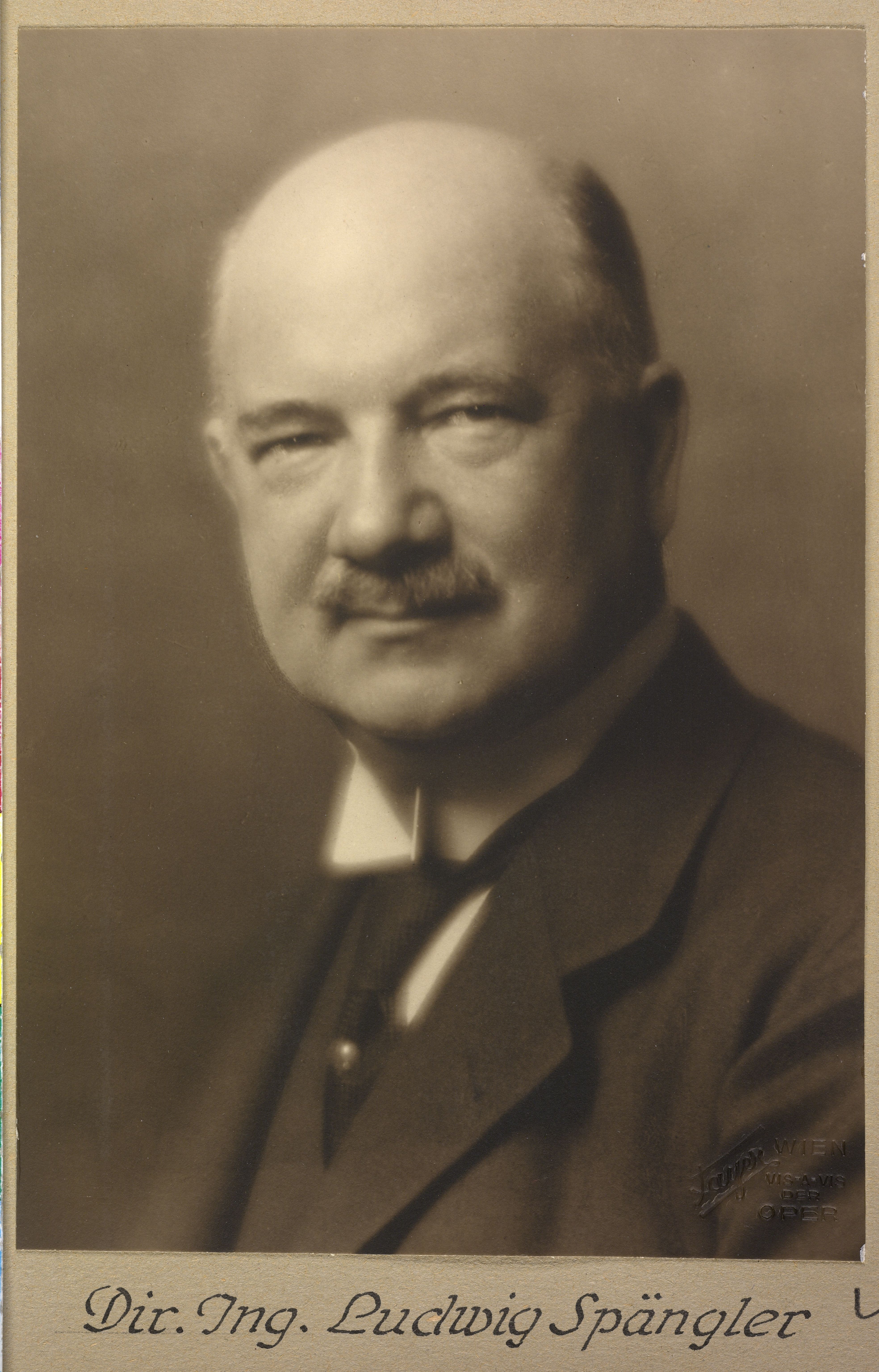
Straßenbahndirektor Ingenieur Ludwig Spängler (1865–1938) gilt als einer der Schöpfer der Wiener Elektrischen Stadtbahn

Erst nach langwierigen Verhandlungen, die am 22. Oktober 1923 begannen, gelang es Bürgermeister Reumanns Nachfolger Karl Seitz, der erst seit dem 13. November 1923 im Amt war, das Übereinkommen mit der Staatsbahn am 1. Dezember 1923 abzuschließen. Jedoch war die Eigentümerin der Stadtbahn aufgrund der politischen Entwicklungen nach dem Ersten Weltkrieg beschlussunfähig. Ersatzweise erhielten deshalb die – mittlerweile aus den k.k. Staatsbahnen hervorgegangenen – Österreichischen Bundesbahnen (ÖBB) die Ermächtigung zum Vertragsabschluss mit der Gemeinde Wien. Geregelt wurde dies per Bundesgesetzblatt Nummer 20 vom 11. Jänner 1924, das rückwirkend mit Datum vom 21. Dezember 1923 in Kraft trat. Gemäß einem am 12. und 13. März 1924 unterzeichneten Vertrag pachtete die Gemeinde Wien schließlich die fünf oben genannten Strecken. Schon zuvor war dabei vereinbart worden, dass „der kleinbahnmäßige Betrieb nur auf die Zeit von 30 Jahren geführt wird und die Möglichkeit offensteht, bei unvorhergesehener Entwicklung der Verkehrsverhältnisse, ihn schon vor Ablauf dieser Zeit durch Kündigung des Benutzungsvertrages zu beseitigen“.
Insbesondere wurde 1923 eine Klausel vereinbart, welche die Österreichischen Bundesbahnen berechtigte, den Vertrag mit der Gemeinde Wien schon nach zehn Jahren aufzulösen, falls die Stadtbahnstrecken zur Einrichtung eines elektrischen Vollbahnbetriebs benötigt würden. Die in verschiedenen Publikationen vertretene Ansicht, dass aufgrund des bereits nach zehnjähriger Laufzeit kündbaren Vertrages, 1925 für die Stadtbahn nur Straßenbahnwagen beschafft wurden, erwies sich hingegen als falsch. Im Gegenteil wurde nämlich, gerade wegen des nur als Provisorium angesehenen Straßenbahnbetriebs, diese frühzeitige Kündigungsmöglichkeit im Vertrag vorgesehen.
Als Schöpfer der Wiener Elektrischen Stadtbahn gelten, neben Straßenbahndirektor Spängler, Altbürgermeister Reumann und Bürgermeister Seitz, Vizebürgermeister und Stadtrat Georg Emmerling – der damals oberster Chef des Wiener Verkehrswesens war – sowie Stadtrat Hugo Breitner. Letzterer gewährleistete mit seinen Luxussteuern, den sogenannten „Breitner-Steuern“, die Finanzierung des Vorhabens.
Die Elektrifizierung der Stadtbahn hatte für die Gemeindeverwaltung eine große Bedeutung. So ließen die Wiener Sozialdemokraten, noch während der Verhandlungen zur Übernahme derselbigen, vom Grafiker Victor Theodor Slama eigens ein entsprechendes Wahlplakat für die zusammengelegte National- und Gemeinderatswahl vom 21. Oktober 1923 entwerfen. Es zeigt, neben einem Arbeiter, Gemeindebauten, einem Haus der Siedlerbewegung, einem Kinderfreibad sowie einer Lungenheilstätte, einen Drei-Wagen-Zug der elektrischen Stadtbahn und bescherte der Partei bei der Wahl einen durchschlagenden Erfolg. Eigens zur Eröffnung der elektrischen Stadtbahn kreierte Slama schließlich im Mai 1925 ein weiteres Plakat, welches das neue Verkehrsmittel motivlich in den Mittelpunkt stellte.

#### Übergabe der Infrastruktur
Die einzelnen Abschnitte des Stadtbahnnetzes konnten erst einige Monate nach Vertragsabschluss und nur etappenweise an die Gemeinde Wien übergeben werden, wobei diese ihre ersten neuen Stadtbahnwagen schon im Feber 1924 bestellte. Den Anfang machten am 18. und 25. April 1924 die Gürtellinie von Michelbeuern bis Heiligenstadt, die Donaukanallinie, der Verbindungsbogen und die Untere Wientallinie, die Bahnhöfe Heiligenstadt und Hauptzollamt erst nach entsprechenden Gleisumbauten durch die Staatsbahn. Am 6. und 8. Oktober 1924 gelangten dann auch die Gürtellinie von Michelbeuern bis Meidling-Hauptstraße und die Obere Wientallinie endgültig zur Gemeinde Wien. Diese Zweiteilung der Gürtellinie war notwendig geworden, weil die Staatsbahn den dampfbetriebenen Überleitungsverkehr zwischen Hütteldorf-Hacking und Alser Straße noch bis zum Ablauf des Sommerfahrplans am 30. September 1924 aufrechterhielt. Straßenbahndirektor Spängler nennt sogar erst den 10. Oktober 1924 als finales Übergabedatum der Anlagen.

#### Beginn der Umbauarbeiten

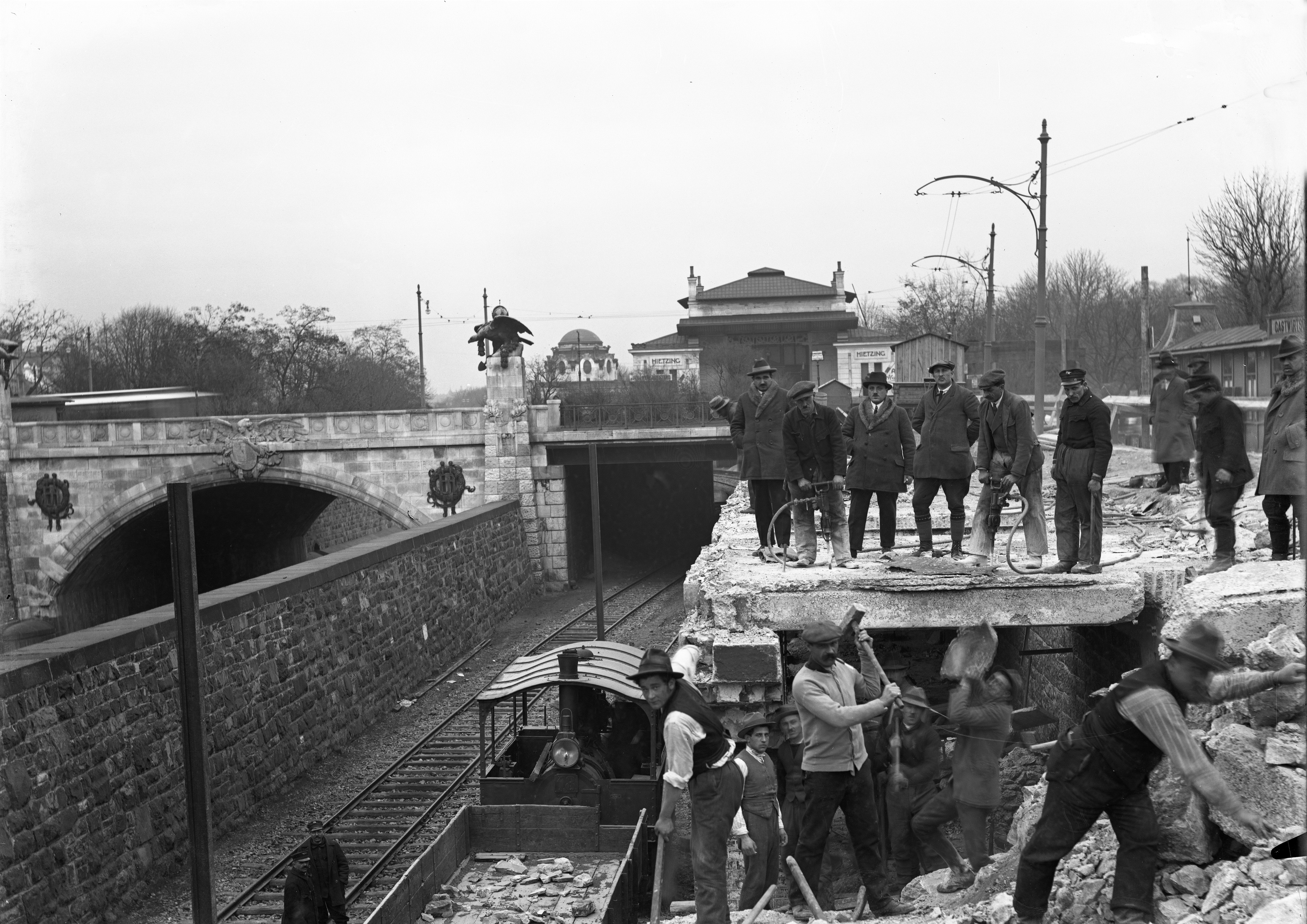
Dampftramwaylokomotive mit einem Bauzug in Hietzing, wo bei der Elektrifizierung eine neue Wendeanlage entstand

Letztlich begannen die Elektrifizierungsarbeiten am 26. Mai 1924 in Heiligenstadt, schon am 27. Mai 1924 ging in Michelbeuern ein Anschlussgleis zwischen der Strecke der Straßenbahnlinie 8 und dem Gleis 2 des Frachtenbahnhofs in Betrieb, während den Zügen der Bundesbahnen weiterhin das Gleis 1 als Ausziehgleis bis zu einem provisorischen Gleisabschluss beim Streckenkilometer 5,2 zur Verfügung stand. Erst ab dem 12. September 1924 konnten die Bauarbeiten dann auch von Hütteldorf-Hacking aus vorangetrieben werden.
Zur Beförderung der erheblichen Mengen an Zement, Betonsand, Oberbauschotter und Oberbau-, Oberleitungs-, und sonstigem Material für die Bahnausrüstung sowie zur Abfuhr des Bauschutts und zur Beförderung der Montagezüge usw. standen während der ganzen Bauzeit drei bis vier Bauzüge mit Dampflokomotiven, später auch Benzinmotorwagen, in Verwendung. Sie bestanden vor allem aus Fahrzeugen der ehemaligen Dampftramway-Gesellschaft vormals Krauss & Comp., darunter waren die Kastenlokomotiven 5, 12, 13, 15, 18 und 22, die mit Arbeitsplattformen auf den Dächern versehenen Dampftramwaybeiwagen 5, 9, 25, 31, 57, 61, 73, 75, 77, 79, 81 und 98, ergänzt um Güterwagen der Dampftramway wie auch der Straßenbahn. Die von der Staatsbahn eintreffenden Wagen mit Baumaterialien wurden, bis zur Entfernung der dortigen Weichenverbindung, im Bahnhof Hauptzollamt überstellt. Die Elektrifizierungsarbeiten waren in mehrere Baulose aufgeteilt und wurden von den Unternehmen AEG, ELIN, den Österreichischen Brown, Boveri Werken (BBC) und den Österreichischen Siemens-Schuckert-Werken (ÖSSW) durchgeführt.
Letztlich stand nur eine vergleichsweise kurze Bauzeit zur Verfügung, weil der elektrische Betrieb zwischen Hütteldorf-Hacking und Michelbeuern, gemäß einer Vereinbarung mit den Österreichischen Bundesbahnen, schon zu Beginn der Ausflugssaison beziehungsweise im Sommer 1925 aufgenommen werden sollte. Einer weiteren Quelle zufolge war noch im Jänner 1925 der 1. Mai 1925 als Wiederinbetriebnahmedatum geplant.
Abgesehen von der Elektrifizierung mussten vor der Wiederinbetriebnahme die Stationsgebäude, die Stiegenanlagen und die Bahnsteige einer durchgreifenden Instandsetzung unterzogen werden. Ebenso war es notwendig, die Brückentragwerke zu entrosten und teilweise neu zu streichen. Überdies bedurfte auch der Oberbau einer gründlichen Erneuerung. Es wurden das gesamte Schotterbett, fast fünf Prozent der Schwellen sowie viele gebrochene Laschen und Schienen ausgetauscht. Nebenbei entfernte die Gemeinde Wien 1924 die kaiserlichen Monogramme über den Portalen der Stationen.
Bei den Hochbauten und den Gleisarbeiten wurden bis Ende Mai 1925 140.000 Arbeitsschichten, 6000 Fuhrwerksschichten, 25.100 Kubikmeter Erdaushub, 2500 Kubikmeter Mauerabbruch, 12.000 Kubikmeter Beton, 1400 Kubikmeter Ziegelmauerwerk, 8000 Kubikmeter Oberbauschotter, 2100 Kubikmeter Holzkonstruktion, 180 Tonnen Eisenkonstruktion aufgewendet. Es wurden 6500 Meter neue Gleise, 62 neue Weichen sowie 14.000 Stück Schwellen und Extrahölzer verlegt, außerdem 45.000 Tonnen Waren befördert. Für die Mast- und Jochbefestigung wurden 4500 Löcher maschinell und 1500 handgebohrt.
Nach der Arlbergbahn im Jahr 1923 und der Salzkammergutbahn im Jahr 1924 war die Wiener Stadtbahn erst die dritte nach dem Ersten Weltkrieg neu elektrifizierte österreichische Bahnstrecke überhaupt. 1919 ging darüber hinaus schon die Lokalbahn Peggau–Übelbach in Betrieb, die von Beginn an elektrifiziert war.

#### Trennung vom restlichen Eisenbahnnetz
Der Pachtvertrag zwischen den Österreichischen Bundesbahnen und der Gemeinde Wien führte, über die Elektrifizierung hinaus, zu einer ganzer Reihe weiterer Umbau- und Adaptierungsarbeiten. So trennte die Stadtverwaltung die Stadtbahn an den Knotenbahnhöfen Hauptzollamt, Heiligenstadt und Hütteldorf-Hacking betrieblich vom restlichen österreichischen Eisenbahnnetz und verknüpfte sie im Gegenzug an der Gumpendorfer Straße und in Michelbeuern mit dem Straßenbahnnetz. Damit war die elektrische Stadtbahn fortan ein sogenannter Inselbetrieb im Eisenbahnnetz. Es entstanden die drei neuen Bahnstationen Hauptzollamt W.E.St., Heiligenstadt W.E.St. und Hütteldorf-Hacking W.E.St. Betrieblich gesehen handelte es sich dabei ab 1925 um einen Berührungsbahnhof und zwei Anschlussbahnhöfe.
Zudem waren die Strecken ab der Elektrifizierung etwas kürzer. So begann die Obere Wientallinie in Hütteldorf-Hacking fortan nicht mehr beim Kilometer 0,000, sondern erst beim Kilometer 0,075, bezogen auf die Schleifenmitte. Auf der Gürtellinie lag die neue Endstation Heiligenstadt, wiederum bezogen auf die Schleifenmitte, jetzt schon beim Kilometer 8,317 statt zuvor beim Kilometer 8,407. Die Donaukanallinie verkürzte sich sogar um 328 Meter, weil sie jetzt vor dem Bahnhof Heiligenstadt in die Gürtellinie einmündete.
An den beiden Endstationen ließ die Straßenbahngesellschaft speziell für die elektrische Stadtbahn zwei neue separate Aufnahmsgebäude, zwei neue Betriebsgebäude und neue Bahnsteige errichten. Angesichts der damals noch nicht absehbaren Nutzungsdauer erhielten Letztere dabei nur eine einfache Holzüberdachung.

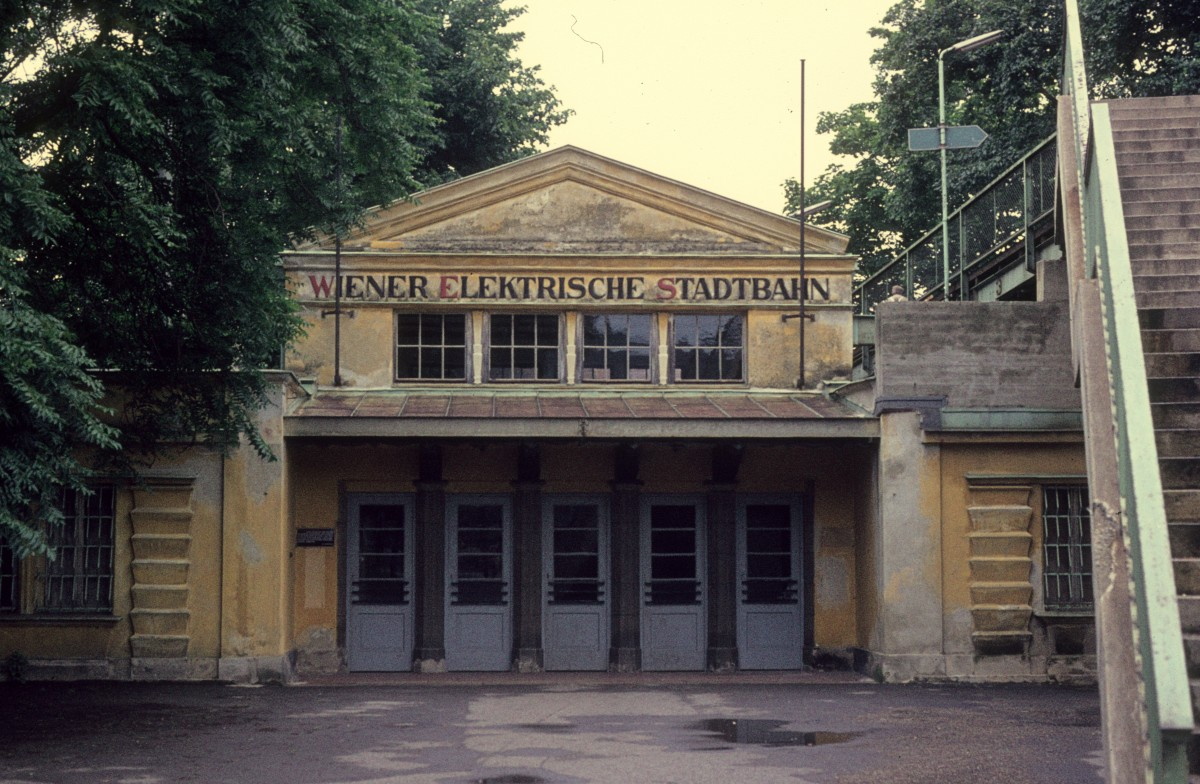
Im Zuge der Kommunalisierung speziell für die elektrische Stadtbahn entstandenes Aufnahmsgebäude in Hütteldorf-Hacking
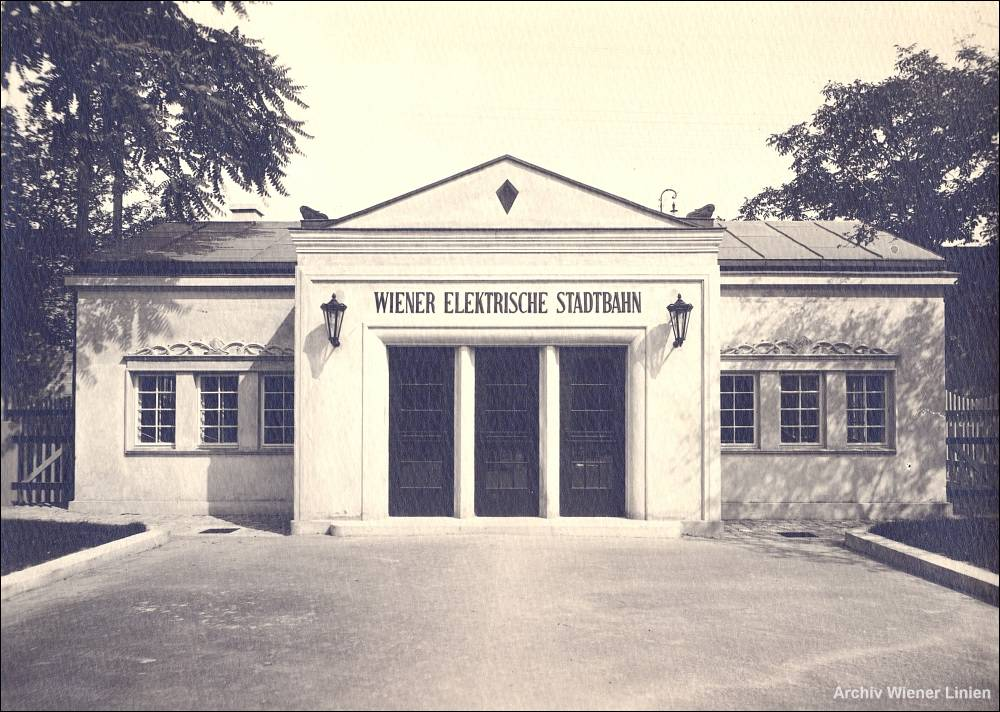
In Heiligenstadt entstand 1925 ebenfalls ein zusätzliches neues Aufnahmsgebäude
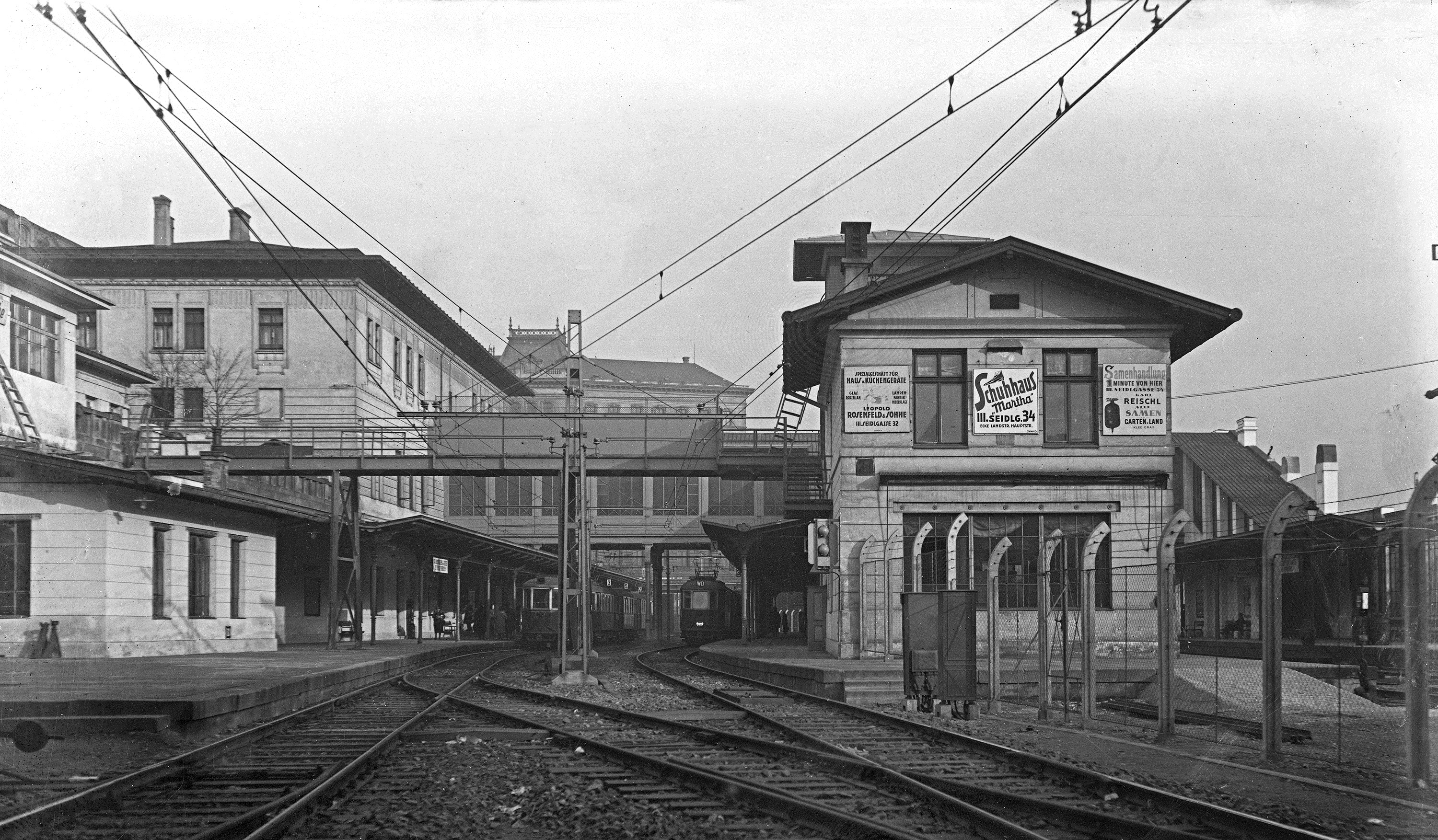
Am Hauptzollamt trennte ab 1925 der rechts sichtbare Zaun die beiden Bahnhofsteile

#### Rechtlicher Status ab 1925

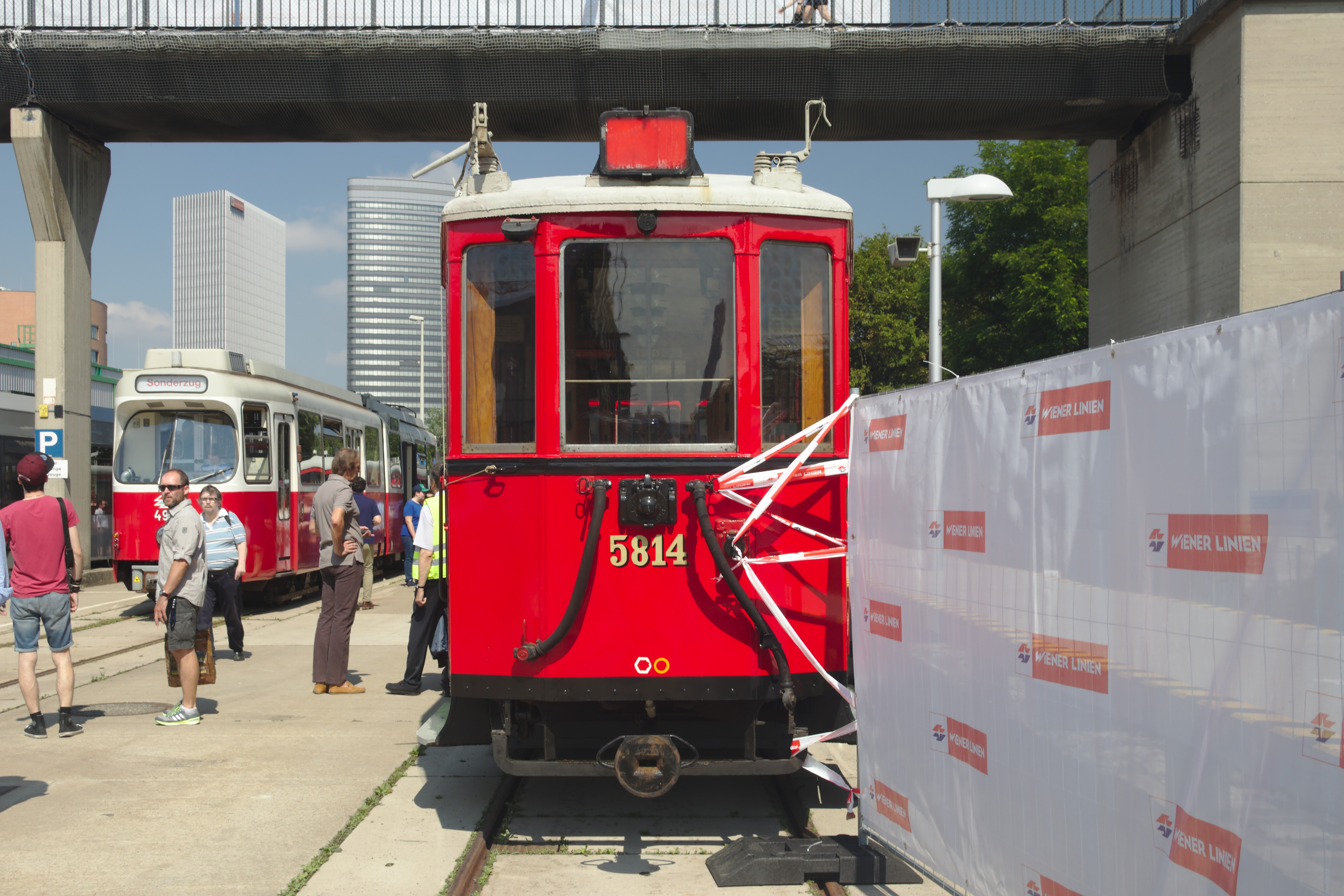
Museal erhaltener Beiwagen 5814 mit roter Dachsignalscheibe als Zugschlusssignal

Trotz ihrer Abtrennung vom nationalen Schienennetz und dem Schnellstraßenbahnbetrieb mit unmittelbarem Wagenübergang von und zum Straßenbahnnetz blieb die elektrische Stadtbahn formalrechtlich auch nach 1925 zunächst noch eine Eisenbahn. Als solche waren ihre Strecken beispielsweise auch weiterhin im amtlichen Kursbuch aufgeführt. Dort waren die Untere Wientallinie, die Donaukanallinie und der Verbindungsbogen unter der Tabellennummer 1 zu finden, während der Gürtellinie die Nummer 11 zugeteilt war. Die Obere Wientallinie wiederum war unter beiden Nummern aufgeführt.
Mit der Kommunalisierung entfiel die Unterscheidung nach Wagenklassen, an Stelle der zweiten respektive dritten Klasse trat eine nicht näher bezeichnete Einheitsklasse analog zur Straßenbahn. De facto entsprach die Holzbestuhlung der neuen Wagen aber komfortmäßig der dritten Klasse bei der Eisenbahn, die sogenannte Polsterklasse entfiel hingegen komplett. Zudem waren bei der elektrischen Stadtbahn anfänglich nicht mehr alle Wagen beheizt, sondern nur noch die Triebwagen, nicht aber die Beiwagen. Erst in späteren Jahren erhielten auch die Beiwagen je zwei Frischstromheizkörper.
Deutlich reduziert wurden 1925 zudem die Raucherwagen. Während bei der Dampfstadtbahn noch in acht von zehn Wagen geraucht werden durfte, waren bei der elektrischen Stadtbahn in der Regel nur noch der zweite und der vorletzte Wagen eines Zweiachserzuges, bei Dreiwagenzügen entsprechend nur der mittlere Wagen, als Raucherwagen ausgewiesen. Deren Kennzeichnung erfolgte flexibel über schwarz-weiße Tafeln im Format eines Zuglaufschilds, die statt jenem in die entsprechenden Halterungen eingehängt wurden. Die Nichtraucherwagen waren im Gegensatz dazu nicht explizit beschildert.
Mit der Elektrifizierung endete ferner die Beförderung von Aufgabegepäck in speziellen Gepäckabteilen, mit dem nicht mehr praktizierten Übergang auf die Lokalstrecken der Staatsbahn benötigten die elektrischen Stadtbahnzüge außerdem keine Toiletten mehr. Entsprechend der Konzeption als Straßenbahnwagen besaßen die neuen Triebwagen zur Abgabe von Warnsignalen nur die übliche fußbediente Warnglocke. Eine Druckluftpfeife war, trotz vorhandener Druckluft, nicht vorgesehen. Auch das, bei der Dampfstadtbahn bereits vorhandene, Dreilicht-Spitzensignal entfiel zugunsten eines einfachen, mittig angeordneten, Scheinwerfers. Eine zusätzliche Lichtquelle ergab sich durch die beleuchtete Liniensignalanzeige auf dem Dach. Beim Zugschlusssignal war es ähnlich. Statt den bei der Dampfstadtbahn üblichen drei roten Laternen, besaß die elektrische Stadtbahn bis 1946/1947 nur eine rote Dachsignalscheibe. Danach wurde die rote Schlussscheibe wegen der aufwändigen Manipulation beim Wenden in Stockgleisen auf den Scheinwerfer aufgesteckt.

#### Neue Wendeanlagen

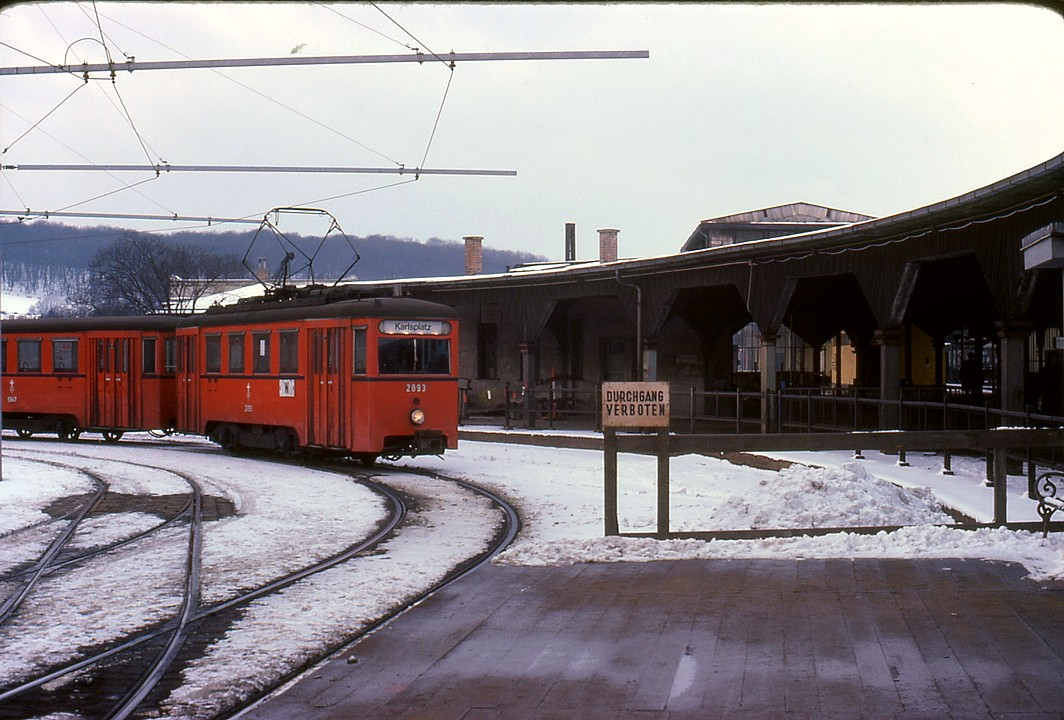
Ein Stadtbahnzug wendet ohne Fahrgäste in Hütteldorf-Hacking, im Vordergrund der Abfahrtsbahnsteig. Typisch für die beiden Endstationen Hütteldorf-Hacking und Heiligenstadt waren die simplen hölzernen Überdachungen sowie die Rillenschienen und der Einfachfahrdraht im Schleifenbereich.

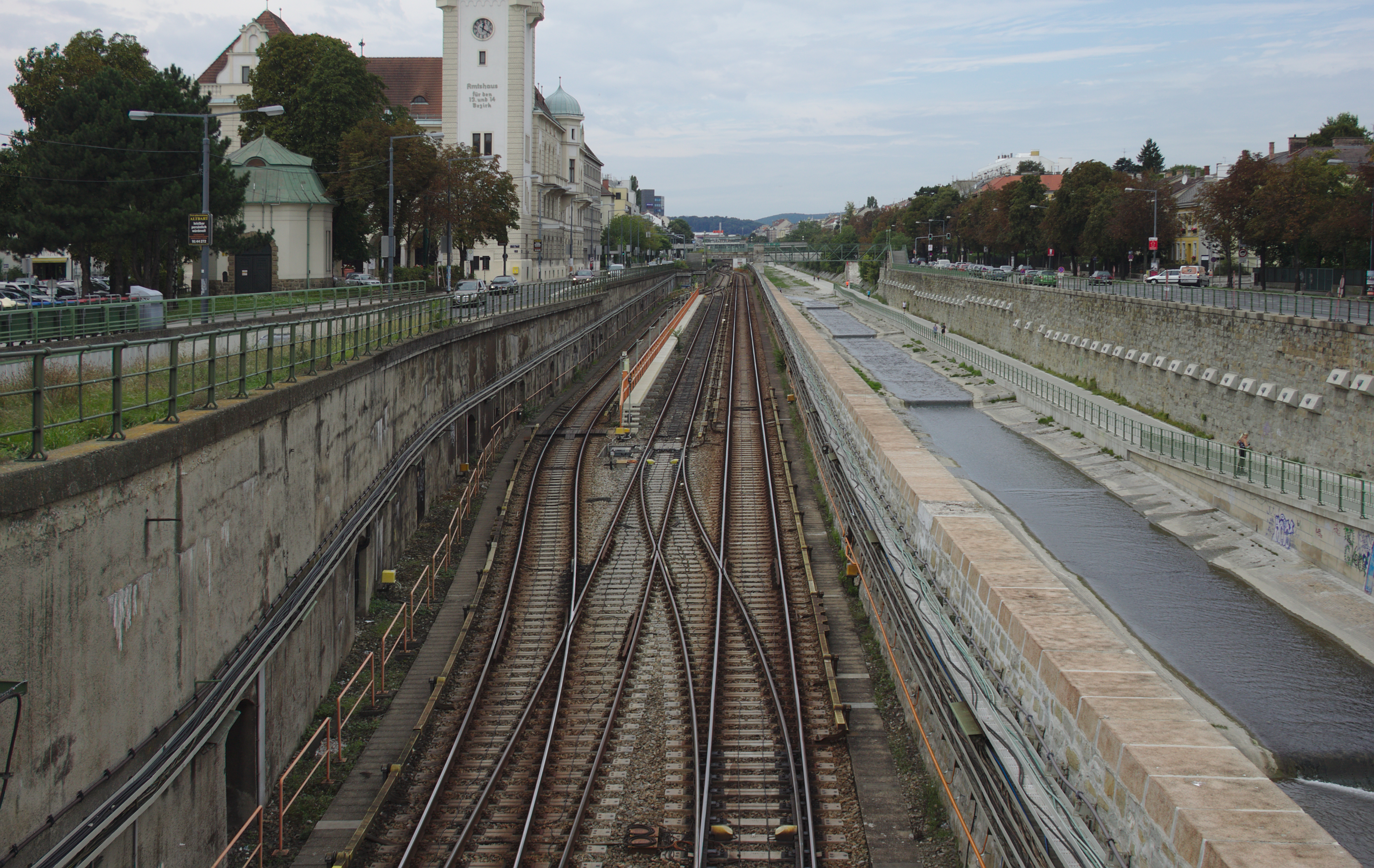
Die 1925 für die Stadtbahn gebaute Wendeanlage in Hietzing dient heute der U-Bahn

Obwohl auch die elektrischen Stadtbahnwagen Zweirichtungswagen waren, entstanden zwecks einfacherem Betriebsablauf in Heiligenstadt und Hütteldorf-Hacking Wendeschleifen. Sie basieren auf den ursprünglichen Plänen zur Verwendung von Drei-Wagen-Zügen der Straßenbahn, die in deutlich dichterem Takt gefahren wären, als die letztlich eingesetzten elektrischen Stadtbahnzüge mit bis zu neun Wagen. Beide Schleifen verfügten über ein Überholgleis und wurden im Uhrzeigersinn und damit ohne Gleiskreuzung durchfahren, aufgrund getrennter Bahnsteige erfolgte dies ohne Fahrgäste. Weil alle vier Bahnsteige in den beiden genannten Endstationen im geraden Gleisbereich lagen, waren auf dem Weg von und zur Straße sowie beim Übergang von und zu den Staatsbahnzügen relativ weite Wege zurückzulegen. Abweichend vom restlichen Streckennetz lagen in den Schleifen Rillenschienen statt Vignolschienen, zudem galt dort eine abweichende Höchstgeschwindigkeit von nur 15 km/h.
Ansonsten wendeten die Stadtbahnzüge überall per Fahrtrichtungswechsel. In Hietzing ging dabei 1925 eine neue Wendeanlage in Betrieb, fortan mussten – dem tatsächlichen Bedarf entsprechend – nicht mehr alle Züge zwangsweise bis und ab Hütteldorf-Hacking geführt werden.

#### Anpassung der Gleislage in den Stationen an die schmäleren Fahrzeuge

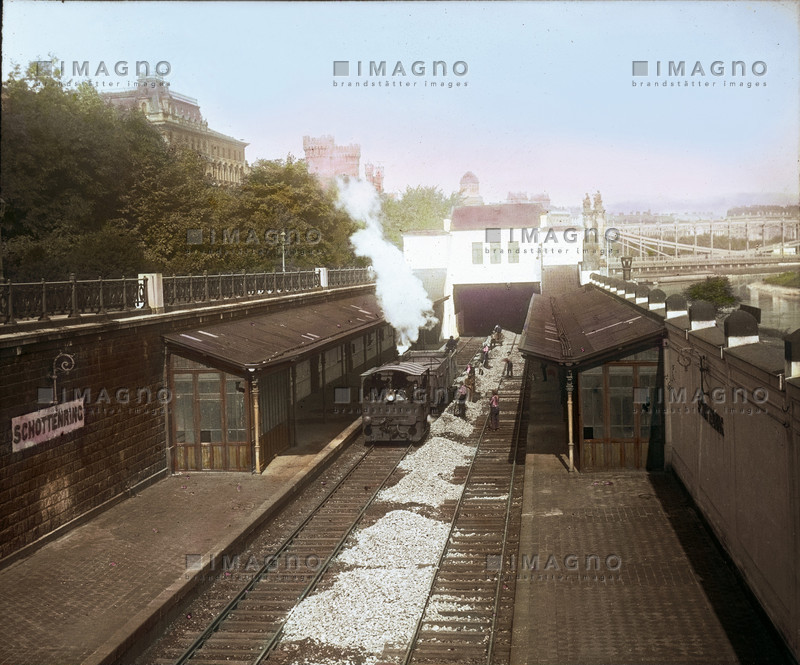
Anpassungsarbeiten in der Station Schottenring: das rechte Gleis ist bereits an den Bahnsteig herangerückt, die Aufschotterungsarbeiten sind in vollem Gang, die Oberleitung fehlt noch

Weil die Wagenkästen der neuen elektrischen Stadtbahnwagen – analog zum wesentlich engeren Lichtraumprofil im Straßenbahnnetz – nur noch 2240 Millimeter breit waren, und damit 910 Millimeter schmäler als die 3150 Millimeter messenden Personenwagen der Dampfstadtbahn, mussten die Gleise in den Stationen jeweils um 450 Millimeter näher an die Bahnsteigkanten gerückt werden. Der Abstand zur Gleismitte reduzierte sich damit, von ursprünglich 1650 Millimetern, auf nur noch 1200 Millimeter.
Bei den Hochbahnstationen Gumpendorfer Straße, Josefstädter Straße, Alser Straße und Währinger Straße wurde der Normalabstand zwischen Gleis und Bahnsteig teilweise durch Verbreiterung des Bahnsteigs hergestellt. Mit Rücksicht auf den Stromabnehmer der Triebwagen mussten außerdem die Bahnsteigdächer einiger im scharfen Bogen gelegenen Haltestellen verschmälert werden.
Die geringere Breite der neuen Fahrzeuge hatte zudem deutlichen Einfluss auf das Verhältnis zwischen Sitz- und Stehplätzen. So betrug der Sitzteiler bei der Dampfstadtbahn noch 2+2 in der zweiten und 3+2 in der dritten Wagenklasse, während die elektrische Stadtbahn nur einen solchen von 2+1 aufwies. Damit standen, statt zuvor 36 in der zweiten und 44 in der dritten Wagenklasse, nur noch 24 Sitzmöglichkeiten je Wagen zur Verfügung. Dies wurde durch die größere Stehplatzkapazität der Plattformen kompensiert. Bei Überfüllung konnten so bis zu 99 Personen je Wagen befördert werden, während es bei der Dampfstadtbahn höchstens 91 waren.
Ferner kam die elektrische Stadtbahn ohne die Überleitstellen für Bauzüge aus, die bei der Dampfstadtbahn in bestimmten Haltestellen eingerichtet waren. Sie wurden im Zuge der Umbauarbeiten entfernt.

#### Reduzierung der Bahnsteighöhe
Gleichzeitig mit dem Heranrücken an die Bahnsteige wurden die Gleise im Zuge der Elektrifizierung um 15 beziehungsweise 16 Zentimeter aufgeschottert, ihre neue Höhe betrug somit nur noch 35 respektive 34 Zentimeter über Schienenoberkante. Durch diese Maßnahmen reduzierte sich die maximal nutzbare Länge der Bahnsteige von 120 auf 115 Meter. Da bei der elektrischen Stadtbahn im Vergleich zur Dampfstadtbahn sowohl die Lokomotive als auch die beiden Gepäckabteile an den Zugenden entfielen, wirkte sich dies nicht auf die Kapazität aus. So bestand ein Zug der alten Stadtbahn aus maximal acht ganzen und zwei halben zweiachsigen Personenwagen, ein solcher der neuen Stadtbahn hatte höchstens neun zweiachsige Wagen.
Die Aufschotterung verhinderte vor allem, dass die niedrigste Stufe der Wagen tiefer als der Bahnsteig gelegen hätte. Diese wiederum war für den Betrieb im Straßenraum unverzichtbar, wo teilweise direkt von der Fahrbahn aus eingestiegen wurde. Letztlich bestand bei der elektrischen Stadtbahn ungefähr derselbe Höhenunterschied zwischen dem Bahnsteig und der untersten Wagentrittstufe wie zuvor bei der Dampfstadtbahn, jedoch mussten die Fahrgäste anschließend nur noch eine – statt zuvor drei – Stufen überwinden, um die 745 Millimeter hohen Einstiegsplattformen zu erreichen. Im Wagen selbst war, zwischen Plattform und Fahrgastraum, noch eine weitere – 200 Millimeter hohe – Stufe zu bewältigen.
Die neuen Einstiegsverhältnisse wirkten sich positiv auf die Fahrgastwechselzeiten in den Stationen aus, zumal für die 1,2 Meter breiten Türöffnungen anfangs zusätzlich eine spezielle Fahrgastflussregelung bestand. Nach dieser waren die Reisenden ursprünglich angehalten, die Wagen über die Außenseite der Plattform zu betreten, während die Aussteigenden den Wagen über die jeweilige Innenseite der Plattform – das heißt den direkt an den Fahrgastraum angrenzenden Bereich – verlassen sollten, um sich nicht gegenseitig zu behindern. Diese Richtungsregelung war seinerzeit auch bei vielen Wiener Straßenbahntypen üblich, setzte sich in Wien jedoch langfristig weder bei der Stadtbahn noch bei der Straßenbahn durch. Im Gegenzug konnten sich die Reisenden bei der elektrischen Stadtbahn aufgrund der fehlenden Wagenübergänge nicht mehr so gleichmäßig über den gesamten Zug verteilen wie bei der Dampfstadtbahn.
Die Trennungsbahnhöfe Meidling-Hauptstraße und Brigittabrücke/Friedensbrücke waren aufgrund ihrer Umstiegsfunktion ferner die einzigen Stationen, die statt Außenbahnsteigen über Mittelbahnsteige verfügten. In diesem Fall stiegen die Fahrgäste ausnahmsweise auch auf der rechten Seite ein und aus.

#### Adaptierung der Gleisanlagen für den Betrieb mit Straßenbahnwagen

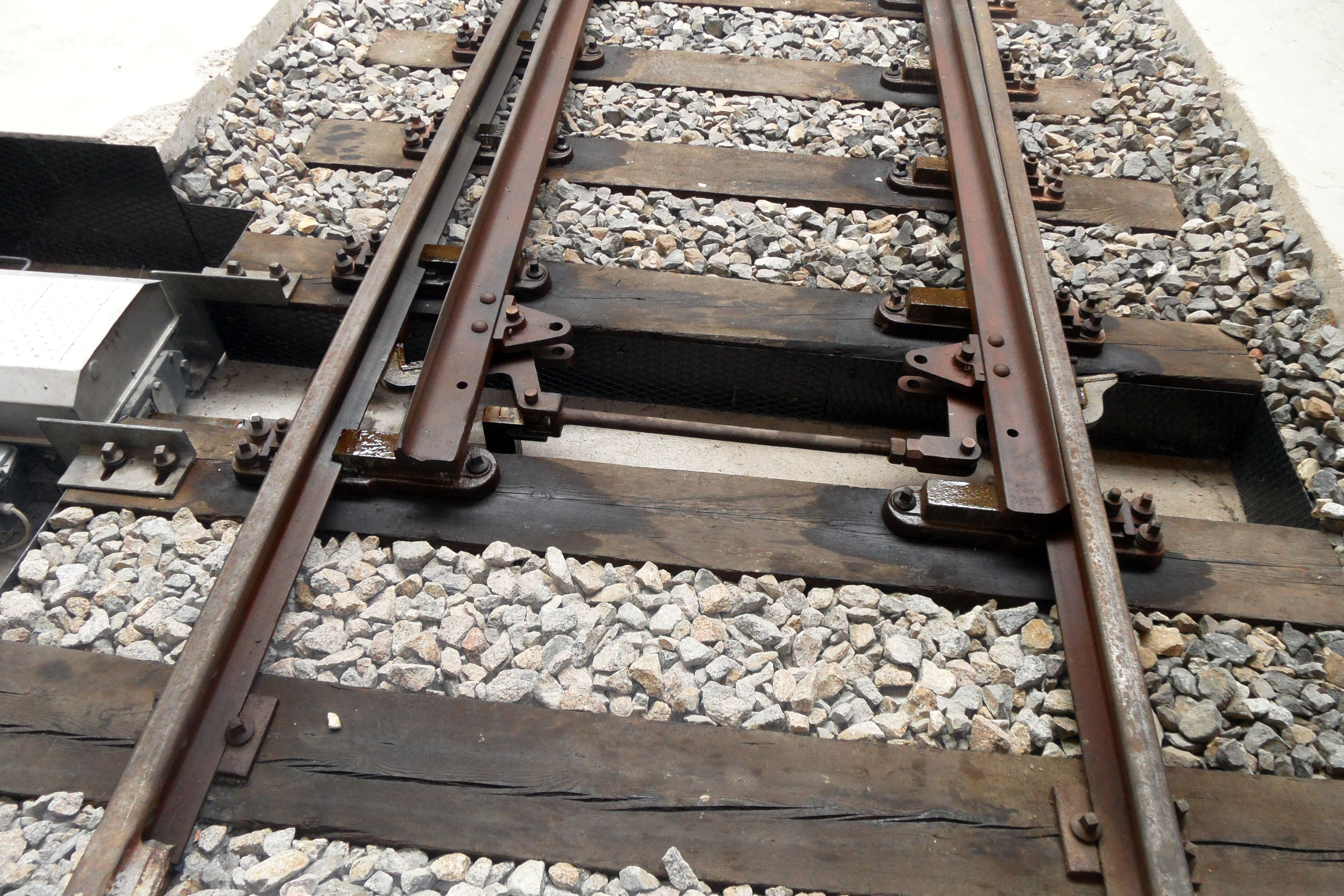
Museal erhaltene Stadtbahnweiche mit Hakenspitzenverschluss aus den 1920er Jahren

Gleichzeitig mit der Elektrifizierung ließ die Straßenbahndirektion die Leit- und Rillenweiten der Herzstückbereiche von Weichen und Kreuzungen sowie die Radlenker auf Straßenbahnmaße mit geringeren Rillenweiten, angepasst an den größeren Rückflächenabstand der Straßenbahnradsätze, ändern. Die Rillenweite am Radlenker betrug fortan 30 Millimeter. Diese Maße wurden auch beim späteren U-Bahn-Bau beibehalten. Sie sind die Ursache, dass die U-Bahn-Triebwagen bis heute nicht auf eigenen Achsen laufend über das Eisenbahnnetz zur Hauptwerkstätte überführt werden können.
Die elektrischen Stadtbahnwagen selbst mussten für den Mischverkehr ebenfalls speziell ausgestattet sein. Sie liefen einerseits auf den von der Dampfstadtbahn übernommenen Vignolschienen mit dem Profil S 33 sowie Tiefrillenherzstücken, andererseits auf gepflasterten Rillenschienengleisen im Straßenbahnnetz. Deshalb verfügten sie über, von den Vollbahnnormalien abweichende, Radreifen mit nur 100 Millimeter breiten Laufflächen. Außerdem waren die 23 Millimeter hohen Spurkränze schwächer ausgeführt als bei normalen Vollbahnwagen, aber stärker und höher als bei gewöhnlichen Straßenbahnwagen. Darüber hinaus war auch der Radreifeninnenabstand, das heißt die Aufkeil(ungs)weite, ein Kompromissmaß. Er betrug bei der Eisenbahn 1360, bei der elektrischen Stadtbahn 1380 und bei der Straßenbahn 1390 Millimeter. Ebenso wurde das Spurmaß, von 1425 Millimetern bei der Dampfstadtbahn, auf 1432 Millimeter erhöht.

#### Neue Spurweite und weitere Veränderungen am Oberbau
Mit der Elektrifizierung erhielt die Stadtbahn, analog zum traditionellen Maß der Wiener Straßenbahn, auch eine neue Spurweite von 1440 Millimetern. Diese wich somit um fünf Millimeter von der vormals verwendeten Normalspur von 1435 Millimetern ab. Das neue Maß war auf den Stadtbahnstrecken, soweit sie in der Geraden lagen, infolge der durch den Betrieb entstandenen Erweiterungen größtenteils schon vorhanden. Wo an einzelnen Stellen noch Verringerungen der Normalspur bestanden, wurden sie durch Umnageln der Schienen behoben. Umgenagelt wurden auch jene Bogengleise, bei denen die Spurweite größer als 1450 Millimeter war, was wegen der verwendeten schmäleren Radreifen geboten erschien.
Weichen auf kurrenter Strecke wurden, sofern sie auf Stahlschwellen lagen, durch solche auf Holzschwellen und mit der neuen Spurweite ersetzt. Außerdem wurde, zwecks Erzielung des Abziehens an der Herzlücke, die Zwangsschiene in 27 Millimetern Abstand zur Fahrschiene angebracht. Auf freier Strecke lagen, mit Ausnahme des Abschnitts vom Kilometer 4,000 bis zum Kilometer 4,365 der Oberen Wientallinie, wo Stahlschienen der Form 1b vorhanden waren, bereits Schienen nach den ÖBB-Formen X und Xa mit 12,5 Metern Länge und 16 Schwellen je Schienenstoß. Bei den Weichen auf kurrenten Strecken handelte es sich um solche der ÖBB-Form Xa mit Kreuzungswinkel 6° 7° und 11° 18,36``. Die Gleiskreuzungen bei den Streckenkilometern 6,56 und 8,01 der Gürtellinie wurden mit achtgradigen Xa-Kreuzungen beziehungsweise im Winkel 37° 41,36`` ausgeführt. Die Bettung des Oberbaus wurde teilweise erneuert beziehungsweise mit Schlägelschotter ergänzt.
Die Stationen Hietzing, Meidling-Hauptstraße und Michelbeuern wurden in den gleichen Oberbauformen wie auf der freien Strecke ausgeführt. In Heiligenstadt und Hütteldorf-Hacking erhielten die Gleise hingegen einen Oberbau der ÖBB-Form Xa und Rillenschienen der Formen 210/160a und 210/160b, in den dortigen Wagenhallen fanden über den Putzgruben Kanalschienen der Form 175/90 Verwendung, ansonsten Vignolschienen der ÖBB-Formen E, X und XIV auf Betonwürfeln. Die Weichen in den beiden Endstationen entsprachen gewöhnlicher Straßenbahnform. Die Spurweite der neuen Gleisanlagen in Heiligenstadt und Hütteldorf-Hacking betrug somit von Beginn an 1440 Millimeter.
Die Lage und Spurweite der Oberbauanlagen wurde im Allgemeinen entsprechend und in Übereinstimmung mit den Erlässen des Bundesministeriums für Handel und Verkehr 3.24505-45/24 vom 15. Juli 1924 und 3.26179-45/24 vom 18. Juli 1924 befunden. Sowohl auf kurrenter Strecke als auch in den Stationen wurden Abweichungen von der genehmigten Spurweite von 1440 Millimetern um bis zu zehn Millimeter nach oben festgestellt. Die vorgefundenen Abweichungen von der normalen Höhenlage und Richtung betrafen hauptsächlich jene Abschnitte, auf welchen die Konsolidierung des Oberbaus nach den, in nicht frostfreier Zeit durchgeführten, Umbauarbeiten noch nicht durchgeführt wurde. Der Bahnaufsichtsdienst wurde so ausgeführt, dass die in Betrieb befindlichen Strecken wöchentlich dreimal von einem, mit den entsprechenden Werkzeugen zum Nachregulieren der Befestigungsmittel ausgerüsteten Gleisbauer, begangen wurden. Die Organisation des gesamten Bahnerhaltungs- und Bahnaufsichtsdienstes wurde in einer eigenen Vorschrift festgelegt, welche dem Bundesministerium für Handel und Verkehr vorgelegt wurde.
Ansonsten waren an den Gleisen 1924/1925 nur geringe Veränderungen und Auswechslungen einzelner Teile notwendig. In engeren Bögen, meist erst unter 150 Meter Halbmesser, sind aus Sicherheitsgründen Leitschienen vorgesehen worden.

#### Neues Personal

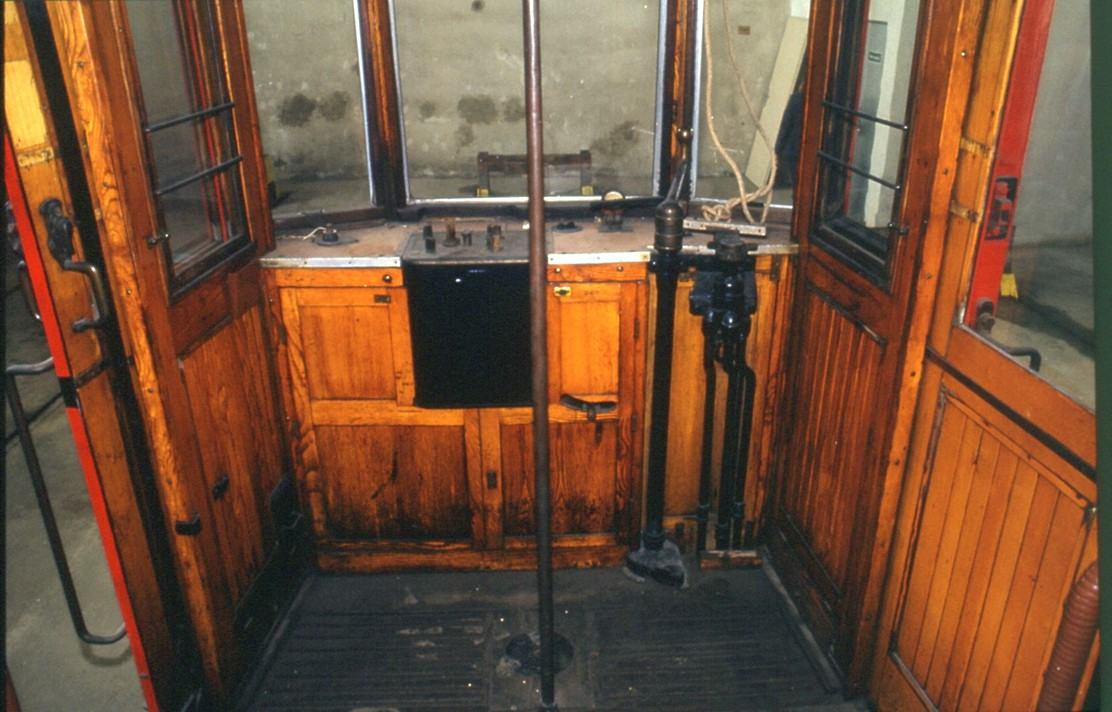
Arbeitsplatz eines Triebwagenführers, anfangs noch ohne Sitzmöglichkeit

Parallel zu den Elektrifizierungsarbeiten musste die Straßenbahngesellschaft zahlreiche neue Mitarbeiter einstellen. So wuchs der Personalbestand im Laufe des Jahres 1925 von 15.483 auf 16.306 Mitarbeiter, das heißt, es kamen aufgrund der Stadtbahn 823 neue Dienstnehmer dazu. 1927 betrug der gesamte Personalbestand für den Verkehrs-, Bahnerhaltungs- und Werkstättendienst der elektrischen Stadtbahn, ohne die Beamten in der Zentralverwaltung und ohne die Angestellten in den Umformerwerken, dann bereits rund 1200 Mann.
Um gegenüber dem früheren Dampfbetrieb Personal einzusparen, wurden 1925 die Kassen- und Sperrenanlagen an den schwächer frequentierten Haltestellen entsprechend umgebaut. So übernahmen die sogenannten Sperrenschaffner dort selbst die Fahrkartenausgabe, während hierfür bei der Dampfstadtbahn noch überall Schalter zur Verfügung standen.
Durch den Entfall des Heizers waren die elektrischen Stadtbahnzüge nur noch mit zwei statt zuvor drei Eisenbahnern besetzt. Neu war zudem, dass der Zugführer den Triebwagenführer, in Wien damals traditionell Motorführer genannt, als Triebfahrzeugbegleiter unterstützte. Das heißt, er fuhr als Beimann – links neben dem Fahrer – vorne im Führerstand mit. Ihm oblag, außer der Feststellung der Abfahrbereitschaft in den Stationen, die Signalbeobachtung und die dienstliche Überwachung des Fahrers. Alle anderen Wagen waren hingegen unbesetzt, für das Öffnen und Schließen der Wagentüren waren die Fahrgäste selbst verantwortlich. In den Beförderungsbedingungen war dabei ausdrücklich festgehalten:

„Aussteigende Fahrgäste haben vor den einsteigenden den Vorrang. Auf der Stadtbahn hat der zuletzt aussteigende oder einsteigende Fahrgast die hiebei benützte Außentür des Wagens zu schließen. Der Aufenthalt auf den Plattformen bei offenen Außentüren der Wagen ist verboten.“

Anders als bei den früheren Wagen der Dampfstadtbahn standen den Fahrgästen der elektrischen Stadtbahn aber für Notfälle Notbremsen zur Verfügung.
Eine weitere Neuerung gegenüber der Dampfstadtbahn war der verspätete Betriebsbeginn am 1. Mai, wobei die Triebwagen für den Rest des Tages mit Blumengirlanden geschmückt waren. Diese Praxis, die bei der Straßenbahn schon seit 1913 existierte, ermöglichte es auch dem Stadtbahnpersonal am Maiaufmarsch teilzunehmen.
Die Motorführer der elektrischen Stadtbahn mussten ihren Dienst anfangs, wie damals sowohl bei der Eisenbahn als auch bei der Straßenbahn üblich, stehend verrichten. Nachdem es den Lokomotivführern der Staatsbahn schließlich gestattet wurde, ihre Arbeit sitzend auszuführen, stellten die städtischen Straßenbahnen in Anlehnung an diese Genehmigung den Antrag, für die Fahrer der Stadtbahn ebenfalls einfache Stecksitze in Schalenform einführen zu dürfen. Dies wurde genehmigt und ab dem 17. Jänner 1933 umgesetzt.

#### Probefahrten

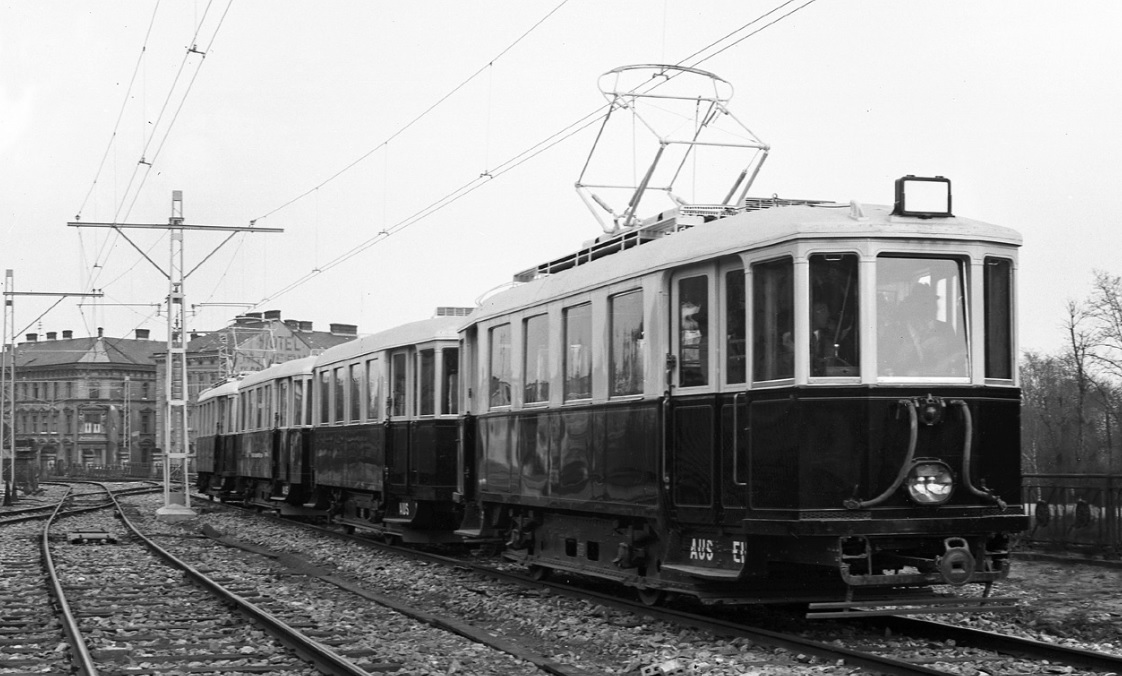
Eine der ersten Probefahrten im Frühjahr 1925, hier in Michelbeuern

Obwohl der milde Winter 1924/1925 die Umstellungsarbeiten begünstigte, konnte die elektrische Stadtbahn aufgrund der verspäteten Übergabe der Infrastruktur durch die Staatsbahn nicht zum Maifeiertag des Jahres 1925 in Betrieb gehen. Erst am 9. April 1925 gab es eine erste Versuchsfahrt mit einem elektrischen Stadtbahnzug zwischen Michelbeuern und Meidling-Hauptstraße. Bald darauf begann die Schulung des Fahrpersonals, die insgesamt sechs Wochen andauerte. Die Probefahrten zwecks technisch-polizeilicher Prüfung der Strecke erfolgten am 28. und 29. Mai 1925. 
Um schon im Vorfeld Erfahrungen mit den für die Stadtbahn neu eingeführten Technologien sammeln zu können, adaptierte die Hauptwerkstätte bereits im September 1924 sechs herkömmliche Straßenbahnwagen provisorisch für den Stadtbahnbetrieb. Die Triebwagen 2414 und 2530 der Type K sowie die Beiwagen 3751–3754 der Type k3 erhielten damals Knorr-Druckluftbremsen, die Triebwagen zusätzlich Scherenstromabnehmer. In diesem Zustand führten die Fahrzeuge dann Versuche auf der Linie 80 durch, im Jänner 1925 erhielten die Triebwagen auch noch eine Fahrsperre eingebaut. Mit Auslieferung der ersten Stadtbahnwagen konnten die Versuchswagen schließlich im März 1925 wieder in ihren regulären Straßenbahnzustand zurückgebaut werden.

#### Feierliche Eröffnung

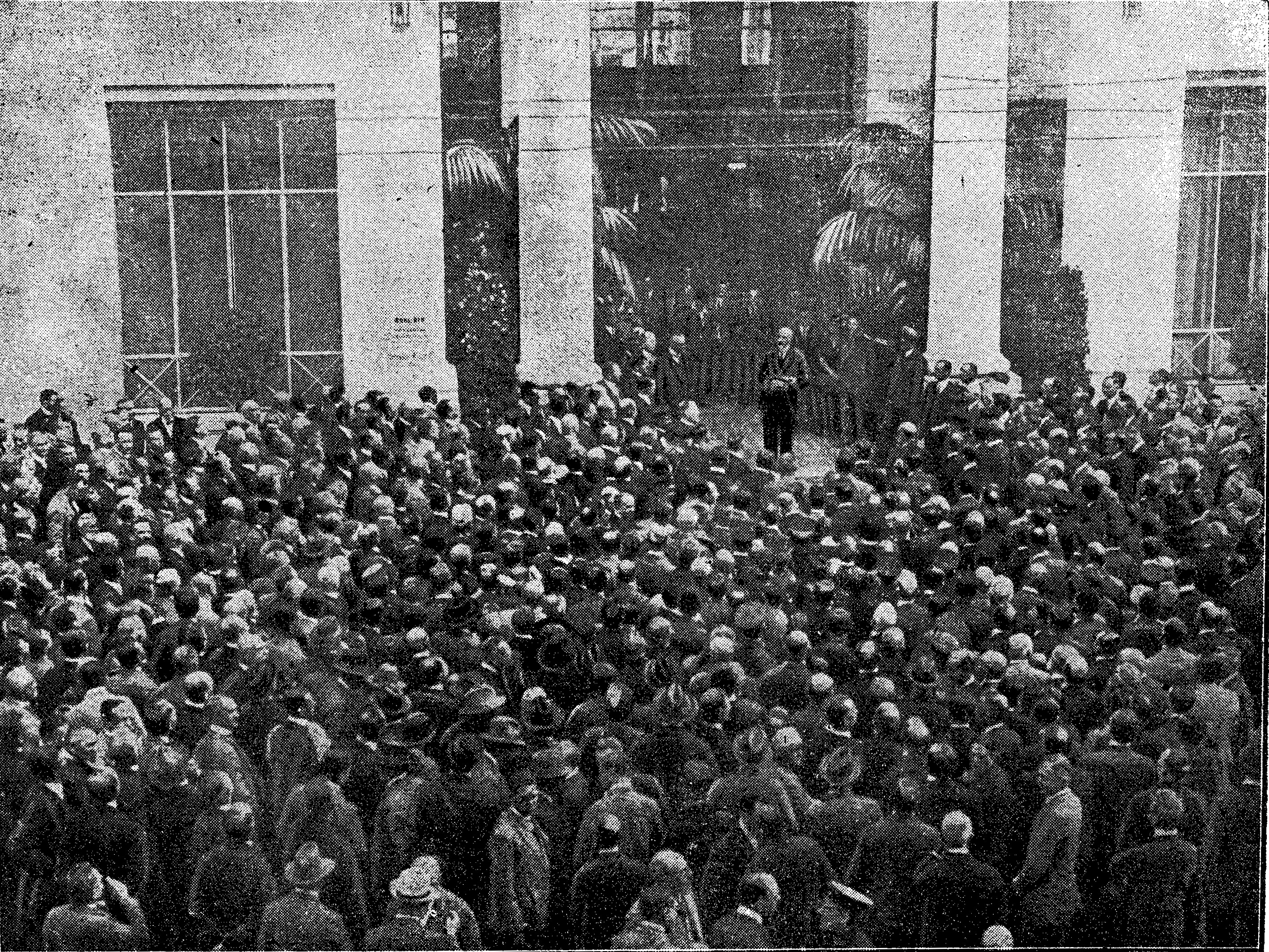
Bürgermeister Karl Seitz hält am 3. Juni 1925 die Eröffnungsrede an der Station Alser Straße

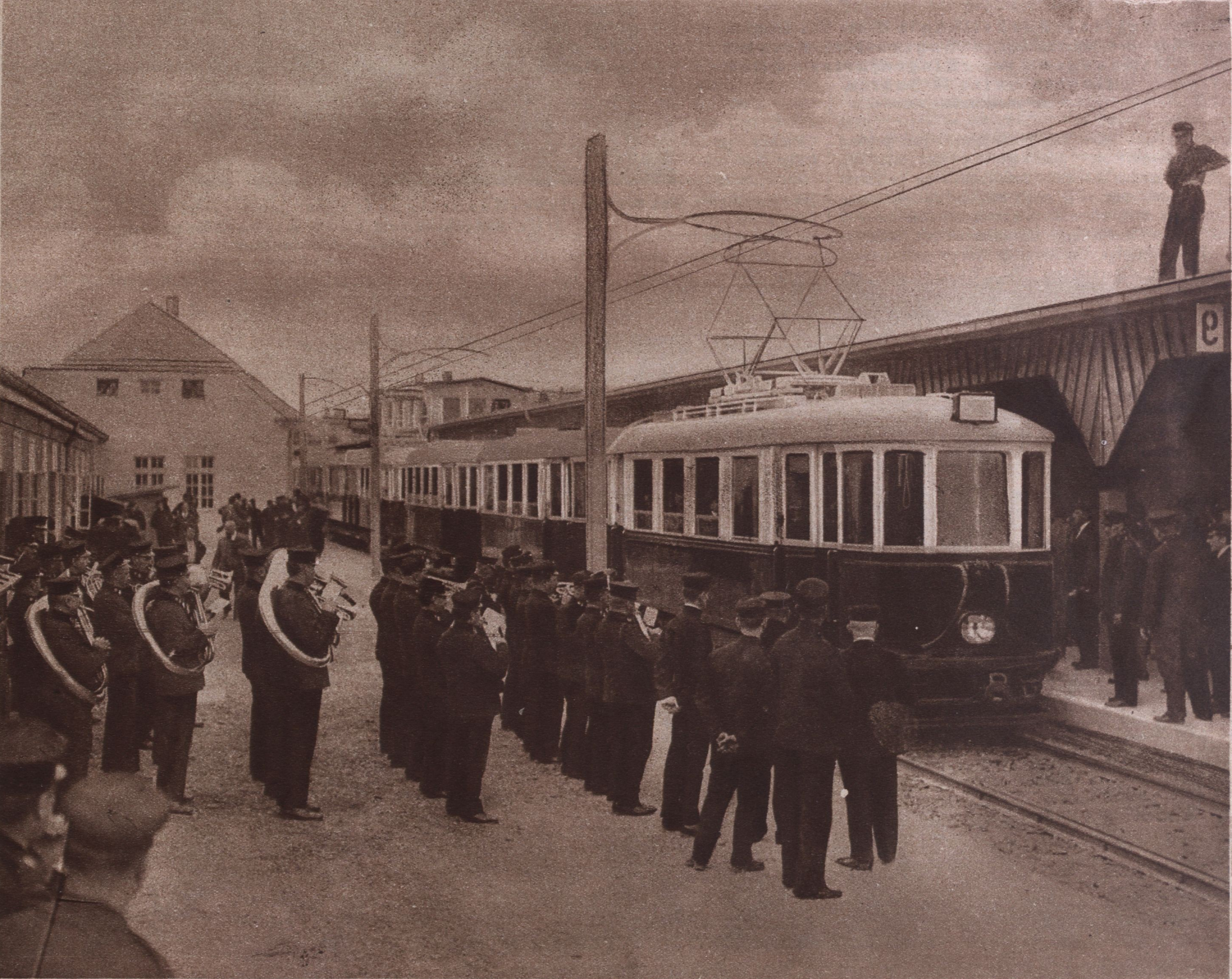
Der Eröffnungszug der elektrischen Stadtbahn, die anfangs noch ohne Liniensignal verkehrte, erreicht Hütteldorf-Hacking und wird dort von der Musikkapelle und dem Sängerchor der Straßenbahner empfangen

Die feierliche Eröffnung der Wiener Elektrischen Stadtbahn fand am 3. Juni um 11:00 Uhr an der Station Alser Straße statt, als Vizebürgermeister Georg Emmerling Bürgermeister Karl Seitz bat, den Befehl zur Eröffnung des neuen Betriebs zu geben. Unter Anwesenheit von Bundespräsident Michael Hainisch, einiger Minister, zahlreicher Abgeordneter, den übrigen Stadtvätern sowie Tausender Bürger hielt dieser damals folgende Rede, bevor er die ersten beiden mit Festgästen besetzten Sonderzüge nach Hütteldorf-Hacking schickte:

„Der Jubel über die Eröffnung der Stadtbahn kann kein allzu stürmischer sein, denn wir kennen die schlechte Linienführung schon gut genug. Vor dreißig Jahren hat man ja die Stadtbahn so gebaut, wie wir sie nun weiterführen müssen, nach militärischen Rücksichten, auf die Bedürfnisse der Großstadt Wien hat man damals nur wenig Rücksicht genommen. Wir möchten ja Wien gern einen guten Verkehr geben, aber wir haben nicht das Geld dazu und es uns zu borgen, verbietet man uns. Mit Wehmut muss ich einbekennen, daß auch die Inbetriebsetzung der ganzen Stadtbahn uns keinen idealen Verkehr verschaffen wird. Was wir brauchen, was Wien zu seiner Entwicklung braucht, ist die Untergrundbahn, die vom Herzen der Stadt hinaus führt ins Freie, wo die arbeitenden Menschen wohnen. In diesem Augenblicke gelobe ich es als Bürgermeister der Stadt Wien, gelobt es mit mir der ganze Gemeinderat, daß es unser größtes Streben sein wird und sein muß, die Untergrundbahn zu ermöglichen. Freuen wir uns jetzt, daß ein Stück des Elektrifizierungswerkes vollendet ist. Ich erkläre hiermit die Strecke Alserstraße–Hütteldorf für eröffnet.“

Insgesamt waren an der Eröffnung drei Siebenwagenzüge beteiligt. Die Kronen Zeitung berichtete am Tag darauf wie folgt über die unter „Tücherschwenken und Jubelrufen“ erfolgte Inbetriebnahme:

„Ein Teil Wiens ist ja vom Tode auferstanden. Sieben Jahre sah man einen verfallenden Bahnkörper, über dessen Schienen Gras wuchs. Das neue Leben bringt Hoffnung, daß auf die bittere Gegenwart wieder einmal freundliche, fröhliche Tage kommen werden.“

#### Aufnahme des regulären Betriebs

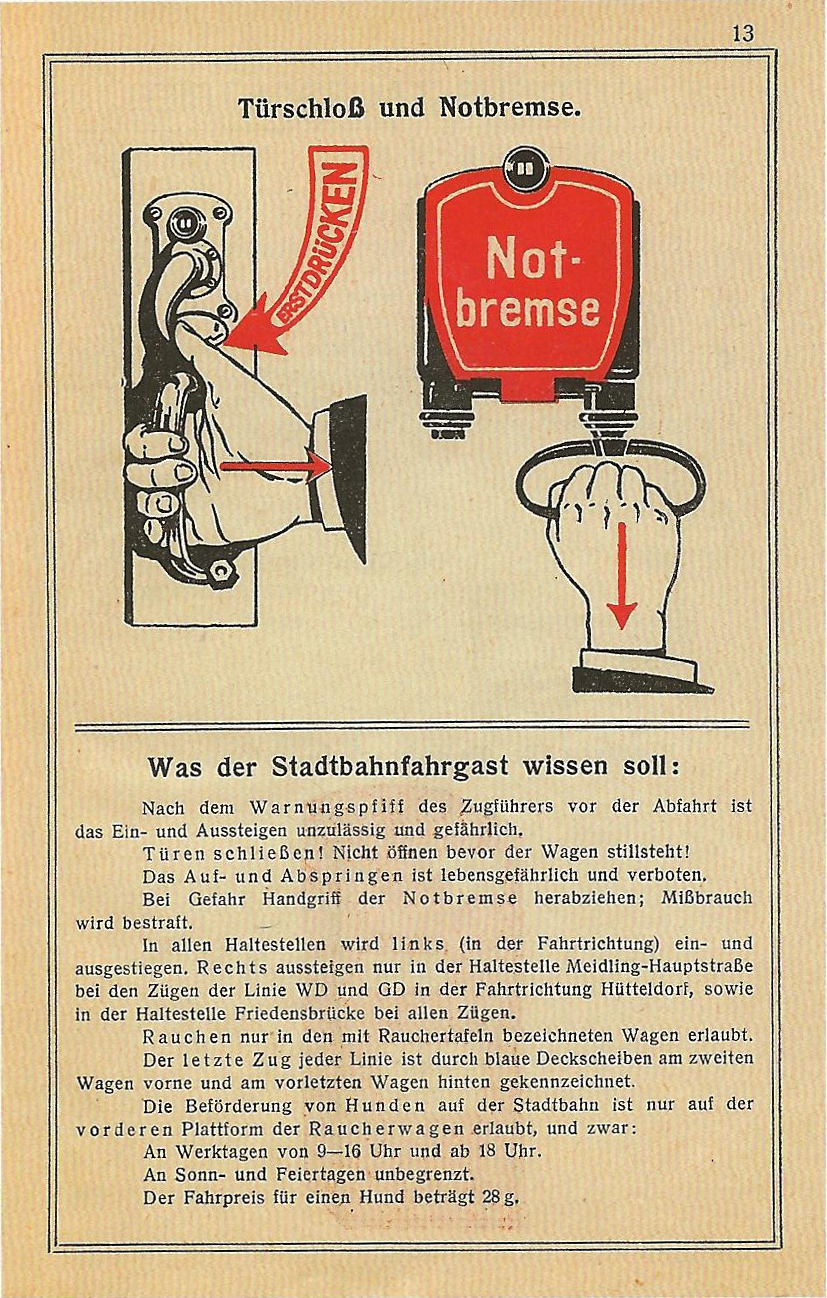
Zeitgenössische Informationen für Stadtbahnfahrgäste, 1928

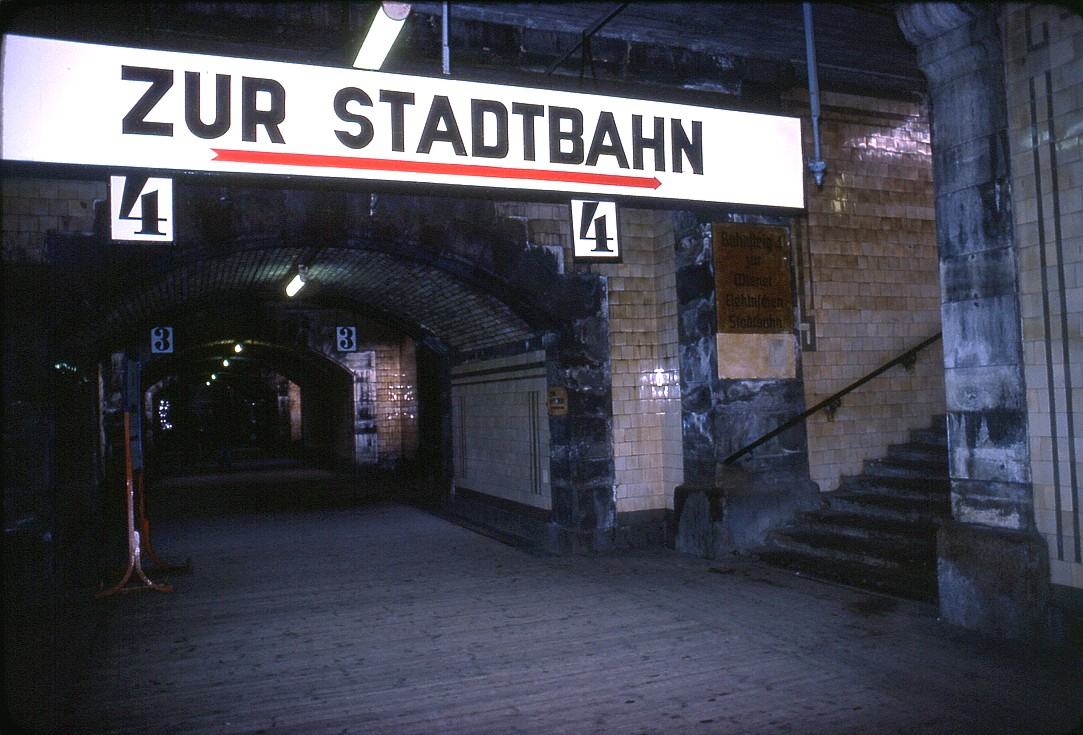
Beschilderung im Personentunnel des Bahnhofs Hütteldorf-Hacking

Historische Richtungsanzeige der elektrischen Stadtbahn im Verkehrsmuseum Remise

Der fahrplanmäßige Linienbetrieb der Wiener Elektrischen Stadtbahn begann in den frühen Morgenstunden des 4. Juni 1925 auf der Strecke Michelbeuern–Hütteldorf-Hacking. Anders als die bisherige Dampfstadtbahn fuhr sie im starren Taktfahrplan, der die ganze Betriebszeit über galt. De facto gab es fortan vorübergehend zwei Stadtbahnen in Wien, weil die Vorortelinie noch bis 1932 als Dampfstadtbahn verkehrte. Für die elektrische Stadtbahn zuständiges Eisenbahnunternehmen, mit dem rechtlichen Status einer Privatbahn, war fortan die Gemeinde Wien – städtische Straßenbahnen.
Als Nächstes folgte am 22. Juli 1925 die Wiederinbetriebnahme der nördlichen Gürtellinie zwischen Michelbeuern und Heiligenstadt, diese Erweiterung fand in den frühen Morgenstunden ohne jede Feierlichkeit statt. Gleichzeitig mit der Verlängerung nach Heiligenstadt ging auch die dortige Wagenhalle in Betrieb. Den Wagenauslauf teilten sich die fortan zwei Einsatzstellen je hälftig. Im ehemaligen Frachtenbahnhof Michelbeuern fuhren die Züge weiterhin ohne Halt durch. Der dritte reaktivierte Abschnitt war am 7. September 1925 die Untere Wientallinie, der wiederum ohne Eröffnungsfeier in den frühen Morgenstunden in Betrieb ging.
Nachdem auch die Donaukanallinie samt Verbindungsbogen sowie die Abzweigstelle Gumpendorfer Straße fertiggestellt waren, nahm die elektrische Stadtbahn im Oktober 1925 ihren Vollbetrieb auf. Hierzu fand bereits am 19. Oktober 1925 um die Mittagszeit eine zweite Eröffnungsfeier, samt anschließender Sonderfahrten, in der Station Brigittabrücke statt. An dieser nahm auch Bundespräsident Michael Hainisch erneut teil, außerdem Justizminister und Vizekanzler Leopold Waber. Der planmäßige Betrieb auf dem Gesamtnetz begann schließlich in den frühen Morgenstunden des 20. Oktober 1925.
Im Endausbau bestand das neue Verkehrsmittel aus einem 25,559 Kilometer langen und durchgehend zweigleisigen Netz, zuzüglich 0,892 Kilometer Verbindungsgleise zum Straßenbahnnetz. Es bediente ursprünglich 25 Stationen, darunter fünf Bahnhöfe und 20 Haltestellen. Der Abstand zwischen zwei Stationen des Personenverkehrs variierte zwischen minimal 600 Metern im Abschnitt Schottenring–Roßauer Lände und maximal 2400 Metern im Abschnitt Brigittabrücke–Heiligenstadt. Die mittlere Entfernung betrug rund 850 Meter.

#### Linie 18G
Einen Sonderfall im Stadtbahnnetz, aber auch im Straßenbahnnetz, stellte die sogenannte Straßenbahneinschleifungslinie 18G dar, die gleichfalls mit Aufnahme des Vollbetriebs am 20. Oktober 1925 in Betrieb ging. Sie wechselte, aus Richtung Heiligenstadt kommend, kurz vor der Station Gumpendorfer Straße an der dortigen Abzweigstelle in das Straßenbahnnetz über, um anschließend dem Verlauf der Straßenbahnlinie 18 zu folgen. Für diesen Mischbetrieb mussten eine ganze Reihe rechtlicher und betrieblicher Besonderheiten berücksichtigt werden. Diese resultierten zum einen aus den verschiedenen Vorschriften für Straßenbahnen beziehungsweise Eisenbahnen, zum anderen aus örtlichen Gepflogenheiten. Hierzu zählten beispielsweise die – nur abschnittsweise erfolgte – Begleitung mit Schaffnern, die unterschiedliche Fahrspannung, die maximale Zuglänge, die verschiedenen Stromabnehmersysteme, die Regelungen bezüglich sitzendem oder stehendem Triebwagenführer sowie geschlossenen oder offenen Türen sowie das Gebot, den Fangkorb auf den Stadtbahnstrecken zu arretieren.

### Zwischenkriegszeit

#### Erfolg durch Gemeinschaftstarif mit der Straßenbahn und höhere Reisegeschwindigkeit
Durch den, mit Aufnahme des Vollbetriebs am 20. Oktober 1925 eingeführten, Gemeinschaftstarif mit der Straßenbahn wurde das neue Verkehrsmittel erst wirklich populär und beförderte bereits im ersten vollen Geschäftsjahr 1926 über 90 Millionen Fahrgäste. Ab Anfang September 1926 beförderte die elektrische Stadtbahn ferner Hunde, während dieser Service bei der Straßenbahn erst ab 1931 bestand. Diese durften nur auf der vorderen Plattform der Raucherwagen und nur außerhalb der werktäglichen Hauptverkehrszeiten mitgenommen werden, der Fahrpreis entsprach demjenigen einer erwachsenen Person. Zuvor beförderte schon die Dampfstadtbahn Hunde.
Zudem war die elektrische Stadtbahn, trotz ihrer geringeren Höchstgeschwindigkeit von nur 40 statt zuvor 50 km/h bei der Dampfstadtbahn, aufgrund ihrer besseren Beschleunigung sowie Bremsverzögerung etwas schneller als ihre Vorgängerin. So betrug die durchschnittliche Reisegeschwindigkeit schon 1925 23 beziehungsweise 23,5 km/h, während die Dampfzüge nur 20 bis 21 km/h erreichten. Eine weitere Quelle von 1928 gibt für die elektrische Stadtbahn, unter Annahme einer Anfahrbeschleunigung von 0,5 Sekunden je Meter, einer Bremsverzögerung von 0,7 Sekunden je Meter, 20 Sekunden Stationsaufenthalt und 38 km/h Höchstgeschwindigkeit, sogar durchschnittlich 24 km/h an, für 1962 werden 24,3 km/h genannt. Selbst ein leerer Zug war in knapp 30 Sekunden vollständig gefüllt und abfahrbereit.
Allerdings hatte die Dampfstadtbahn zuvor schon Stationsaufenthalte von nur 15 Sekunden, wenngleich bei deutlich geringerem Fahrgastaufkommen. So betonte Straßenbahndirektor Spängler bereits anlässlich der Eröffnung der elektrischen Stadtbahn, sie sei nur etwas langsamer als die U-Bahnen in Berlin, Hamburg und Paris, die damals auch nur Durchschnittsgeschwindigkeiten zwischen 24 und maximal 28 km/h erreichten. Von Vorteil war hierbei auch das relativ geringe Leergewicht der Wiener Garnituren, bezogen auf einen zu befördernden Fahrgast. Es betrug bei einem Dreiwagenzug nur rund 125 Kilogramm, gegenüber rund 200 Kilogramm – ausnahmsweise 170 Kilogramm – bei normalen U-Bahn-Zügen, bei ungefähr gleicher Raumausnutzung in den Wagen.
Auf jeden Fall war die elektrische Stadtbahn stets deutlich schneller als die Wiener Straßenbahn. Diese hatte 1925 noch eine mittlere Reisegeschwindigkeit von nur 12,5 km/h, die bis 1962 nur geringfügig auf 14,2 km/h gesteigert werden konnte.
Das zeitgenössische Gedicht Zur Erinnerung der Elektrisierung der Wiener Stadtbahn von Joh. Maierbichler beschrieb den Fortschritt durch das neue Verkehrsmittel seinerzeit wie folgt:

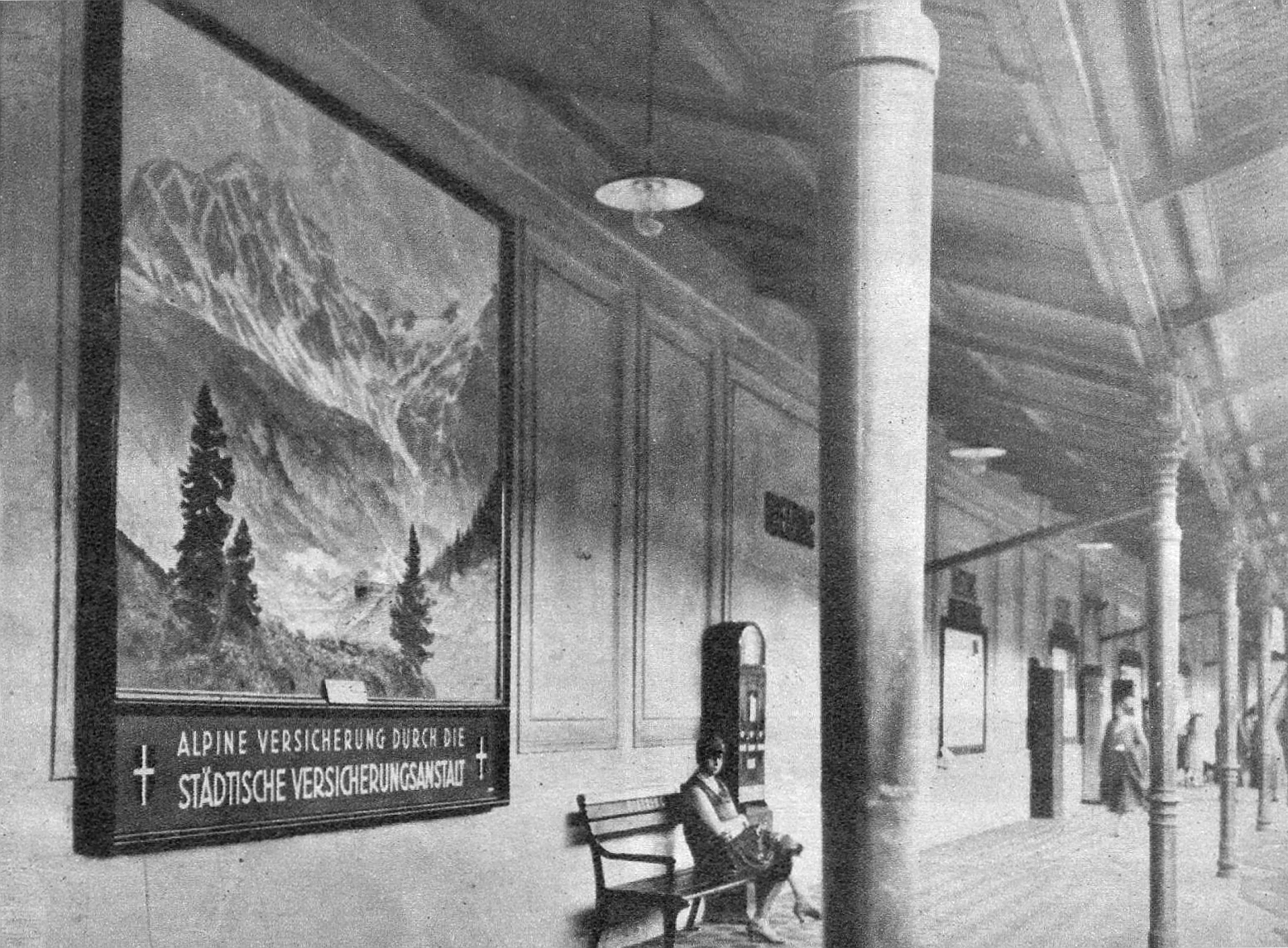
1929: Bahnsteigszene in Hietzing, an der Wand Reklame für die gleichfalls kommunale Städtische Versicherungsanstalt, das Gemälde stammt von Alexander Scherban und zeigt den Hohen Sonnblick mit dem Naturfreundehaus Kolm-Saigurn

„Die elektrische Bahn
Ist eine schöne Erfindung 
Ihr verdanken wir auch
Die schnelle Verbindung.

Jetzt kann man vor Rauch
Nicht mehr ersticken,
Und auf dem Sitz bleibt man
Im Ruß nicht mehr picken 

Zum Staunen famos,
Die Stadtbahn uns führt,
Wie am Schnürl sie fliegt,
Man fährt da wie g’schmiert.

Das Wasserwerk von Opponitz
Gibt uns mehr Licht und Kraft,
Die Stadtbahn ist elektrisiert
Ist das nicht eine Pracht?

Zur größern Bequemlichkeit
Für den Reisenden nun,
Steigt man von der Stadtbahn
Auch zur Straßenbahn um.

Ein jeder Ehre ihre Arbeit
Was sie in Kürze vollbracht,
Jetzt ist die Stadt Wien
Zu neuem Leben erwacht.“

#### Aufgabe des kommerziellen Güterverkehrs

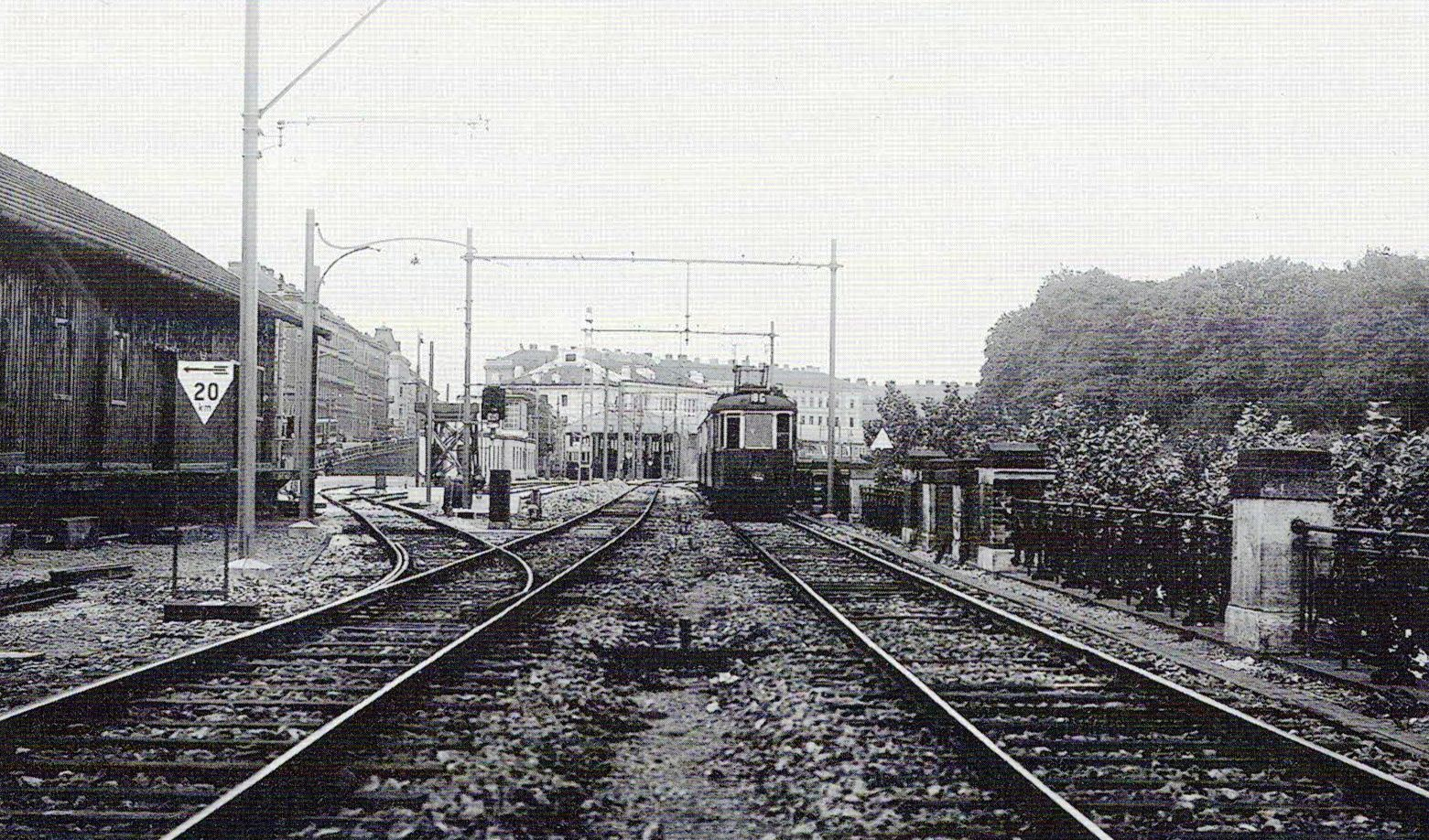
Der ehemalige Frachtenbahnhof Michelbeuern im Jahr 1927, links ein nicht mehr ans Gleisnetz angeschlossenes Magazin, im Hintergrund mittig der neue Betriebsbahnhof, rechts die klassischen Stadtbahngeländer

Mit Inbetriebnahme der Wiener Elektrischen Stadtbahn endete der kommerzielle Güterverkehr auf deren Strecken. Dies betraf vor allem den vormaligen Frachtenbahnhof Michelbeuern, der im Zuge der Elektrifizierung zurückgebaut wurde. Statt ursprünglich mehreren, beidseitig angeschlossenen, Gütergleisen stand nur noch eines zur Verfügung, welches zudem nur noch aus Richtung Heiligenstadt ohne Fahrtrichtungswechsel erreicht werden konnte. Dieses Anschlussgleis führte zu einem Magazin nebst Laderampe.
Gütertransport fand ab 1925 nur noch zu internen Zwecken statt. Hierzu wurden schon ab 1923 Güterwagen mit Druckluftbremsen bereitgehalten, die somit in beiden Betriebszweigen eingesetzt werden konnten. Doch spielte der Güterverkehr auf der elektrischen Stadtbahn eine untergeordnete Rolle. 1926 beförderte sie beispielsweise nur 8.136 Tonnen an Frachten, während die Straßenbahn damals immerhin auf 52.741 Tonnen kam. Erst im Zuge der Umstellung auf U-Bahn-Betrieb gewann der Stadtbahngüterverkehr an Bedeutung. Damals wurde das anfallende Abraummaterial von der Stadtbahn via Michelbeuern in die Schwarze Lackenau verführt und im Gegenzug Oberbauschotter zu den Gleisbaustellen der Stadtbahn gebracht. 

#### Fahrzeitverkürzung

Übersicht der ersten und letzten Züge an Werktagen vom Mai 1941, die um 1930 erfolgte Fahrzeitverkürzung führte zur Angabe von halben Abfahrtsminuten an bestimmten Stationen. Zusätzlich weist auch der erste Zug der Linie WD abweichende Abfahrtszeiten auf der Oberen Wientallinie auf.

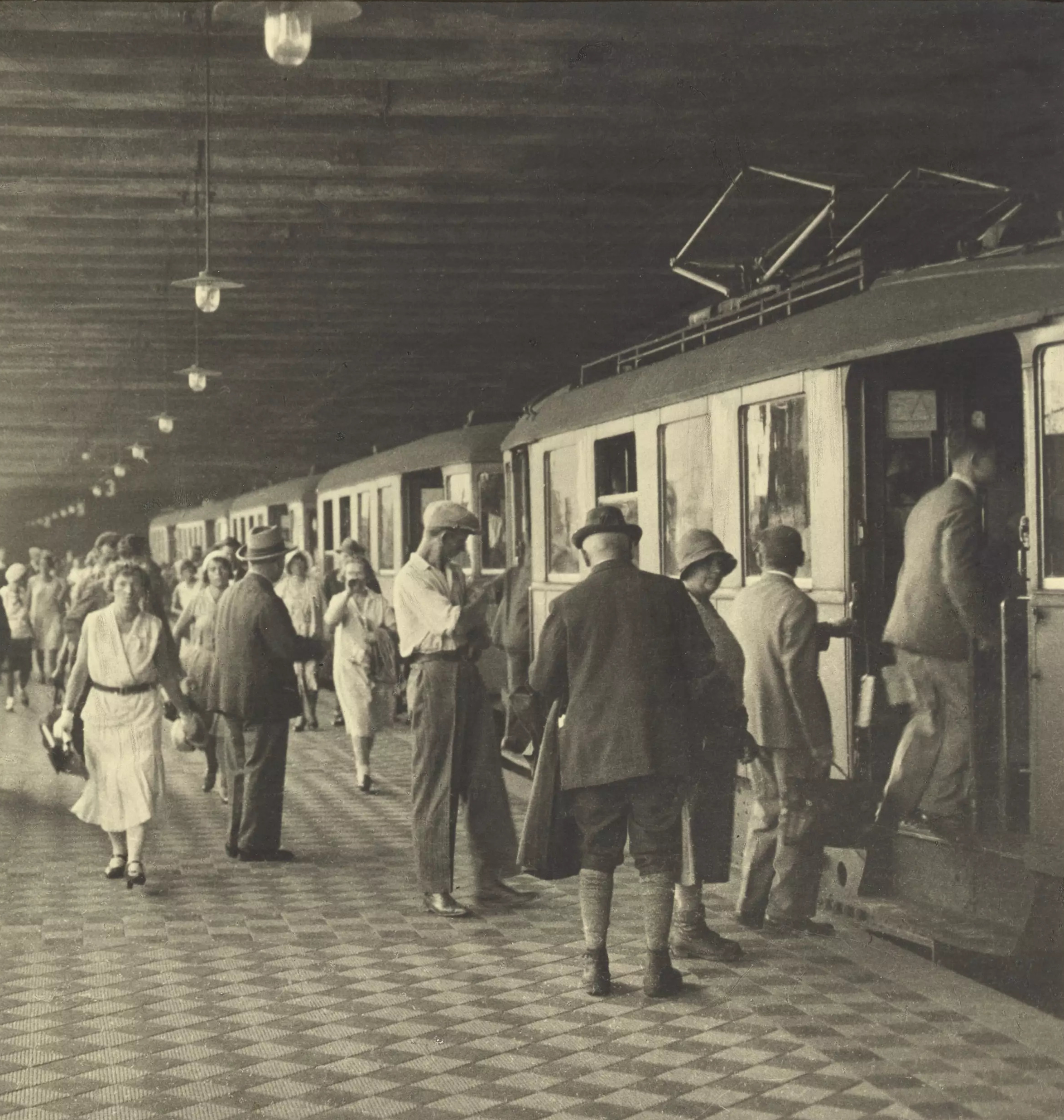
Station Schwedenplatz, 1931

Um 1930 herum gelang es der Gemeinde Wien, die elektrische Stadtbahn auf gleich sieben Abschnitten etwas zu beschleunigen:
| Kettenbrückengasse <> Karlsplatz:   | von drei auf zweieinhalb Minuten |
| Stadtpark <> Hauptzollamt:          | von zwei auf eineinhalb Minuten  |
| Schottenring <> Roßauer Lände:      | von zwei auf eineinhalb Minuten  |
| Roßauer Lände <> Friedensbrücke:    | von zwei auf eineinhalb Minuten  |
| Friedensbrücke <> Heiligenstadt:    | von sechs auf fünf Minuten       |
| Friedensbrücke <> Währinger Straße: | von fünf auf vier Minuten        |
| Währinger Straße <> Heiligenstadt:  | von fünf auf vier Minuten        |

Dadurch verkürzten sich die Fahrzeiten auf den Linien DG/GD und WD um jeweils drei Minuten pro Fahrtrichtung sowie auf den Linien G und 18G um jeweils eine Minute pro Fahrtrichtung. Als Besonderheit gab der Betreiber für die Stationen Karlsplatz, Stadtpark und Roßauer Lände fortan offiziell halbe Abfahrtsminuten an. Mit der Wiedereröffnung nach dem Zweiten Weltkrieg verlängerten sich die Fahrzeiten wieder auf den Stand von 1925, damit gehörten auch die halben Abfahrtsminuten der Vergangenheit an. An diesem Fahrplan änderte sich bis zur Umstellung auf U-Bahn-Betrieb beziehungsweise der Einführung von modernen Gelenktriebwagen auf der Gürtellinie in den 1970er und 1980er Jahren im Wesentlichen nichts mehr. Lediglich die, erst 1954 wiedereröffneten, Abschnitte Friedensbrücke – Heiligenstadt sowie Währinger Straße – Heiligenstadt behielten auch nach dem Zweiten Weltkrieg ihre verkürzten Fahrzeiten aus der Zwischenkriegszeit.

#### Auflösung der Commission für Verkehrsanlagen in Wien und Umkonzessionierung zur Kleinbahn (1934)
Zum 1. Juli 1934 ging, nach vorzeitiger Kündigung des Pachtvertrags von 1924 und Liquidation der 1892 gegründeten Commission für Verkehrsanlagen in Wien, schließlich auch die Infrastruktur der elektrischen Stadtbahn in das Eigentum der Gemeinde Wien über, während die Staatsbahn damals die Anlagen der Vorortelinie sowie das verbliebene Fahrzeugmaterial der Dampfstadtbahn übernahm. Damit war auch eine eventuelle Rückgabe der innerstädtischen Strecken an die Österreichischen Bundesbahnen hinfällig und die Gemeinde Wien gewann die entsprechende Planungssicherheit.
1925 war eine Auflösung der Commission für Verkehrsanlagen hingegen noch an der Forderung des Bundes gescheitert, die Gemeinde Wien solle auch die Strecken Hütteldorf-Hacking–Purkersdorf und Heiligenstadt–Kritzendorf elektrifizieren und in ihr neues Stadtbahnsystem einbeziehen. Überdies sollte sie, im Falle der Erbauung neuer Fernbahnhöfe oder der Umgestaltung bestehender Fernbahnhöfe zu Gruppenbahnhöfen oder zu einem Zentralbahnhof, alle notwendigen Aus- und Umgestaltungen der bestehenden Stadtbahnstrecken durchführen. Alternativ überließ die Stadt dem Bund damals den Flugplatz Aspern und sechs zwischen Reichsbrücke und Stadlauer Brücke gelegene Donauländeflächen. Letztere unter Bedingungen, die eine Verwertung in Konkurrenz zum städtischen Lagerhaus ausschlossen. Weiter räumte die Gemeinde Wien dem Bundesrealgymnasium in der Diefenbachgasse das Mitbenützungsrecht des städtischen Schulgebäudes auf weitere zehn Jahre im vorherigen Ausmaß ein.
Gemäß neuer Konzession von 1934 war die elektrische Stadtbahn fortan nur noch eine Kleinbahn für den Personenverkehr. Damit erlosch auch die – von der Gemeinde Wien ohnehin nicht genutzte – Erlaubnis, kommerziell Güter zu befördern. Unabhängig davon war die elektrische Stadtbahn, „auf Grund ihrer betrieblichen und finanziellen Verflechtung mit der städtischen Straßenbahn“, in der amtlichen Eisenbahnstatistik schon zuvor im Kapitel Kleinbahnen aufgeführt. Dies war eine Folge der Niederschrift vom 7. März 1924, in der bestimmt wurde, dass die Betriebsführung der elektrischen Stadtbahnlinien, sowie die an ihnen vorzunehmenden baulichen Herstellungen, nach den Bestimmungen der Konzessionsurkunde vom 24. März 1899, veröffentlicht im Reichsgesetzblatt Nummer 58, betreffend die Konzessionierung eines Netzes von mit elektrischer Kraft zu betreibenden Kleinbahnlinien in Wien, erfolgen müssen, insoweit nicht nach dem Ermessen der Eisenbahnaufsichtsbehörde durch die geplante Bau- und Betriebsart unter Wahrung des kleinbahnmäßigen Betriebscharakters Abweichungen erforderlich werden.

### „Anschluss“ Österreichs und Zweiter Weltkrieg

#### Umkonzessionierung nach der deutschen Straßenbahn-Bau- und Betriebsordnung (1938)
Nach dem „Anschluss“ an das Deutsche Reich im März 1938 wurde durch die Verordnung zur Einführung reichsrechtlicher Vorschriften über Straßenbahnen im Lande Österreich vom 29. Juni 1938 die Straßenbahn-Bau- und Betriebsordnung (BOStrab) mit Wirkung vom 1. Juli 1938 an in Kraft gesetzt (Reichsgesetzblatt I Nr. 100 vom 29. Juni 1938, S. 705). Parallel wurden auch in Österreich die bestehenden Kleinbahnvorschriften ersetzt, die bis dahin für sie bestehenden Regelungen wurden durch die Verordnung über den Bau und Betrieb von Kleinbahnen und den ihnen gleich zu erachtenden Eisenbahnen vom 7. Juli 1942 (Reichsgesetzblatt II, Nr. 24 vom 24. Juli 1942, S. 289) endgültig aufgehoben. Im Zuge dieser Rechtsumstellung klassifizierte das deutsche Reichsverkehrsministerium 1938 auch die Wiener Elektrische Stadtbahn als „Straßenbahn“, wobei es sich nach § 2 der BOStrab – analog zu Hoch-, Untergrund-, Schwebe-, Zahnrad- oder Seilbahnen – um eine Bahn besonderer Bauart handelte. Eine Folge der Herabstufung zur Straßenbahn war ferner, dass ihr Fahrplan nicht mehr im amtlichen Kursbuch aufgeführt war. Im ab dem 15. Mai gültigen Sommerkursbuch des Jahres 1939 ist sie beispielsweise nicht mehr enthalten.
Die deutsche BOStrab galt fast 20 Jahre lang in Österreich, bis sie durch § 58 Nr. 32 des am 7. März 1957 kundgemachten Eisenbahngesetzes von 1957 (EisbG, BGBl. Nr. 17/1957, S. 467) außer Kraft gesetzt wurde. Ihr folgte auf der Grundlage der §§ 19 Abs. 4, 21 und 23 des Eisenbahngesetzes die Verordnung des Bundesministeriums für Verkehr und Elektrizitätswirtschaft vom 2. September 1957 über die Straßenbahnen (Straßenbahnverordnung 1957) (StrabVO, BGBl. 62/1957 vom 2. Oktober 1957, S. 1095), die sich in weiten Teilen an die BOStrab anlehnte.
Die Straßenbahnverordnung 1957 wiederum, die zwischenzeitlich mehrfach geändert wurde, wurde 1999 gänzlich neugefasst und gilt nunmehr als Verordnung des Bundesministers für Wissenschaft und Verkehr über den Bau und den Betrieb von Straßenbahnen (StrabVO).
Praktisch hatte die Umkonzessionierung zur Straßenbahn für den Betrieb der Stadtbahn keine Folgen. Vor allem wurde sie 1938, wie auch andere Bahnstrecken des nun Ostmark genannten Landes, nicht auf den fortan im Straßen- und Straßenbahnverkehr üblichen Rechtsverkehr umgestellt, sondern blieb weiterhin beim Linksfahrbetrieb. Dies war problemlos möglich, da die gesamte Stadtbahn auf eigenem Gleiskörper verlief. Somit bestand für eine Umstellung keine Notwendigkeit.
Unabhängig davon wurde mitten im Zweiten Weltkrieg die, schon länger geplante, Anpassung von Straßenbahn und Stadtbahn an die Normalspur von 1435 Millimetern umgesetzt. Als Übergangslösung erhielten zunächst die Wagen ab September 1942 ein Übergangsprofil von 1438 Millimetern. Am 24. August 1943 wurde angeordnet, dass Gleisneubauten und größere Gleistäusche in der Spurweite von 1435 Millimetern auszuführen sind.

#### Einführung von stationären Zugabfertigern (1943)
Um die Abfertigung der Stadtbahnzüge zu beschleunigen, führten die Wiener Verkehrsbetriebe zum 18. Jänner 1943 auf jedem Bahnsteig stationäre Zugabfertiger ein, auch Bahnsteigabfertiger, Bahnsteigschaffner oder umgangssprachlich „Säulenflüsterer“ genannt. Letzteren Spitznamen trugen sie, weil sie zum Abfertigen eines Zuges mit ihrem Signalstab an bestimmte Säulen der Bahnsteigüberdachung treten mussten, die sich im hinteren Bahnsteigdrittel befanden und mit einem weiß-grün-weißen Ring markiert waren. Dort war jeweils ein Mikrofon für die Durchsagen per Lautsprecheranlage eingebaut.

#### Erste kriegsbedingte Einschränkungen
Im Zweiten Weltkrieg war zunächst vor allem der Wagenpark der Stadtbahn stark beansprucht. Zur besseren Verteilung der Fahrgäste auf die einzelnen Wagen wurde daher schon ab dem 17. April 1944 das Rauchverbot eingeführt, während das generelle Rauchverbot in allen Verkehrsmitteln der Wiener Verkehrsbetriebe erst ab dem 25. Oktober 1948 galt. Ab dem Sommer 1944 zogen dann die damals einsetzenden Luftangriffe die Fahrzeuge und die baulichen Anlagen schwer in Mitleidenschaft. In folgenden vier Zeiträumen konnte das Stadtbahnnetz nur in Teilabschnitten befahren werden, wobei ab Jänner 1945 – erstmals seit dem Eröffnungsjahr – wieder Züge ohne Liniensignalscheibe verkehrten:
- 16. Juli 1944 bis 15. August 1944
- 11. September 1944 bis 22. September 1944
- 18. Oktober 1944 bis 29. Dezember 1944
- 15. Jänner 1945 bis 4. Feber 1945

Ab dem 18. Feber 1945 war der Betrieb dann erneut eingeschränkt, am 19. Feber verkehrte die Linie 18G zum letzten Mal überhaupt.

#### Kompletteinstellungen im Jahr 1945

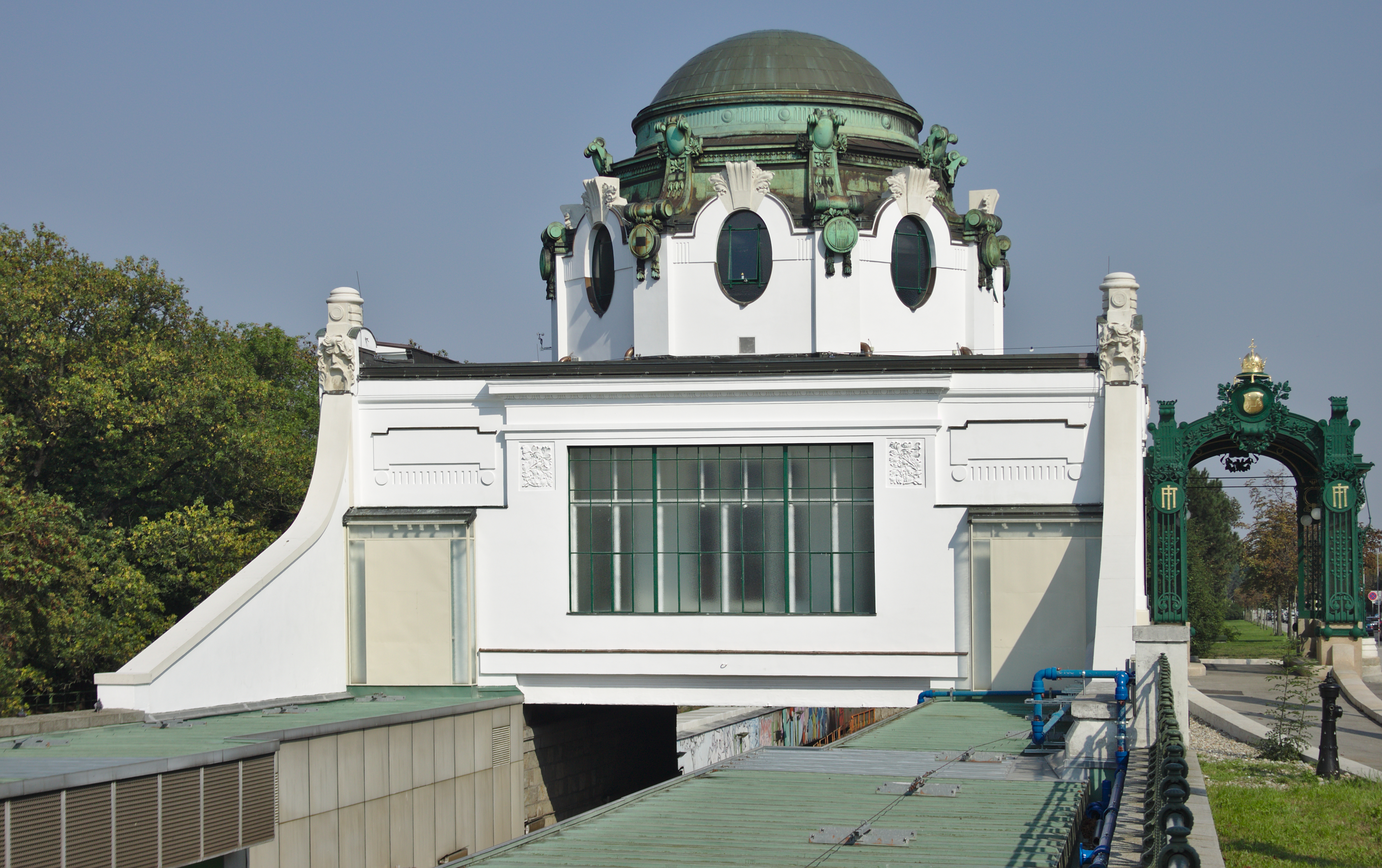
Vom Hietzinger Hofpavillon aus führten bis zu dessen Bombardierung im Zweiten Weltkrieg direkte Abgänge zu den Gleisen, noch heute über den Bahnsteigdächern erkennbar

Vom 22. Feber 1945 bis zum 26. Feber 1945 musste der elektrische Stadtbahnverkehr – erstmals in seiner Geschichte – gänzlich eingestellt werden. In der Endphase des Krieges wurden dann die nördlichen Abschnitte der Gürtellinie sowie der Donaukanallinie und insbesondere der Bahnhof Heiligenstadt durch den schweren Luftangriff vom 12. März 1945 stark beschädigt, woraufhin der Stadtbahnverkehr vom 13. März 1945 bis zum 4. April 1945 zum zweiten Mal komplett ruhte. Nach Aufhören des Bombardements gegen Ende März 1945 begann unverzüglich die Wiederherstellung. Daraufhin konnte die Linie WD mit den auf der Strecke stehengebliebenen Zügen am 5. April 1945 einen Inselbetrieb zwischen Meidling-Hauptstraße und Hauptzollamt aufnehmen, obwohl die Rote Armee bereits an der Stadtgrenze stand. Doch schon am Tag darauf, dem 6. April 1945, erforderten der Artilleriebeschuss und die sich nähernden Kampfhandlungen die dritte vollständige Betriebseinstellung der Stadtbahn. Zuvor hatte bereits die Straßenbahn ihren Betrieb am 1. April 1945 komplett eingestellt.
Insgesamt acht eiserne Brücken und zehn eiserne Eindeckungen vernichtete der Krieg vollständig, neun weitere Brücken und sechs weitere Eindeckungen sowie rund 2.500 Quadratmeter Eisenbetoneindeckungen waren zum Teil schwer beschädigt. Darüber hinaus verlor der einst für Kaiser Franz Joseph I. erbaute Hofpavillon Hietzing im Krieg seine direkten Abgänge zu den Bahnsteigen.

### Nachkriegszeit und erste Rationalisierungsmaßnahmen

#### Wiederaufbau
Während der erste Straßenbahnzug schon am 28. April 1945 durch das besetzte Wien fuhr, begannen Ende April 1945 überhaupt erst die Instandsetzungsarbeiten an der Stadtbahn. Vor Wiederaufnahme des Betriebs mussten erst bei vier Gewölben des Verbindungsbogens und bei einem Gewölbe der Station Alser Straße provisorisch eiserne Hilfsbrücken eingebaut werden. Auf sie konnte erst nach der endgültigen Instandsetzung der betreffenden Viaduktbögen verzichtet werden. Außerdem mussten die beschädigten eisernen Betoneindeckungen der Donaukanallinie an fünf Stellen behelfsmäßig gepölzt und 1,2 Kilometer Schienen getauscht werden. So konnte der Betrieb erst wie folgt wieder aufgenommen werden, wobei bestimmte Stationen schwere Schäden durch Bombentreffer erhielten und daher anfangs noch ohne Halt durchfahren werden mussten:
| 27. Mai 1945:       | Hietzing – Meidling-Hauptstraße – Hauptzollamt                                    | zunächst ohne Halt in Schönbrunn                                      |
| 27. Juni 1945:      | Hütteldorf-Hacking – Hietzing                                                     | zunächst ohne Halt in Unter St. Veit-Baumgarten und Braunschweiggasse |
| 18. Juli 1945:      | Hauptzollamt – Friedensbrücke – Abzweigstelle Nußdorfer Straße – Michelbeuern     |                                                                       |
| 30. Juli 1945:      | Michelbeuern – Meidling-Hauptstraße                                               | zunächst ohne Halt in Alser Straße und Josefstädter Straße            |
| 30. August 1945:    | Schönbrunn                                                                        |                                                                       |
| 19. November 1945:  | Verbindungsgleise zum Straßenbahnnetz an der Gumpendorfer Straße                  |                                                                       |
| 21. November 1945:  | Josefstädter Straße                                                               |                                                                       |
| 30. November 1945:  | Alser Straße                                                                      |                                                                       |
| 14. Feber 1947:     | Unter St. Veit-Baumgarten, Richtung Meidling-Hauptstraße                          |                                                                       |
| 4. März 1947:       | Unter St. Veit-Baumgarten, Richtung Hütteldorf-Hacking                            |                                                                       |
| 28. November 1948:  | Braunschweiggasse                                                                 |                                                                       |
| 18. September 1954: | Friedensbrücke – Heiligenstadt und Abzweigstelle Nußdorfer Straße – Heiligenstadt |                                                                       |

Die Mischbetriebslinie 18G ging nach dem Zweiten Weltkrieg nicht mehr in Betrieb, ihre wiederhergerichtete Gleisverbindung an der Gumpendorfer Straße diente fortan nur noch als Betriebsstrecke und entfiel letztlich mit Aufgabe des Stellwerks Gumpendorfer Straße am 2. August 1965 komplett. Als weitere Folge des Krieges waren außerdem die Heizeinrichtungen bei der überwiegenden Zahl der Stadtbahnwagen nicht mehr betriebsbereit und wurden auch nicht wieder aufgearbeitet.
Am 26. November 1945 führten die Wiener Verkehrsbetriebe das Fahrgastflussprinzip auf der Stadtbahn ein, in Wien Fließverkehr genannt. Hierbei sollten die Fahrgäste ausschließlich hinten in die Wagen einsteigen und nur vorne wieder aussteigen, um sich nicht gegenseitig zu behindern. Obwohl die Zugabfertiger auf den Bahnsteigen die Fahrgäste mittels Lautsprecher auf den Fließverkehr hinwiesen, sah niemand den Zweck dieser Maßnahme ein. So musste sich der Betreiber schon nach wenigen Wochen den Fehlschlag dieses Versuches eingestehen.

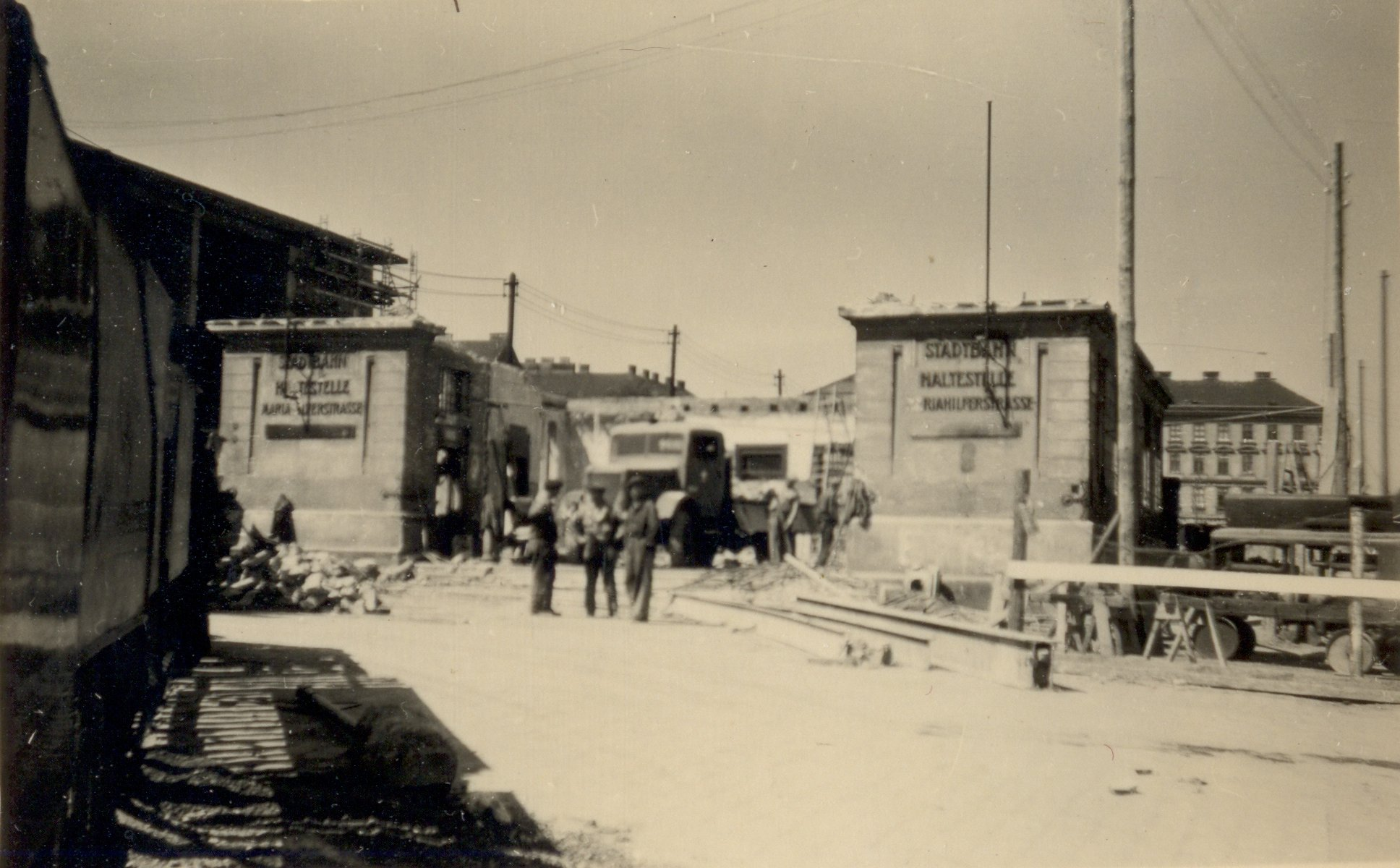
Abbruch der alten oberirdischen Zugänge zur Haltestelle Mariahilfer Straße-Westbahnhof, 1951

Als erste größere Modernisierungsmaßnahme nach dem Zweiten Weltkrieg erhielt die Stadtbahnhaltestelle Mariahilfer Straße-Westbahnhof, im Zusammenhang mit dem Neubau des benachbarten Kopfbahnhofs, 1951 eine komplette Überdeckelung und neue unterirdische Zugänge. Sie war damit die erste gänzlich unterirdische Station in Wien überhaupt, eine Bauweise die bei der früheren Dampfstadtbahn wegen der Rauchentwicklung noch nicht möglich war. Die zweite unterirdische Station der elektrischen Stadtbahn war schließlich ab 1961 Hauptzollamt.
Eine besondere Betriebssituation ergab sich 1951 durch Arbeiten an der Futtermauer zwischen den Stationen Margaretengürtel und Pilgramgasse, in deren Folge dort vorübergehend eine Gleisverschlingung eingerichtet werden musste.
Ein schwerer Unfall ereignete sich am Pfingstsonntag, dem 24. Mai 1953 kurz vor 17:00 Uhr zwischen Hütteldorf-Hacking und Ober St. Veit. Zunächst blieb dort ein Zug durch Zwangsbremsung auf freier Strecke stehen, weil beim vierten Wagen das Verbindungskabel der Bremsanlage geplatzt war. Anschließend fuhr der Folgezug ungebremst auf, weil dessen Personal den Badebetrieb im Wienfluss beobachtete. Infolgedessen wurde die Plattform des führenden Triebwagens zertrümmert und die Stirnwände von vier weiteren Wagen eingedrückt. Ein 14-jähriges Kind verunglückte dabei tödlich, drei Personen, darunter auch der Motorführer und der Zugführer, erlitten schwere und etwa zwanzig weitere Fahrgäste leichte Verletzungen. Bei einem weiteren Zwischenfall am 1. Oktober 1954 bremste der Fahrer des Triebwagens 2892 in der Wendeanlage Hietzing zu spät, sodass dieser auf den Prellbock aufkletterte und am Laufwerk stark beschädigt wurde.
Wegen der zerstörten Brücken konnten erst ab dem 18. September 1954 auch wieder Züge nach Heiligenstadt fahren, wobei die Arbeiten zur Wiederherstellung der beiden dorthin führenden Strecken erst 1952 begannen. Zuvor diente der Abschnitt von der Nußdorfer Straße nach Heiligenstadt in den Jahren 1946 und 1947 zum Abstellen beschädigter Straßenbahnwagen, darunter auch ehemalige Dampftramwaybeiwagen. Nach fast zehn Jahren war die elektrische Stadtbahn somit in voller Länge reaktiviert.
Die schleppende Auslieferung der nach dem Zweiten Weltkrieg beschafften Neubaugarnituren führte ab dem 3. Juli 1957 bei allen vier Linien zu einer Intervallstreckung von acht auf zehn Minuten in den Hauptverkehrszeiten. Das heißt, es galt jetzt den ganzen Tag über ein einheitlicher Takt, lediglich abends fuhr die Stadtbahn nur alle siebeneinhalb Minuten. Alternativ verkehrten fortan morgens vier Einschubzüge, die aber nur je eine Fahrt unternahmen. Diese, seinerzeit als vorübergehend angekündigte, Fahrplaneinschränkung wurde auch nach vollständiger Inbetriebnahme der zweiten Fahrzeuggeneration nicht mehr revidiert.

#### Einführung von automatischen Türen und Türschließsignalen (1954)

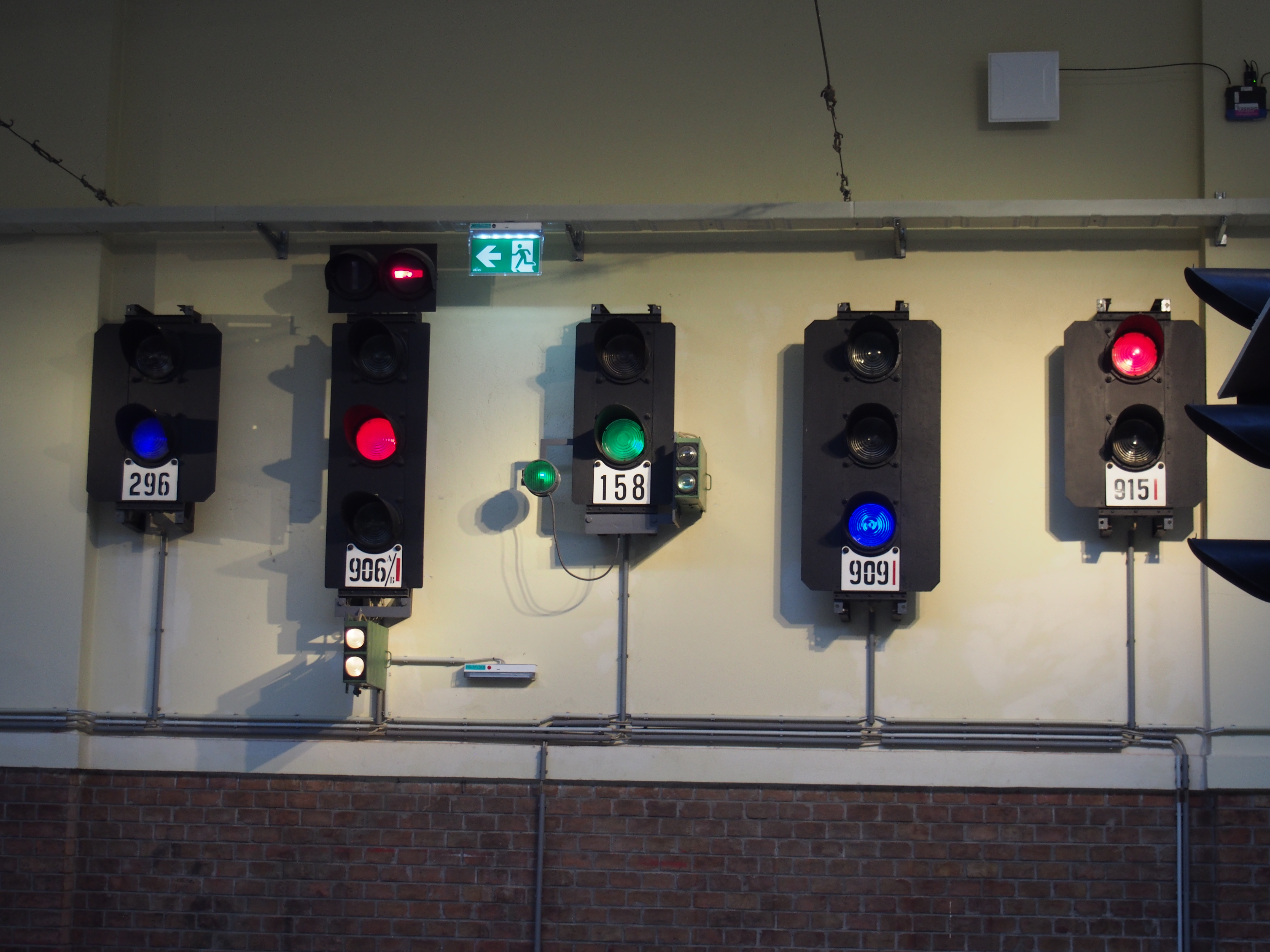
Ehemalige Stadtbahnsignale im Verkehrsmuseum Remise, über dem zweiten Signal von links ist zusätzlich ein Türschließsignal angeordnet

Durch die 1954 begonnene Umstellung auf die zweite Fahrzeuggeneration, waren ab 1961 nur noch Fahrzeuge mit automatischen Türen im Einsatz. Dadurch sank die zuvor sehr hohe Zahl der Unfälle drastisch. Bereits 1965 war die Stadtbahn gemäß Unfallstatistik der Verkehrsbetriebe das sicherste öffentliche Verkehrsmittel Wiens, es gab auf ihr in jenem Jahr nur drei Unfälle. Das Schließen der Falttüren bei den neuen Wagen erfolgte pneumatisch durch den Fahrer, dem hierzu ein Schwenkschalter zur Verfügung stand. Vor der Abfahrt mussten die Zugabfertiger zusätzlich einen Schlüsselschalter für das damals neu eingeführte Türschließsignal an den Fahrer bedienen, welches oberhalb des Ausfahrsignals angebracht war. Es hatte zwei Positionen, wobei ein weißer senkrechter Balken für „Türen schließen“ und ein roter waagrechter Balken für „Türen wieder öffnen“ stand.

#### Modernisierungsstau in der ersten Hälfte der 1960er Jahre

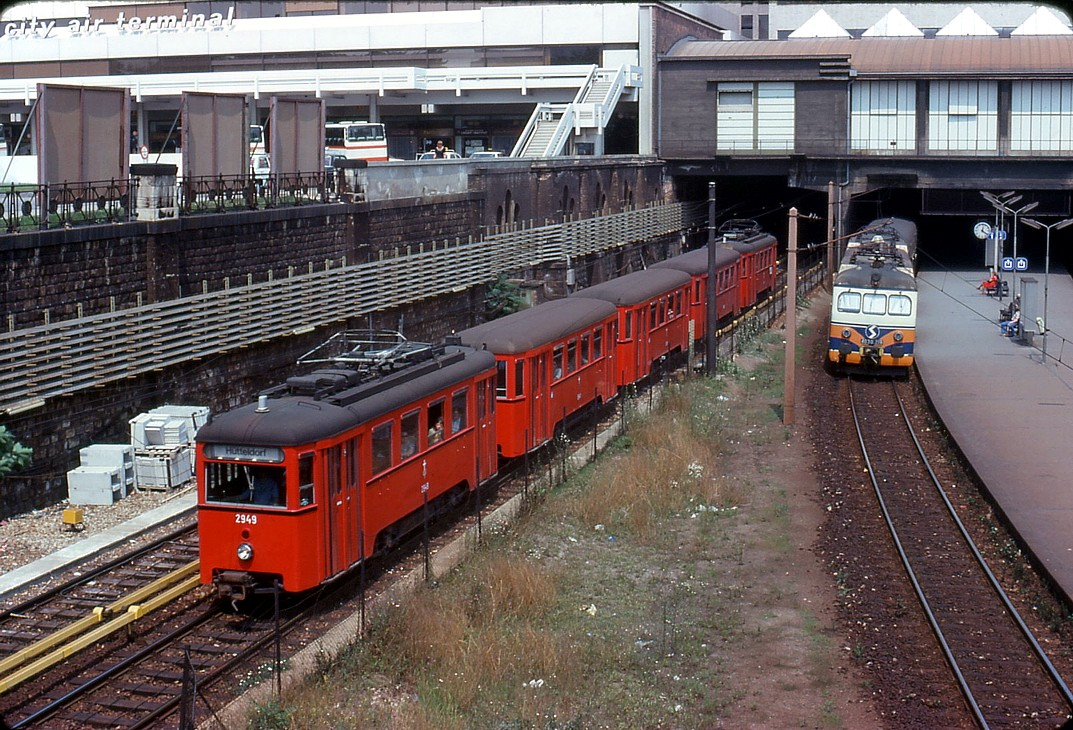
Bahnhof Landstraße, ehemals Hauptzollamt: links ein Zug der Stadtbahn, rechts die 1959 eingeführte ÖBB-Schnellbahn

Gemeinsamer Stadtbahn- und Schnellbahn-Liniennetzplan des Jahres 1962

1959 eröffneten die Österreichischen Bundesbahnen (ÖBB) die Wiener S-Bahn, seinerzeit noch Schnellbahn genannt. Ab dem 27. März 1961 bestand eine Tarifgemeinschaft zwischen dieser und den Verkehrsmitteln der Wiener Stadtwerke – Verkehrsbetriebe. Die Schnellbahn verkehrte anfangs noch mit Dampflokomotiven, bevor 1962 die damals hochmodernen Elektrotriebwagen der Reihe 4030 den Betrieb übernahmen. Vor allem im Gegensatz dazu galt die Stadtbahn schon damals als technisch veraltet. Insbesondere die geringe Höchstgeschwindigkeit von 40 km/h und der Betrieb von langen Zweiachserzügen ohne Durchgangsmöglichkeit und mit Trittstufen beim Ein- und Ausstieg stellten längst einen Anachronismus dar. Zeitgemäß waren lediglich die vollständig vom Individualverkehr getrennten innerstädtischen Trassen. Zuvor verhinderten die von 1957 bis 1962 verfolgten Alwegbahnpläne jede Weiterentwicklung und Modernisierung der Stadtbahn. Zeitweise war sogar geplant, die Gürtellinie abzureißen und durch die Alwegbahn zu ersetzen.
Ab 1963 setzte die Gemeinde Wien vor allem auf den Bau der Wiener U-Straßenbahn, deren beide Teilabschnitte 1966 und 1969 in Betrieb gingen. In beiden Fällen handelte es sich dabei um Strecken, die bereits in der Stadtbahnplanung im ausgehenden 19. Jahrhundert enthalten waren. Eine Verbindung der Gürtellinie mit dem U-Straßenbahn-Tunnel am Süd-Gürtel zwischen Eichenstraße und Südtiroler Platz war damals zwar zeitweise geplant, wurde aber nicht realisiert.
Genau entgegengesetzt zu den Entwicklungen der frühen 1920er Jahre bot daher die Staatsbahn schon im Jahr 1964 ihrerseits der Gemeinde Wien den Rückkauf der Stadtbahn an, um diese in ihr neues Schnellbahn-System zu integrieren. Schon 1955 empfahl eine Kommission auf der I. Wiener Straßenverkehrsenquete, zur Verbesserung der Verkehrsverhältnisse auch die Einbeziehung der Stadtbahnlinien in das künftige Schnellbahn-Netz zu untersuchen. Obwohl sich eine breite Koalition aus Österreichischen Bundesbahnen, Wiener Stadtwerken – Verkehrsbetrieben, Sozialdemokratischer Partei Österreichs, Österreichischem Gewerkschaftsbund, Arbeiterkammer und fast allen Zeitungen das Projekt unterstützte, lehnte der Wiener Gemeinderat es ab. Er beschloss im Gegenzug am 26. Jänner 1968, zumindest die Wientallinie und die Donaukanallinie der Stadtbahn in das ab 1969 aufgebaute U-Bahn-Grundnetz einzubeziehen und in diesem Zusammenhang umfassend zu modernisieren.

#### Sicherheitsfahrschaltungen und Gleismagnete (1965)
In einem weiteren Rationalisierungsschritt wurden die Stadtbahn-Triebwagen bis zum 16. August 1965 mit Totmanneinrichtungen in Form von Sicherheitsfahrschaltungen (Sifa) ausgerüstet, die den Zug automatisch anhielten, wenn der Triebwagenführer nicht mehr reagieren konnte. Das zugehörige Impulspedal war bei Ertönen der Hupe zu lüften und wieder zu drücken, dies galt auch bei Stillstand des Zuges. Wurde dies unterlassen, erfolgte nach vier Sekunden eine Zwangsbremsung und Abschaltung des Fahrstroms durch Spannungsabfall des Steuerstromschützes.
Die Umbauten des Jahres 1965 verkomplizierten die Triebwagen der zweiten Generation noch weiter. Sie wurden dadurch noch störanfälliger, zeitweise gab es Schwierigkeiten, genügend Fahrzeuge für den Auslauf stellen zu können.
Parallel zur Einführung der Sicherheitsfahrschaltung wurden die seit der Elektrifizierung genutzten mechanischen Fahrsperren durch eine verschleißfrei arbeitende, ebenfalls punktförmig wirkende, magnetische Zugbeeinflussung ersetzt. Erst bei Grün-Stellung des Signals wurde der permanente Magnet durch Gegenerregung unwirksam gemacht und der Zug konnte passieren. Zeigte das Signal hingegen Rot war der Magnet wirksam und der Zug erhielt bei Vorbeifahrt eine Zwangsbremsung. Diese wurde dem Fahrer zusätzlich durch eine rote Kontrolllampe angezeigt, die nur per Expeditor-Schlüssel löschbar war. Musste der Zug bewusst ein Signal überfahren, so war die Freigabetaste zu drücken, wodurch die Sicherheitsfahrschaltung kurzzeitig überbrückt wurde. Dadurch wurde das, bei der Eisenbahn als unabdingbar angesehene, Rot-Signal im Stadtbahnbetrieb immer wieder verwässert und oft auch recht sorglos überfahren. Da bei defekten Signalen jeweils eine Vollbremsung notwendig wurde, war dieses Signalsystem auch betrieblich oft sehr hinderlich.

#### Entfall des Beimanns auf dem Führerstand und der Bahnsteigabfertiger (1965)
Mit der Einführung der Sicherheitsfahrschaltung entfiel, ebenfalls ab dem 16. August 1965, auch die Notwendigkeit der Anwesenheit des Triebfahrzeugbegleiters im Führerstand. Stattdessen beaufsichtigte fortan der bisherige Beimann die Abfertigung der Züge als Zugführer vom zweiten Triebwagen aus und veranlasste das Schließen der Türen von dort alleine. Hierbei gab er die bevorstehende Abfahrt über den Bahnsteiglautsprecher bekannt, die Abfertigung erfolgte über die vorhandenen Türschließsignale und akustisch mittels Klingelsignals, das nach dem Anfahren zur Sicherheit wiederholt werden musste. Im Gegensatz zu den vormaligen Triebfahrzeugbegleitern mussten die Zugführer ab 1965 auch nicht mehr ausgebildeter Triebwagenführer sein, was Ausbildungskosten sparte. Ab diesem Zeitpunkt waren auch Frauen als Zugführerinnen zugelassen.
Durch die Zugführerabfertigung wiederum konnte 1965 ein Großteil der damals zusammen 90 Bahnsteigabfertiger eingespart werden, wobei die Bezeichnung „Säulenflüsterer“ damals von diesen auf die Zugführer überging. Nur in wenigen Stationen, darunter Meidling-Hauptstraße in Fahrtrichtung Heiligenstadt, waren im Berufsverkehr noch zusätzliche Bahnsteigabfertiger tätig.
Eine weitere Rationalisierungsmaßnahme der 1960er Jahre war die Abschaffung der Sperrenschaffner in den Stationen, womit ein weiteres Relikt aus Dampfstadtbahnzeiten verschwand. Sie wurden ab dem 11. Jänner 1967 zunächst in Meidling-Hauptstraße, Schönbrunn und Hietzing durch AEG-Entwerter ersetzt, bevor bis zum 21. Dezember 1968 alle Zugangsstellen entsprechend ausgerüstet werden konnten.

### Umstellung auf U-Bahn-Betrieb (1968–1989)

#### Vorbereitung des U-Bahn-Probebetriebs (1968)
Noch 1968, dem Jahr des Beschlusses zum Bau der Wiener U-Bahn, wurde die Stadtbahnstrecke Friedensbrücke–Heiligenstadt für den Probebetrieb der neuen U-Bahn-Wagen der Type „U“ auserkoren. Die Umbauarbeiten begannen im November 1968 in Heiligenstadt, wo für die Probezüge Abstell- und Wendegleise sowie eine Wartungshalle entstanden. Letztere war 1970 fertiggestellt und wurde nach Errichtung des Betriebsbahnhofs Wasserleitungswiese in den Jahren 1974 bis 1977 wieder abgetragen.
Ab Sommer 1969 folgte die Abtragung des Bahndamms zwischen den beiden genannten Stationen, der eine Kubatur von 70.000 Kubikmetern aufwies. Dies war erforderlich, um später den Betriebsbahnhof Wasserleitungswiese auf gleichem Niveau an die Donaukanallinie anschließen zu können. Die neue Trasse lag fortan ein bis zwei Meter unter den Gleisen der benachbarten Franz-Josefs-Bahn, weshalb zusätzlich eine circa 700 Meter lange Stützmauer errichtet werden musste. Im Gegenzug musste die Rampengasse unterbrochen werden, an ihrer Stelle entstand damals für Fußgänger ersatzweise der Franz-Ippisch-Steg. Während der umfangreichen Erdbewegungen dort musste die Gemeinde Wien für den Stadtbahnbetrieb eines der vier Gleise der Franz-Josefs-Bahn von den Österreichischen Bundesbahnen anmieten und entsprechend adaptieren.
Am 13. September 1971 wurde die Wendeanlage Friedensbrücke für die Stadtbahn gesperrt, weil sie anschließend für die aus Richtung Heiligenstadt kommenden U-Bahn-Probezüge umgebaut werden musste. In diesem Zusammenhang erfolgte am 2. Dezember 1972 die Umstellung des Abschnitts Friedensbrücke–Heiligenstadt auf Rechtsverkehr, erstmals in ihrer Geschichte verkehrte die Stadtbahn damit nicht mehr überall auf der linken Seite. Dies bedingte bei der Stadtbahn entsprechende Gleiskreuzungen, die Stadtbahnzüge wechselten kurz nach der Station Friedensbrücke ihre Fahrseite. Von der Gürtellinie her kommend wurde damals vor der Einfahrt in den Bahnhof Heiligenstadt eine weitere Gleiskreuzung eingebaut, woraufhin die dortige Schleife fortan von allen Stadtbahnzügen gegen den Uhrzeigersinn befahren wurde.

#### Aufnahme des U-Bahn-Probebetriebs ohne Fahrgäste (1973)

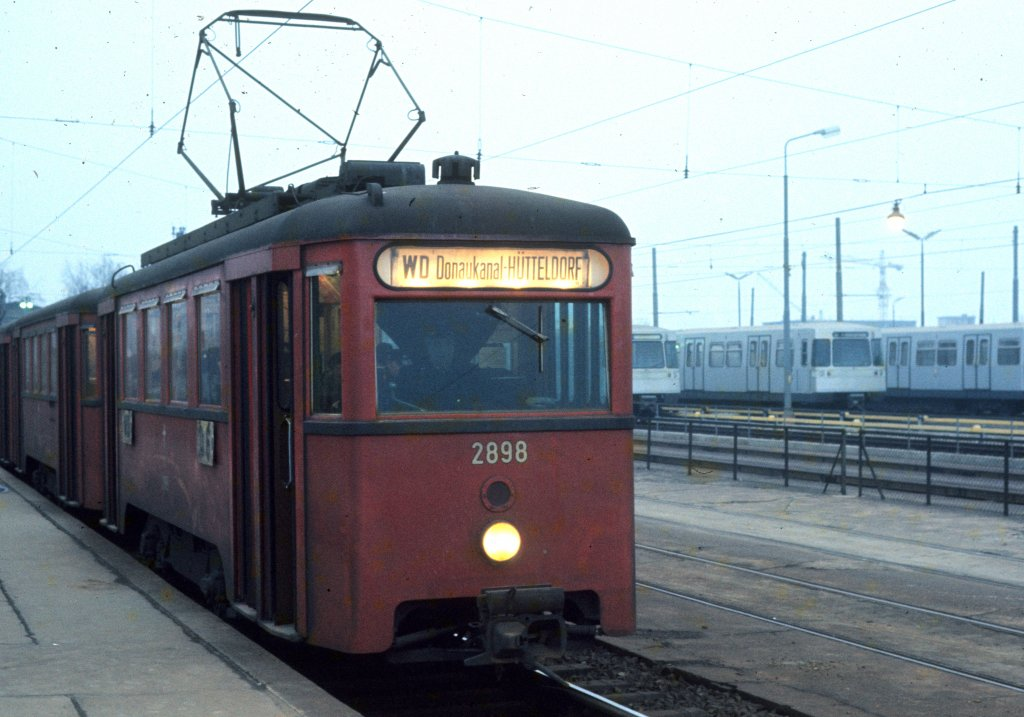
Heiligenstadt im Jänner 1974: noch verkehrt hier die Linie WD, im Hintergrund läuft aber bereits seit fast einem Jahr der U-Bahn-Probebetrieb ohne Fahrgäste

Für den am 24. Feber 1973 aufgenommenen Parallelbetrieb zwischen alten Stadtbahn- und neuen U-Bahn-Wagen, die damals aber noch keine Fahrgäste beförderten, war der tiefergelegte Abschnitt Friedensbrücke–Heiligenstadt vorübergehend sowohl mit einer Oberleitung als auch mit einer seitlichen Stromschiene ausgestattet. Hinzu kamen zwei verschiedene Signal- und Sicherungssysteme: das herkömmliche Streckenblocksystem für die Stadtbahn und die neue linienförmige Zugbeeinflussung ohne Hauptsignale für die U-Bahn. Zudem fand ein neu entwickeltes Schienenprofil Verwendung. So wurden die bisher bei der Stadtbahn verwendeten Xa-Schienen 1970/1971 auf der gesamten Strecke Friedensbrücke–Heiligenstadt in kleinen Bauabschnitten durch schwerere S-48-U-Schienen ersetzt. Die Probezüge verkehrten zunächst nur nachts, später dann auch tagsüber zwischen den regulären Stadtbahnzügen.

#### Aufnahme des erweiterten U-Bahn-Probebetriebs mit Fahrgästen (1976)

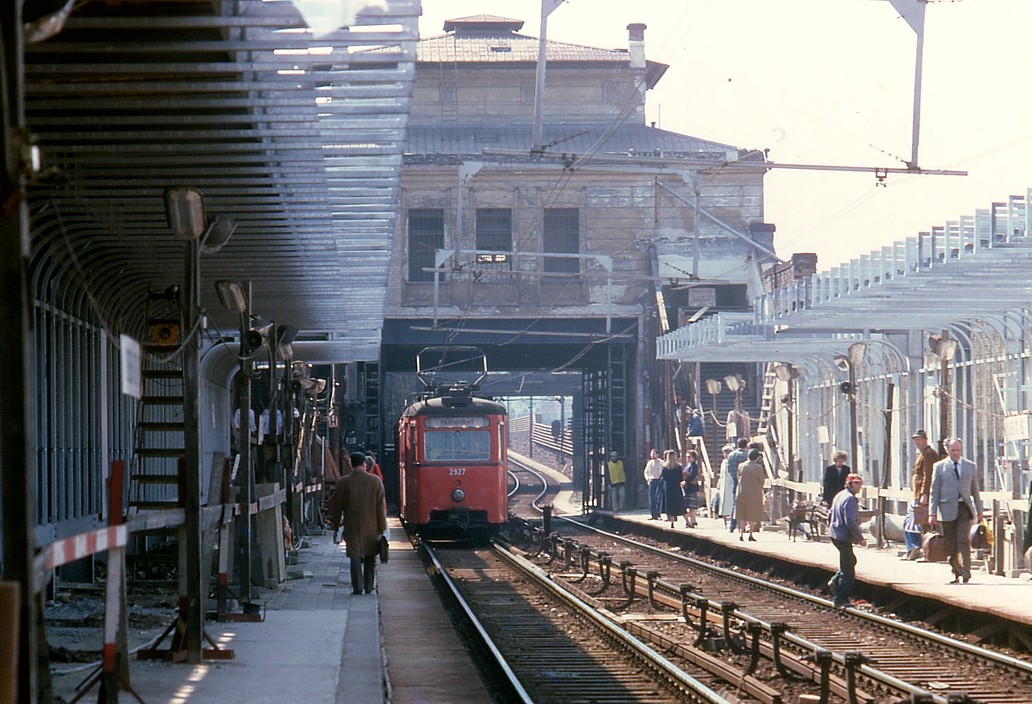
10. Mai 1981: Umbau der Station Ober St. Veit bei laufendem Betrieb, die Stromschienen und Bahnsteigüberdachungen befinden sich im Aufbau

Im Gegensatz zum Neubau der Linien U1 (eröffnet 1978) und U3 (eröffnet 1991) sowie zum aufwändigen Umbau der Zweierlinie zur U2 (eröffnet 1980) ging die Anpassung der Stadtbahnanlagen vergleichsweise schnell vonstatten. Damit war die am 8. Mai 1976 offiziell für den „erweiterten Probebetrieb mit Fahrgästen“ freigegebene U4 letztlich die erste, auch so bezeichnete, Wiener U-Bahn-Linie. Fortan hatte Wien vorübergehend drei verschiedene unabhängig trassierte städtische Verkehrsmittel.
Die Umstellung der Stadtbahnstrecken auf U-Bahn-Betrieb erforderte in erster Linie den Ersatz der Fahrleitungs- durch die Stromschienenanlage. Darüber hinaus wurden die Gleise in den Stationen wieder von den Bahnsteigen abgerückt und um 15 Zentimeter abgesenkt, das heißt auf das ursprüngliche Niveau aus Dampfstadtbahnzeiten. Gleichzeitig erfolgte die Erhöhung der alten Bahnsteige von 50 auf 95 Zentimeter über Schienenoberkante, um einen barrierefreien Einstieg zu gewährleisten. Die U-Bahn übernahm dabei auch die 115 Meter betragende Standard-Bahnsteiglänge der elektrischen Stadtbahn.
Für den einheitlichen Betrieb mit linienförmiger Zugbeeinflussung musste die Sicherungstechnik vollständig ersetzt werden. Damit wurde gleichzeitig der Gleiswechselbetrieb eingerichtet. Der Oberbau wurde teilweise umgebaut und für die höheren Geschwindigkeiten ertüchtigt, an Tunnel- und Brückenbauwerken waren Erhaltungsarbeiten notwendig, die Stromversorgung aus dem Landesnetz wurde ebenfalls erneuert. Im Zuge der Bauarbeiten wurde auf Rechtsfahrbetrieb umgestellt. Die Zugangsstellen wurden in unterschiedlichem Umfang umgebaut, besonders aufwändig erfolgte dies bei den Stationen Landstraße und Karlsplatz. Weitere Modernisierungsmaßnahmen waren die Schaffung zusätzlicher Zugänge am vom Aufnahmsgebäude abgewandten Ende der Station, der Einbau von Aufzugsanlagen, die Verlängerung der Bahnsteigüberdachungen auf die volle Stationslänge bei gleichzeitigem Verzicht auf Stützen, die Verkleidung der Wände mit einheitlichen Paneelen im Standarddesign der Wiener U-Bahn, die Installation von Fallblattzugzielanzeigen sowie der vollständige Ersatz der Fahrkartenschalter durch Automaten.
In Heiligenstadt entfiel im Mai 1976 die Wendeschleife der Stadtbahn, während diejenige in Hütteldorf-Hacking noch bis zur Einstellung des dortigen Stadtbahnbetriebs im Jahr 1981 zur Verfügung stand. Darüber hinaus mussten die Stadtbahnzüge während der Umbaujahre auch an den Stationen Schottenring (April bis August 1978) und Karlsplatz (August 1978 bis Oktober 1980) per Fahrtrichtungswechsel wenden, hierfür waren dort jeweils Bauweichen erforderlich. Um das Umsteigen an diesen zeitweiligen Betriebswechselstellen möglichst einfach zu gestalten, standen dort jeweils provisorische Mittelbahnsteige mit entsprechendem Höhenunterschied zur Verfügung. Wegen der unterschiedlichen Einstiegsverhältnisse erhielt 1976 auch der Bahnhof Heiligenstadt getrennte Bahnsteiggleise für die Linien G und U4.

#### Entscheidung zur Modernisierung der Gürtellinie (1977)

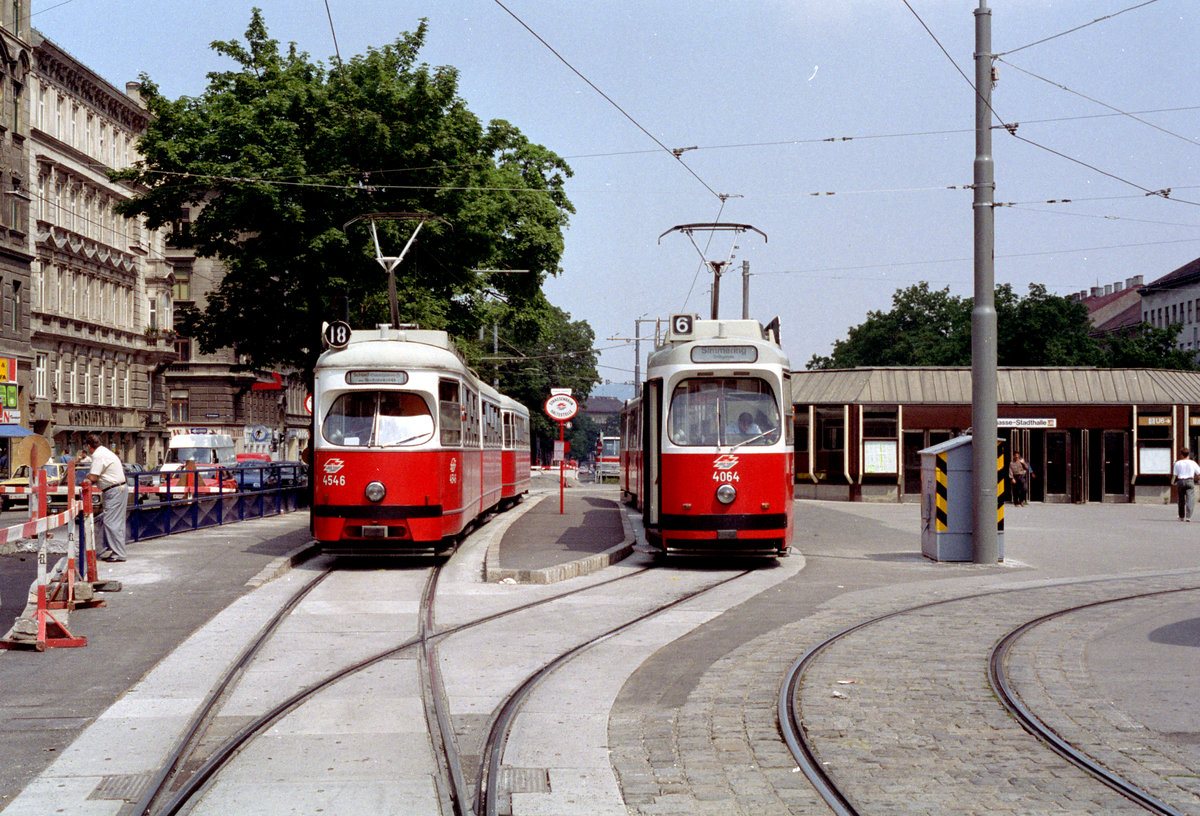
Mit dem Bau des zweiten Zugangs zur Station Burggasse-Stadthalle, hier rechts im Bild, begann 1977 die Modernisierung der Gürtellinie

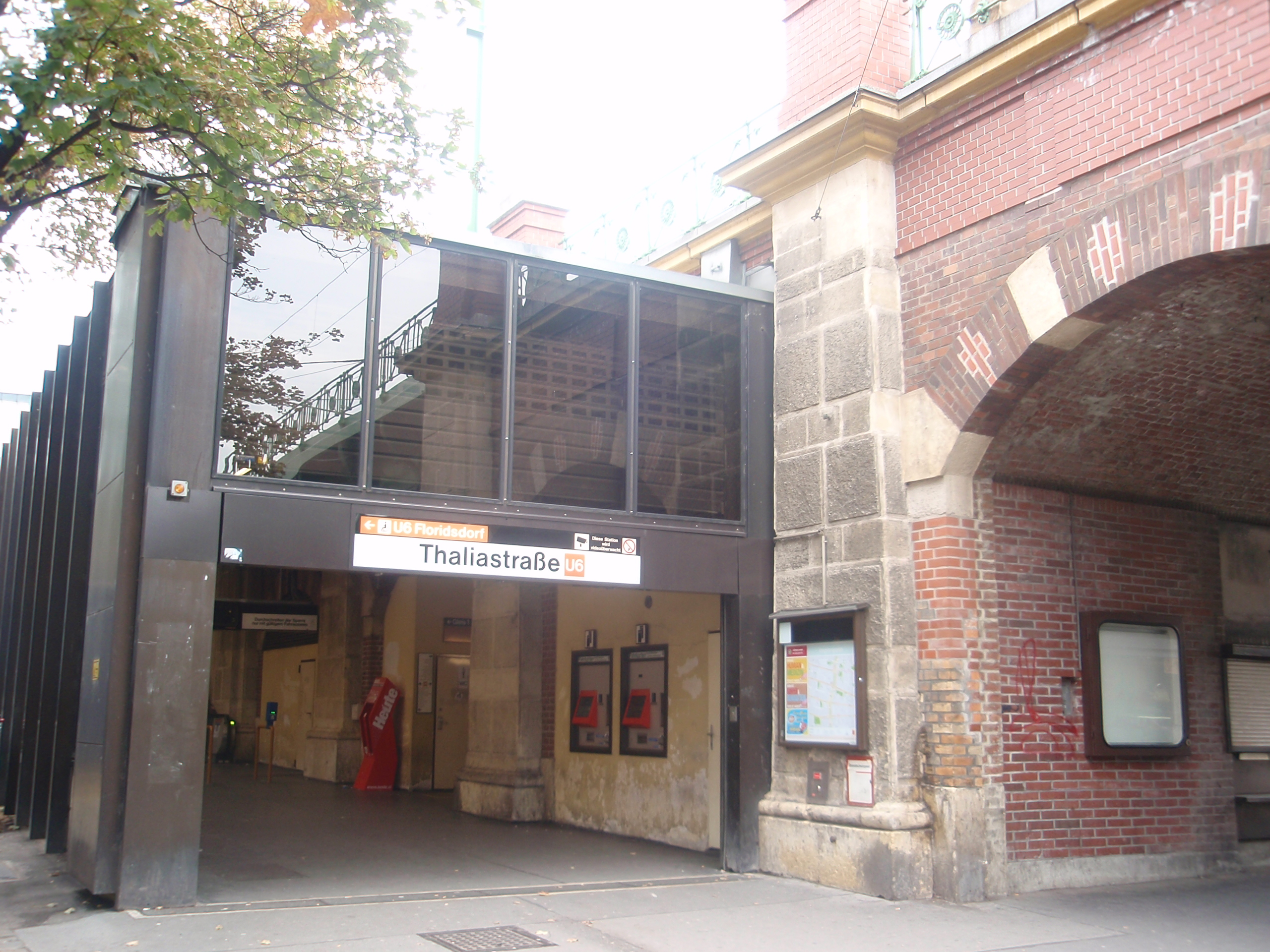
Die 1980 neu eröffnete Station Thaliastraße vermischt moderne Gestaltungselemente mit der historischen Architektur Otto Wagners

Auch wenn die Gürtellinie nicht im U-Bahn-Grundnetz enthalten war, begann die Gemeinde Wien sie infolge der 1976 ausgelobten Nahverkehrsmilliarde des Bundes, einem großen Subventionsprogramm zur Stärkung des öffentlichen Nahverkehrs, dennoch zu modernisieren. Gleichzeitig war schon damals geplant, sie mit der neuen Schnellstraßenbahnstrecke in die Stadtteile Erlaa und Siebenhirten zu verknüpfen, die in den Jahren 1979 und 1980 in Betrieb ging und zunächst von der Straßenbahnlinie 64 bedient wurde.
Die Erneuerung der Gürtellinie begann 1977 mit der Errichtung eines zweiten Bahnsteigzugangs an der Station Burggasse-Stadthalle, der ab dem 16. Feber 1978 zur Verfügung stand, und dem Baubeginn für die neue Station Thaliastraße, die das Kürzel TH erhielt. Dieser zusätzliche Verknüpfungspunkt zur Straßenbahn konnte, aufgrund wirtschaftlicher Schwierigkeiten des ursprünglich damit beauftragten Bauunternehmens, erst am 27. September 1980 in Betrieb gehen.
Bei der Gürtellinie entschied sich die Gemeinde Wien, ebenfalls 1977, zunächst gegen den Umbau auf Stromschienenbetrieb und die Errichtung von Hochbahnsteigen. Da zum Zeitpunkt dieses Beschlusses aber trotzdem noch ein späterer „Vollausbau“ zur U-Bahn mit Stromschiene in Betracht gezogen wurde, mussten Wagen angeschafft werden, die später auch im Straßenbahnbetrieb verwendet hätten werden können – auch wenn es dazu letztlich nie kam.
Ein drittes Mal in der Geschichte der elektrischen Stadtbahn setzten die Wiener Stadtwerke – Verkehrsbetriebe daher wiederum auf klassische Straßenbahnfahrzeuge im Oberleitungsbetrieb, die – wie damals üblich – hochflurig waren. Die 1978 bestellten neuen Wagen waren nur 2305 Millimeter breit und wurden ab Juli 1979 ausgeliefert. Die neuen Züge konnten zudem im Einmannbetrieb mit vollautomatischer Abfertigung betrieben werden, das heißt, der Triebwagenführer war fortan selbst Zugführer. Allerdings fuhr während der Einführungszeit vorübergehend auch in den neuen Zügen noch ein Zugbegleiter mit. 1983 konnte, nach Ausmusterung der letzten Altbauwagen, die Umstellung auf die neuen Fahrzeuge abgeschlossen werden. Deren bessere Bremseigenschaften sowie das Ende des Mischbetriebs ermöglichten ab dem 2. Jänner 1984 die Anhebung der Höchstgeschwindigkeit auf der Gürtellinie von 40 auf 60 km/h, wodurch sich eine attraktive Fahrzeitverkürzung ergab.

#### Nachträgliche Entscheidung zur Integration der Gürtellinie in das U-Bahn-Netz (1980)
Per Gemeinderatsbeschluss vom 29. August 1980 fiel schließlich die Entscheidung, auch die Gürtellinie samt geplanter Erweiterung im Süden nachträglich in das U-Bahn-Netz zu integrieren. Als Bezeichnung wurde U6 festgelegt, weil sich die U5 schon seit den 1960er Jahren in Planung befand.
Endgültig ad acta gelegt wurde damals der Vollausbau der Strecke. Als offizielle Gründe, auf der Gürtellinie keine schweren Standard-U-Bahn-Züge einzusetzen, wurden seinerzeit – insbesondere bezüglich der Wientalbrücke und der historischen Stadtbahnbögen – Gewichtsgründe und diverse Beschränkungen des Lichtraumprofils angegeben, jedoch dürften eher finanzielle Gründe ausschlaggebend gewesen sein. Denn letztlich ergab eine 1981 durchgeführte Untersuchung der alten Stahltragwerke, dass diese noch immer in gutem Zustand seien. Auch war der natürliche Alterungsprozess des Stahles damals weniger weit fortgeschritten als erwartet, sodass noch mit zumindest einige Jahrzehnte langer Haltbarkeit gerechnet werden konnte. Letztlich wäre die Erhöhung der Bahnsteige an den Hochstationen der Gürtellinie baulich deutlich aufwändiger gewesen, zumal sie dort teilweise bis auf die jeweils benachbarten Brücken reichen. Ein weiteres Problem stellte die stark gekrümmte Station Gumpendorfer Straße dar, deren Bahnsteige bei den U-Bahn-Doppeltriebwagen zu einem entsprechend großen Spalt zwischen den mittigen Fahrzeugtüren und der Bahnsteigkante geführt hätten. Einer anderen Quelle zufolge hätten die U-Bahn-Wagen der ersten Generation die Otto-Wagner-Brücke aufgrund des dort auftretenden Gefälles ohnehin nicht befahren können.
Somit blieb es damals beim Einsatz der ab Ende der 1970er Jahre beschafften Stadtbahnwagen der dritten Generation. Allerdings erwies sich der nicht-barrierefreie Ein- und Ausstieg über Treppenstufen später mit steigenden Fahrgastzahlen als problematisch, weil er die Fahrgastwechselzeiten verlängerte. Zudem war in den schmalen Stadtbahnwagen bis zuletzt keine Fahrradmitnahme erlaubt, während diese in den geräumigeren U-Bahn-Wagen kein Problem darstellte.

#### Unfallserie in den Jahren 1975 bis 1978
Während der Umstellung auf U-Bahn-Betrieb kam es, vor allem aufgrund der zahlreichen Bauprovisorien sowie einer unerklärlichen Häufung menschlichen Versagens,  innerhalb von drei Jahren zu einer Serie von schweren Auffahrunfällen. Sie führten zu einer vorzeitigen Kassierung zahlreicher Wagen sowie zu einem negativen Bild der Stadtbahn und heftiger Kritik in der Bevölkerung:
- am 4. November 1975 rammte in der Station Schwedenplatz ein Zug der Linie GD einen der Linie WD, fünf Wagen entgleisten, 14 Fahrgäste wurden verletzt. Ursächlich war ein Defekt der Signalanlagen und damit auch der Totmanneinrichtungen in den Zügen.
- am 5. März 1977 stießen im Tunnel bei der Station Margaretengürtel die Züge 14 und 20 zusammen und entgleisten. Zuvor hatte einer der Fahrer ein Signal übersehen, 15 Fahrgäste wurden verletzt.
- ein besonders schwerer Auffahrunfall ereignete sich am Abend des 14. September 1977 zwischen Meidling-Hauptstraße und Margaretengürtel, bei dem infolge mangelhafter Sicherheitseinrichtungen 44 – teilweise schwer – Verletzte zu beklagen waren. Damals hatten nach dem UEFA-Cup-Spiel SK Rapid Wien gegen FK Inter Bratislava Wiener Hooligans in einem verspäteten Zug der Linie WD Glühlampen der Innenbeleuchtung herausgeschraubt, womit sie den gesamten Lichtstromkreis des letzten Triebwagens unterbrachen. Anschließend zogen die Randalierer mutwillig die Notbremse und die Garnitur blieb wenige Meter vor Verlassen eines Blockabschnitts stehen. Infolge des zuvor entstandenen Kurzschlusses fiel auch die Zugschlussleuchte aus. Der  unmittelbar folgende Zug der Linie WG bekam vom Stellwerker in Meidling-Hauptstraße die Weiterfahrt in Richtung Wiental signalisiert, obwohl der Blockabschnitt noch besetzt war und das Signal den Haltbegriff zeigte. Daraufhin rammte er im Tunnel beinahe ungebremst den gänzlich unbeleuchteten Zug vor ihm, der zudem noch in einem Bogen stand. Dort war ausnahmsweise ein Vorsignal für das nächste Blocksignal angeordnet, das noch immer einen Fahrtbegriff zeigte. Als der Folgezug dieses erreichte, glaubte der Motorführer, den vorausfahrenden Zug schon weit vor sich zu haben und beschleunigte wieder. Erst im letzten Moment bemerkte er den havarierten Zug, die sofort eingeleitete Notbremsung blieb fast wirkungslos. Beim Zusammenstoß wurden zehn von 16 Wagen aus dem Gleis gehoben, ineinander verkeilt und bis zu eineinhalb Meter hoch aufgetürmt. Vier Triebwagen und sechs Beiwagen mussten anschließend als Totalschaden ausgemustert werden. Drei junge Männer im Alter von 16, 19 und 27 Jahren wurden letztlich aber nur des Vandalismus für schuldig gesprochen, der Motorführer erhielt sechs Monate bedingte Haft, weil er im besetzten Blockabschnitt schneller als die erlaubten 15 km/h unterwegs war.[106] Dieser Unfall war der Anlass, noch im gleichen Jahr einen Stadtbahnwagen probeweise mit Zugfunk per Topfantenne, einer Geschwindigkeitsüberwachung sowie Abblendscheinwerfern nachzurüsten. Die Einrichtungen bewährten sich, so dass ab Mai 1978 94 der noch verbliebenen Altbautriebwagen – trotz ihrer absehbaren Ausmusterung – zur Beruhigung der Öffentlichkeit eine entsprechende Ausstattung erhielten, während die übrigen nur noch als geführte Triebwagen laufen durften. Außerdem waren fortan nach dem Vorbeifahren an einem haltzeigenden Hauptsignal auf den folgenden 1200 Metern nur 15 km/h möglich, die sogenannte „V 15“-Fahrt.[8][5]
- am 13. November 1977 erlitten bei einer Entgleisung zweier Wagen in der Station Braunschweiggasse fünf Fahrgäste Verletzungen.
- am 19. November 1977 fuhr ein Zug in der Endstation Heiligenstadt in Folge eines Bremsfehlers auf einen Prellbock auf, eine Frau wurde verletzt.
- am 5. Dezember 1977 kollidierte ein Leerzug am Ende des Stockgleises der Station Hietzing wiederum mit einem Prellbock, rammte den dahinterstehenden Abspannmast und knickte ihn. Dadurch wurde auch die Fahrleitung der seitlich vorbeiführenden Streckengleise in Mitleidenschaft gezogen. Der Betrieb zwischen Meidling-Hauptstraße und Hütteldorf-Hacking musste während der Instandsetzungsarbeiten für fünf Stunden im Schienenersatzverkehr erfolgen. Der führende Triebwagen Nummer 2946 erhielt erhebliche Beschädigungen.[105]
- am 5. Jänner 1978 wurde der Zug 22 der Linie GD in Michelbeuern zum Anhängen von Verstärkungswagen auf ein Nebengleis geleitet. Der Fahrer des nachfolgenden Zuges 14 der Linie GW konnte – angeblich – wegen direkter Sonneneinstrahlung die „Rot“-Stellung des Signales 904 nicht erkennen und fuhr nach Zwangsbremsung und nachfolgender Betätigung der Lösetaste weiter. Dabei konzentrierte er sich auf das nebenstehende Stellwerk, von dem er händische Signale erwartete. So übersah er den gleichzeitig wieder auf die Hauptstrecke einfahrenden GD und es kam zu einer Flankenfahrt, wobei der Triebwagen 2872 in den Beiwagen 5915 fuhr und diesen aus den Schienen hob. Es gab zwei Leichtverletzte, beträchtlichen Sachschaden und eine längere Betriebsstörung.[105]
- am 9. Jänner 1978 ereignete sich um 6:15 Uhr erneut ein schwerer Zusammenstoß. Ein Triebwagen eines in die Station Hütteldorf-Hacking eingefahrenen Zuges der Linie WG war defekt geworden und sollte getauscht werden. Dadurch kam es zu einem längeren Aufenthalt. Der Fahrer des nachfolgenden Zuges überfuhr daraufhin, nach Abwarten der vorgeschriebenen Frist im Sinne der Bestimmungen, das „rot“ zeigende Einfahrsignal. Offensichtlich setzte er die Fahrt jedoch viel zu schnell fort und konnte die Garnitur nicht mehr rechtzeitig zum Stehen bringen. Es kam zu einer heftigen Auffahrt auf den, wegen des Triebwagentausches unbeleuchteten, Vorderzug. Dabei kletterten die beiden Beiwagen 5893 und 5994 auf und entgleisten, acht Fahrgäste verletzten sich. Der Verkehr zwischen Hietzing und Hütteldorf-Hacking erfolgte vier Stunden lang per Ersatzautobus.[105]
- am 10. August 1978 kam es in der Station Schwedenplatz, nur zwei Tage vor der Einstellung des Stadtbahnbetriebs dort, erneut zu einem Auffahrunfall. Hierbei waren elf Verletzte zu beklagen.

#### Weitere Modernisierung der Gürtellinie in den 1980er Jahren und Umstellung auf Rechtsverkehr

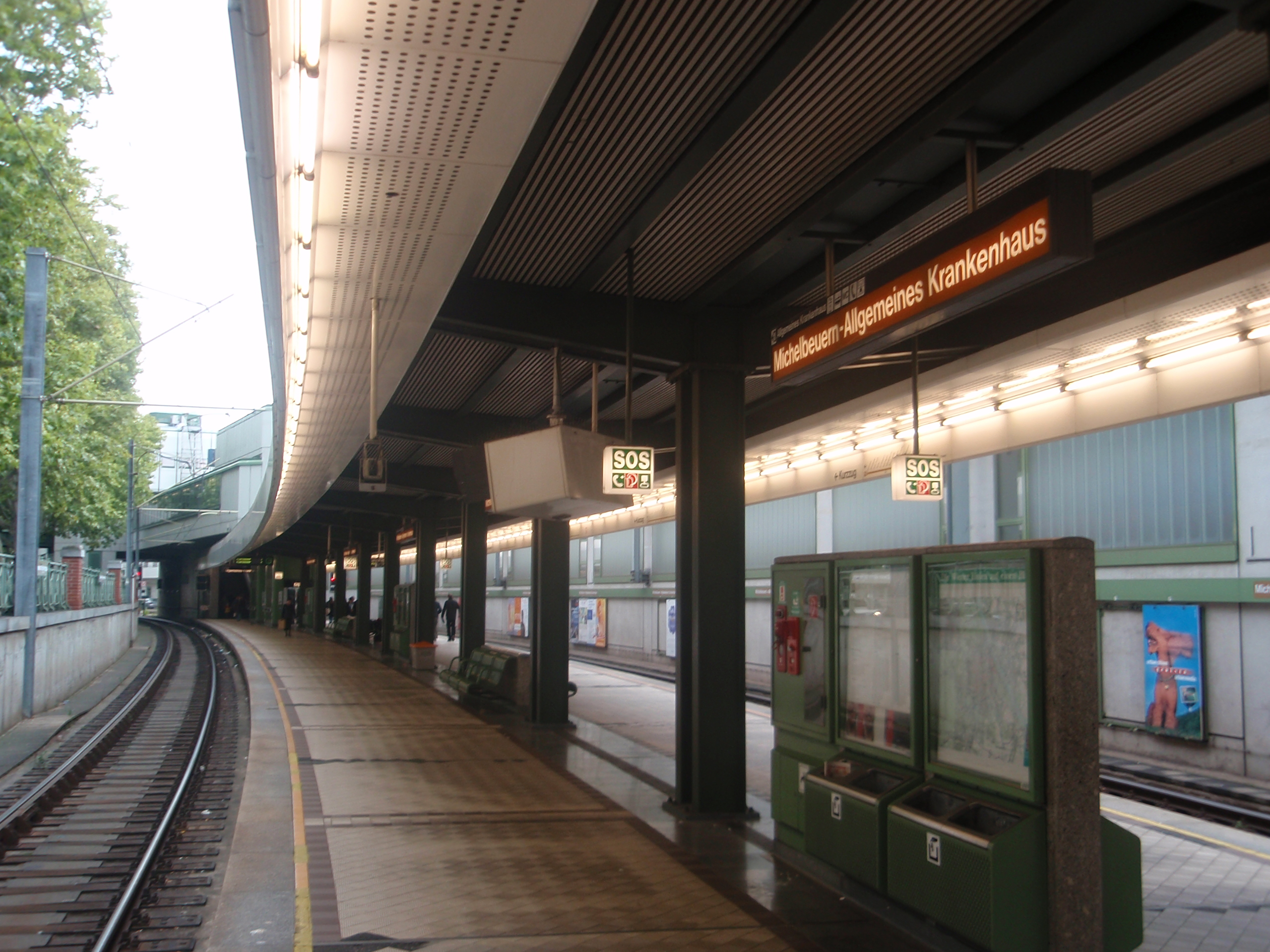
Michelbeuern ist seit 1987 auch eine reguläre Station für den Personenverkehr

Ankündigung der Umstellung auf Rechtsverkehr im Jahr 1988

Nach der 1980 erfolgten Entscheidung zur Integration in das U-Bahn-Netz ging die in den späten 1970er Jahren begonnene Modernisierung der Gürtellinie sukzessive weiter. So begann 1981 die Erneuerung des in die Jahre gekommenen Betriebsbahnhofs Michelbeuern, die 1989 abgeschlossen werden konnte. Zudem erhielt die Gürtellinie im Rahmen ihrer Modernisierung auch eine neue Oberleitung, wobei Mittelmasten mit beidseitigen Auslegern die Querjoche aus den 1920er Jahren ersetzten.
Am 7. September 1983 begannen schließlich die Bauarbeiten für die Erweiterung der Gürtelstadtbahn zum Bahnhof Wien Meidling, wobei die dortige U-Bahn-Station noch bis 2013 Philadelphiabrücke hieß. Im Zusammenhang mit diesen Bauarbeiten fuhren die Züge der Gürtellinie ab dem 13. April 1985 nur noch bis Gumpendorfer Straße, die anschließende Rampe zwischen der Wientalbrücke und der Station Meidling-Hauptstraße wurde abgebrochen und mit größerer Neigung neu errichtet. Somit konnte die bis 1985 vorhandene Gabelung von Wiental- und Gürtellinie in der Station Meidling-Hauptstraße durch eine Parallelführung von U4 und U6 auf gleichem Niveau in der neuen Station Längenfeldgasse ersetzt werden. Dort bestehen trotz der unterschiedlichen Stromzuführungssysteme Gleisverbindungen. 1984 begannen schließlich auch die Vorplanungen für die U6-Nord nach Floridsdorf.
Zum 31. Oktober 1987 folgte die Inbetriebnahme der Station Michelbeuern-Allgemeines Krankenhaus, womit erstmals seit 89 Jahren regulär Personenzüge in Michelbeuern hielten. Wie schon bei der Station Thaliastraße und später auch bei den Stationen Längenfeldgasse und Spittelau konnte der noch aus Dampfstadtbahnzeiten stammende große Stationsabstand der Gürtellinie damit in mehreren Fällen deutlich verringert werden. Im Gegensatz zu den historischen Stadtbahnstationen wiesen diese Neubauten von Beginn an die reduzierte Bahnsteiglänge von 115 Metern auf.
Ab dem 25. Juni 1988 wurde zunächst der Betrieb auf dem Verbindungsbogen eingestellt, bevor dann ab dem 2. Juli 1988 auch der Betrieb auf der Gürtellinie vorübergehend ruhte. Dies war erforderlich um bis zum 5. September 1988 die Umstellung auf signalmäßigen Gleiswechselbetrieb mit planmäßigem Rechtsverkehr vornehmen zu können, wofür der Einbau mehrerer Weichenverbindungen erforderlich war. Abgesehen von einer Vereinheitlichung des Verkehrssystems U-Bahn wurde die Umstellung durch die bauliche Situation in der neuen Umsteigestation Längenfeldgasse erzwungen.

### Entwicklung nach 1989

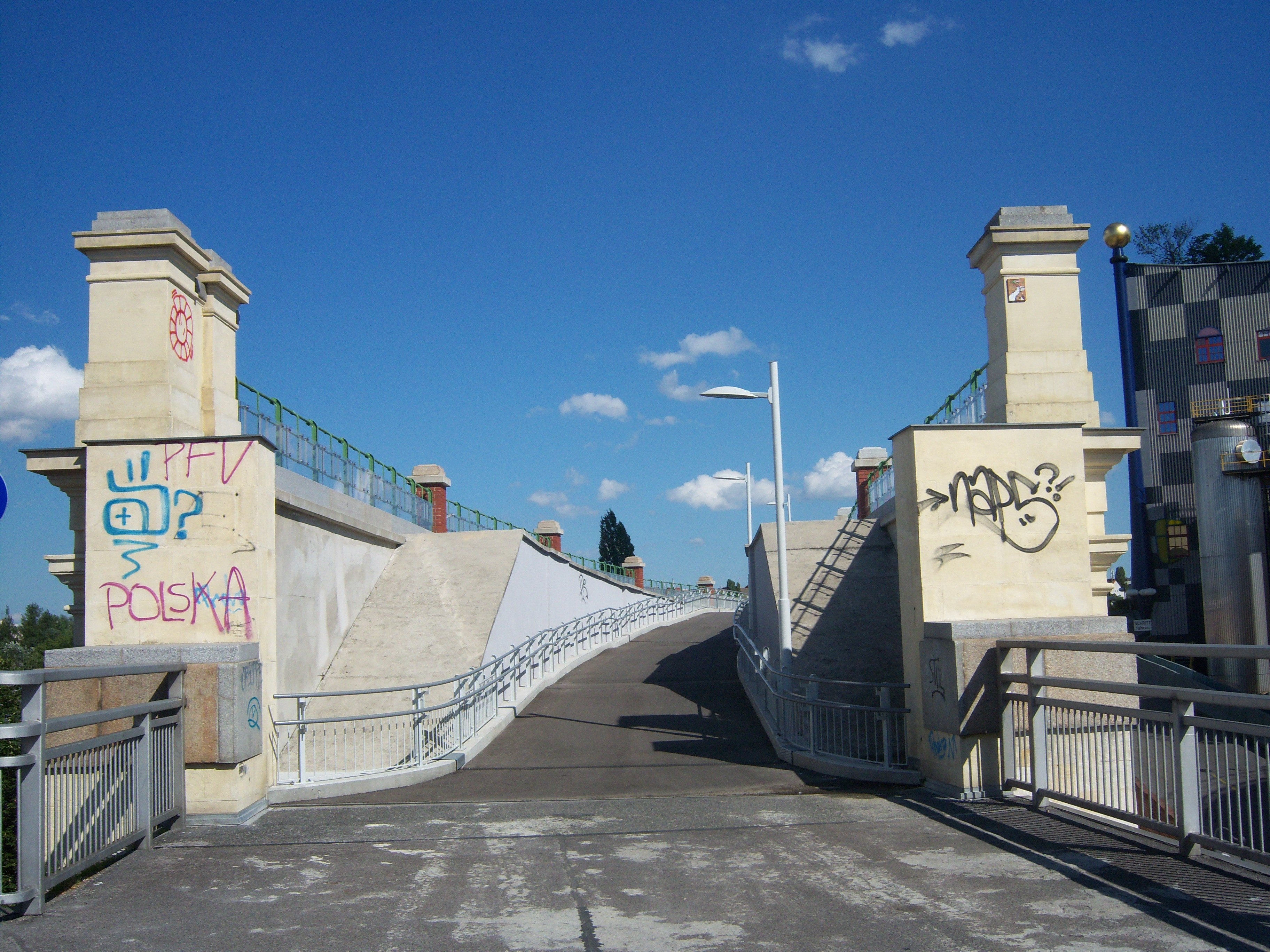
Auf dem 1991 aufgelassenen Teil des Verbindungsbogens verläuft heute ein Fuß- und Radweg

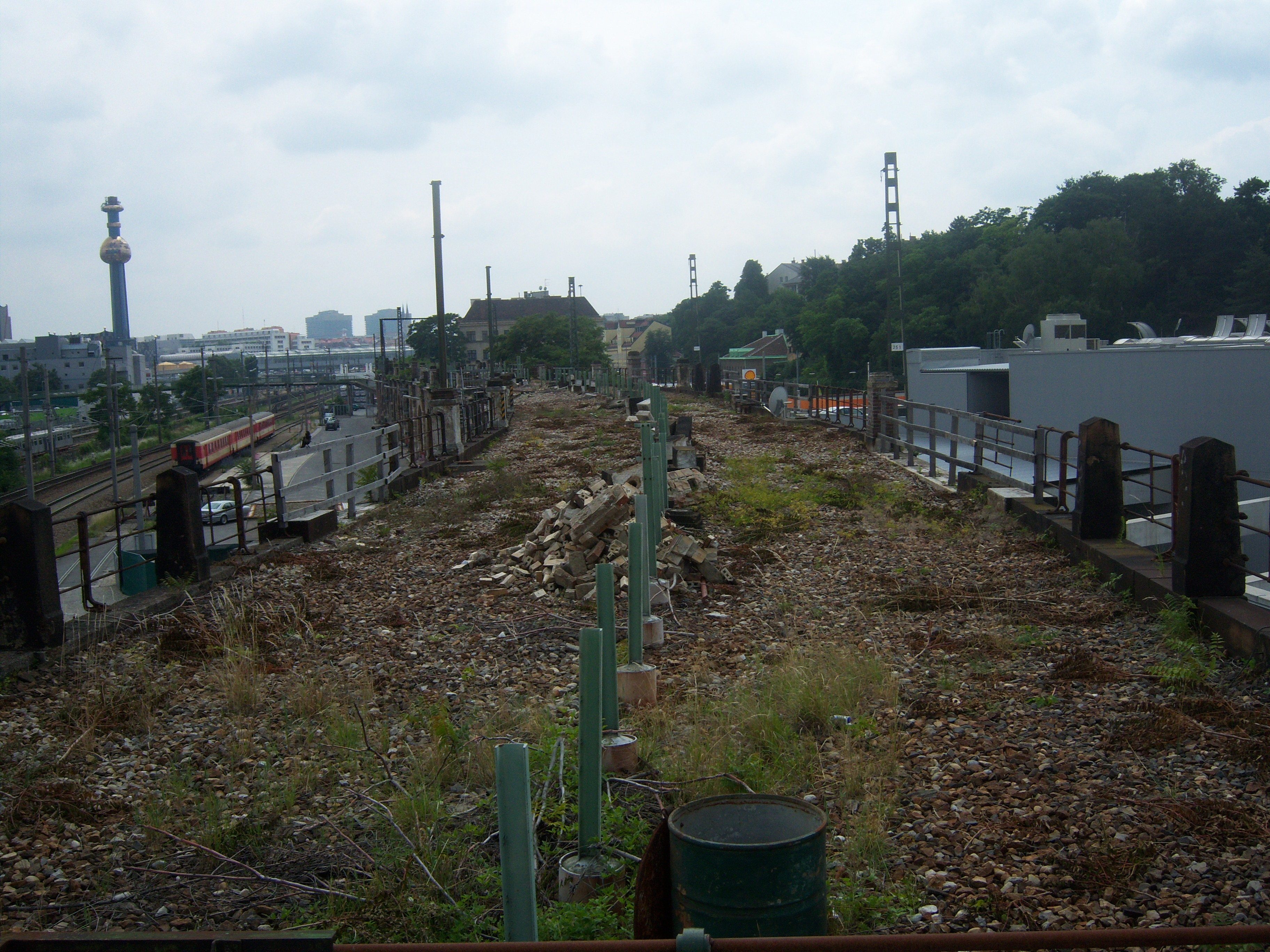
Der nördliche Abschnitt der Gürtellinie, zuletzt U6, liegt seit 1996 brach

Am 7. Oktober 1989 ging der Abschnitt Gumpendorfer Straße–Längenfeldgasse–Philadelphiabrücke in Betrieb. Gleichzeitig wurde, ohne weitere technische Änderungen, die Umbenennung der letzten beiden Stadtbahnlinien G und GD in U6 vollzogen. Diese bediente vorübergehend zwei verschiedene Endpunkte unter dem gleichen Liniensignal. Damit endete – abgesehen von der verbliebenen Infrastruktur und den weiter verwendeten Fahrzeugen – die Geschichte der Wiener Elektrischen Stadtbahn nach über 64 Jahren.
Am 8. November 1991 eröffneten die Wiener Stadtwerke – Verkehrsbetriebe für die U6 die neue Haltestelle Westbahnhof, einen kompletten Neubau 53 Meter östlich der bisherigen Station. Damit hatte die alte Otto-Wagner-Station von 1898 endgültig ausgedient und wurde später zugeschüttet. Die unterirdischen Zufahrtsstrecken selbst blieben erhalten, um sie in Zukunft gegebenenfalls als Straßentunnel nachnutzen zu können.
Zuvor endete schon am 4. März 1991 der Verkehr auf dem Verbindungsbogen zwischen Friedensbrücke und der Abzweigstelle Nußdorfer Straße, bevor am 15. April 1995 die südliche Verlängerung der U6 zwischen Philadelphiabrücke und der neuen U-Bahn-Station Siebenhirten in Betrieb ging. Am 4. Mai 1996 folgte die vorerst letzte Verlängerung der U6 zwischen der Abzweigstelle Nußdorfer Straße und Floridsdorf. Damit ging zwischen dem Abzweig von der Gürtellinie und der neuen Station Spittelau nach fünf Jahren ohne Verkehr auch ein circa 300 Meter langes Teilstück des Verbindungsbogens wieder in Betrieb, während die Verbindung nach Heiligenstadt schon zum 1. Mai 1996 stillgelegt wurde.
Für den brachliegenden Teil der Gürtellinie existieren Pläne, diesen nach dem Vorbild des New Yorker High Line Parks für die Bevölkerung nutzbar zu machen. Der zugehörige Projektname lautet High Line Park Vienna.

## Linienentwicklung
4. Juni 1925
Die erste elektrische Stadtbahnlinie verkehrte ab dem 4. Juni 1925, mangels Verwechslungsgefahr noch ohne Liniensignal, wie folgt:
| Signal | Laufweg                                                  | Stationen | Fahrzeit                                                                  | Umläufe                              |
| ------ | -------------------------------------------------------- | --------- | ------------------------------------------------------------------------- | ------------------------------------ |
| keines | Hütteldorf-Hacking – Meidling-Hauptstraße – Alser Straße | 12        | Richtung Alser Straße: 24 Minuten Richtung Hütteldorf-Hacking: 25 Minuten | Werktags: 11 Sonn- und Feiertags: 17 |

Der Betrieb begann um 4:40 Uhr und endete um 23:50 Uhr. Die erste Linie fuhr alle sechs, acht oder zehn Minuten, an verkehrsstarken Sonn- und Feiertagen entsprechend häufiger. Nach Erreichen der Station Alser Straße fuhren die Züge ohne Fahrgäste weiter nach Michelbeuern, um dort zu wenden.
22. Juli 1925
Mit vollständiger Inbetriebnahme der Gürtellinie wurde die erste elektrische Stadtbahnlinie am 22. Juli 1925 bis Heiligenstadt verlängert, wobei weiterhin kein Liniensignal Verwendung fand.
| Signal | Laufweg                                                            | Stationen | Fahrzeit                                                                   | Umläufe |
| ------ | ------------------------------------------------------------------ | --------- | -------------------------------------------------------------------------- | ------- |
| keines | Hütteldorf-Hacking – Meidling-Hauptstraße – Gürtel – Heiligenstadt | 15        | Richtung Heiligenstadt: 32 Minuten Richtung Hütteldorf-Hacking: 33 Minuten | 20      |

7. September 1925
Die Wiederinbetriebnahme der Unteren Wientallinie führte ab dem 7. September 1925 erstmals zur Verwendung von Liniensignalen, weil fortan mehr als eine elektrische Stadtbahnlinie verkehrte. Anders als bei der Straßenbahn waren die Liniensignale bei der Stadtbahn nicht rund, zweiseitig ausgeführt und links angeordnet, sondern rechteckig und zentriert positioniert, das heißt nur von vorne lesbar. Im Gegensatz zur Straßenbahn besaßen bei der Stadtbahn auch die Beiwagen Liniensignalanzeigen.
Abweichend von der Straßenbahn-Normalien wurde dabei ein sehr einfaches System erdacht, das auf den Abkürzungen der einzelnen Strecken beruhte. Die aussagekräftigen Linienbuchstaben erwiesen sich als zweckmäßig und waren auch in jeder Kombination zweier Buchstaben sofort verständlich. Die Buchstaben G für Gürtel und W für Wiental wurden zunächst wie folgt miteinander kombiniert, gleichzeitig nahm auch die Wendeanlage Hietzing ihren planmäßigen Betrieb auf:
| Signal | Laufweg | Stationen                           | Fahrzeit                                             | Umläufe                              |
| ------ | --- | ----------------------------------- | ---------------------------------------------------- | ------------------------------------ |
| W      | Werktags: Hietzing – Meidling-Hauptstraße – Hauptzollamt Sonn- und Feiertags: Hütteldorf-Hacking – Meidling-Hauptstraße – Hauptzollamt | Werktags: 9 Sonn- und Feiertags: 13 | Werktags: 18 Minuten Sonn- und Feiertags: 26 Minuten | Werktags: 10 Sonn- und Feiertags: 12 |
| WG     | Hütteldorf-Hacking – Meidling-Hauptstraße – Gürtel – Heiligenstadt                                                                     | 15                                  | 33 Minuten                                           | 13                                   |

Wegen des starken Verkehrs musste die Linie W schon ab dem 20. September 1925 an Sonn- und Feiertagen bis Hütteldorf-Hacking verlängert werden.
20. Oktober 1925
Mit Aufnahme des Vollbetriebs am 20. Oktober 1925 kam noch der Linienbuchstabe D für Donaukanal sowie die Linie 18G hinzu. Dabei ging aus der provisorischen Linie W durch Verlängerung die neue Linie WD hervor, auch Wiental-Donaukanal-Linie genannt, während die neuen Ringlinien DG und GD zusammen mit der neuen Linie 18G die gleichfalls provisorische Linie WG ersetzten:
| Signal | Laufweg | Stationen                                 | Fahrzeit                                             | Umläufe |
| ------ | --- | ----------------------------------------- | ---------------------------------------------------- | ------- |
| DG     | Werktags: Hietzing – Meidling-Hauptstraße – Donaukanal – Gürtel – Meidling-Hauptstraße nur in dieser Richtung Sonn- und Feiertags: Hütteldorf-Hacking – Meidling-Hauptstraße – Donaukanal – Gürtel – Meidling-Hauptstraße – Hütteldorf-Hacking nur in dieser Richtung | Werktags: 21 Sonn- und Feiertags: 31      | Werktags: 47 Minuten Sonn- und Feiertags: 67 Minuten | 22      |
| GD     | Werktags: Meidling-Hauptstraße – Gürtel – Donaukanal – Meidling-Hauptstraße – Hietzing nur in dieser Richtung Sonn- und Feiertags: Hütteldorf-Hacking – Meidling-Hauptstraße – Gürtel – Donaukanal – Meidling-Hauptstraße – Hütteldorf-Hacking nur in dieser Richtung | Werktags: 21 Sonn- und Feiertags: 31      | Werktags: 47 Minuten Sonn- und Feiertags: 67 Minuten | 22      |
| WD     | Hütteldorf-Hacking – Meidling-Hauptstraße – Donaukanal – Heiligenstadt | 18                                        | 40 Minuten                                           | 20      |
| 18G    | Im Stadtbahnnetz: Heiligenstadt – Abzweigstelle Gumpendorfer Straße Im Straßenbahnnetz: Abzweigstelle Gumpendorfer Straße – Süd- und Ostbahnhof | Im Stadtbahnnetz: 7 Im Straßenbahnnetz: 9 | 35 Minuten                                           | 11      |

Die – je nach Fahrtrichtung wechselnden – Bezeichnungen der Linien DG und GD dienten vor allem dazu, Irritationen in den Stationen der Oberen Wientallinie zu vermeiden. Denn von dort aus fuhren die Züge dieser beiden Ringlinien an den stadteinwärtigen Bahnsteigen sowohl in Richtung Gürtel als auch in Richtung Donaukanal ab. Anhand des ersten Buchstabens konnten die Fahrgäste erkennen, welchen der beiden genannten Streckenabschnitte der jeweilige Zug zuerst erreichte. Abgesehen davon war der Linienbuchstabe D bereits seit 1907 durch die Straßenbahnlinie nach Nußdorf belegt.

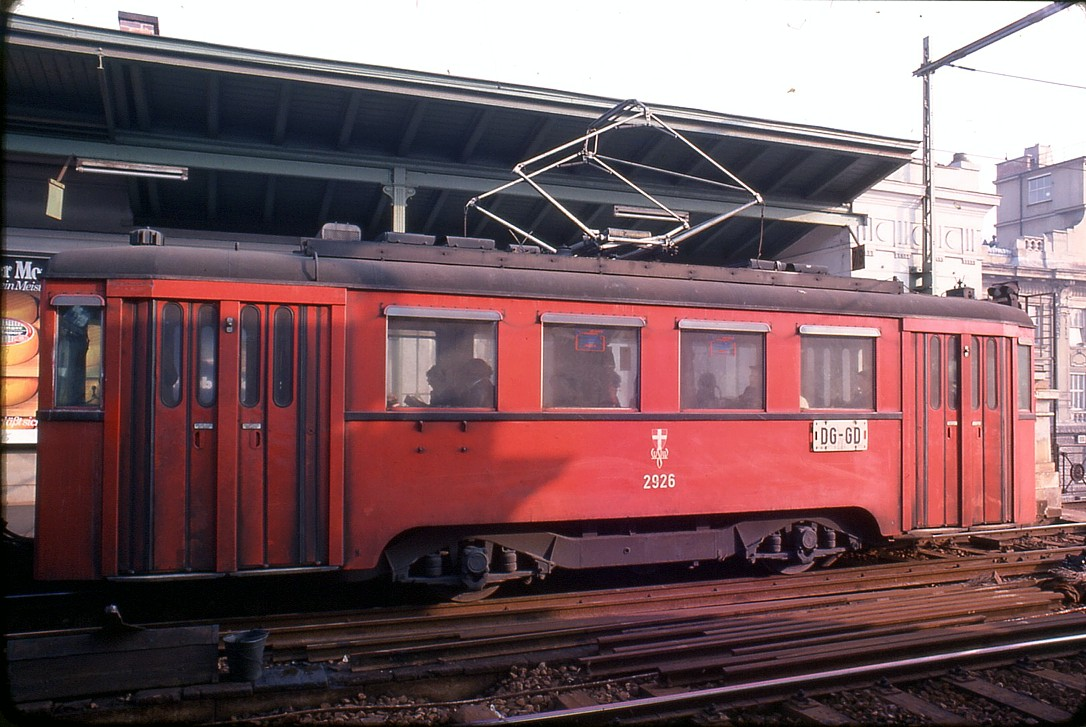
Seitliche Beschilderung eines abwechselnd auf den Linien DG und GD eingesetzten Zuges

Die Linien DG und GD wurden wochentags gemeinsam betrieben, das heißt, in Meidling-Hauptstraße wurde aus einem Zug der Linie DG ein solcher der Linie GD, während es in Hietzing genau umgekehrt war. Wurden an frequentierten Sonn- und Feiertagen beide Linien bis Hütteldorf-Hacking geführt, so fand linienreiner Betrieb statt. Eine betriebliche Besonderheit der Linienverknüpfung war der Verzicht auf den Wechsel der Liniensignale beim Übergang von einer auf die andere Linie. So waren die betreffenden Züge an einem Ende mit DG und am anderen Ende mit GD beschildert, das heißt nur das in der jeweiligen Fahrtrichtung vordere Liniensignal hatte Gültigkeit. Seitlich wurde grundsätzlich DG-GD geschildert.
Die fortan vier Stadtbahnlinien verkehrten jeweils in einem starren Acht-Minuten-Takt. Durch die Überlagerung ergab sich auf weiten Teilen des Netzes ein Intervall von nur vier Minuten, auf der Oberen Wientallinie galt sogar ein Zwei-Zwei-Vier-Minuten-Takt.
14. Feber 1926

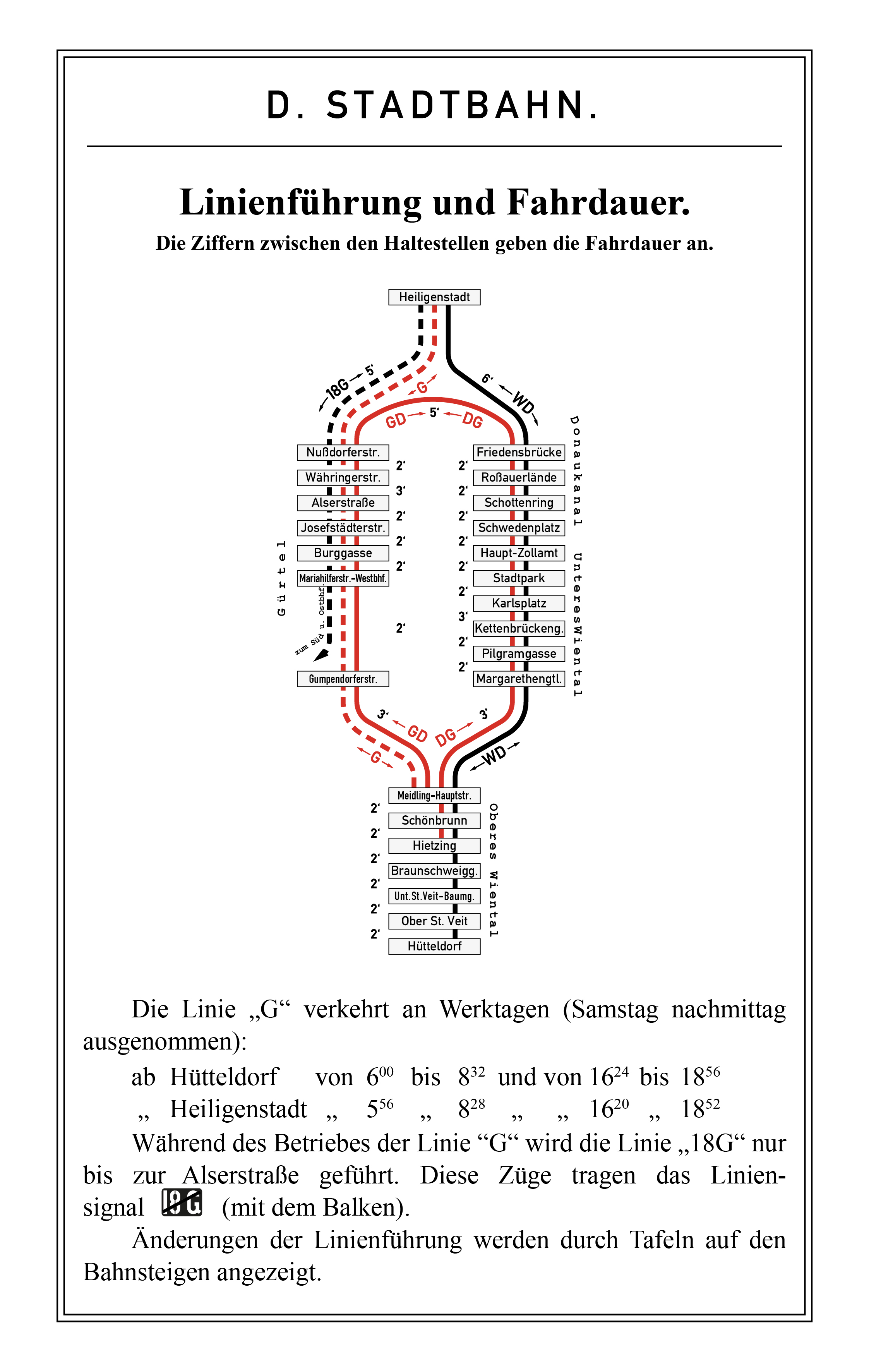
1928: Linienführung und Fahrdauer der damaligen Stadtbahnlinien, inklusive der nachträglich eingeführten Linie G

Aufgrund des großen Erfolgs der reaktivierten Stadtbahn musste schon ab dem 14. Feber 1926 eine fünfte Linie eingeführt werden. Hierbei handelte es sich um die Linie G zwischen Hütteldorf-Hacking und Heiligenstadt auf direktem Weg via Gürtel, das heißt analog zur provisorischen Linie WG aus dem Eröffnungsjahr 1925. Die neue Linie G verkehrte anfangs nur im Ausflugsverkehr an Sonn- und Feiertagen, womit auf der Oberen Wientallinie erstmals ein sauberer Zwei-Minuten-Takt angeboten werden konnte. Im Gegenzug musste die Linie 18G an diesen Tagen nachmittags aufgrund der ansonsten zu hohen Auslastung am Gürtel eingestellt werden. Erst nachdem das Signalsystem der Gürtellinie ebenfalls auf eine minimale Zugfolge von eineinhalb Minuten umgebaut wurde, konnte die Linie 18G ab dem 3. Oktober 1926 wieder an allen Wochentagen verkehren.
Ab dem 5. Juli 1927 fuhr die neue Linie G zusätzlich auch werktags in den Hauptverkehrszeiten, wobei die Linie 18G in diesen Zeiten, mangels Kapazität in der Schleife Heiligenstadt und auch wegen fehlender Auslastung, nur noch bis zur Station Alser Straße fuhr und anschließend beim Betriebsbahnhof Michelbeuern wiederum ins Straßenbahnnetz überwechselte, um schließlich an der Severingasse umzukehren. Hierzu entstand 1927 an der Einmündung der Schumanngasse in den Währinger Gürtel eine dritte Verknüpfung zwischen Stadtbahn- und Straßenbahnnetz. Damit fuhr die Stadtbahn, wie anfangs auf der Oberen Wientallinie, auch zwischen der Abzweigstelle Gumpendorfer Straße und Michelbeuern zeitweise im Zwei-Zwei-Vier-Minuten-Takt. Für die Linie G waren im August 1926 zusätzliche Wagen nachbestellt worden, die zwischen Juni und September 1927 in Betrieb gingen.
1945

Liniennetzplan aus der Nachkriegszeit: Heiligenstadt konnte damals nicht bedient werden, an der Braunschweiggasse wurde noch durchgefahren

Als erste Stadtbahnverbindung nach dem Zweiten Weltkrieg ging am 27. Mai 1945 die Linie WD wieder in Betrieb. Sie verkehrte aber wiederum nur im Inselbetrieb und war von der damaligen Stromkontingentierung betroffen, weshalb die Züge auch nur bis 19:30 Uhr fuhren. Als provisorischer Betriebsbahnhof dienten die Kehrgleise des Bahnhofs Meidling-Hauptstraße. Die nicht einsatzfähigen Wagen wurden auf das Streckengleis in Richtung Braunschweiggasse geschoben. Die erstmalige Verlängerung der Linie WD nach Hütteldorf-Hacking am Sonntag, den 24. Juni 1945 konnte nur dank des Entgegenkommens der Elektrizitätswerke stattfinden, weil an jenem Tag auf dem Rapidplatz in Hütteldorf ein Fußballspiel stattfand. Erst am 27. Juni 1945 begann dann der reguläre Betrieb auf der Oberen Wientallinie.
Ab dem 18. Juli 1945 kehrten auch die Ringlinien DG und GD wieder zurück, ab dem 30. Juli 1945 konnten auch sie schließlich wieder ihre Gesamtstrecke bedienen.
21. Feber 1947
Ab dem 21. Feber 1947 fuhr auch die Verstärkerlinie G wieder, die im Norden statt nach Heiligenstadt zur Friedensbrücke fahren musste. Erstmals galt damit auf dem Verbindungsbogen ein Vier-Minuten-Takt. Betrieblich entstand mit der Linie WD zusammen eine Doppellinie, wobei die Züge im Uhrzeigersinn schon an der Station Nußdorfer Straße von G auf WD umschilderten, während die Züge gegen den Uhrzeigersinn entsprechend an der Friedensbrücke von WD auf G wechselten. Diese Verknüpfung entfiel erst mit der Wiederinbetriebnahme der beiden Strecken nach Heiligenstadt im Jahr 1954.
Mai 1976

Das ab 8. Mai 1976 gültige Stadtbahn- und U-Bahn-Netz, schwarz die Linien DG/GD, rot die neuen Linien GW/WG und grün die gestrichene Linie G

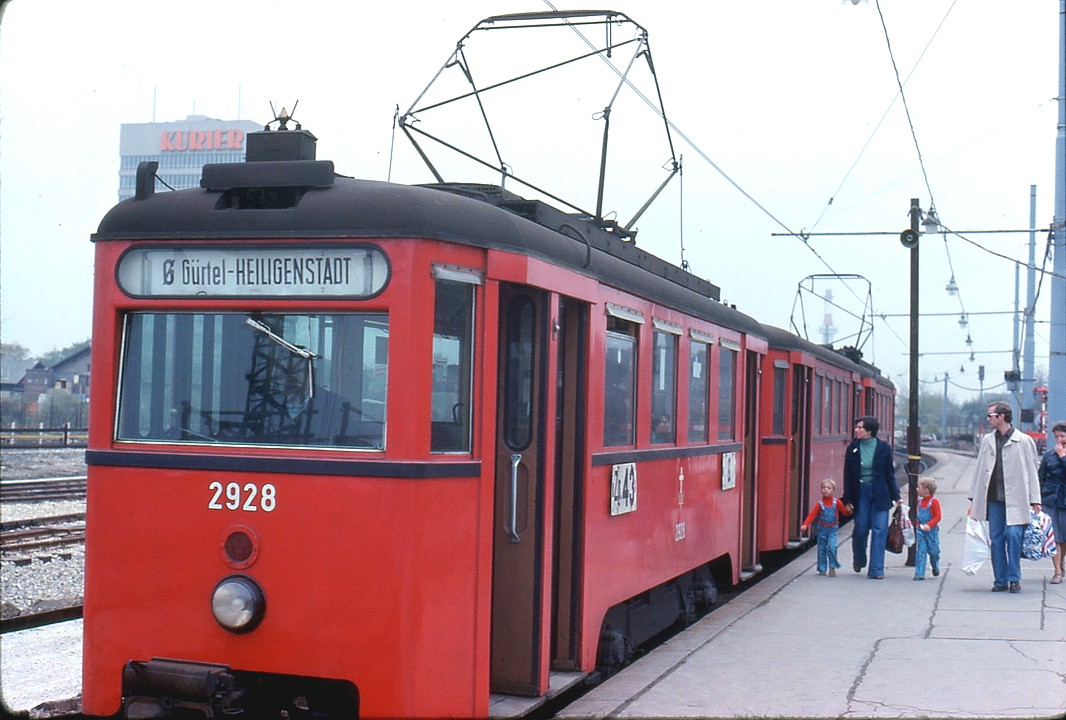
N_{1}/n_{2}-Zug auf der gestrichenen Linie G in Heiligenstadt, Oktober 1977

Die Aufnahme des „erweiterten U-Bahn-Probebetriebs mit Fahrgästen“ auf dem Abschnitt Heiligenstadt–Friedensbrücke führte zu einer umfangreichen Änderung im Stadtbahnnetz. Am Freitag, den 7. Mai 1976 verkehrte die traditionelle Linie WD im Frühverkehr letztmals nach Heiligenstadt, bevor sie im Laufe des Vormittags durch zwei weitere Ringlinien mit den Linienbuchstaben GW im Uhrzeigersinn und WG gegen den Uhrzeigersinn ersetzt wurde. Für die beiden neuen Linien GW und WG mit ihren Neunwagenzügen mussten bestimmte Bahnsteige auf der Gürtellinie verlängert werden, zuvor waren dort maximal Achtwagenzüge möglich. Gleichzeitig nahm am Vormittag des 7. Mai 1976, erstmals in der Geschichte der Stadtbahn überhaupt, ein Schienenersatzverkehr mit Autobussen zwischen Nußdorfer Straße und Heiligenstadt (mit Signal G) sowie zwischen Friedensbrücke und Heiligenstadt (mit Signal WD) seinen Betrieb auf.
Am Samstag, den 8. Mai 1976 ging – zusammen mit der U-Bahn – auch die Linie G wieder in Betrieb, sie pendelte fortan nur noch zwischen Heiligenstadt und Währinger Straße. Von dort aus fuhren die auf dieser Verbindung eingesetzten Dreiwagenzüge ohne Fahrgäste weiter in den Betriebsbahnhof Michelbeuern, um dort zu wenden. Für diese Kurzführung der Linie G verwendeten die Wiener Stadtwerke – Verkehrsbetriebe wiederum ein gestrichenes Liniensignal, wobei damals keine reguläre Linie G existierte. In Heiligenstadt wurde nun stumpf gewendet und wieder durchgehend im Linksverkehr gefahren. Somit ergab sich ab dem 8. Mai 1976 folgendes Stadtbahn-Liniennetz:
| Signal | Strecke |
| ------ | --- |
| DG     | Hietzing – Meidling-Hauptstraße – Wiental – Donaukanal – Gürtel – Meidling-Hauptstraße – Hietzing – Hütteldorf-Hacking (nur in dieser Richtung) |
| GD     | Hütteldorf-Hacking – Hietzing – Meidling-Hauptstraße – Gürtel – Donaukanal – Wiental – Meidling-Hauptstraße – Hietzing (nur in dieser Richtung) |
| GW     | Meidling-Hauptstraße – Gürtel – Donaukanal – Wiental – Meidling-Hauptstraße – Hietzing – Hütteldorf-Hacking (nur in dieser Richtung)            |
| WG     | Hütteldorf-Hacking – Hietzing – Meidling-Hauptstraße – Wiental – Donaukanal – Gürtel – Meidling-Hauptstraße (nur in dieser Richtung)            |
| G/     | Heiligenstadt – Währinger Straße |

Die gestrichene Linie G verkehrte dabei nur bis 20:00 Uhr, somit konnte Heiligenstadt vom Gürtel her kommend abends nur noch mit Umweg und Umstieg via Friedensbrücke erreicht werden. Die Linien DG und GD übernahmen in Folge der Linienumstellung vom 7./8. Mai 1976, statt der verkürzten Linie G, die Verstärkung des Abschnitts Meidling-Hauptstraße–Hütteldorf-Hacking in den Hauptverkehrszeiten. Diese Linienführung bewährte sich nicht, denn schon ab Montag, dem 31. Mai 1976 übernahmen die Linien GW und WG diese Aufgabe.
April 1978

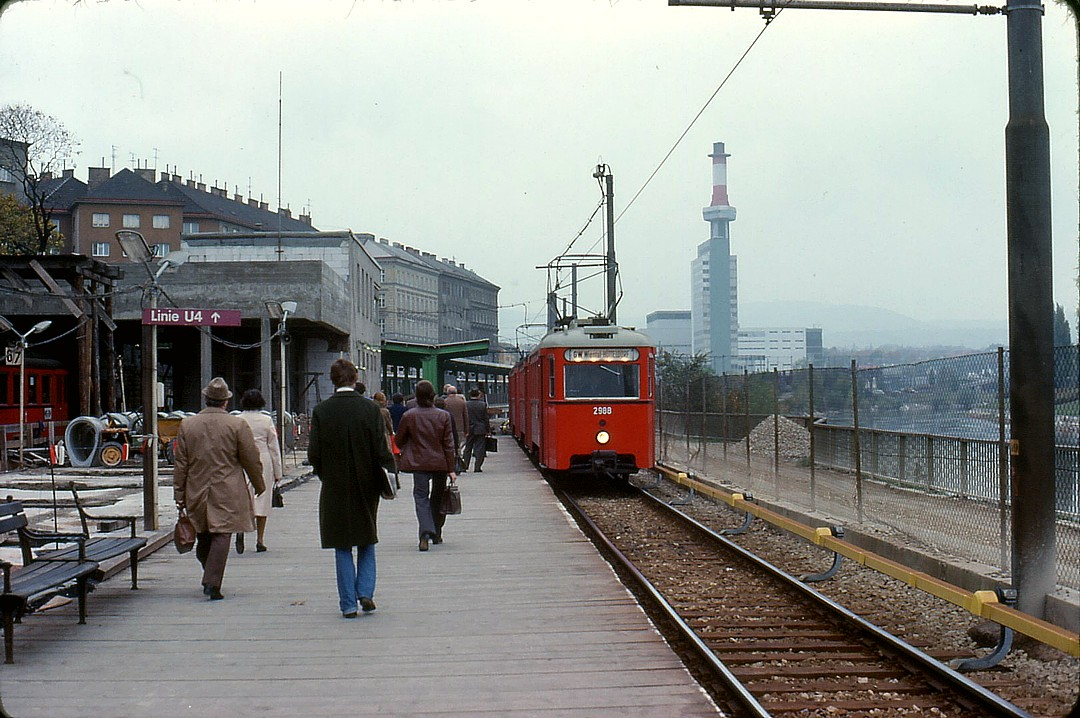
Provisorischer Stadtbahnbetrieb an der Friedensbrücke im Oktober 1977, die Stromschiene für die U-Bahn ist bereits montiert während die Stadtbahn unter einer Einfachoberleitung fährt

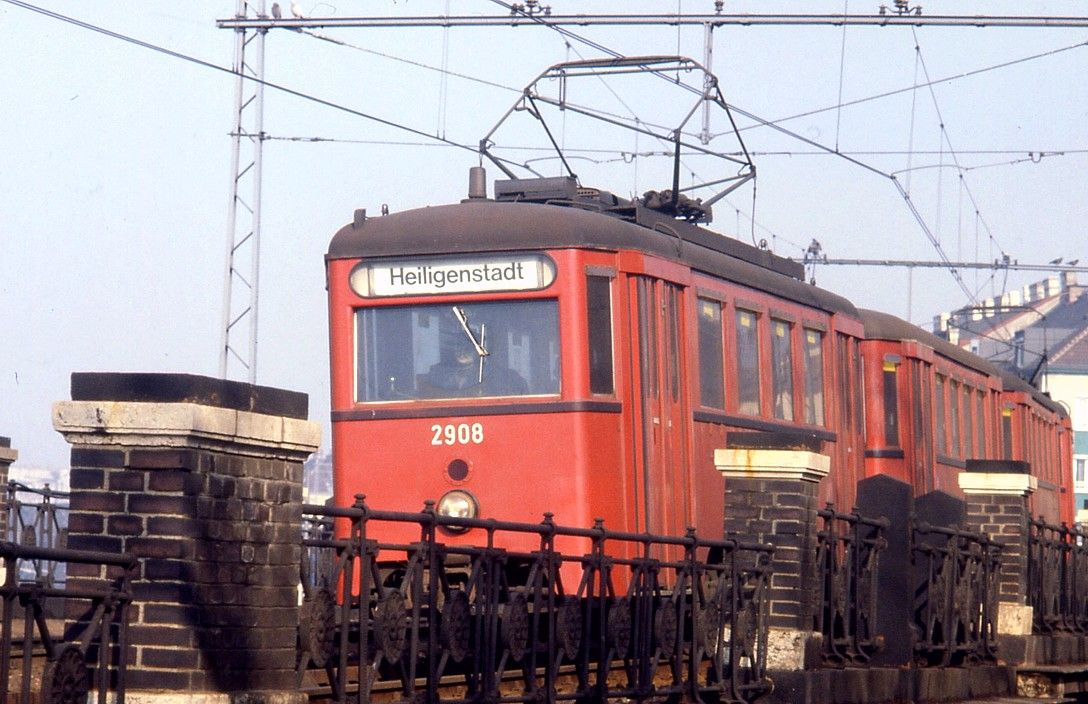
Ab April 1978 war vorne und hinten nur noch das Ziel, nicht mehr aber die Linie angeschrieben

Im Zusammenhang mit der Inbetriebnahme des zweiten U-Bahn-Teilstücks zwischen Friedensbrücke und Schottenring am 3. April 1978 erfolgte die nächste umfangreiche Linienänderung im Stadtbahnnetz. Dabei entfielen schon ab dem 1. April die Ringlinien DG, GD, GW und WG ebenso wie die gestrichene Linie G. Stattdessen verkehrte wieder die reguläre Linie G und – nach über 52 Jahren Unterbrechung – auch wieder eine Linie W.
Ab dem 12. Mai 1978 kehrte schließlich auch das Liniensignal GD, jetzt als Pendellinie, wieder zurück. Zuvor musste zum einen noch eine neue eiserne Rampe zwischen den U-Bahn-Gleisen an der Friedensbrücke hergestellt werden und zum anderen in der Station Friedensbrücke der ehemalige U-Bahn-Probebahnsteig im Anschluss an die neue Rampe als Stumpfgleis für die Stadtbahn adaptiert werden. Die dortigen Verbindungsgleise zwischen Stadtbahn und U-Bahn blieben für Arbeitszüge erhalten und waren auch weiterhin mit einer Fahrleitung überspannt. Damit ergab sich folgendes Liniennetz:
| Signal | Takt              | Strecke                                                             |
| ------ | ----------------- | ------------------------------------------------------------------- |
| G      | alle zehn Minuten | Hütteldorf-Hacking – Meidling-Hauptstraße – Gürtel – Heiligenstadt  |
| GD     | alle zehn Minuten | Hütteldorf-Hacking – Meidling-Hauptstraße – Gürtel – Friedensbrücke |
| W      | alle fünf Minuten | Hütteldorf-Hacking – Meidling-Hauptstraße – Schottenring            |

Die Linien G und GD wurden zeitweilig betriebsmäßig miteinander verbunden geführt, wobei die seitliche Beschilderung in diesem Fall „G“ lautete. Der Umstieg zwischen Stadtbahn und U-Bahn in der provisorischen Station Schottenring erfolgte über eine Holzplattform, die über den noch unbenutzten Gleise der U2 lag und wegen des Höhenunterschieds der Bahnsteige eine schiefe Ebene bildete. Seit der Aufgabe des Ringverkehrs trugen die Züge ferner im Zielschildkasten kein Liniensignal mehr, das heißt es war nur noch das Fahrtziel angeschrieben. Zudem wurde fortan auf die Verwendung von Versalien im Zielschildkasten verzichtet. Die zwei Jahre später eingeführte dritte Fahrzeuggeneration zeigte dann allerdings wieder Linienbuchstaben auf der Rollbandanzeige an.
August 1978
In der dritten Ausbaustufe der U4 ging am 15. August 1978 auch der Abschnitt Schottenring–Karlsplatz in Betrieb, schon ab dem 12. August 1978 verkehrte die Linie W daher nur noch zwischen Hütteldorf-Hacking und Karlsplatz. Der Umstieg zwischen Stadtbahn und U-Bahn verlagerte sich damit in die provisorisch adaptierte Station Karlsplatz. Dort stand ein Mittelbahnsteig zur Verfügung, der wegen des Niveauunterschieds mit Stufen über die ganze Länge ausgeführt war. In den Hauptverkehrszeiten spielten sich dort aufgrund der beengten Platzverhältnisse oft chaotische Szenen ab.
Ab dem 2. Juli 1979 verkehrte die Linie G dann nur noch zwischen Heiligenstadt und Meidling-Hauptstraße, während im Gegenzug die Linie GD in den Hauptverkehrszeiten bis Hietzing fuhr.

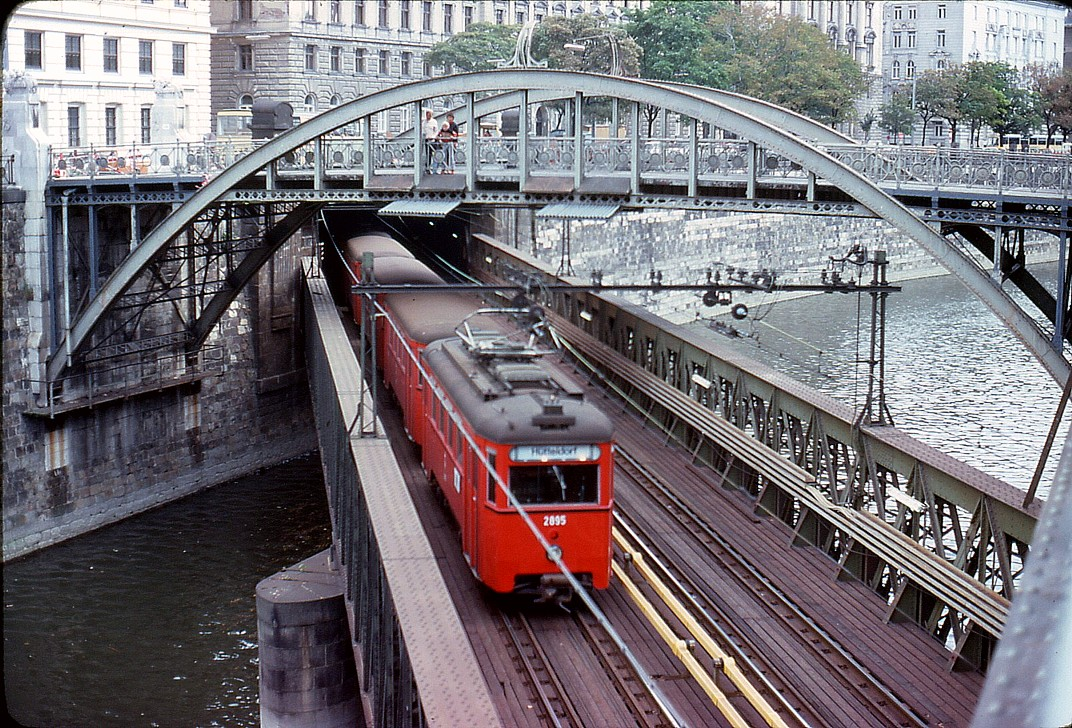
Am 8. August 1978 fährt die Stadtbahn noch unter Oberleitung über die Zollamtsbrücke, die mit gelben Kunststoffabdeckungen versehenen Stromschienen sind bereits für die eine Woche später folgende Aufnahme des U-Bahn-Betriebs fertiggestellt
Das ab 15. August 1978 gültige Stadtbahn- und U-Bahn-Netz
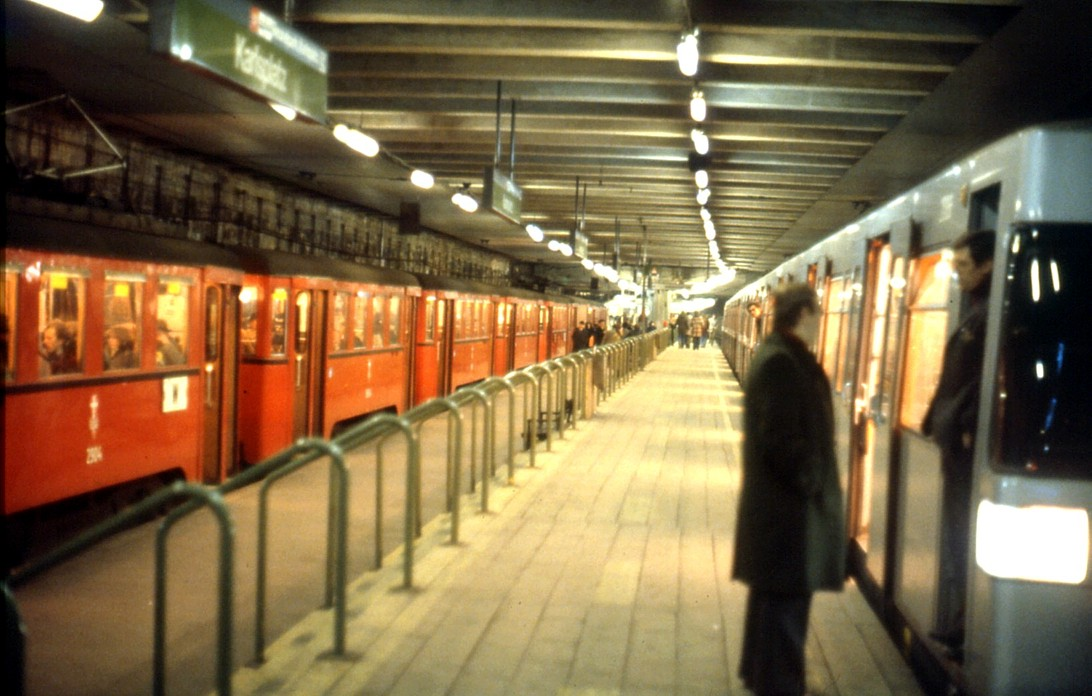
Anschlusssituation in der Station Karlsplatz, Dezember 1979: links ein N1/n2-Zug auf der Linie W nach Hütteldorf-Hacking, rechts ein Zug des Typs U auf der U4 nach Heiligenstadt. Die Bahnsteighöhe ist provisorisch angepasst.

Oktober 1980

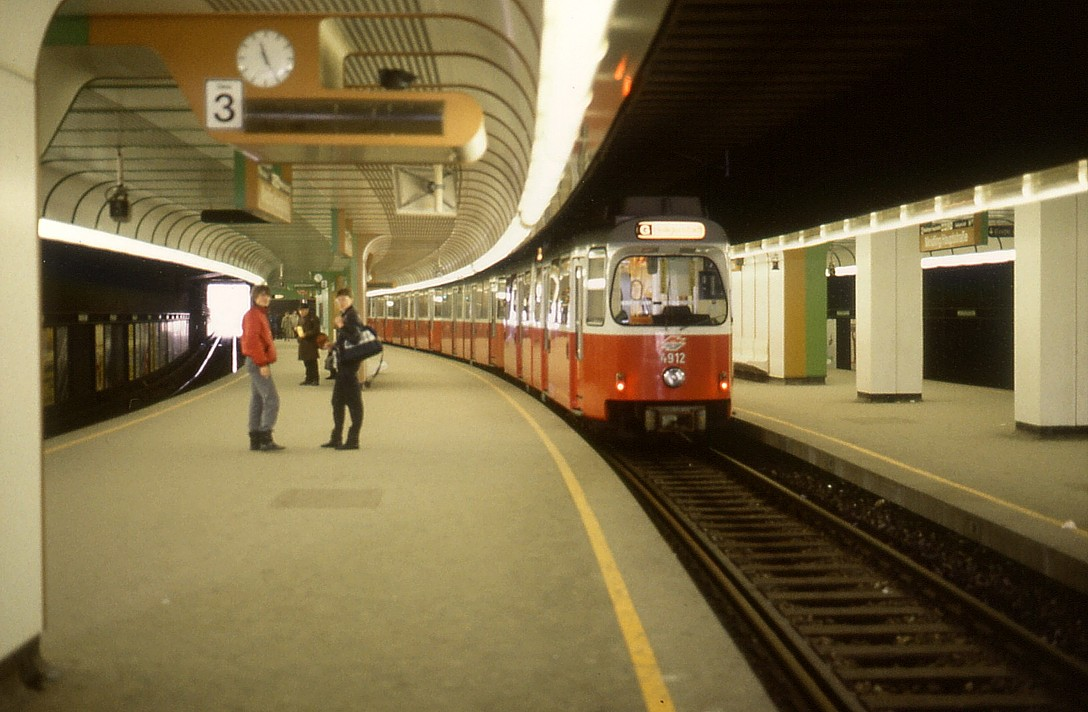
Meidling-Hauptstraße, März 1985: Mittelgleis mit beidseitigen Bahnsteigen nach der sogenannten Spanischen Lösung

Ab dem 26. Oktober 1980 verkehrte die U4 über den Karlsplatz hinaus bis Meidling-Hauptstraße, im Gegenzug wurde die Linie W schon ab dem 24. Oktober 1980 um den entsprechenden Abschnitt verkürzt. Mit der gleichzeitigen Verkürzung der Linien G und GD auf die Abschnitte Heiligenstadt–Meidling-Hauptstraße beziehungsweise Friedensbrücke–Meidling-Hauptstraße entfiel außerdem nach 82 Jahren die planmäßige Verknüpfung zwischen Gürtellinie und Oberer Wientallinie. In Meidling-Hauptstraße war somit vorübergehend der gesamte Stadtbahn- und U-Bahn-Verkehr gebrochen.
August 1981
Ab Montag, dem 31. August 1981 nahm die U4 auch zwischen Meidling-Hauptstraße und Hietzing ihren Betrieb auf, während der verbliebene Restabschnitt der Stadtbahnlinie W zwischen Hietzing und Hütteldorf-Hacking schon ab Freitag, dem 28. August 1981 von Autobussen im Schienenersatzverkehr bedient wurde. Diese waren aber schon als U4 beschildert und verkehrten bis zur Verlängerung des U-Bahn-Betriebs nach Hütteldorf-Hacking am 20. Dezember 1981.
Damit waren die Gürtellinie und der Verbindungsbogen die letzten verbliebenen Stadtbahnstrecken. Auf diesem Rumpfnetz verkehrten zuletzt die Linien G zwischen Meidling-Hauptstraße und Heiligenstadt sowie GD zwischen Meidling-Hauptstraße und Friedensbrücke, wobei in südliche Richtung ausschließlich G geschildert wurde.

## Infrastruktur

### Oberleitungsanlage

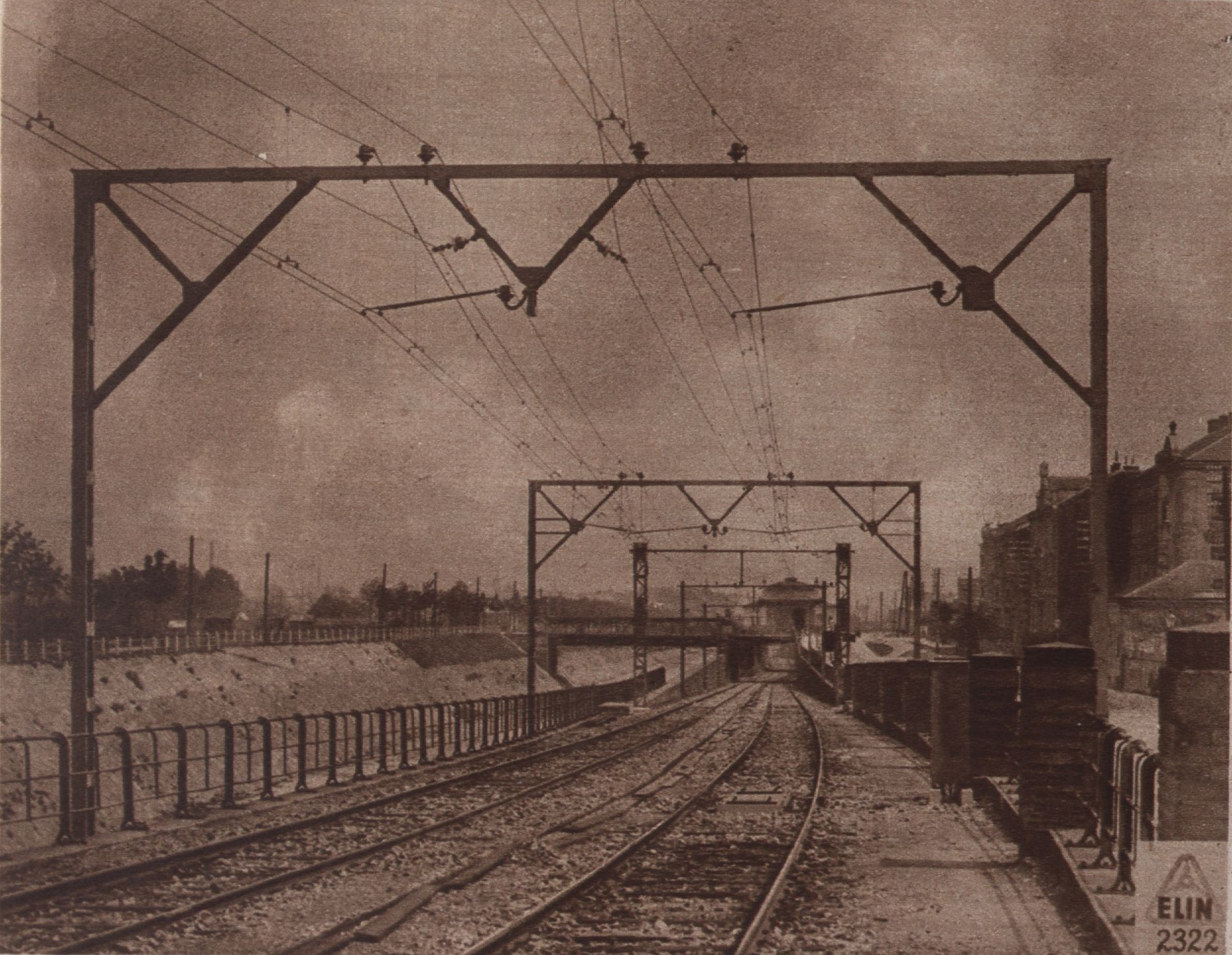
Markant für die Stadtbahn-Oberleitungen von 1925 waren die Querjoche, hier die ELIN-Ausführung zwischen Hütteldorf-Hacking und Ober St. Veit

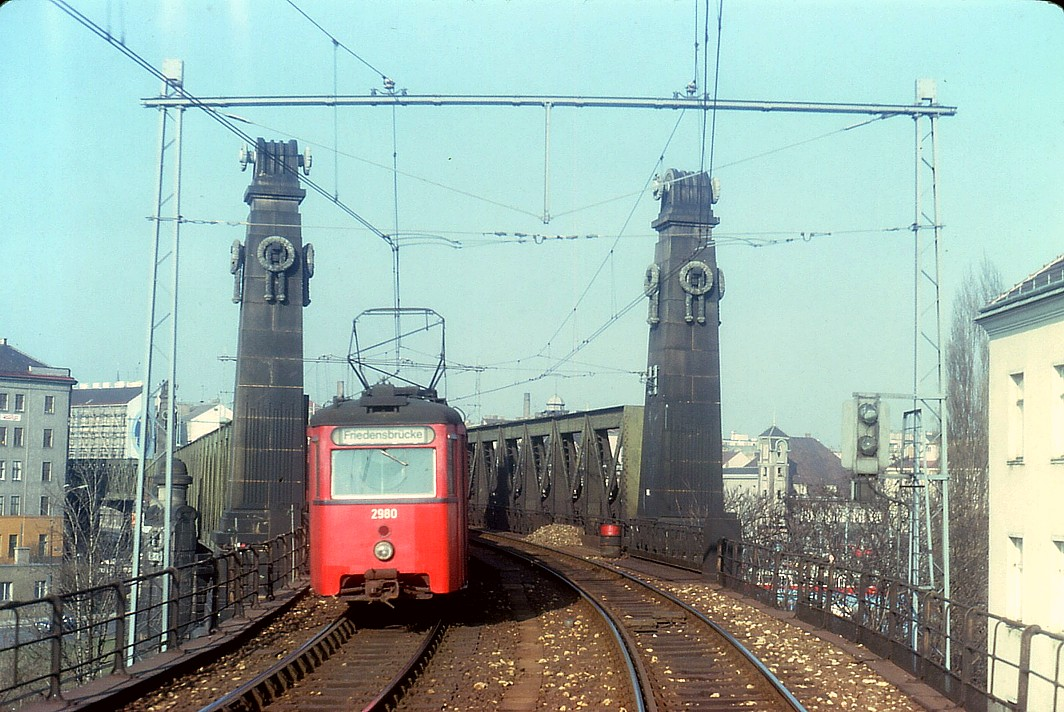
ÖSSW-Oberleitung an der Wientalbrücke

Aufgrund der im Vergleich zur Straßenbahn höheren Fahrgeschwindigkeit und der, von nur einem Bügel abzunehmenden, größeren Stromstärke von 300 Ampere und mehr kam bei der Stadtbahnelektrifizierung eine Oberleitung mit Vielfach- beziehungsweise Kettenaufhängung nach Fernbahnvorbild zur Anwendung. Ausgenommen hiervon waren nur die Endstationen Hütteldorf-Hacking und Heiligenstadt. Sie erhielten, in Eigenregie der Straßenbahndirektion, lediglich eine gewöhnliche Straßenbahnoberleitung mit nur einem Fahrdraht und dreifacher Isolation.
Die gewöhnliche Stadtbahnoberleitung war in Abständen von 1000 bis 1200 Metern selbsttätig durch Gewichte nachgespannt, so dass die Aufhängedrähte der Fahrdrähte in den Endlagen schief standen. Dies war notwendig, um auch im Falle von höheren Geschwindigkeiten eine gleichmäßige Höhenlage des Fahrdrahtes zu gewährleisten. Hierbei handelte es sich somit um eine Bauvorleistung für den späteren Einsatz von schnelleren Vollbahn-Fahrzeugen. Auch die Isolation der gesamten Oberleitungsanlage war bereits für eine höhere Betriebsspannung von 1500 Volt ausgelegt, die durchgängig verwendeten Porzellan-Isolatoren hätten sogar 2000 Volt verkraftet. Ihre Prüfspannung betrug mindestens 10.000 Volt Wechselstrom. Die Bauart der Oberleitung variierte dabei je nach Hersteller:
| ÖSSW: | Querjoche, festes Tragseil, pendelnde Hängedrähte                                                                            | Meidling-Hauptstraße – Abzweigstelle Nußdorfer Straße – Brigittabrücke – Hauptzollamt (einschließlich) | Gleislänge rund 22.700 Meter |
| ELIN: | Querjoche, festes Tragseil, pendelnde Hängedrähte                                                                            | Hütteldorf-Hacking – Unter St. Veit-Baumgarten (einschließlich)                                        | Gleislänge rund 3800 Meter   |
| AEG:  | Querjoche, Tragseil an den Stützpunkten über Rollen laufend, mit Fahrdrähten gemeinsam nachgespannt                          | Unter St. Veit-Baumgarten – Meidling-Hauptstraße – Hauptzollamt                                        | Gleislänge rund 18.000 Meter |
| BBC:  | Stahlgittermasten mit drehbaren Auslegern, sogenannte schwedische Ausführung, Tragseil und Fahrdrähte gemeinsam nachgespannt | Abzweigstelle Nußdorfer Straße – Heiligenstadt – Brigittabrücke                                        | Gleislänge rund 6100 Meter   |

Bei der ÖSSW- und ELIN-Ausführung hing das Tragseil dabei auf freier Strecke mit bis zu 1200 Millimetern Pfeilhöhe durch, während die AEG-Version einen kleineren Durchhang von rund 870 Millimetern ermöglichte. Insgesamt wurden 120.400 Meter Fahrdraht, 2000 Meter Speiseleitung, 57.400 Meter Tragseil, 900 Oberleitungsmaste, 530 eiserne Querjoche, 300 eiserne Ausleger und 100 Gewichtsnachspannvorrichtungen verbaut. Hierfür waren  55.000 Arbeitsschichten notwendig. Der Abstand der Joche voneinander betrug auf freier Strecke 50 bis 55 Meter und im Tunnel 20 bis 28 Meter, die Ausleger waren teilweise einfach und teilweise doppelt ausgeführt.
Der Fahrdraht lag dabei auf den offenen Strecken mindestens 4,80 Meter und auf den eingedeckten Strecken mindestens 4,35 Meter über der Schienenoberkante. Spängler gibt als Regelhöhe 4,9 respektive 4,4 Meter an. Mit Rücksicht auf vielfach schlechte Erfahrungen, die man zuvor mit achtförmigem Profildraht machte, wurde kreisförmiger Rillendraht mit zwei rechtwinkligen Einkerbungen in der oberen Querschnittshälfte gewählt.
Die mit einem Abstand von 150 Millimeter, beziehungsweise bei einer Ausführung nur 80 Millimeter, doppelt ausgeführten Drähte aus Kadmiumkupfer hatten einen Querschnitt von 65 Quadratmillimetern, während das aus dem gleichen Material bestehende Tragseil einen Querschnitt von 70 Quadratmillimetern aufwies. Der Oberleitungs-Zick-Zack betrug ±400 Millimeter. Der gesamte Leitungsquerschnitt inklusive Tragseil betrug somit 200 Quadratmillimeter je Richtungsgleis. Das verwendete Kadmiumkupfer mit einem Kadmiumgehalt von 0,2 bis 0,5 Prozent galt dabei als wesentlich festeres und zäheres Material als reines Elektrolytkupfer, bei nur unbedeutend geringerer Leitfähigkeit im Vergleich zum reinen Kupfer. Es bewährte sich zuvor drei Jahre lang bestens bei der Wiener Straßenbahn. Die Aufhängedrähte hingegen bestanden teils aus dünnen Kupferseilen oder -drähten und teils aus Stahldrähten.
Vor Montage der Oberleitung waren umfangreiche Verstärkungsarbeiten am Mauerwerk der Stadtbahnbögen erforderlich, bedingt durch den damals oft nicht mehr ganz einwandfreien Zustand der Bauwerke. So drang unter anderem an vielen Stellen Feuchtigkeit durch die Gewölbe, die erst kostspielig saniert und trocken gelegt werden mussten. Auf den Hochbahnstrecken fanden, möglichst leicht konstruierte, Gitter- oder Schnallenmaste Verwendung, die an den Pfeilern angeklammert wurden. In den Einschnitten sowie auf abseits der Straßen verlaufenden Abschnitten kamen hingegen, mit Ausnahme der Abspann- und stärker beanspruchten Masten, fast durchweg Altschienen als Maste oder Jochträger zum Einsatz. In den Tunnelabschnitten waren die Querjoche oder Ausleger direkt an Mauerkonsolen an den Tunnelwänden befestigt.
Die Oberleitungsanlage war dabei an den Speisepunkten und den Masttrennschaltern durch Streckentrenner unterbrochen. Von den Masttrennschaltern konnten drei elektrisch fernbetätigt werden, während die übrigen handbedient waren. Jeder von Streckentrennern begrenzte Abschnitt war durch eine Blitzschutzanlage gesichert.
Um eine gute Rückstromführung zu gewährleisten, mussten im Zuge der Elektrifizierung die Schienenstöße entsprechend angepasst werden. Sofern sie nicht aluminothermisch geschweißt waren, wurden diese durch Kupferseile überbrückt, die einen Querschnitt von 100 Quadratmillimetern aufwiesen und in Kupferbolzen endeten. Letztere wurden mit Handpressen sorgfältig in die Schienenstegbohrungen eingepresst. Es wurden damals in Abständen von rund 200 Metern kupferne Gleisverbinder angebracht, welche die beiden Streckengleise elektrisch miteinander verbanden.

### Stromversorgung

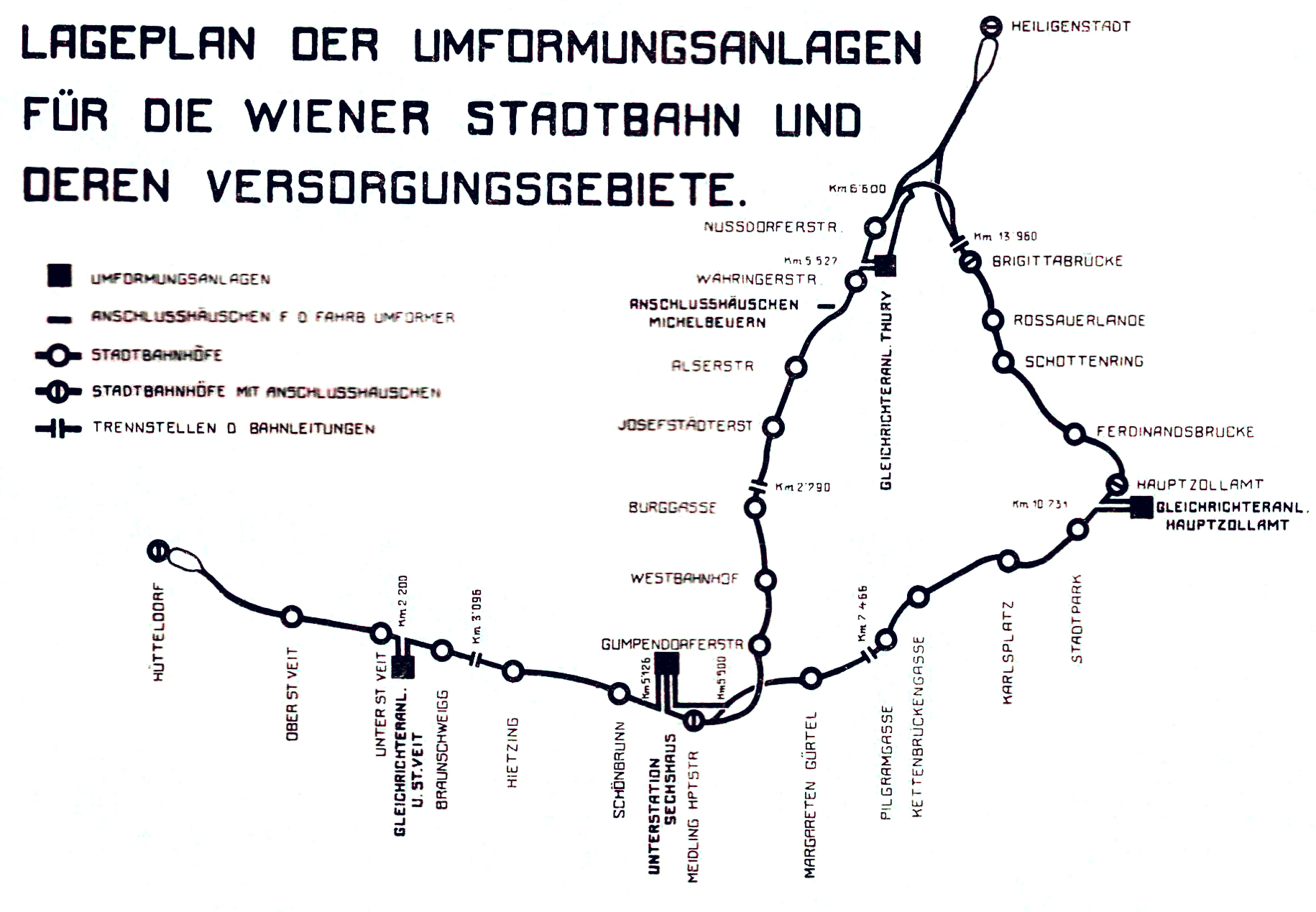
Lageplan der Speiseabschnitte und Standorte für den mobilen Umformer auf der WESt (1925)

#### Unterwerke und Kraftwerke

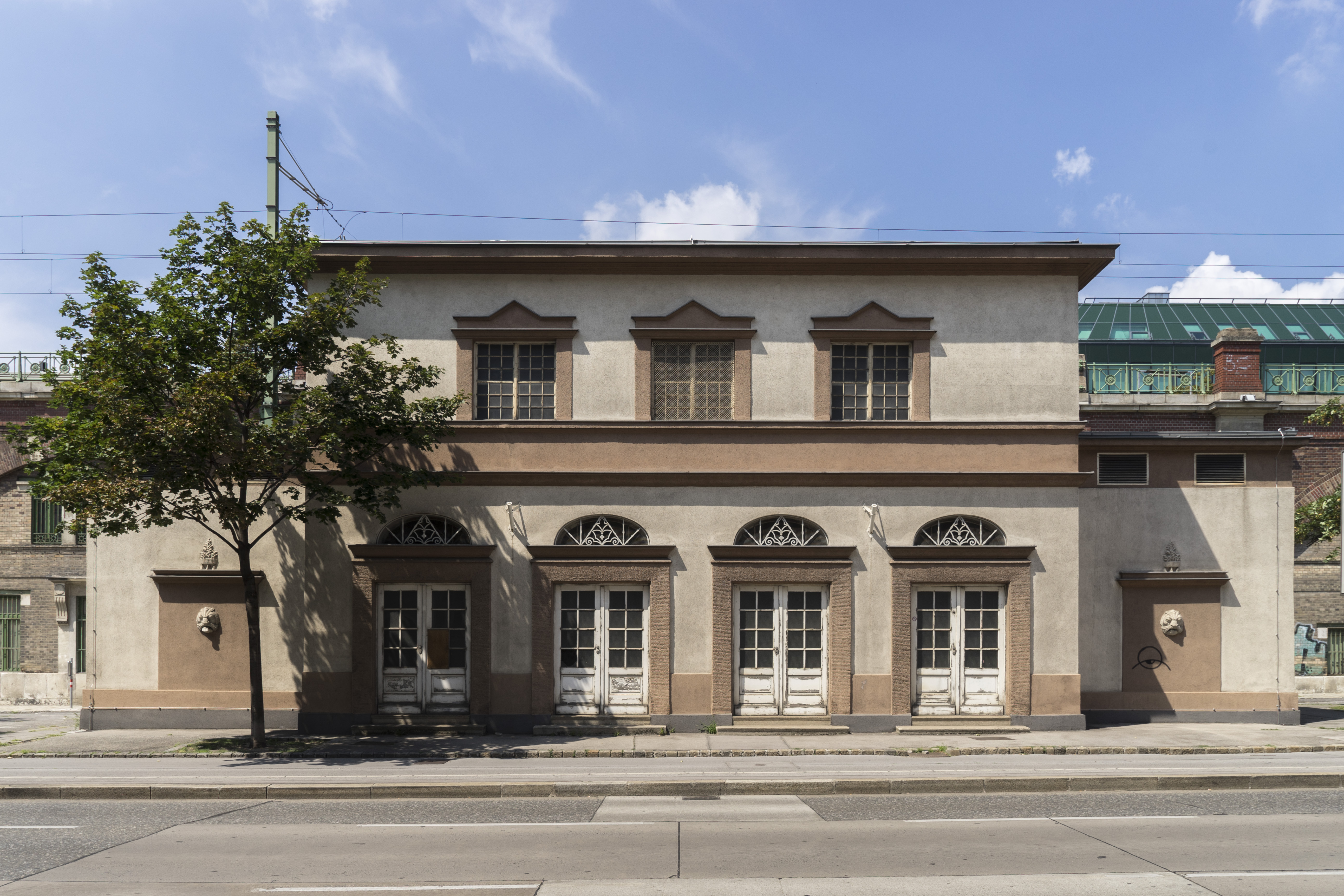
Das Unterwerk Thury am Währinger Gürtel, dahinter die Gürtellinie in Hochlage

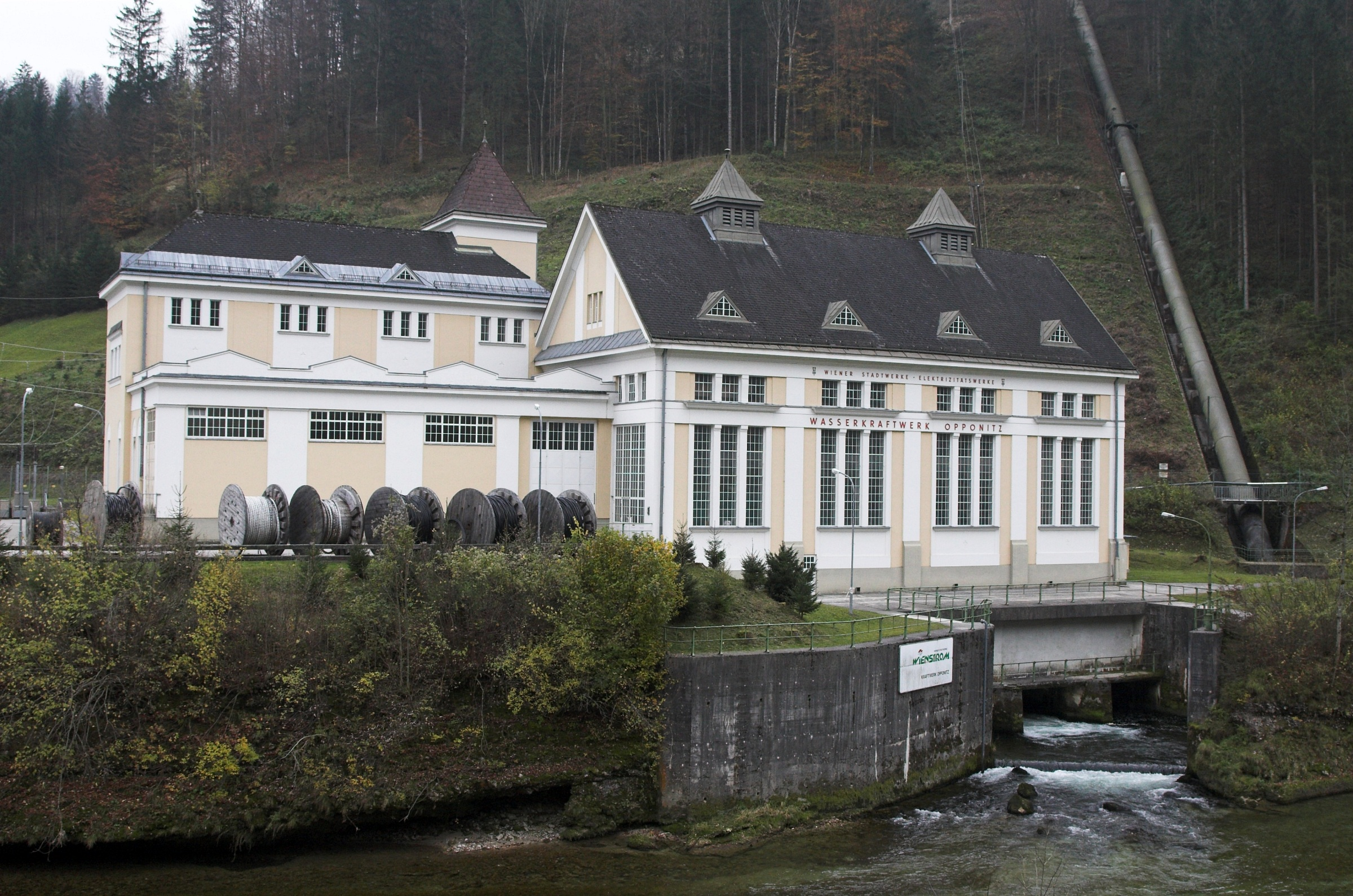
Das Wasserkraftwerk Opponitz…

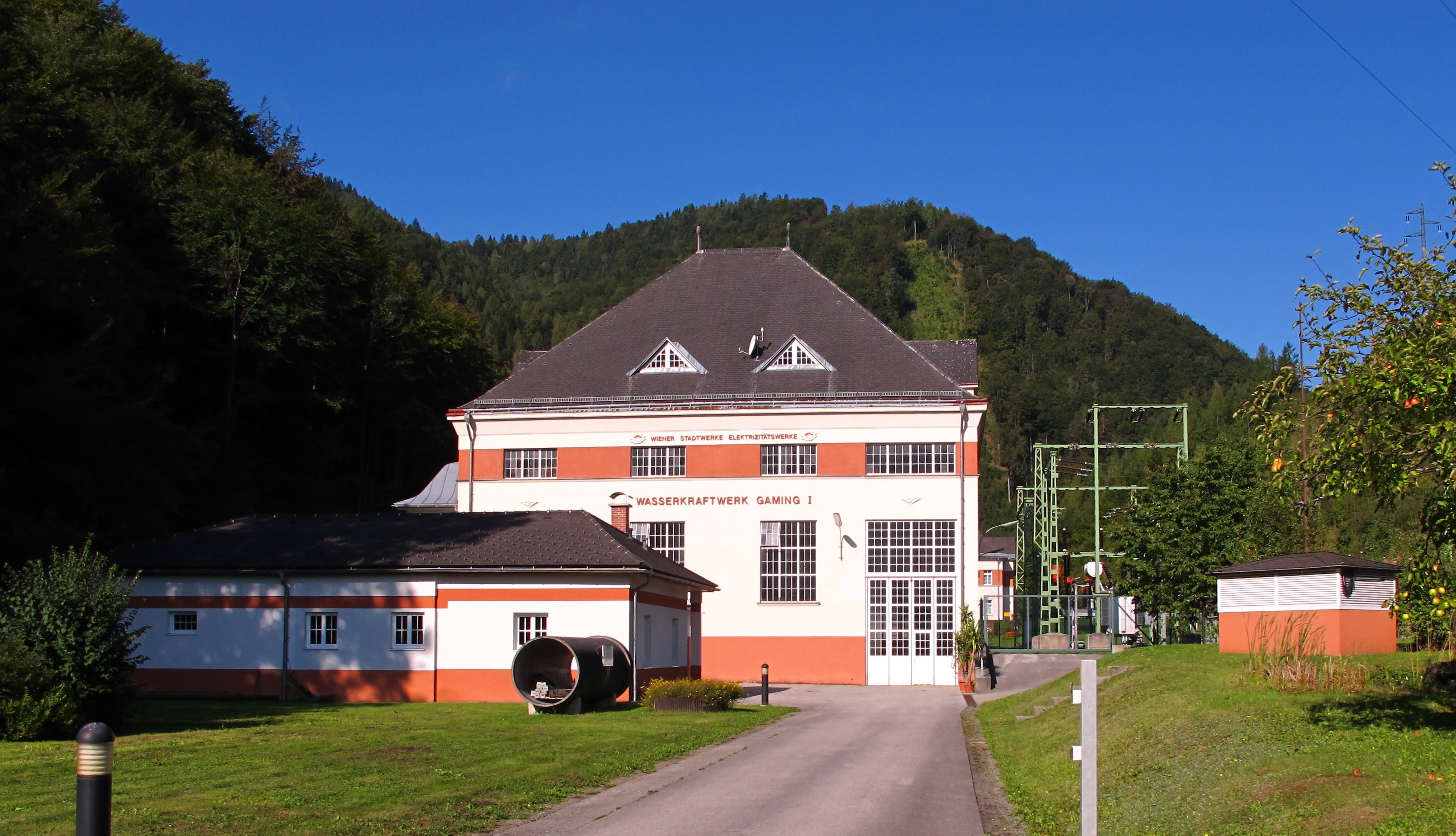
…und das Wasserleitungskraftwerk Gaming versorgten ab 1924 beziehungsweise 1926 zusätzlich die Stadt Wien.

Für die Stromversorgung der elektrischen Stadtbahn wurden neue Gleichrichteranlagen notwendig, weil die städtischen Kraftwerke damals nur Drehstrom mit einer Spannung von 5000 Volt ins Netz abgaben, die bereits vorhandenen Unterwerke wiederum nur Gleichstrom für Lichtzwecke, das heißt zwei Mal 220 Volt, sowie den Gleichstrom für die Straßenbahn, das heißt 600 Volt, erzeugten. Im Gegensatz dazu benötigte das neue Verkehrsmittel aber Gleichstrom mit einer Spannung von 750 Volt. Die Unterwerke hätten zwar entsprechend umgebaut werden können, lagen jedoch ungünstig zum Stadtbahnnetz. Um hohe Umbaukosten und teure Kabeltrassen zu vermeiden, entschied sich die Gemeinde Wien daher dafür, neue Umformeranlagen zu bauen. Aus wirtschaftlichen Gründen war es dabei sinnvoll, den von den Kraftwerken abgegebenen Drehstrom von fünf Kilovolt möglichst nah an die Verbrauchsstellen heranzuführen und diesen erst in unmittelbarer Nähe zu den Stadtbahntrassen in Gleichstrom umzuwandeln. Entsprechend der zu erwartenden Belastungsverteilungen auf den einzelnen Stadtbahnstrecken entschied man sich für folgende vier Standorte, wobei das Unterwerk Sechshaus im Ausnahmefall die gesamte Versorgung der elektrischen Stadtbahn sicherstellen konnte:
| Name             | Lage der direkten Speisepunkte                                                                   | Lage des Unterwerks                                | Erbauer                                 | Leistung   | Speisebereich |
| ---------------- | ------------------------------------------------------------------------------------------------ | -------------------------------------------------- | --------------------------------------- | ---------- | --- |
| Unter Sankt Veit | Kilometer 2,200 der Oberen Wientallinie                                                          | Hietzinger Kai 105                                 | Österreichische Brown, Boveri Werke     | 2 × 680 kW | Vom Bahnhof Hütteldorf-Hacking bis zum Kilometer 3,096 der Oberen Wientallinie                                                                       |
| Sechshaus        | Kilometer 5,126 der Oberen Wientallinie beziehungsweise Kilometer 5,500 der Unteren Wientallinie | an der Kreuzung Hollergasse / Rauchfangkehrergasse | Österreichische Siemens-Schuckert-Werke | 3 × 725 kW | vom Kilometer 3,096 der Oberen Wientallinie bis zum Kilometer 2,790 der Gürtellinie beziehungsweise bis zum Kilometer 7,466 der Unteren Wientallinie |
| Hauptzollamt     | Kilometer 10,731 der Unteren Wientallinie                                                        | in den Kellerräumen der Großmarkthalle             | Österreichische Brown, Boveri Werke     | 2 × 680 kW | vom Kilometer 7,466 der Unteren Wientallinie bis zum Kilometer 13,960 der Donaukanallinie                                                            |
| Thury            | Kilometer 5,527 der Gürtellinie beziehungsweise Kilometer 6,600 des Verbindungsbogens            | Innerer Währinger Gürtel, gegenüber Haus 114       | AEG                                     | 3 × 700 kW | vom Kilometer 2,790 der Gürtellinie bis zum Bahnhof Heiligenstadt beziehungsweise bis zum Kilometer 13,960 der Donaukanallinie                       |

Nach den guten Erfahrungen mit der für die Straßenbahnstrecke Mauer–Mödling gebauten Quecksilberdampfgleichrichteranlage in Rodaun, entschied sich die Gemeinde Wien auch bei der elektrischen Stadtbahn für diese Technik. Insgesamt wurden zehn solche Gleichrichter verbaut, die für insgesamt 6.995 Kilowatt Leistung ausgelegt waren. Die Unterwerke waren dabei von Beginn an für die Erweiterung auf 10.480 Kilowatt Leistung vorgesehen, ohne dass neue Gebäude notwendig gewesen wären. Alle vier Anlagen waren durch mindestens zwei Drehstrom-Hochspannungskabel mit den Anlagen der städtischen Elektrizitätswerke verbunden, so dass die Versorgung der Stadtbahn auch bei Störungen in einzelnen Hauptbetrieben der kommunalen Stromversorgung gewährleistet war. Allein hierfür verlegte die Elektrizitätsgesellschaft zusammen 25,36 Kilometer neue Kabel, die von den Österreichischen Siemens-Schuckert-Werken, der Felten & Guilleaume AG und der Kabelfabrik- und Drahtindustrie AG hergestellt wurden.
Von den Anlagen Sechshaus und Thury führten je drei und von den Anlagen Unter St. Veit und Hauptzollamt je zwei Speiseleitungen als eisenbandarmierte Gleichstrombleikabel zu den Fahrdrähten. Die einfache Länge der zusammen zehn Zuführungen betrug eineinhalb Kilometer. Für die etwas längere Leitung vom Unterwerk Sechshaus zum Kilometer 5,500 der Unteren Wientallinie musste die Waagner-Biro AG zur Abkürzung des Leitungswegs eigens eine eiserne Kabelbrücke über den Wienfluss errichten. Bis 1929 wurde die Zahl der Speisepunkte dann von zehn auf siebzehn erhöht.
Die vier Trennstellen zwischen den einzelnen Speisebereichen waren ursprünglich wie folgt angeordnet:
- auf der Oberen Wientallinie: zwischen den Stationen Braunschweiggasse und Hietzing
- auf der Unteren Wientallinie: zwischen den Stationen Margaretengürtel und Pilgramgasse
- auf der Gürtellinie: zwischen den Stationen Burggasse und Josefstädter Straße
- auf der Donaukanallinie beziehungsweise dem Verbindungsbogen: nördlich der Station Brigittabrücke/Friedensbrücke, im Verzweigungsbereich der beiden Strecken

In der Literatur wird gelegentlich behauptet, dass die Elektrifizierung der Stadtbahn zu einem signifikanten Mehrbedarf an Energie für die österreichische Hauptstadt geführt habe und um diesen zu decken, sei eigens im Dezember 1924 dafür eine 110-Kilovolt-Hochspannungsleitung zwischen dem Wasserkraftwerk Opponitz in Niederösterreich und der Gemeinde Wien in Betrieb gegangen. Ebenfalls sei eine zweite neue Fernleitung ab 1925, vom Wasserleitungskraftwerk Gaming her kommend, ab dem Umspannwerk in Gresten in erstgenannte Leitung eingebunden. Die Verbundleitung zwischen Gresten und Wien sei dabei die erste österreichische 110-Kilovolt-Freileitung überhaupt. Die Begründung für deren Errichtung erscheint unzutreffend und scheint erst Jahrzehnte nach der Elektrifizierung der Wiener Stadtbahn behauptet worden zu sein, da die Veröffentlichungen von 1925 zur Elektrifizierung der Stadtbahn ausdrücklich angeben, dass sich die Durchführung besonderer Maßnahmen für die Elektrifizierung der Wiener Stadtbahn in den Kraftwerken „erübrigte“.
Analog zur Oberleitung selbst waren auch die Unterwerke teilweise schon für einen späteren Vollbahnbetrieb vorbereitet. So war beispielsweise die Unterspannungswicklung der Gleichrichtertransformatoren so angeordnet, dass durch eine unter Deckel leicht auszuführende Umschaltung die Gleichrichterspannung von 750 Volt auf 1500 Volt geändert werden konnte. Die Umformeranlagen hätten so ohne wesentliche Änderungen weiter verwendet werden können.

#### Umformerwagen

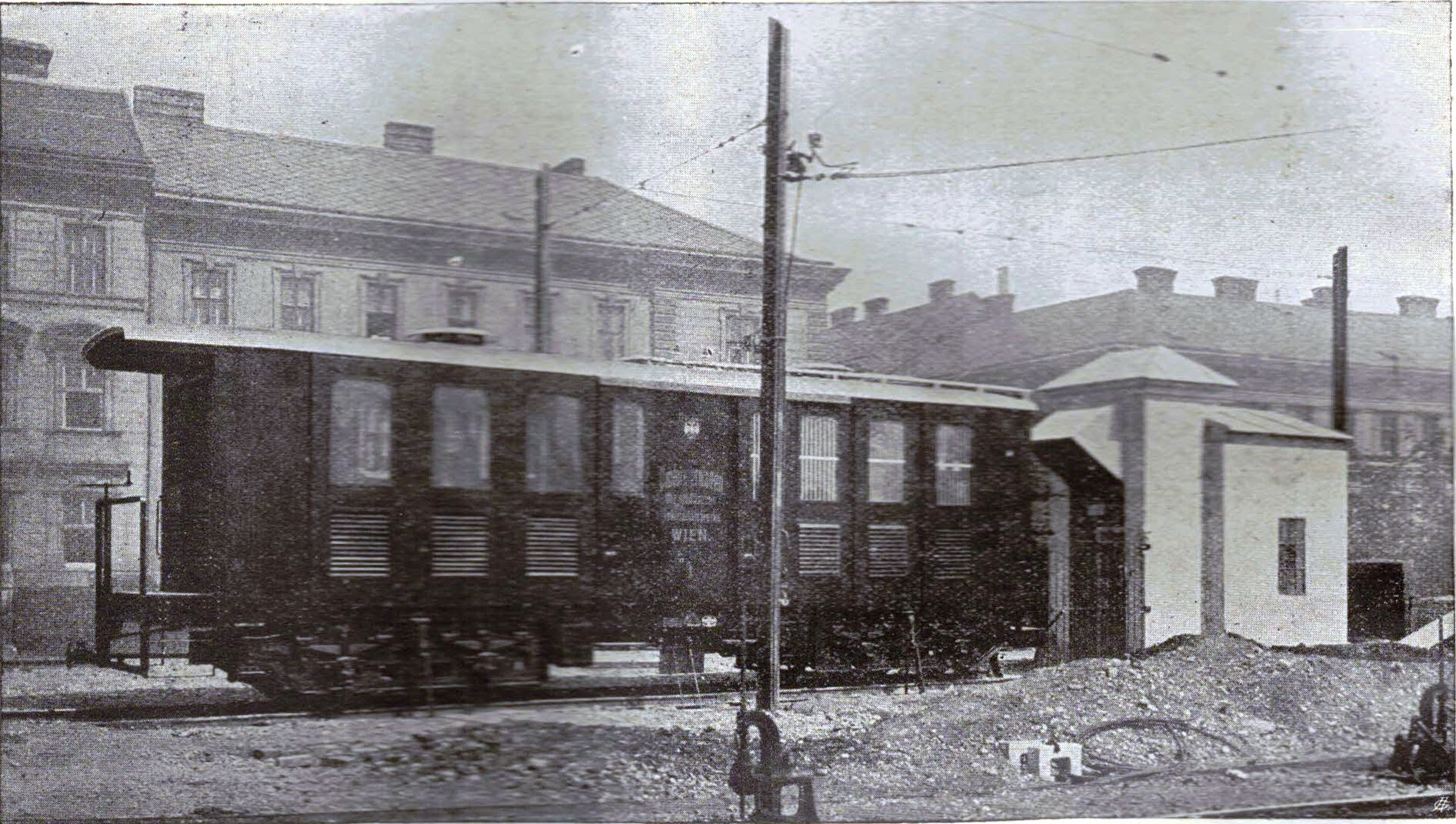
Umformerwagen 1 im Jahr 1925

Eine Besonderheit der elektrischen Stadtbahn waren die vierachsigen Umformerwagen. Diese fahrbaren Unterwerke wurden anlässlich der Stadtbahnelektrifizierung eingeführt, ab 1935 aber auch im Straßenbahnnetz verwendet. Sie sollten bei Sondereinsätzen und bei Ausfall eines stationären Gleichrichters oder eines Speisekabels die Stromversorgung sicherstellen.
Hierfür standen ursprünglich an sechs Stellen im Stadtbahnnetz Anschlüsse an das 5000-Volt-Drehstrom-Verteilernetz von 1901 zur Verfügung. Da derart hohe Spannungen in Gebäuden, die nicht zu den Elektrizitätswerken gehörten, unzulässig waren, musste in den Hallenrückwänden der Betriebsbahnhöfe Heiligenstadt und Hütteldorf-Hacking je ein Durchbruch für ein Gleis geschaffen werden, das zu dem im Freien befindlichen Stromanschluss für die Umformerwagen führte. Auch an den übrigen vier Aufstellorten, dies waren Meidling-Hauptstraße, Hauptzollamt, Brigittabrücke/Friedensbrücke und Michelbeuern, stand zu diesem Zweck jeweils ein eigener Gleisstutzen als Abstellgleis zur Verfügung. Im Stadtbahnnetz existierte zuletzt nur noch der Anschluss in Michelbeuern, die anderen fünf wurden schon in den Jahren 1961 bis 1968 aufgelassen.
Die elektrischen Anschlüsse an die Umformerwagen waren in kleinen gemauerten Gebäuden untergebracht, den damals so genannten „Turmhäuschen“. In diesen endete das Hochspannungskabel, an das der mobile Umformer so gefahrlos angeschlossen werden konnte. In den Häuschen waren auch die 5000/500-Volt-Transformatoren mit je 20 Kilovoltampere Leistung für die Signalanlage der Stadtbahn installiert.

### Sicherungsanlagen

#### Stellwerke

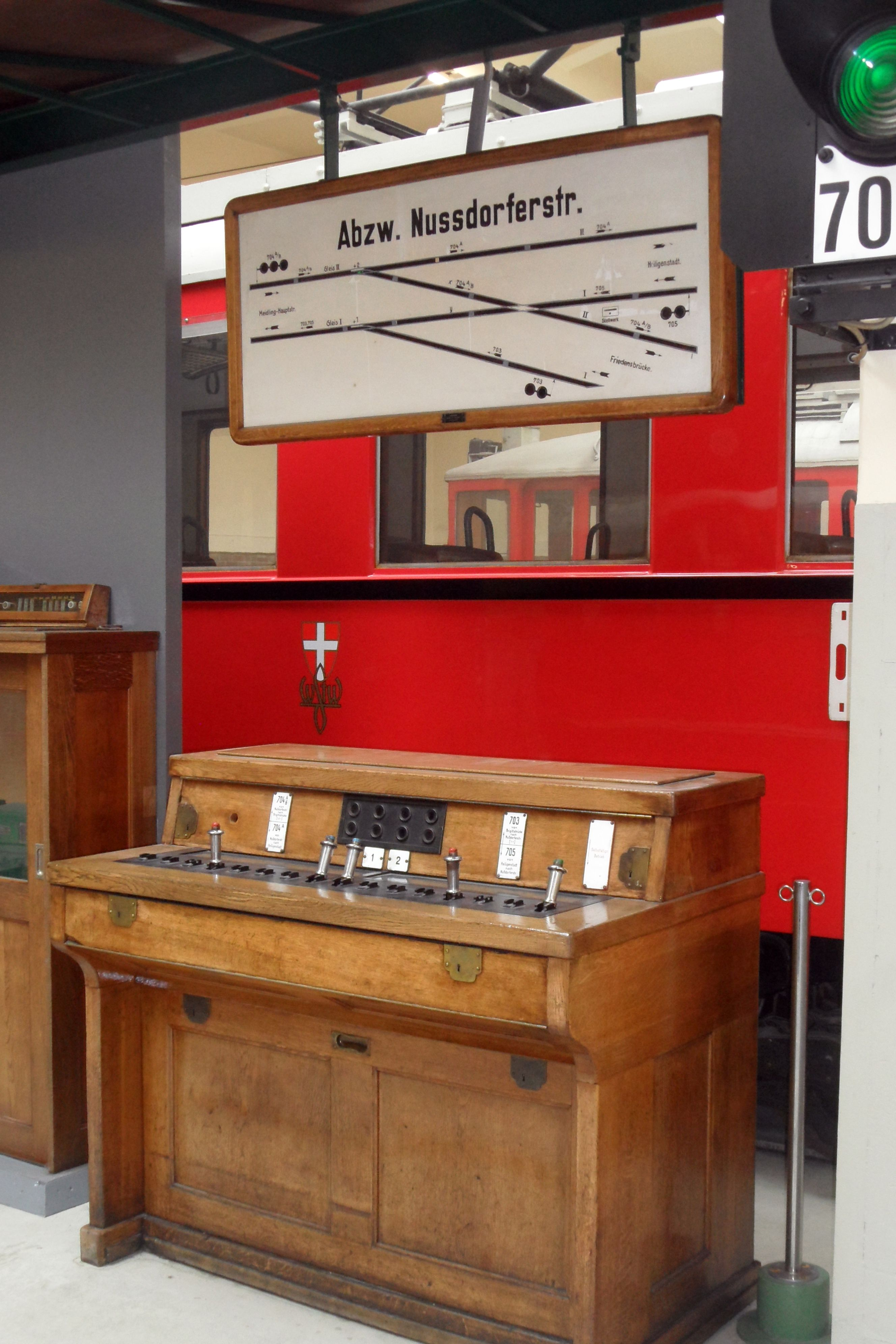
Hebelwerk und Fahrschautafel der ehemaligen Abzweigstelle Nußdorfer Straße, am linken Bildrand ist der zugehörige Relaisschrank zu erkennen

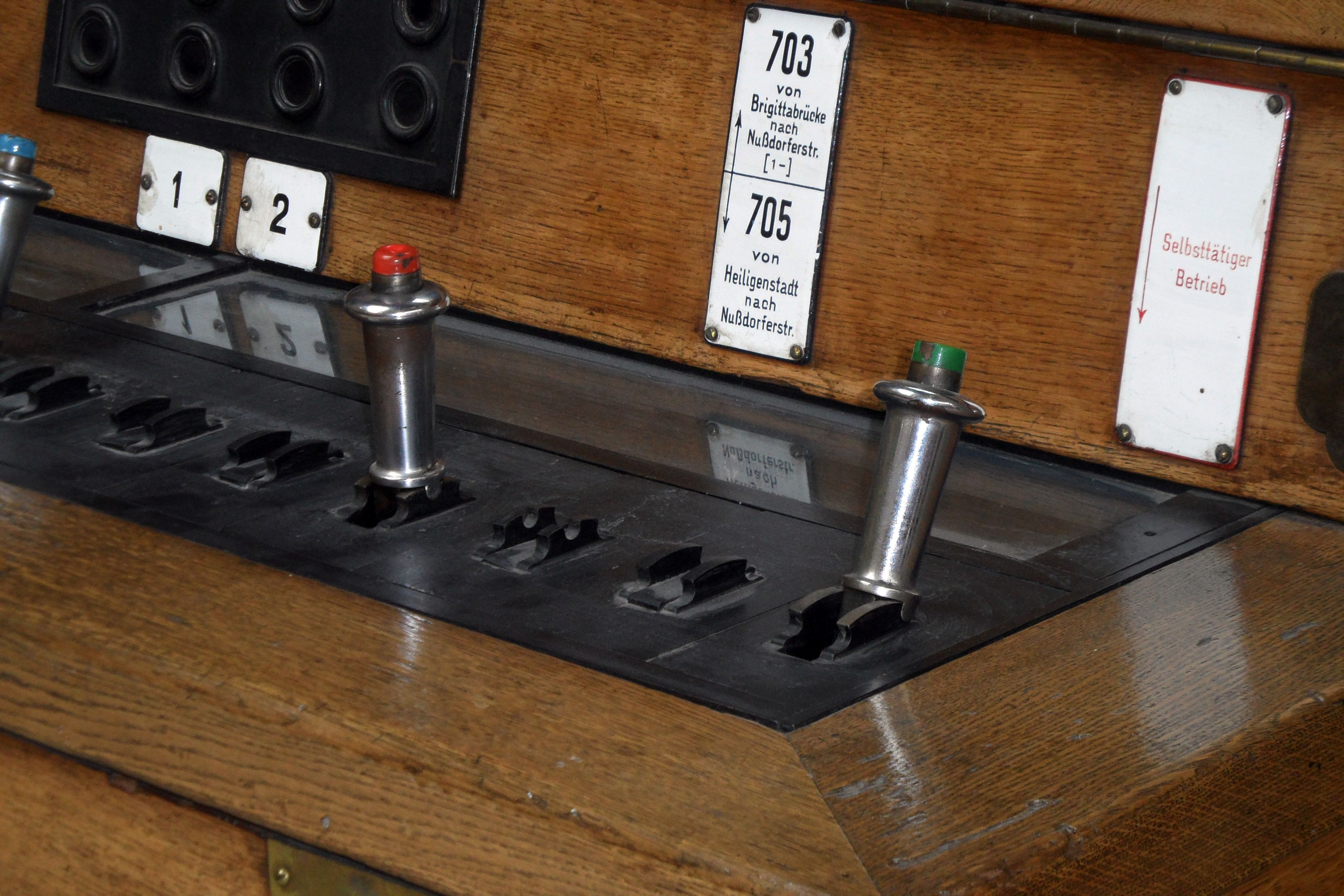
Detailansicht der Hebel, ganz rechts der Umleithebel

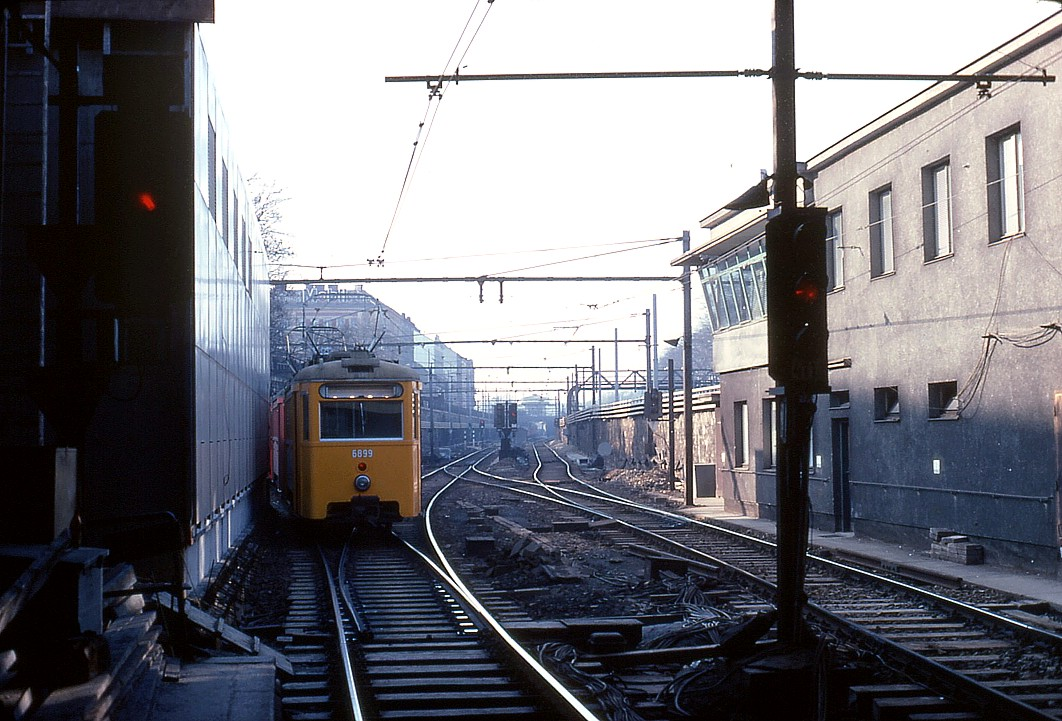
Das für die elektrische Stadtbahn gebaute Stellwerk in der Station Meidling-Hauptstraße

Mit Einstellung des Dampfstadtbahnverkehrs wurden auch die ursprünglich vorhandenen Sicherungsanlagen aufgelassen und abgetragen. Für die elektrische Stadtbahn mussten die Stellwerke und die Sicherungstechnik Bedingungen erfüllen, die mit der alten Bauart nicht zu erreichen waren. Insbesondere die vielen mit einem Blockwärter besetzten Blockposten stellten einen erheblichen Personalaufwand dar, der nicht mehr zu bezahlen war, zumal jeder Posten wegen der langen Betriebszeit zweifach oder gar dreifach besetzt sein musste. Überdies wurde durch die Ausschaltung der Handbedienung die Sicherheit erhöht.
An Stelle der alten mechanischen Stellwerke traten im Zuge der Elektrifizierung von Siemens & Halske gelieferte elektromechanische Stellwerke mit selbsttätigem Streckenblock, die zudem über elektrische Verschlüsse und Signalselbststellbetrieb verfügten. Sie entsprachen einer Konstruktion von Siemens und damit jenen modernen Kraftstellwerken, die mit einigen Änderungen noch bis in die 1970er Jahre gebaut wurden. Insgesamt mussten 1924 und 1927 sieben Stellwerke neu- oder umgebaut werden, wobei alle neuen Anlagen als sogenannte Mittelstellwerke ausgeführt waren, das heißt, sie deckten jeweils den ganzen Bahnhof ab:
| Hietzing:                          | neues Stellwerk für die neue Wendeanlage                                | vier Weichen und vier halbselbsttätige Signale                    |
| Meidling-Hauptstraße:              | neues Stellwerk im alten Gebäude                                        | acht Weichen, acht halbselbsttätige und zwei selbsttätige Signale |
| Brigittabrücke:                    | neues Stellwerk im alten Gebäude                                        | sechs Weichen und fünf selbsttätige Signale                       |
| Heiligenstadt:                     | neues Stellwerk                                                         | zwei Weichen und drei selbsttätige Signale                        |
| Abzweigstelle Gumpendorfer Straße: | neues Stellwerk zur Absicherung des neuen Übergangs ins Straßenbahnnetz | zwei Weichen und drei halbselbsttätige Signale                    |
| Michelbeuern:                      | neues Stellwerk in neuem Gebäude                                        | acht Weichen                                                      |
| Abzweigstelle Nußdorfer Straße:    | neues Stellwerk im alten Gebäude                                        | zwei Weichen und drei selbsttätige Signale                        |

Die Hebel für die Bedienung der Fahrstraßen, Signale und Weichen, die diese Bezeichnung in Analogie zu den Bedienorganen in mechanischen Stellwerken erhielten, aber praktisch elektrische Schalter sind, befanden sich in einem sogenannten Hebelwerk im Stellwerksraum. Typisch für den Hersteller Siemens & Halske war die Vereinigung der Fahrstraßen- und Signalhebelfunktion in Fahrstraßensignalhebeln, wobei es im Gegensatz zu Fernbahnstellwerken wegen der ausschließlichen Verwendung von Lichtsignalen keine besondere Hebelstellung für die Signalfahrtstellung gab. In all jenen Stellbezirken, in welchen die Umkehrgleise zeitweise nicht benötigt wurden, also ein durchlaufender Bahnbetrieb ohne Abzweigungen ermöglicht werden sollte, war im Hebelwerk eine Einrichtung vorgesehen, mit der die erforderlichen Fahrstraßen dauerhaft festgelegt und die halbselbsttätigen Signale in selbsttätige umgewandelt wurden. Hierzu musste, nachdem die Weichen in die erforderliche Lage gebracht wurden, nur ein einziger Fahrstraßensignalhebel im Hebelwerk, Umleithebel genannt, umgelegt werden. Solange dieser umgelegt war und keine Störung bestand, entfiel die Bedienung durch den Wärter.
Die zum Stellbezirk gehörigen Relais, Streutransformatoren und der Drehstromspeisetransformator samt Schalter und Sicherungen waren in einem eigenen Holzschrank, dem sogenannten Relaisschrank, eingebaut. Dieser war verglast, so dass das Spiel der Block- und anderen Relais von außen her beobachtet werden konnte.
Im Bereich des Bahnhofs Heiligenstadt großteils und im Bereich des Bahnhofs Hütteldorf-Hacking komplett fuhren die Züge dabei – abweichend vom sonstigen Standard – nach den Vorschriften für den Straßenbahnbetrieb, das heißt auf Sicht statt signalgedeckt. Erst bei der Ausfahrt stand dann jeweils das erste Selbstblocksignal. Ebenso waren die Weichen in den beiden Endstationen handgestellt und nicht gesichert. Damit war in Heiligenstadt nur ein kleines und in Hütteldorf-Hacking gar kein Stellwerk erforderlich. In Michelbeuern wiederum waren nur die Weichen im Bereich der durchgehenden Streckengleise gesichert, im übrigen Bahnhofsbereich wurde hingegen ebenfalls nach Straßenbahngrundsätzen gefahren.
Die Bedienung der Weichen erfolgte von den Stellwerken mit elektrischen Weichenantrieben. Dem Stand der Technik entsprechend wurde Gleichstrom aus netzgepufferten Akkumulatorenbatterien verwendet. Jedes Stellwerk war mit einer Fahrschautafel als Anzeigeeinrichtung der selbsttätigen Gleisfreimeldeanlage ausgestattet.

#### Fahrsperren

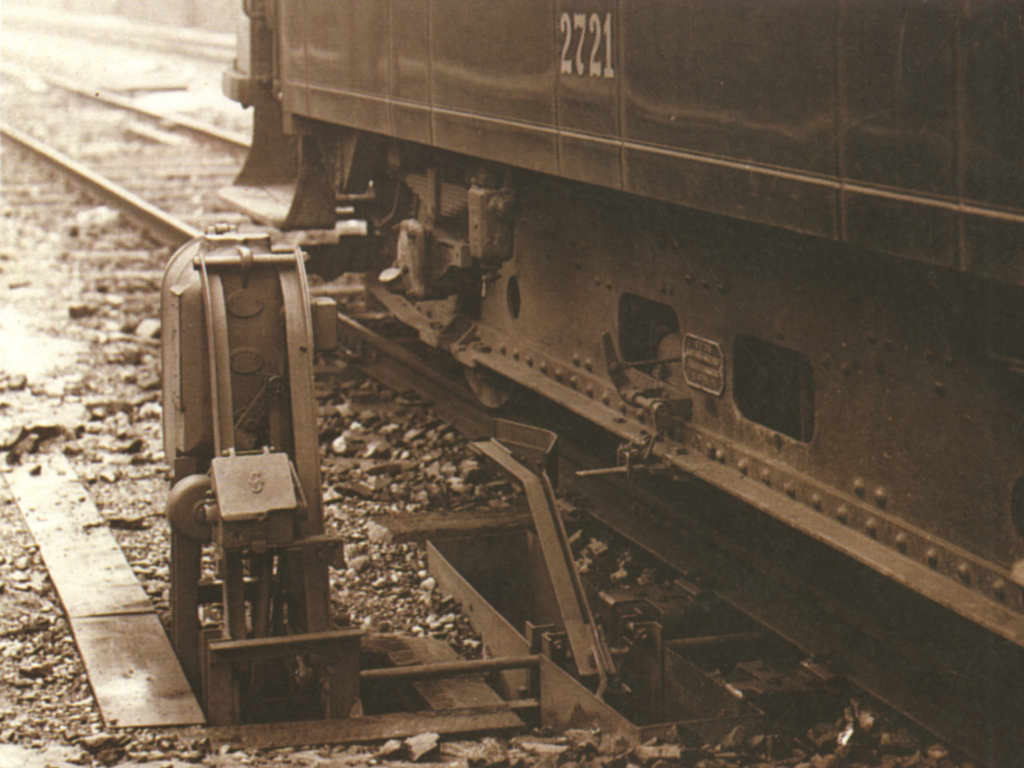
Eine Fahrsperre

Als zusätzliche Sicherungsmaßnahme wurde 1925 in Form der Fahrsperre eine punktförmig wirkende mechanische Zugbeeinflussung eingeführt. Sie fand überall dort Verwendung, wo wegen der Möglichkeit von Gleiskreuzungen oder Flankenfahrten eine besondere Sicherheit gegen das Überfahren von haltzeigenden Signalen gewährleistet sein musste. Die insgesamt 20 Streckenanschläge wurden an den besonders gefährlichen Stellen auf Höhe des jeweiligen Hauptsignals aufgestellt. Die Antriebe der Streckenanschläge entsprachen der typischen Bauart von Siemens & Halske mit in den Motor integriertem Haltemagnet, die damals bei vielen U-Bahnen verwendet wurden. Anfangs wurden nur Einfahr- und Blocksignale, die Weichen und Kreuzungen deckten, mit Streckenanschlägen ausgerüstet.
Abweichend von früheren Ausführungen waren die Fahrsperren in Wien so angeordnet, dass beiderseits der Schienen eines Gleises seitlich außen ein um eine waagrechte Achse drehbarer zweiarmiger Hebel schwang. Dieser war an den Schienen oder Schwellen angebracht und im Normalfall im Gleiskörper versenkt, nur bei einem Halt zeigenden Signal ragte er ins Lichtraumprofil hinein. An seinem Arm war die Fahrsperre in Form eines Doppelkeils angebracht, während der andere Arm ein Gegengewicht trug. Dieses hob den Doppelkeil in die Höhe und damit in die Haltstellung. Der Doppelkeil lag dann so hoch über der Schienenoberfläche, dass ein auf der einen Wagenseite angebrachter, als Hebel ausgebildeter, Bremsauslöser beim Vorbeifahren des Zuges an die Keilflächen anstieß und sich verdrehen musste. Dadurch wurde die Hauptluftleitung entlüftet und die durchgehende Bremse der Züge angelegt. Gleichzeitig wurde die Stromzufuhr der Triebwagen unterbrochen. Daraufhin kam der Zug rasch und innerhalb der Schutzstrecke zum Stillstand.
Das Selbstblocksystem arbeitete mit einer selbsttätigen Gleisfreimeldung durch Gleisstromkreise. Die beiden Fahrschienen wurden gegeneinander isoliert. Am Ende jedes so geschaffenen Gleisabschnitts wurde eine Wechselspannung eingespeist. Am in Fahrtrichtung vorgelegenen Ende des Gleisabschnitts wurde diese Wechselspannung abgegriffen, hochtransformiert und zu einem Motorrelais als Gleisrelais geführt. War der Gleisabschnitt, der von so einem Signal gedeckt wird, frei von Fahrzeugen, floss die Wechselspannung ungehindert zum Motorrelais. Die Radsätze eines Fahrzeuges im Blockabschnitt brachten das Gleisrelais durch den Achsnebenschluss zum Abfall. Die Phasenabhängigkeit der Motorrelais schützten vor dem Eindringen von Fremdspannung. Ein Motorrelais kann nur anziehen, wenn der Phasenwinkel zwischen Steuer- und Hilfsphase korrekt, üblicherweise 90°, ist. Die Phasenlage der Nachbarabschnitte wurde so gewählt, dass ein Eindringen der Gleisspannung eines Nachbarabschnittes durch einen gestörten Isolierstoß nicht zum Anziehen eines Gleisrelais und damit zu einer fehlerhaften Freimeldung führen konnte.
Als konkretes Vorbild für die Wiener Elektrische Stadtbahn diente eine 1913 für eine Strecke der Hamburger Hochbahn in Betrieb genommene Anlage. Gleichzeitig mit Wien wurden derartige Anlagen auf der Berliner U-Bahn und der Athener Vorortbahn gebaut.

#### Blockstellen
Um im Vergleich zur Dampfstadtbahn kürzere Zugabstände anbieten zu können, mussten zudem die Blockabstände teils deutlich verringert werden. Hierfür wurde die Anzahl der Blockstellen, die nicht mehr besetzt sein mussten, wesentlich erhöht. Grundsätzlich bestanden Blocksignale an jedem Bahnsteigende und so weit vor jeder Haltestelle, dass sich der folgende Zug nähern konnte, ohne den in der Station wartenden Vorzug zu gefährden. Bei größeren Haltestellenabständen existierten noch weitere Zwischenblockstellen. Mit den genannten Maßnahmen konnten die Zugfolgezeiten entsprechend verkürzt werden:
|                                   | Dampfstadtbahn      | elektrische Stadtbahn |
| --------------------------------- | ------------------- | --------------------- |
| signaltechnische Mindestzugfolge: | zweieinhalb Minuten | eineinhalb Minuten    |
| fahrplanmäßige Mindestzugfolge:   | drei Minuten        | zwei Minuten          |

Die sogenannten Blockhütten aus der Zeit des Dampfbetriebs blieben bis zum Umbau der Strecken auf U-Bahn-Betrieb erhalten und wurden nach 1925 als Abstellräume genutzt.

#### Lichtsignale

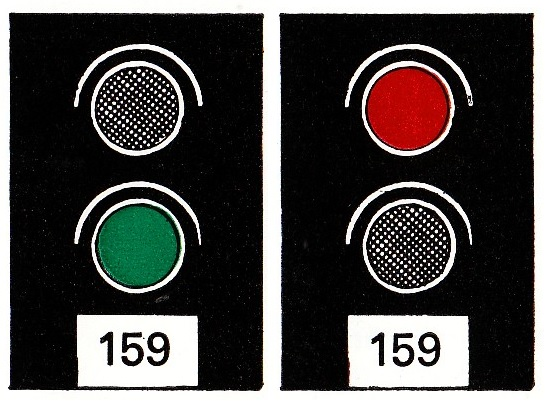
Selbsttätiges Hauptsignal 159 mit Grün- und Rotlaterne

Übergangssignal 290 mit Gelb- und Blaulaterne, links „Fahrt auf Sicht“, rechts „Fahrt auf Sicht – Achtung auf den Vorderzug“

Aufgrund der Fortschritte die seit der Jahrhundertwende in der Licht- und Elektrotechnik gemacht wurden, kamen bei der elektrischen Stadtbahn von 1925 auch auf oberirdischen Abschnitten ausschließlich Lichtsignale zum Einsatz:
- Die sogenannten Tageslichtsignale im Bereich von Einschnitten und Hochbahnstrecken ersetzten die vormaligen Formsignale der Dampfstadtbahn.[4] Sie hatten einen Parabolspiegel aus Blech, als Lichtquelle dienten zwei parallel geschaltete, hintereinander angebrachte Glühlampen von 25 Watt bei 16 Volt Spannung. Eine davon diente als Reserve und war mit einem Vorschaltwiderstand versehen. Dieser war so groß gewählt worden, dass beim Durchbrennen der Hauptlampe die andere mit normaler Helligkeit aufleuchtete. Die Signalfarben wurden durch eingeschobene Farbscheiben aus Glas erzeugt. Über der Lichtaustrittsöffnung befand sich an jeder Signallaterne eine Schute aus Stahlblech, um von oben einfallendes Sonnenlicht abzuschirmen. So waren sie auch bei Sonnenbestrahlung auf einige hundert Meter Entfernung sichtbar.[16]

- Die 1925 ebenfalls neu installierten Tunnellichtsignale auf den unterirdischen Abschnitten unterschieden sich von den Tageslichtsignalen in der Konstruktion und in der absichtlich schwächer gehaltenen Leuchtkraft der Glühlampen.[127] Sie waren mit kleinen Lichtaustrittsöffnungen mit Fresnel-Linsen ohne Schuten ausgestattet.[4] Sie hatten außerdem keine Reflektoren, enthielten zwei Glühlampen von je zwölf Hefnerkerzen, eine davon mit einem Vorschaltwiderstand als Reserve.[16]

Bei den neuen Signalen waren die Lichtpunkte für Halt- und Fahrtbegriffe mit Doppelfadenlampen für den Ausfallschutz bestückt. Durch die räumliche Nähe von Haupt- und Nebenfaden verschlechterte sich die Erkennbarkeit bei der Umschaltung auf den Nebenfaden nur noch unbedeutend. Da man sich scheute, in den als besonders wichtig erachteten Rotstromkreis Kontakte einzubauen, wurde die Rotlampe in der Freistellung nicht abgeschaltet, sondern kurzgeschlossen. Mit Rot für „Halt“, Grün für „Fahrt frei“ und Gelb für „Vorsicht“ galten auf der Wiener Elektrischen Stadtbahn dabei schon frühzeitig jene Signalbegriffe, die auf den übrigen Eisenbahnen Österreichs erst ab 1934 Verwendung fanden. Eine Besonderheit stellten die drei sogenannten Übergangssignale in den Einfahrtsbereichen der Bahnhöfe Heiligenstadt und Hütteldorf-Hacking sowie an der Abzweigstelle Gumpendorfer Straße beim Übergang in das Straßenbahnnetz dar. Sie zeigten nur ein blaues Licht und markierten jeweils den Wechsel vom signalgedeckten Betrieb zum Fahren auf Sicht.
In jeder Station war für jedes Gleis am Ende des Bahnsteigs ein Ausfahrsignal angebracht. Zusätzliche Einfahr- und Zwischensignale waren für Strecken, auf denen die dichteste Zugfolge drei Minuten betrug, nicht erforderlich. Auf Abschnitten mit kürzerer Zugfolge, zum Beispiel der Oberen Wientallinie, waren hingegen auch Einfahrsignale für jedes Gleis sowie in einigen Fallen zusätzliche Zwischensignale notwendig. Im Netz der elektrischen Stadtbahn waren zusammen 118 Signale, 126 Schaltschränke, 400 Transformatoren unterschiedlicher Leistung und Type, 320 Relais und 220 Drosselstöße angeordnet, zu deren Versorgung über 100 Kilometer Kabel dienten. Die Drosselstoßtransformatoren waren im Gleis zwischen den Schienen auf einem besonderen Holzschwellenrost aufgesetzt und mit Riffelblechen abgedeckt.
Die selbsttätigen Hauptsignale waren mit Nummern von 100 bis 289 bezeichnet, die Übergangssignale mit Nummern von 290 bis 299, die halbselbsttätigen Hauptsignale mit Nummern von 300 bis 1000, die Verschubfreisignale mit Nummern ab 900. An einigen unübersichtlichen Stellen mussten den Hauptsignalen Vorsignale vorangestellt werden. Die wiederum trugen die Nummer des zugehörigen Hauptsignals unter Voransetzung des Buchstabens „V“. Außerdem existierten Ersatzsignale und Nachahmungssignale. Maßgeblich war die eigenständige Signalvorschrift Stadtbahn, kurz SV STAB. Die Wiener Elektrische Stadtbahn verfügte dabei über die erste selbsttätige Signalanlage mit Schienen-Ruhestrom und Tageslichtsignalen in Österreich.

#### Doppelsignale
Neben den einfachen Signalen existierten sogenannte Doppelsignale für zwei Fahrwege. Sie wurden vor jeder Abzweigung aufgestellt und bestanden aus einer roten und zwei grünen Signallaternen. Leuchtete eine grüne Lampe, bedeutete dies freie Fahrt in die Gerade, mit zwei Grünlichtern wurde die freie Fahrt in die Ablenkung signalisiert. Die Doppelsignale mussten durch einen Wärter manuell gestellt werden, weil sie an das Vorhandensein einer Weiche gebunden waren. Diese musste entweder einzeln oder mit anderen Weichen zusammen vom Stellwerk aus durch eine Aufsichtsperson betätigt werden.
Die Doppelsignale standen, ebenso wie alle anderen von einem Stellwerk aus manuell gestellten Signale, in der Grundstellung auf „Halt“, während die Grundstellung aller selbsttätigen Signale der Fahrtbegriff war. Die Doppelsignale standen aber insofern in Abhängigkeit von der Gleisfreimeldeanlage, als der Wärter einem Zug nur dann die Fahrt in einen Abschnitt zulassen konnte, wenn dieser nicht von einem anderen Zug oder als Folge einer Störung besetzt war. Sie wurden durch den Wärter in Fahrtstellung gestellt, während sie vom Zug beim Besetzen des betreffenden Gleisabschnittes wieder in Haltstellung gebracht wurden. Diese Signale wurden als halbselbsttätig bezeichnet.

#### Stromversorgung der Signale
Der Dreiphasen-Speisestrom für die Signalanlage wurde dem städtischen Drehstromnetz entnommen. Hierzu existierten fünf Anschlussstellen, je eine in Unter-St. Veit, Meidling-Hauptstraße, Michelbeuern, Brigittabrücke und Hauptzollamt. Dort wurde der Drehstrom mittels Öltransformatoren von 5000 auf 500 Volt reduziert und mittels Kabelleitungen entlang der ganzen Strecke verteilt. An diese Leitungen waren die Blocktransformatoren für die Blockrelais und Lampen sowie die Streutransformatoren zur Speisung der Gleisabschnitte angeschlossen. Die Spannung dieser Stromkreise betrug fünf bis 20 Volt.

### Tunnel- und Stationsbeleuchtung

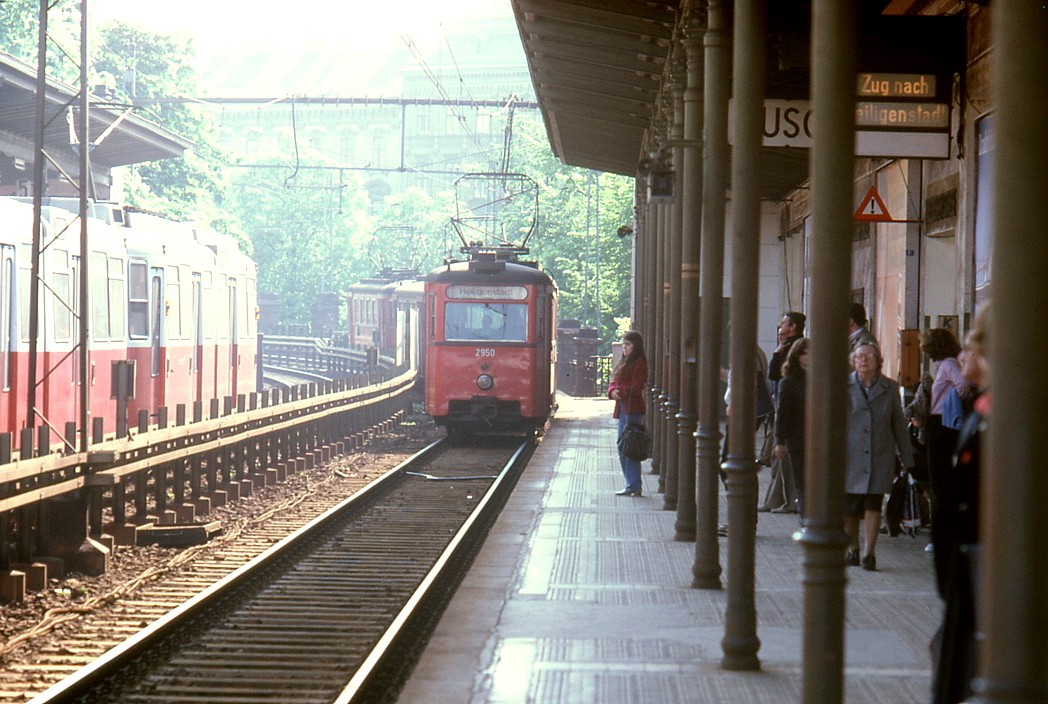
Beleuchtete Anzeige Zug nach Heiligenstadt in der Station Nußdorfer Straße

Die unterirdischen Abschnitte der Stadtbahn erhielten im Zuge der Elektrifizierung eine elektrische Notbeleuchtung, die an das städtische 220-Volt-Lichtnetz angeschlossen war. Sie basierte auf wasserdichten Porzellanarmaturen mit Metalldrahtlampen von 32 Hefnerkerzen Leuchtkraft, die wechselseitig in einem Abstand von jeweils 15 Metern angebracht waren. Das Einschalten dieser Beleuchtung erfolgte entweder bedarfsweise mit Hilfe der in Abständen von circa 100 Metern montierten Wechselschalter oder automatisch bei Ausbleiben des Bahnstroms.
Die Stadtbahnstationen selbst erhielten 1925 elektrische Beleuchtungsanlagen, die ebenfalls komplett vom städtischen 220-Volt-Lichtnetz gespeist wurden. Hierbei hatten die Bahnhöfe Heiligenstadt, Hütteldorf-Hacking und Michelbeuern Anschluss an das Drehstromnetz, alle übrigen Stationen hingegen an das Gleichstromnetz. Bei Störungen im Drehstromnetz konnte ein Teil der Lichtanlage der drei genannten Bahnhöfe ebenfalls auf das Gleichstromnetz umgeschaltet werden. Für die Bahnsteigbeleuchtung fanden Lampen mit einer Leistung von 40 bis 75 Watt Verwendung, in den Wagenhallen hingegen solche mit 100 Watt.
Eine weitere Neuerung betraf die alten mechanischen Zugzielanzeiger in den Stationen. An ihre Stelle traten bei der elektrischen Stadtbahn Glasscheiben mit dahinterliegenden Leuchtstoffröhren – wobei das aktuelle Ziel in Negativschrift aufleuchtete, während das jeweils andere Ziel dunkel blieb.

### Telefonanlagen
Für die interne Kommunikation standen den Mitarbeitern der elektrischen Stadtbahn eigene Telefonnetze zur Verfügung, die in Teilen auf den alten Fernsprech- und Signalkabeln der Dampfstadtbahn basierten:
- für den telefonischen Verkehr zwischen den Stationen untereinander und mit dem Direktionsgebäude der Straßenbahn in der Favoritenstraße 9
- zur Sicherung der Stromversorgung zwischen den Gleichrichteranlagen und den Direktionsgebäuden der Elektrizitätswerke und der Straßenbahn

Eine weitere, vom Betriebstelefon vollständig getrennte, Blocktelefonanlage sorgte für die Kommunikation der Stellwerke untereinander sowie mit dem Bahnhof Hütteldorf-Hacking und der Signalwerkstatt beim Bahnhof Meidling-Hauptstraße.

### Betriebsbahnhöfe und Hauptwerkstätten
Untergebracht wurden die neuen Fahrzeuge der elektrischen Stadtbahn zunächst ausschließlich im Betriebsbahnhof Hütteldorf-Hacking, bevor dann ab dem 20. Oktober 1925 mit dem Betriebsbahnhof Heiligenstadt ein zweiter zur Verfügung stand. In beiden Fällen konnten aufgrund des ungeeigneten Baugrunds, es handelte sich lediglich um künstlich aufgeschüttete Bahndämme, nur hölzerne Gebäude errichtet werden. Weil der dritte geplante Stadtbahn-Betriebsbahnhof in Michelbeuern aus finanziellen Gründen vorläufig zurückgestellt wurde, mussten ab dem 22. Dezember 1925 vorübergehend 60 Stadtbahnwagen für den Betrieb der Linie 18G im Straßenbahn-Betriebsbahnhof Meidling in der Aßmayergasse 35 stationiert werden. Obwohl sich diese Anzahl später auf 90 Wagen erhöhte, musste zeitweise zusätzlich auf den Straßenbahn-Betriebsbahnhof Gürtel zurückgegriffen werden. Erst mit Eröffnung des dritten Stadtbahn-Betriebsbahnhofs in Michelbeuern am 5. Juli 1927 entspannte sich die Situation. Durch den Verkehrsrückgang während der Weltwirtschaftskrise wurde der Betriebsbahnhof Meidling schließlich am 19. Juli 1932 gänzlich aufgelassen, womit die externe Abstellung von Stadtbahnwagen endete. 
Der Betriebsbahnhof Heiligenstadt blieb ab 1945 aufgrund der Kriegsschäden geschlossen, das Areal diente dann ab 1954 als Freiluftabstellanlage. Infolge der Umstellung der Oberen Wientallinie auf U-Bahn-Betrieb stand der Stadtbahn ab 1980 schließlich nur noch der Betriebsbahnhof Michelbeuern zur Verfügung.
Für die elektrische Stadtbahn zuständige Hauptwerkstätte war ursprünglich die Hauptwerkstätte der Straßenbahn in Rudolfsheim, die dem dortigen Betriebsbahnhof angegliedert war. Erst 1974 wurde diese durch die Hauptwerkstätte in Simmering ersetzt. Die erste und dritte Fahrzeuggeneration der elektrischen Stadtbahn konnte die jeweilige Hauptwerkstätte dabei aus eigener Kraft erreichen, lediglich die zweite musste – unter anderem mangels Fahrtrichtungsanzeigern – dorthin und von dort zurück geschleppt werden.
Ein vorübergehende Besonderheit war die Abstellung ferienbedingt überzähliger Stadtbahnbeiwagen im U-Bahn-Betriebsbahnhof Wasserleitungswiese. Dies wurde beispielsweise im Sommer 1977 praktiziert, wozu die betreffenden Fahrzeuge mangels Oberleitung mit einer Diesellokomotive der U-Bahn dorthin geschleppt werden mussten.

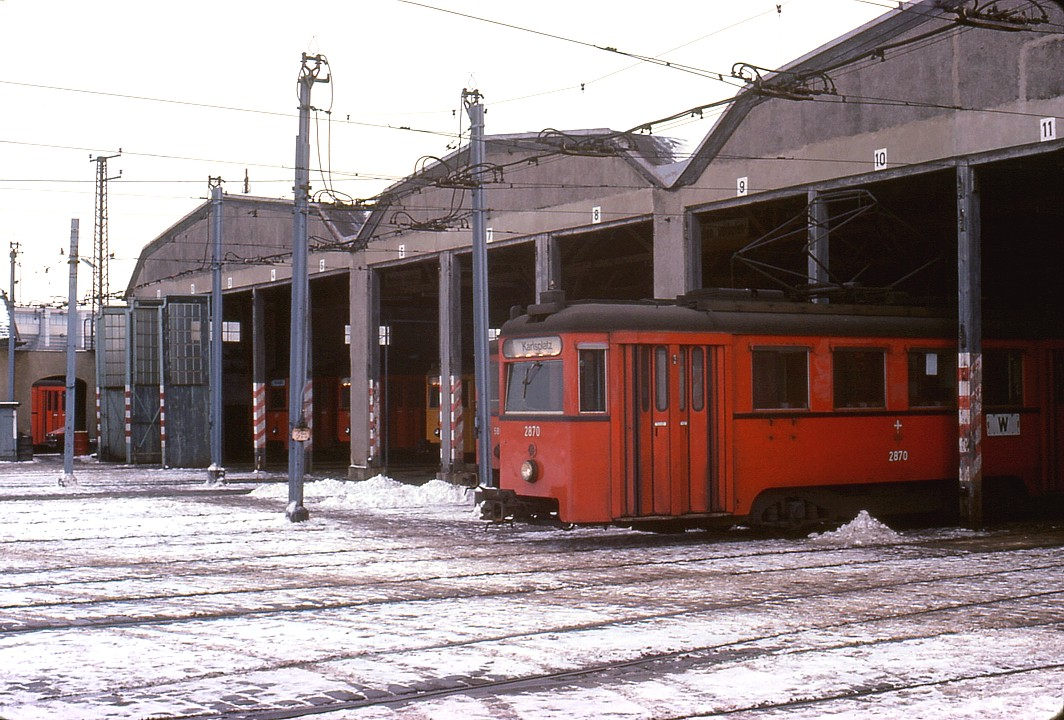
Betriebsbahnhof Hütteldorf-Hacking
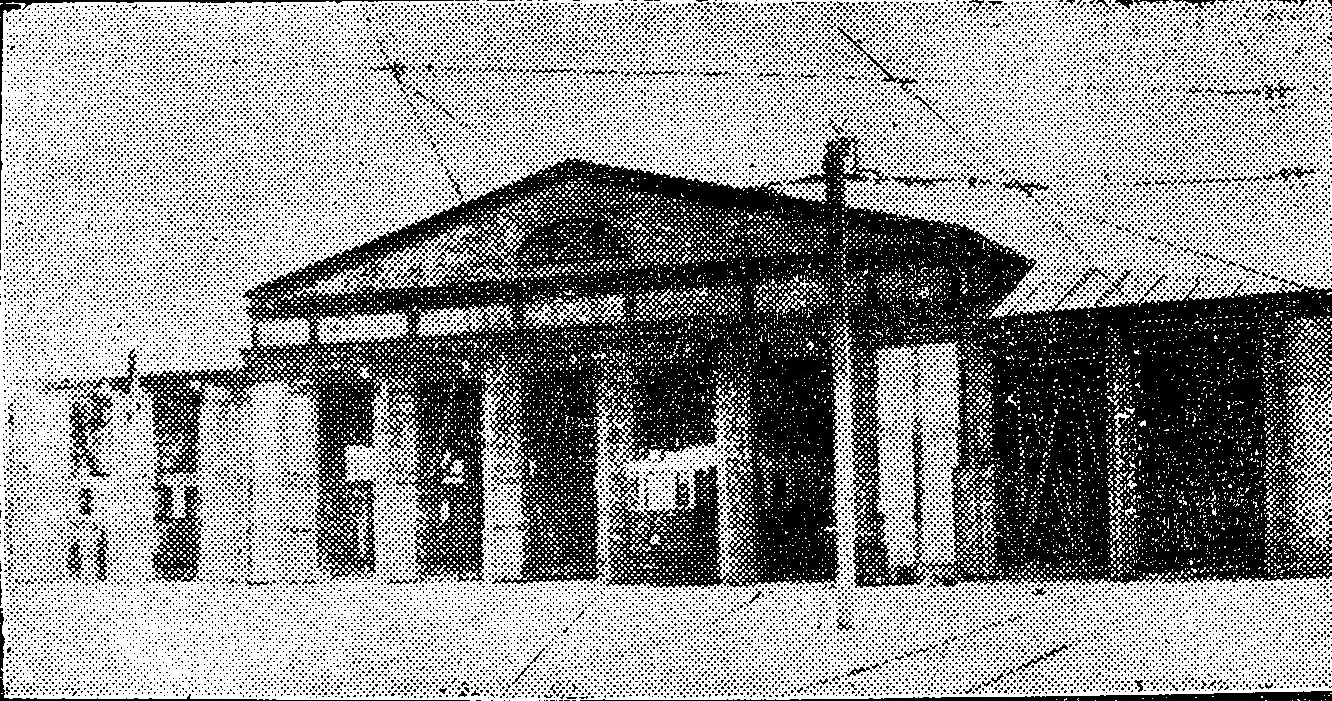
Betriebsbahnhof Heiligenstadt
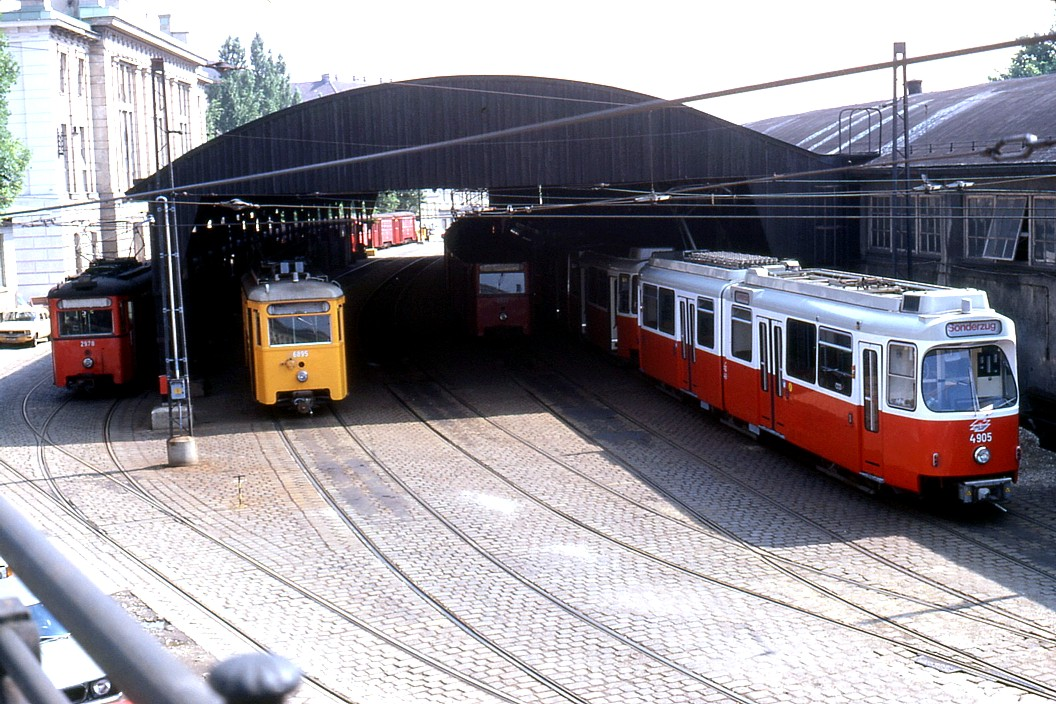
Betriebsbahnhof Michelbeuern, links das alte Stationsgebäude des 1898 eröffneten Frachtenbahnhofs
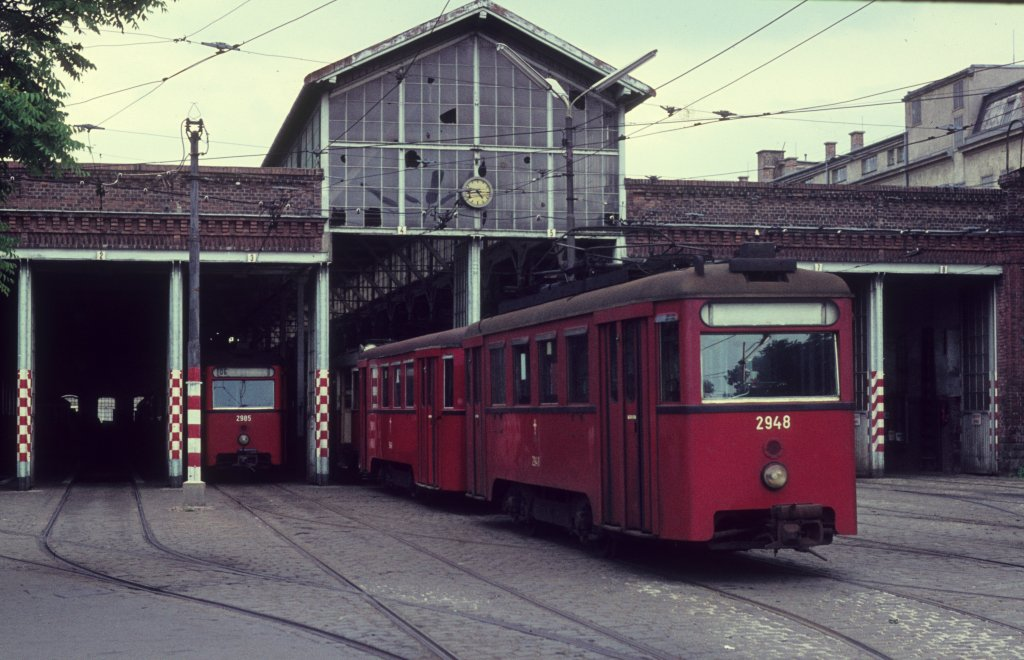
Stadtbahnwagen in der Hauptwerkstätte Rudolfsheim, 1971
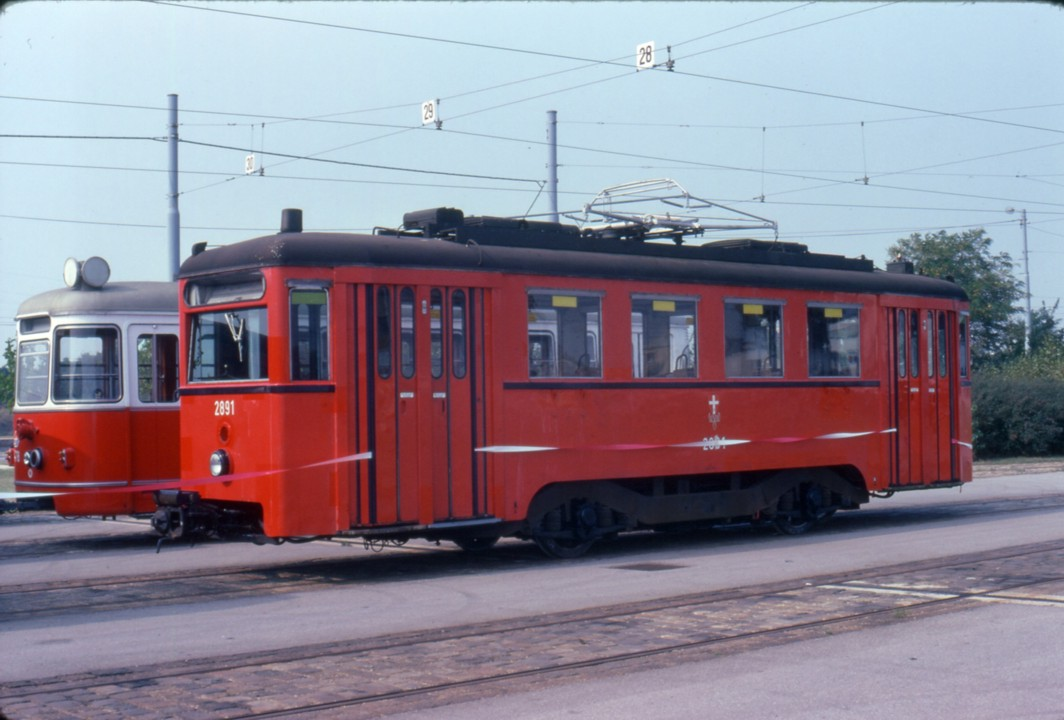
Stadtbahnwagen in der Hauptwerkstätte Simmering, 1979

## Fahrbetriebsmittel

### Erste Generation (1925–1968)

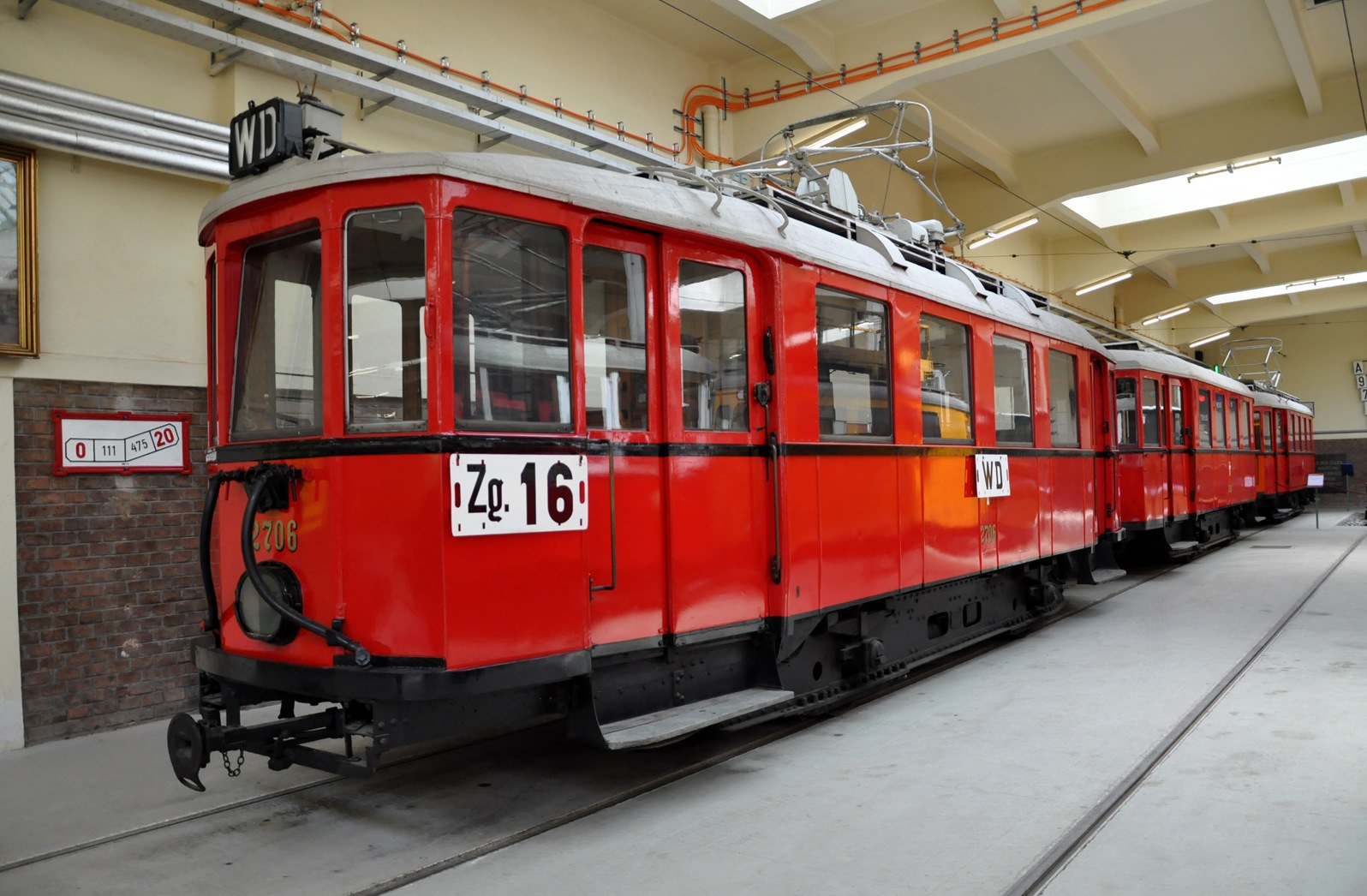
Zwei N-Triebwagen mit einem dazwischen gekuppelten n_{1}-Beiwagen im Verkehrsmuseum Remise

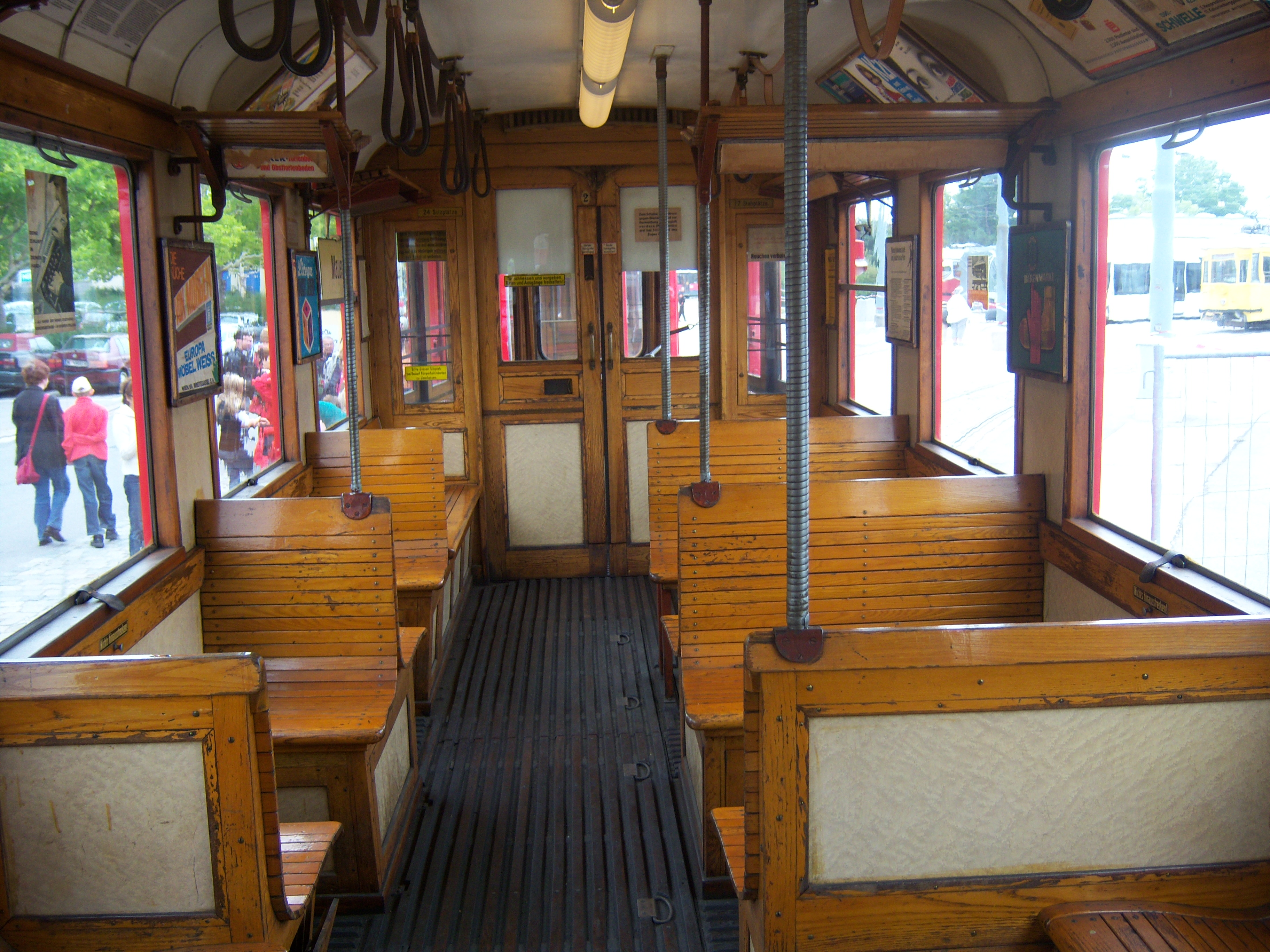
Inneneinrichtung eines N-Triebwagens

Anfangsausstattung der Wiener Elektrischen Stadtbahn waren die 180 Triebwagen der Type N, zuzüglich 150 wagenbaulich identischen Beiwagen der Type n und 120 etwas leichteren Beiwagen der Type n1. Die zusammen 450 Wagen wurden – speziell für den elektrischen Stadtbahnbetrieb – in den Jahren 1924 bis 1927 von der Simmeringer Waggonfabrik, der Grazer Waggonfabrik, der Waggonfabrik Enzesfeld und den Lohner-Werken hergestellt. Die elektrischen Ausrüstungen lieferten die AEG beziehungsweise die Österreichischen Siemens-Schuckert-Werke zu.
Konstruktiv handelte es sich um klassische zweiachsige Straßenbahnwagen mit Holzaufbau, die über einige moderne Konstruktionsmerkmale verfügten. Darunter waren insbesondere die Vielfachsteuerung, die eisenbahntypische und mehrlösige Kunze-Knorr-Druckluftbremse, Scherenstromabnehmer, schwere Laufgestelle für die zulässige Höchstgeschwindigkeit von 40 km/h, mechanische Fahrsperren mit seitlichem Auslösehebel sowie selbsttätige Dachlichtschalter. Letztere wurden bei der Einfahrt in Tunnelstrecken, die generell eine geringere Fahrdrahthöhe aufwiesen, vom gesenkten Stromabnehmer zwecks Einschaltung der Wagenbeleuchtung nach unten gedrückt. Hierdurch wurde die Wagenbeleuchtung eingeschaltet, bis der Zug wieder Tageslicht erreichte. Insgesamt konnte ein Neunwagenzug der ersten Generation bis zu 856 Personen befördern, davon 216 sitzend:
- 24 sitzend und 60 stehend im führenden Triebwagen
- 48 sitzend und 130 stehend in den beiden geführten Triebwagen
- 144 sitzend und 450 stehend in den sechs Beiwagen

Die Wagen der ersten Generation kamen ab 1925 zunächst nur auf der Stadtbahn selbst sowie auf der Übergangslinie 18G zum Einsatz, erst ab dem 4. Oktober 1926 waren sie dann auch im reinen Straßenbahnverkehr anzutreffen. Schon ab Eröffnung der Linie 18G war dazu ein Teil der Wagen auch außerhalb der Stadtbahnbetriebsbahnhöfe beheimatet. Die schweren n-Beiwagen bewährten sich nicht im Straßenbahnbetrieb, ihr letzter Einsatztag im Straßenbahnnetz war daher schon der 19. April 1926. Im Stadtbahnnetz hatten die Fahrzeuge der ersten Generation ihren letzten Einsatztag am 3. April 1961, letzter Betriebstag im Straßenbahnnetz war der 14. Juni 1968.

### Zweite Generation (1954–1983)

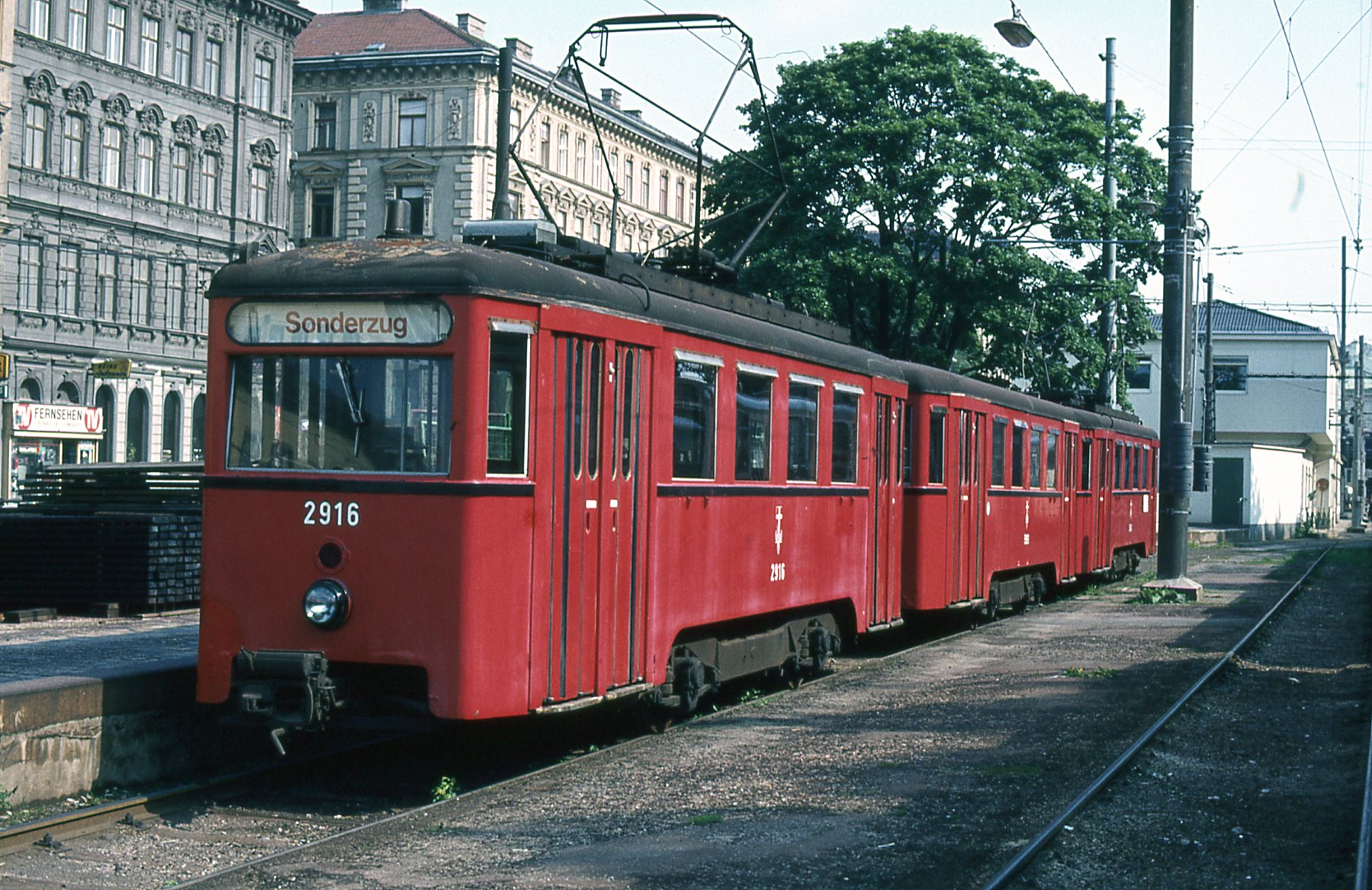
N_{1}/n_{2}/N_{1}-Zug im Betriebsbahnhof Michelbeuern

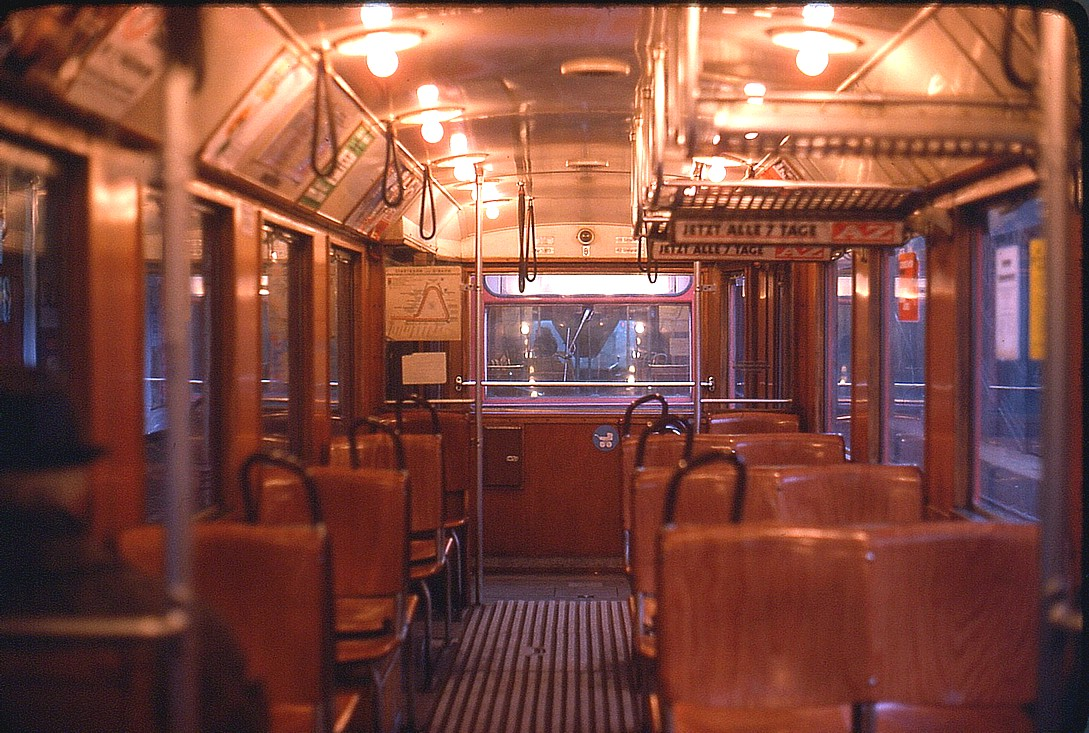
Inneneinrichtung eines n_{2}-Beiwagens mit Durofol-Bestuhlung im Jahr 1978

Nach Beseitigung der Kriegsschäden an der Infrastruktur rückte der Ersatz der im Krieg vollständig zerstörten Wagen sowie die Erneuerung des verbliebenen Fahrzeugbestandes in den Mittelpunkt. Aus wirtschaftlichen Gründen wurden hierzu nutzbare Teile der Altbauwagen wiederverwendet. Dies betraf neben den Radsätzen vor allem die elektrische Ausrüstung, das heißt Fahrmotoren, Stromabnehmer, Fahrschalter, Drucklufteinrichtungen, Teile der Bremsanlage, die Langträgerroste, die Fenster sowie verschiedene Kleinteile. Damit blieb die mögliche Höchstgeschwindigkeit auf 40 km/h beschränkt.
Insgesamt wurden in den Jahren 1954 bis 1962 130 Triebwagen der Type N1 und 200 gleichartige Beiwagen der Type n2 neu aufgebaut, das heißt, 50 alte Triebwagen und 70 alte Beiwagen waren im Krieg vollständig zerstört worden oder wurden fortan anderweitig genutzt. Die zweite Fahrzeuggeneration der elektrischen Stadtbahn wurde komplett von Simmering-Graz-Pauker (SGP) hergestellt und war zwischen dem 12. Juli 1954 und dem 1. Juli 1983 im Einsatz, wurde aber nicht mehr im Straßenbahnnetz eingesetzt. Wegen ihrer automatischen Kupplungen waren die neuen Wagen zudem nicht mit den Fahrzeugen der ersten Generation kompatibel.
Die Beiwagen waren abgesehen von der elektrischen Ausrüstung und den fehlenden Zugzielanzeigen baugleich zu den Triebwagen.

### Dritte Generation (1980–1989)

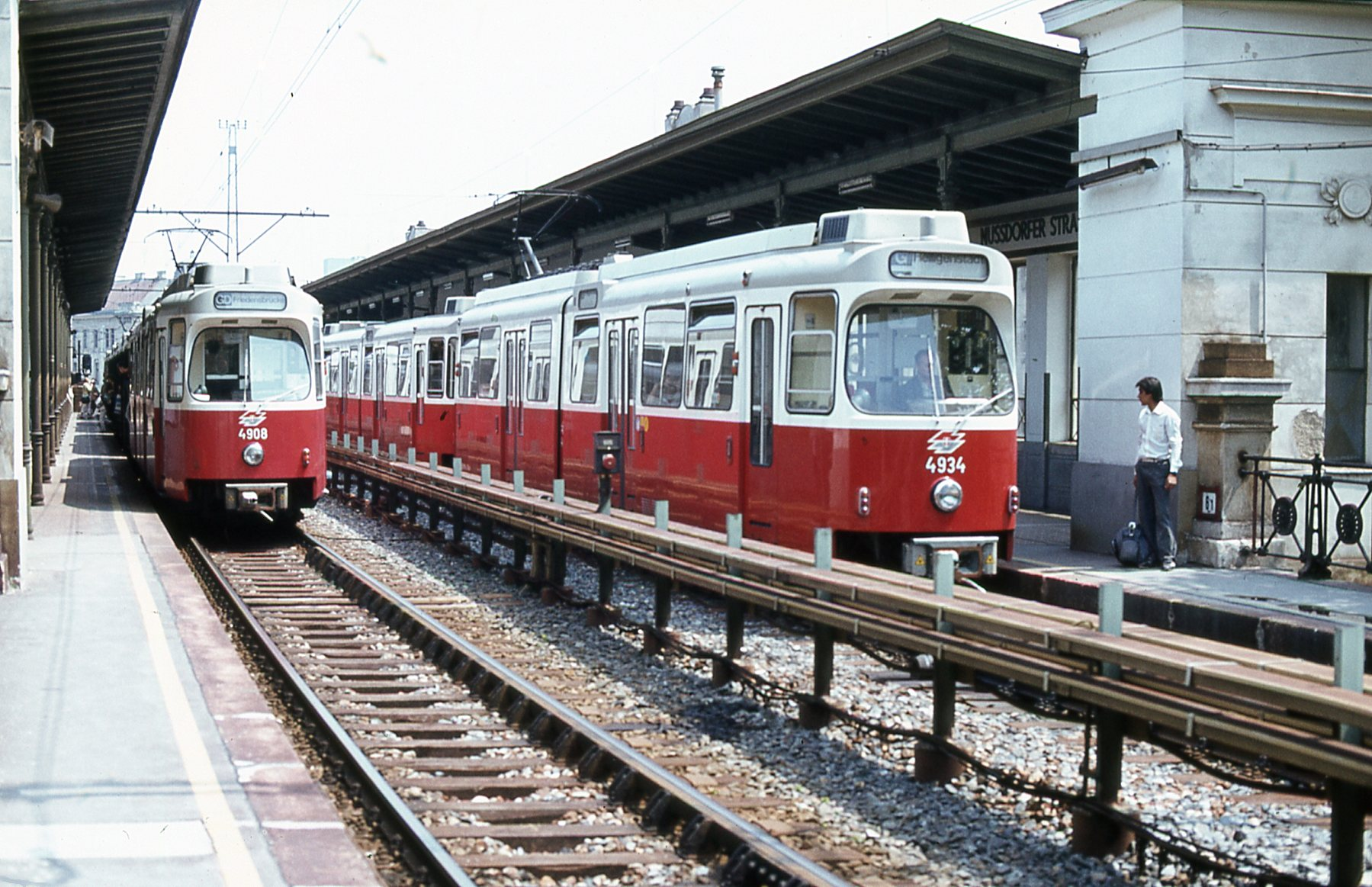
Zwei Züge der Type E_{6}/c_{6} in der Station Nußdorfer Straße

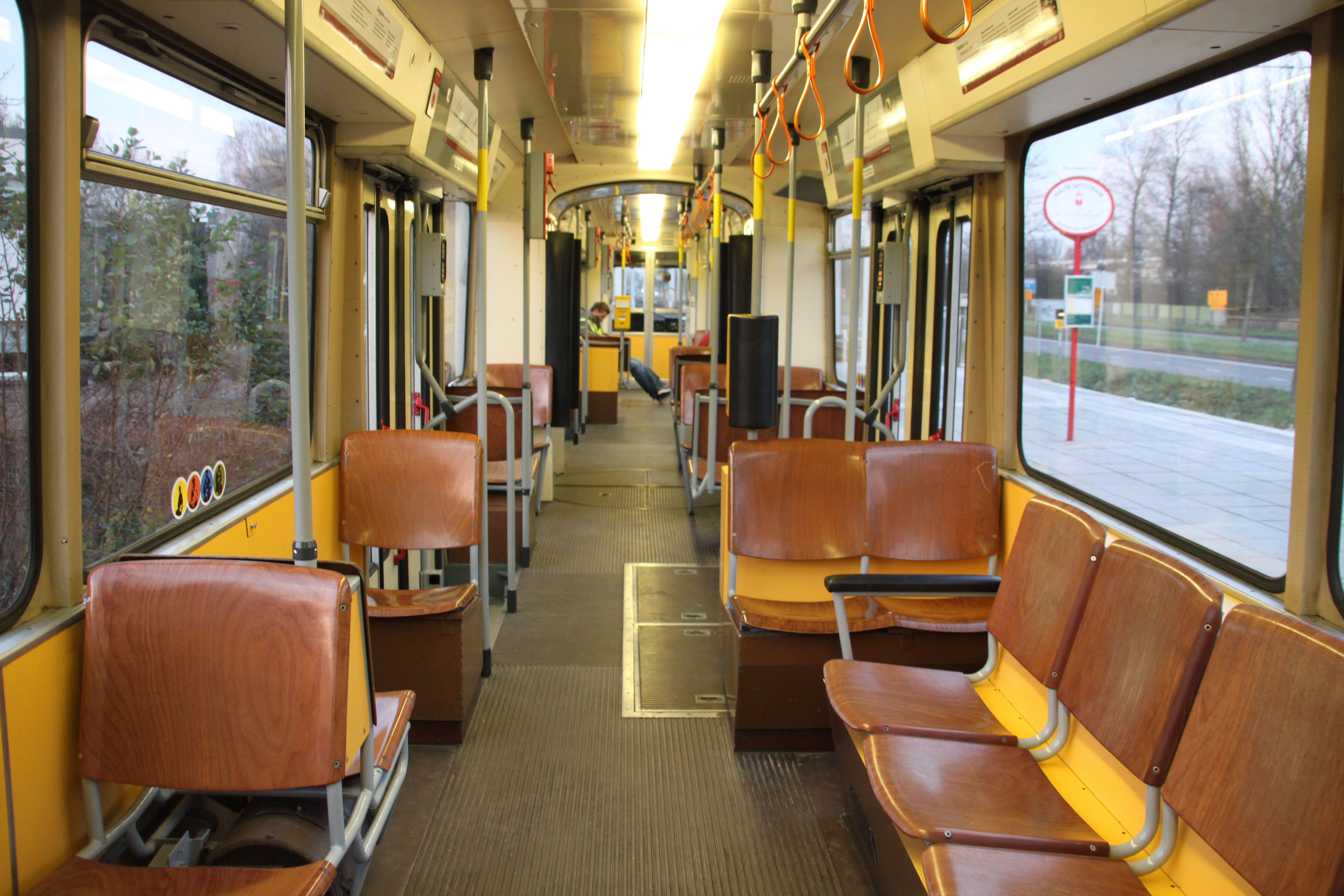
Inneneinrichtung eines E_{6}-Triebwagens

Die letzten für die Stadtbahn beschafften Fahrzeuge waren schließlich die 48 sechsachsigen Gelenktriebwagen der Type E6 mit den Nummern 4901–4948, zu denen auch 46 passende Gelenkbeiwagen der Type c6 mit den Nummern 1901–1946 existierten. Die umgangssprachlich Emil 6 genannten Wagen wurden zwischen 1979 und 1990 gebaut, wobei die letzte Tranche von drei Triebwagen und sieben Beiwagen erst nach Eröffnung der U6 abgeliefert wurde.
Die E6/c6 kamen planmäßig ab dem 29. November 1980 auf den Linien G und GD zum Einsatz und basierten auf dem sogenannten Typ Mannheim, der in Form der Typen E2 und c5 zeitgleich auch für das Wiener Straßenbahnnetz sowie als Reihe 100 für die Wiener Lokalbahnen (WLB) beschafft wurde. Im Gegensatz zu ihren direkten Vorgängern, mit denen sie nicht kompatibel waren, waren die E6/c6 wiederum für den Übergang ins Straßenbahnnetz geeignet. Hiervon wurde regulär aber nur bei Überführungsfahrten von und zur Hauptwerkstätte Gebrauch gemacht.
Die E6/c6-Züge schieden bis 2008 aus dem Bestand, das heißt, sie waren nach Umstellung der Gürtellinie auf U-Bahn-Betrieb noch 19 weitere Jahre in Betrieb.

### Lackierung
Die ersten Stadtbahnwagen wurden im klassischen Wiener Straßenbahnanstrich rot mit weißem Fensterband geliefert, entsprechend den Farben des Wiener Wappens. Jedoch erzeugte der Abrieb der Graugussbremssohlen aufgrund der nicht vorhandenen elektrodynamischen Bremse bei jeder Bremsung geringe Mengen an Bremsstaub. Dieser konnte sich nicht verflüchtigen, weil die Stadtbahn zu einem Großteil im Einschnitt oder im Tunnel fuhr. Stattdessen legte er sich an die Wagen an, bei Regen verband sich zusätzlich der dadurch entstehende Rost mit dem Lack und der Anstrich wurde mit der Zeit unansehnlich.
Zwischen April 1929 und 1934/1935 wurden die N-, n- und n1-Wagen deshalb von der Hauptwerkstätte durchgehend rot lackiert, wodurch die rostige Verschmutzung nicht mehr so stark auffiel. Die gänzlich rote Farbgebung wurde zwar 1929 auch bei einigen Straßenbahnwagen angebracht, bei denen man aber schon recht bald zum gebräuchlichen Rot-Weiß zurückkehrte. Die Maßnahme war auch bei der Stadtbahn nur bedingt erfolgreich, insbesondere in den 1950er Jahren waren Wagen in Betrieb, deren Äußeres durch den Bremsstaub in ein schmutziges Grau-Braun verwandelt worden war. Trotzdem behielt die Gemeinde Wien den roten Anstrich auch bei der zweiten Wagengeneration bei, er entwickelte sich im Laufe der Jahre zu einem Markenzeichen der elektrischen Stadtbahn.
Erst die dritte Fahrzeuggeneration war dann wieder in den klassischen Wiener Stadt- und Straßenbahnfarben rot-weiß lackiert. Durch die Kombination von verschleißarmen elektrodynamischen und Scheibenbremsen, ergänzt durch Magnetschienenbremsen als reibwertunabhängige Gefahrenbremse, entfiel die Problematik mit dem nur schwer entfernbaren Graugussbremsstaub.

### Bahndienstfahrzeuge

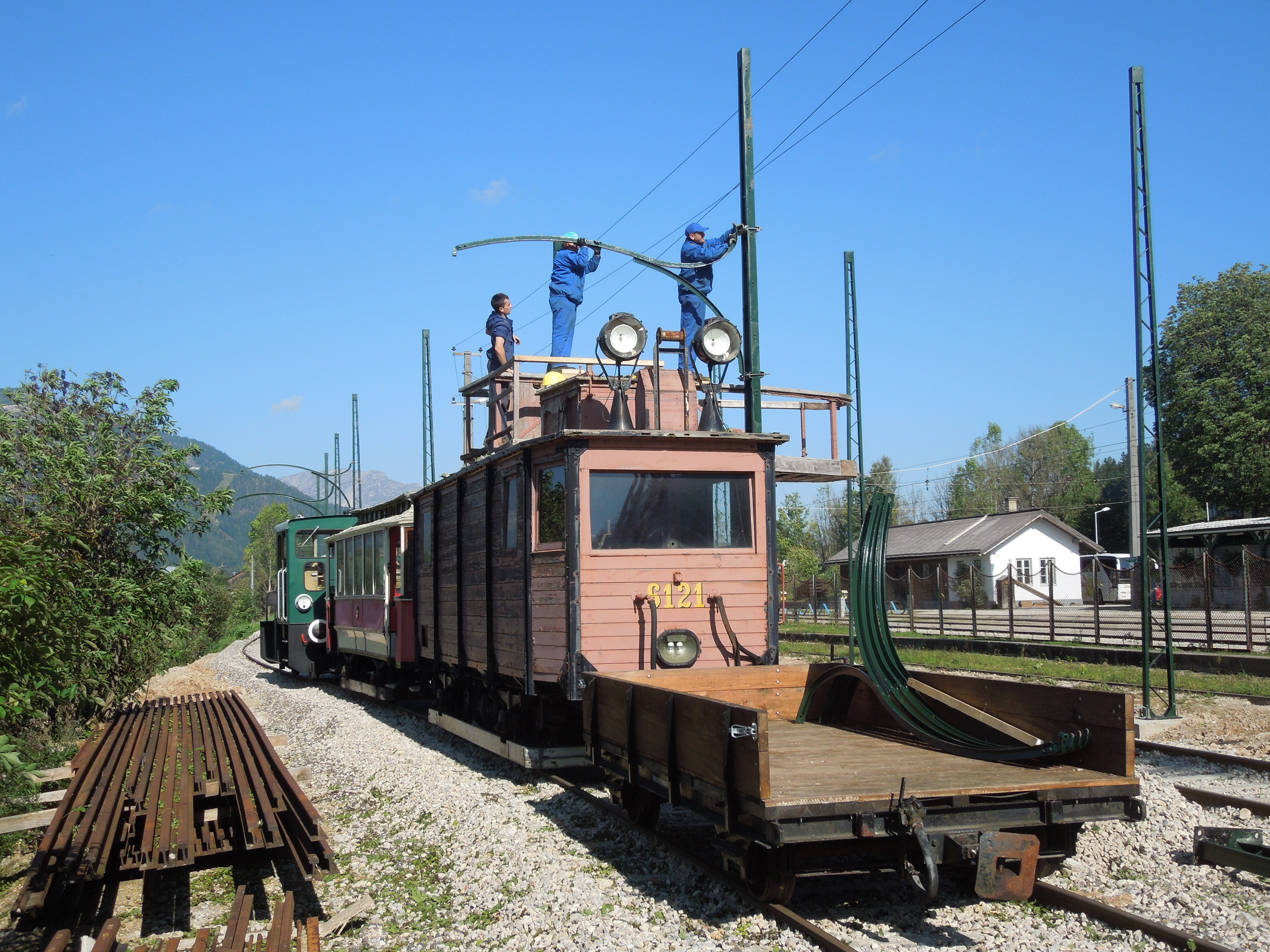
Bei der Museumstramway Mariazell–Erlaufsee erhaltener Turmtriebwagen TU 6121, 2014

Speziell für die elektrische Stadtbahn musste die Gemeinde Wien einige Bahndienstfahrzeuge vorhalten. Darunter ein 1926 bei Warchalowski, Eissler & Co. gebauter Benzin-Turmtriebwagen mit der Nummer TU 6121, der auch im Straßenbahnnetz eingesetzt werden konnte und am 20. Dezember 1979 kassiert wurde. Dieser war so stark bemessen worden, dass er im Störungsfall auch einen ganzen Stadtbahnzug über einen stromlosen Streckenabschnitt ziehen konnte. Später entstand bei Gräf & Stift dann aus dem N-Triebwagen 2854 der etwas modernere Turmtriebwagen TU1 6122, der am 5. Oktober 1955 in Dienst gestellt wurde, einen Dieselgenerator besaß und noch bis zum 15. Juli 1999 im Einsatz war. Darüber hinaus adaptierte die Hauptwerkstätte in Folge der Elektrifizierung vorhandene Arbeitswagen der Straßenbahn für den zusätzlichen Stadtbahnbetrieb und rüstete sie mit einer Druckluftbremse nach:
- 1924 vier ehemalige Dampftramwaywagen, aus denen die Kippbeiwagen ko1 7503 bis 7506 entstanden, sowie den Schienenlastwagen sl 7101
- 1926 den als Unkrautvertilgungswagen verwendeten Kesselwagen ks 7027
- 1927 den als Oberleitungsmontagewagen genutzten gedeckten Güterwagen om 107, meist zusammen mit dem Turmtriebwagen im Einsatz, später in 7107 umnummeriert

Weitere Sonderfahrzeuge der elektrischen Stadtbahn waren drei 1935, ebenfalls in der Hauptwerkstätte, hergestellte und 65 Kilogramm schwere Fahrraddraisinen der Type fd mit den Nummern 7291–7293. Sie dienten den Streckenwärtern zur Kontrolle und Wartung der Sicherungsanlagen auf den vom Straßenraum aus nur schwer erreichbaren Viadukt- und Tunnelstrecken insbesondere in den nächtlichen Betriebspausen und waren bis 1966 beziehungsweise 1976 im Bestand. 1963 und 1969 wurden sie um zwei 100 Kilogramm wiegende Benzindraisinen der Type BD mit den Nummern 6119 und 6120 ergänzt, die von der örtlichen STABEG Apparatebau GmbH stammten und bis 1987 beziehungsweise 1995 in Betrieb waren.
Mit der Schneeräumung auf der Stadtbahn begannen die Wiener Verkehrsbetriebe hingegen erst Anfang der 1960er Jahre, Hauptmotiv hierfür waren mehrmalige Schneeverwehungen auf dem äußeren Abschnitt der Wientallinie. Zunächst stand hierzu ein mit Druckluft verstellbarer und an einem Triebwagen montierter Schneepflug zur Verfügung. Diese Methode bewährte sich jedoch nicht, weil der Pflug an den Bahnsteigen und in den Wendeschleifen eine zu große Auslenkung hatte. Erst ein zweiter Versuch, bei dem der vorhandene Schneepflug an einem schmalen Schienentransportwagen angebracht wurde, brachte den gewünschten Erfolg.
1968 entstanden auf Basis früherer Stadtbahntriebwagen noch vier Hilfstriebwagen der Type NH mit den Nummern 6351–6354, von denen wiederum zwei ab 1972 in Folge der U-Bahn-Betriebsaufnahme zur Type UNH mit den Nummern 6921 und 6922 mutierten.

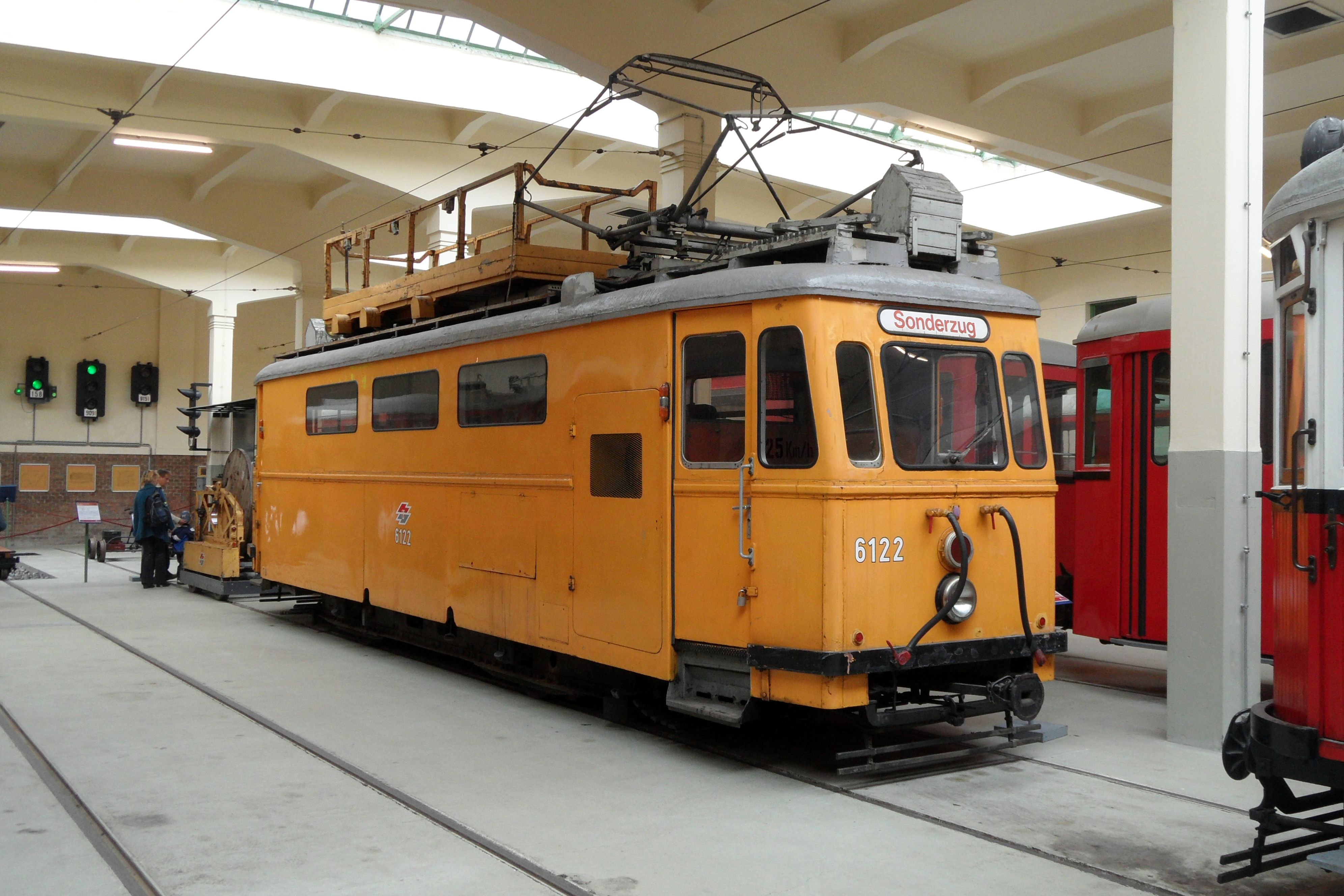
Museal erhaltener Turmtriebwagen TU1 6122, 2011
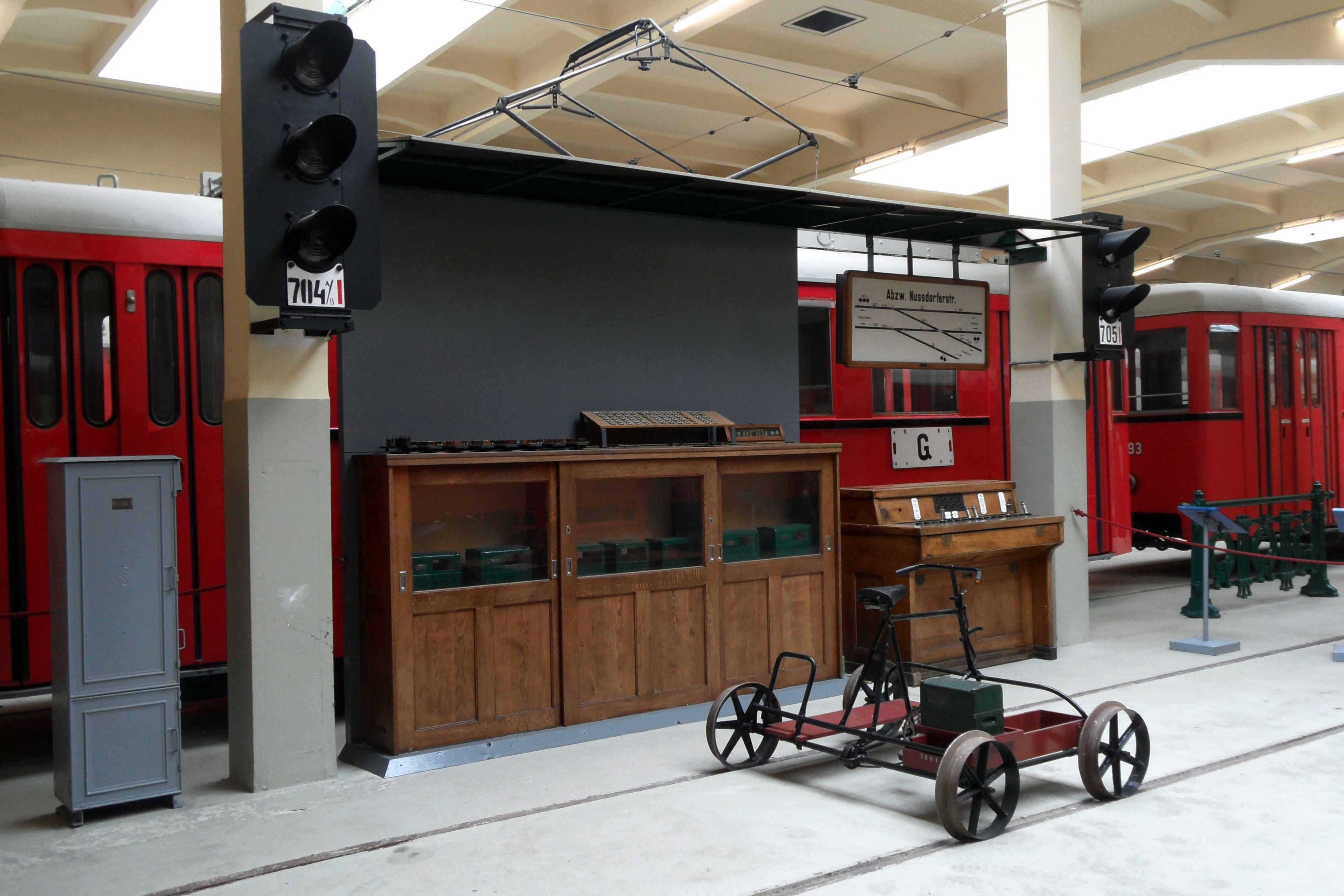
Schienenfahrrad 7291
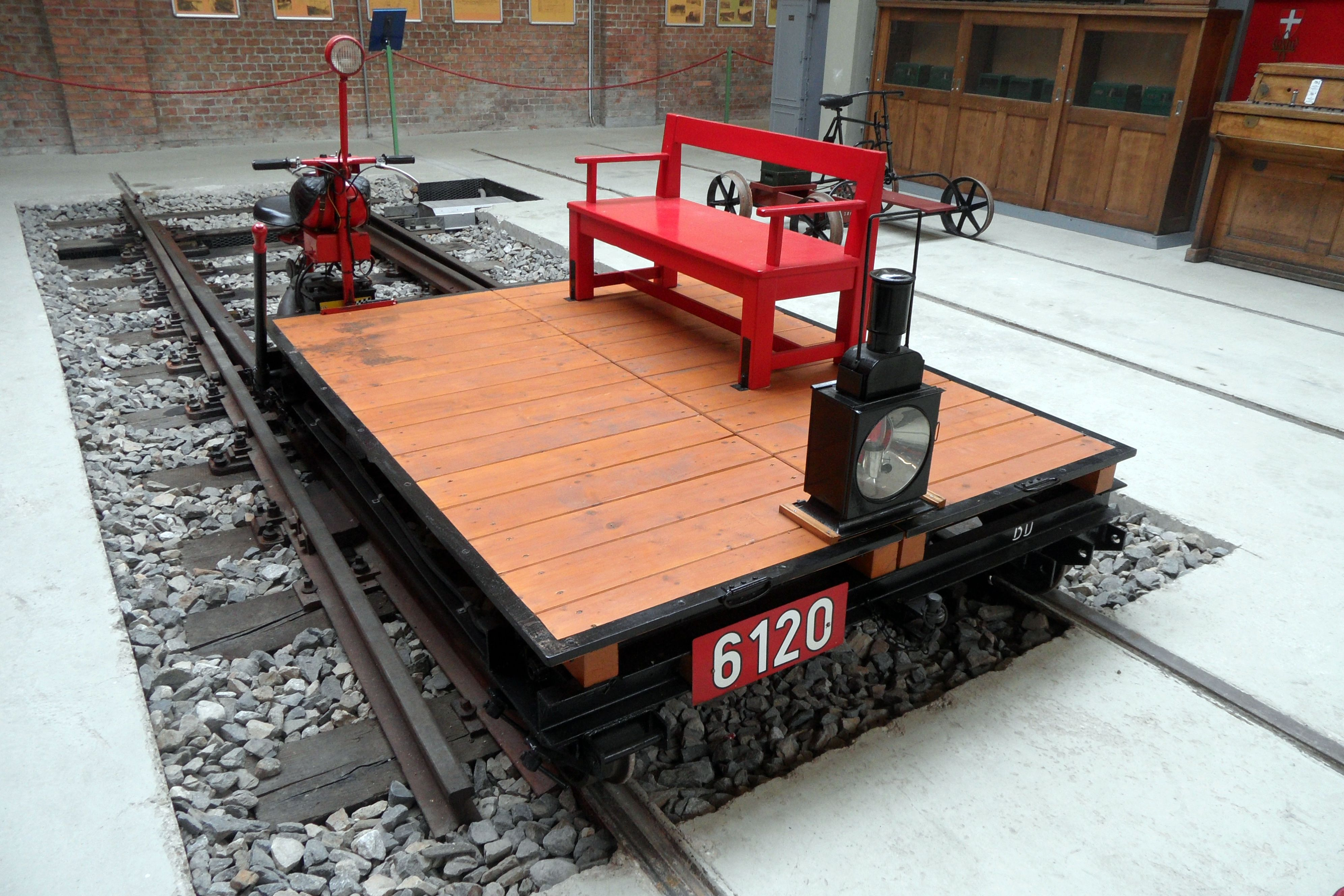
Benzindraisine 6120
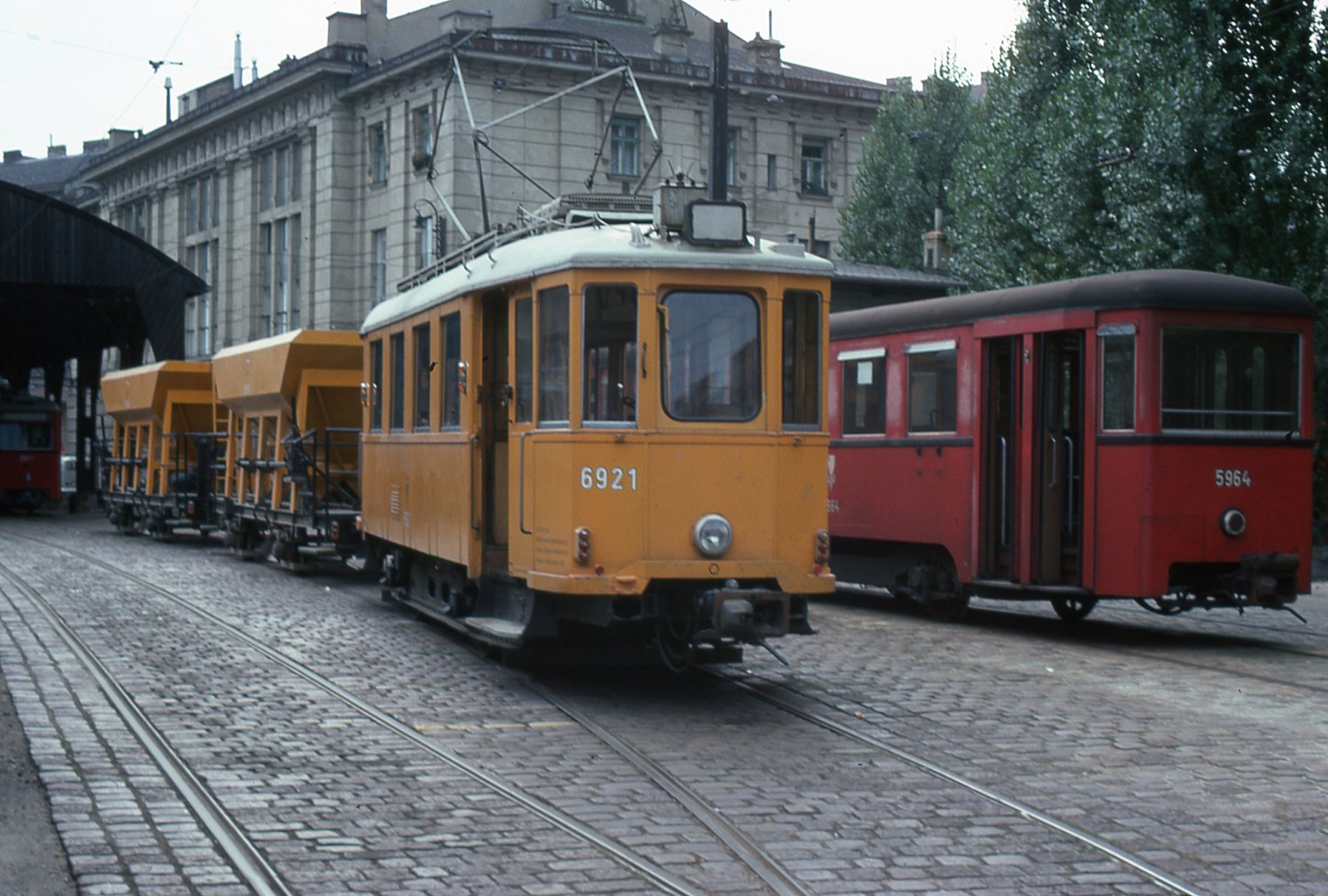
UNH-Hilfstriebwagen 6921 mit zwei Schotterwagen
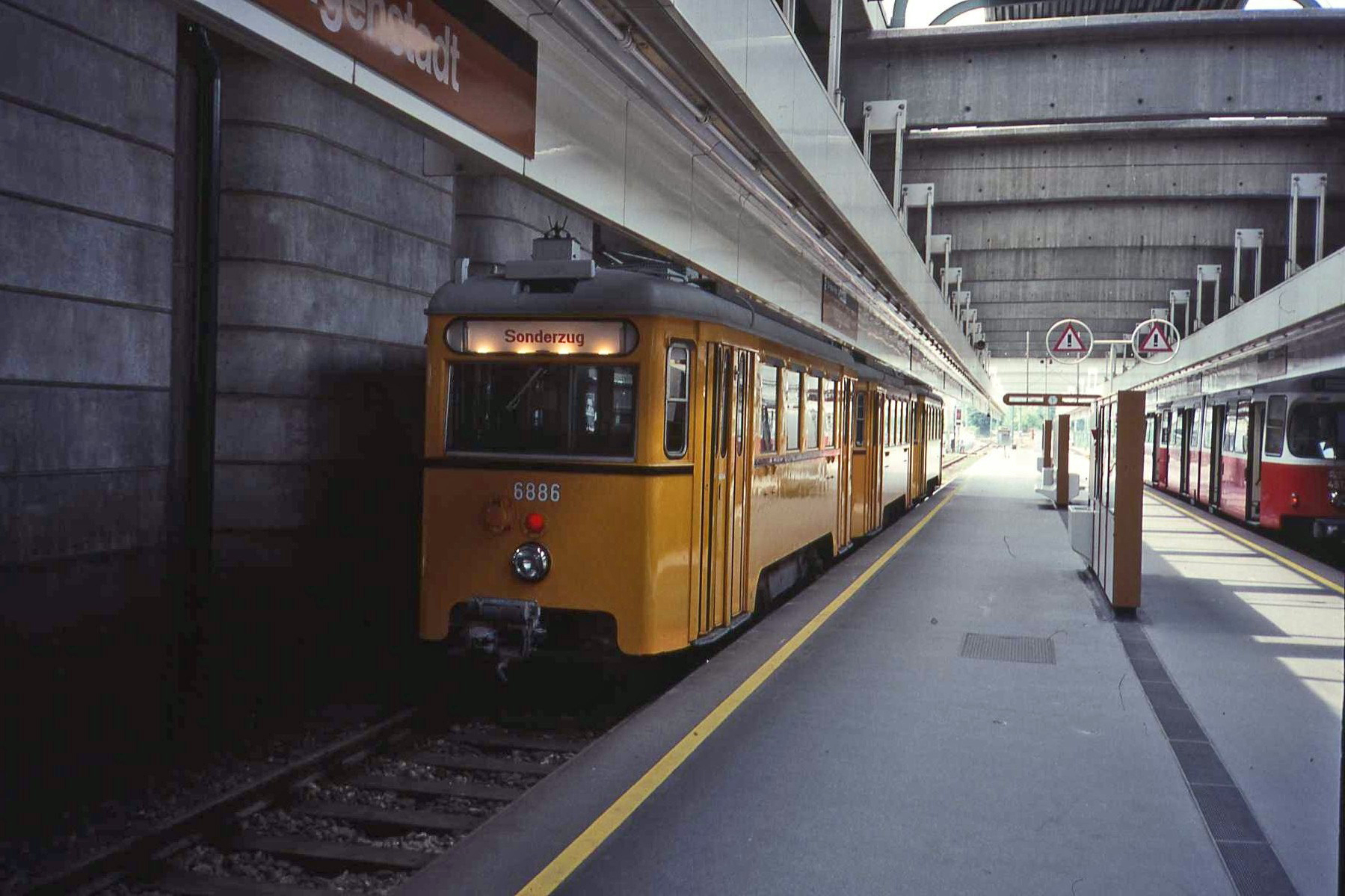
Arbeitszug auf Basis der zweiten Fahrzeuggeneration in Heiligenstadt, 1989
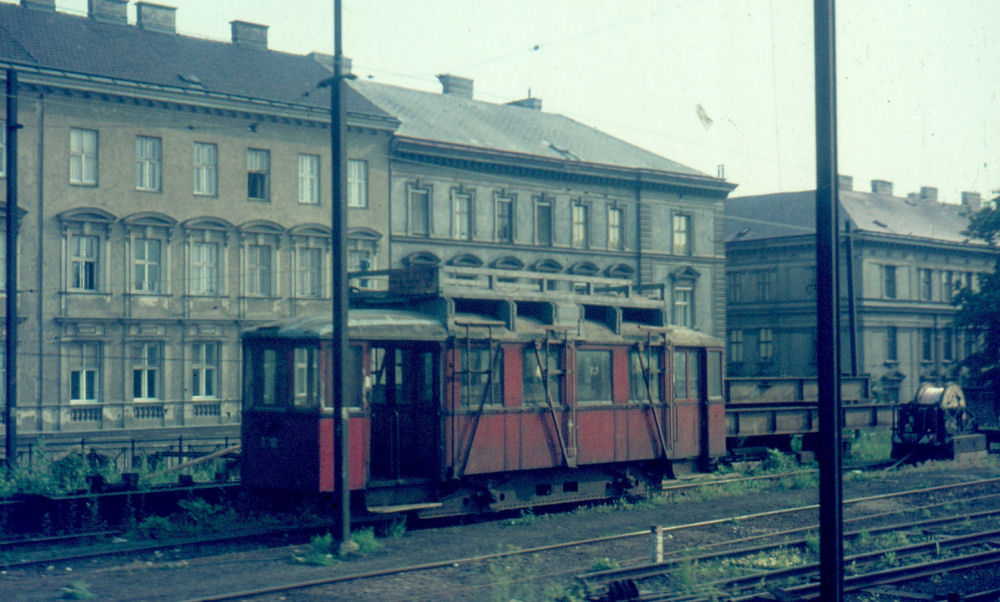
Turmbeiwagen 7710
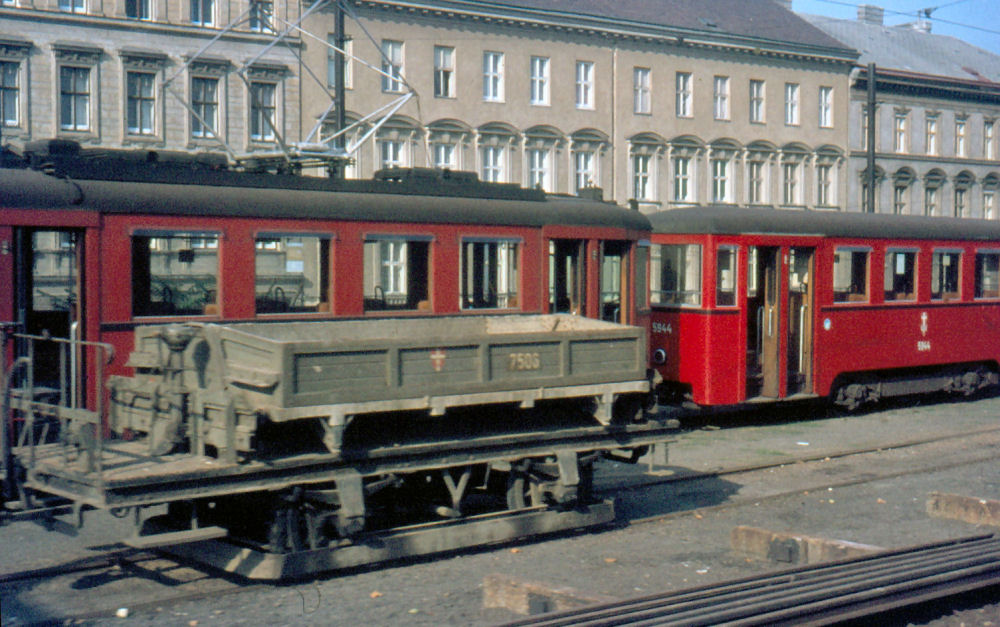
Kippbeiwagen 7506
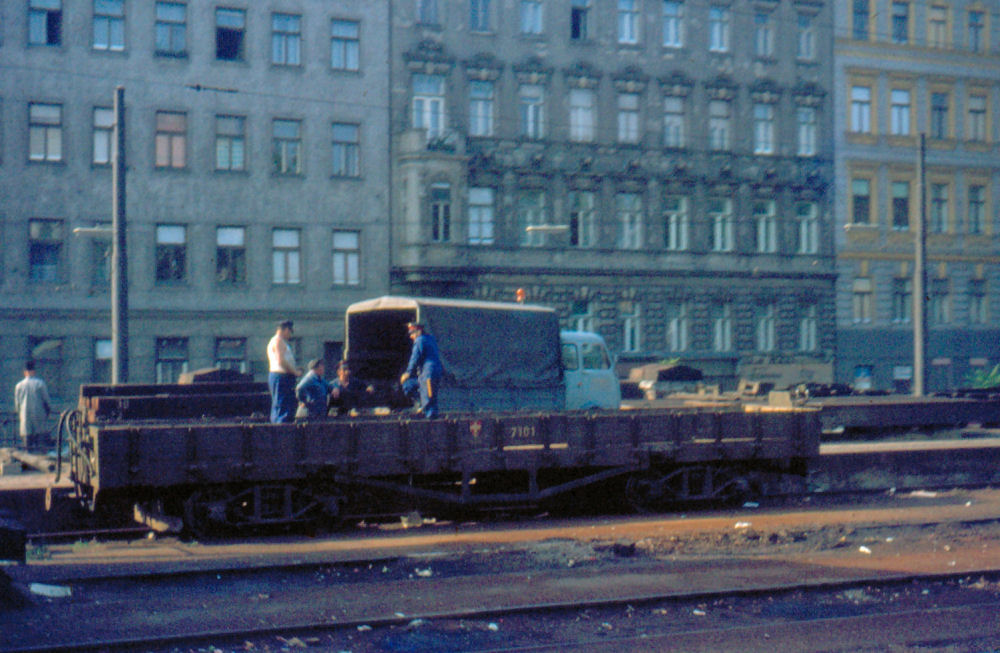
Schienenlastwagen 7101

## Zugbildung

### Längen

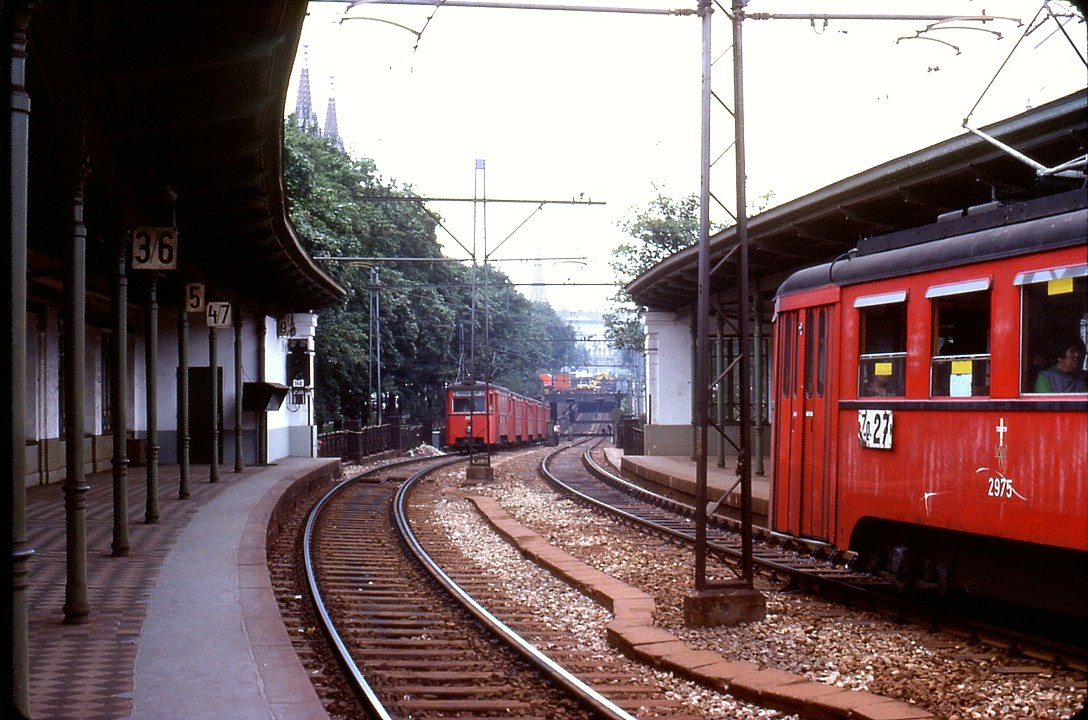
1979 existierten in der Station Gumpendorfer Straße vier verschiedene Haltepositionen für Züge mit drei und sechs, fünf, vier und sieben sowie neun Wagen

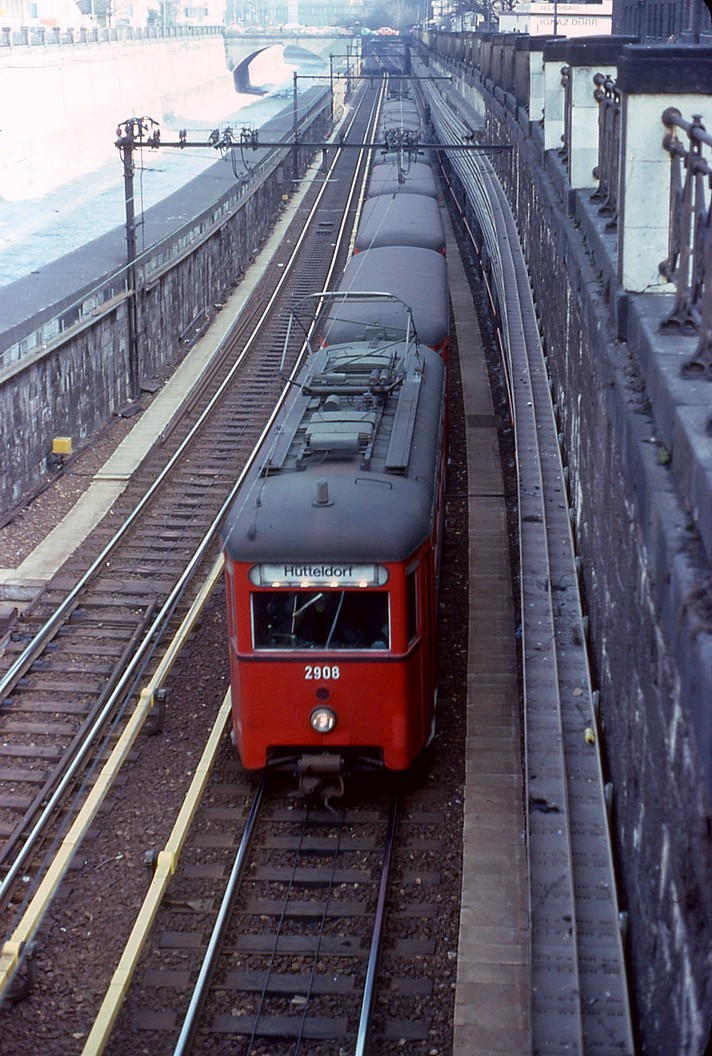
Ein Neunwagenzug im Jahr 1980

Die wechselnde Fahrgastfrequenz erforderte mehrmals täglich eine Veränderung der Zugzusammensetzung. Die Stadtbahnzüge konnten aufgrund des gut durchdachten Konzepts dem jeweiligen Bedarf entsprechend sehr schnell und unkompliziert verstärkt oder reduziert werden. 1925 begann der Betrieb mit Drei-, Fünf-, Sechs- und Siebenwagenzügen, wobei maximal drei Triebwagen je Zugeinheit verwendet wurden. Seit 1927 gab es auch Achtwagenzüge, vereinzelt schon ab 1929 Neunwagenzüge, die planmäßig aber erst ab 1955 verkehrten. Die ersten Vierwagenzüge verkehrten 1938 anlässlich der Probefahrten für die Einführung der Scharfenbergkupplung.
Sparmaßnahmen im Betrieb führten schließlich ab 1967 zu Verschlechterungen im Platzangebot. Tagsüber wurde die Linie G nur noch mit drei, die Rundlinien DG und GD nur noch mit vier und die Linie WD nur noch mit fünf Wagen geführt, woraufhin es abschnittsweise zu Überfüllungen kam. Später kehrten die Neunwagenzüge zurück, sie wurden letztmals am 4. Juli 1981 auf der Linie W eingesetzt. Danach reichten auf allen Linien Sechswagenzüge aus.
Die 1980 eingeführten Gelenkwagenzüge bestanden aus höchstens fünf Einheiten, schon bald nach ihrer Einführung fand man aber mit Vierwagenzügen das Auslangen. An schulfreien Tagen kamen alternativ sogar nur kurze Dreiwagenzüge zum Einsatz.
Über die Jahre erreichten die auf den Stadtbahnstrecken eingesetzten Züge folgende Maximallängen:
| Dampfstadtbahnzug mit Lokomotive und zehn Stadtbahnwagen | 111,3 Meter |
| Neunwagenzug aus Fahrzeugen der Typen N/n/n1             | 104,4 Meter |
| Neunwagenzug aus Fahrzeugen der Typen N1/n2              | 107,1 Meter |
| Sechswagenzug aus Fahrzeugen der Type U                  | 110,4 Meter |
| Fünfwagenzug aus Fahrzeugen der Typen E6/c6              | 098,5 Meter |
| Vierwagenzug aus Fahrzeugen der Type T                   | 109,2 Meter |
| Vierwagenzug aus Fahrzeugen der Type T1                  | 107,2 Meter |
| Sechswagenzug Type V/v                                   | 111,2 Meter |

### Wagenreihung
Bis zum Zweiten Weltkrieg lief bei Zügen, die zwischen Hütteldorf-Hacking und Heiligenstadt durchfuhren, wegen der dort vorhandenen Wendeschleifen öfters ein Beiwagen am Zugschluss. Erst ab 1945 befanden sich an den Zugenden immer Triebwagen. Ansonsten sollten die Triebwagen nur möglichst gleichmäßig im Zugverband verteilt sein, bei besonderen Anlässen gab es aber auch abweichende Kompositionen. So kam etwa bei der Wiederinbetriebnahme der Unteren Wientallinie am 7. September 1925 die Reihung Triebwagen-Triebwagen-Beiwagen-Beiwagen-Beiwagen-Beiwagen-Triebwagen und am 25. April 1926 die Reihung Triebwagen-Beiwagen-Beiwagen-Beiwagen-Triebwagen-Beiwagen zum Einsatz. 1963 wurden aufgrund von Beiwagenmangel ausnahmsweise auch Achtwagenzüge mit vier Triebwagen in Verkehr gesetzt, obwohl diese Zugreihung offiziell nicht gestattet war. auch Solo-Triebwagen konnten zu besonderen Anlässen beobachtet werden.
Bei den Gelenkwagen der dritten Generation fuhren die Fünfwagenzüge zu Stadtbahnzeiten in der Reihung Triebwagen–Beiwagen–Triebwagen–Beiwagen–Triebwagen, die Vierwagenzüge in der Reihung Triebwagen–Beiwagen–Beiwagen–Triebwagen, wegen Beiwagenmangels zeitweise auch in der Reihung Triebwagen–Triebwagen–Beiwagen–Triebwagen.

### Kupplungen
Anfangs waren die elektrischen Stadtbahnzüge mit Trompetenkupplungen ausgerüstet, bei denen man nach einiger Zeit die Pufferteller mit dem Handgriff nach unten montierte, um die Luftschläuche nicht zu beschädigen. Weil sich der händische Kupplungsvorgang beim häufigen Stärken und Schwächen der Züge im Laufe eines Tages als umständlich und zeitaufwändig erwies, und zudem für das Personal gefährlich war, wurde schon frühzeitig die Einführung automatischer Kupplungen untersucht. So erprobte man ab 1927 zunächst an Fünf-, Sechs- und Siebenwagenzügen die Schweizer +GF+-Kupplung, weiters die Van-Doorn- und die amerikanische Tomlinson-Kupplung. Zwischen 28. Juni 1928 und 1939 fuhren Wagen mit der Kneitschel-Kupplung und rund elf Jahre, vom 10. Jänner 1929 bis Mitte 1940, waren Wagen mit Scharfenbergkupplung im Einsatz. Letztere entsprach am besten den betrieblichen Anforderungen, von 1930 bis 1933 waren daher bis zu fünf Züge gleichzeitig mit ihr ausgerüstet. Diese hatten eine Länge von vier, fünf oder sieben Wagen und konnten in dieser Zeit nicht durch Ankuppeln weiterer Wagen verstärkt werden. Deshalb wurden sie immer in eigenen Umläufen eingesetzt. Aus finanziellen Gründen kam es vor dem Zweiten Weltkrieg aber nicht mehr zu einer generellen Umrüstung auf automatische Kupplungen. Erst die ab 1954 beschaffte zweite Fahrzeuggeneration erhielt schließlich Scharfenbergkupplungen, auch die dritte und letzte Generation hatte solche.

## Fahrzeugbeschilderung

### Zuglaufschilder

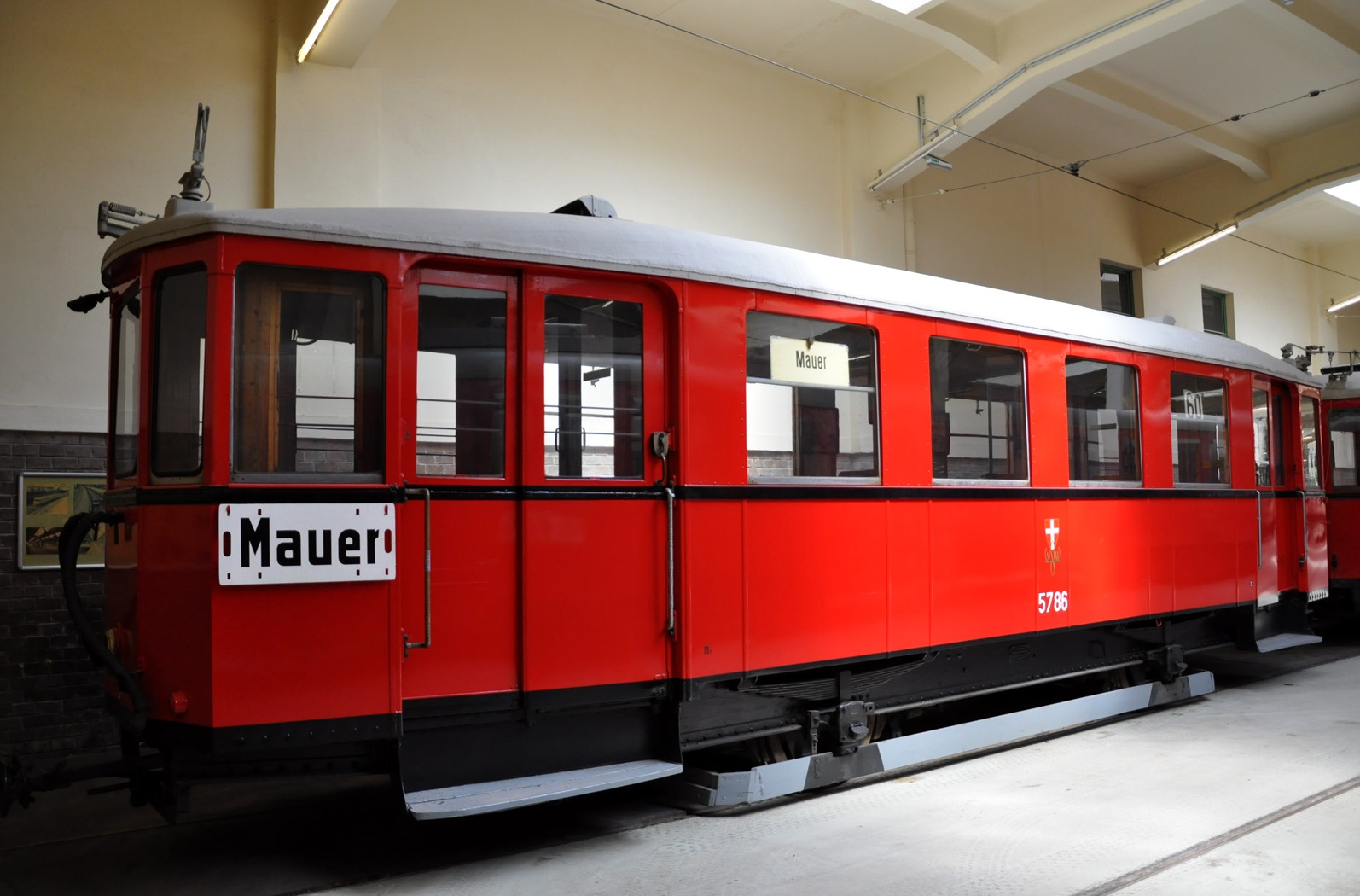
n_{1}-Beiwagen mit dem Zuglaufschild Mauer der Straßenbahnlinie 60

Aufgrund der frontal angebrachten Kabelverbindungen für die Vielfachsteuerung konnten bei den elektrischen Stadtbahnwagen der ersten Generation nicht die bei der Wiener Straßenbahn traditionell üblichen Brustwandtafeln unter der Frontscheibe verwendet werden. Alternativ erhielten die ersten Stadtbahnwagen klassische Zuglaufschilder wie bei der Eisenbahn. Diese waren auf der linken Seite des führenden Wagens, links neben der ersten Einstiegstür sowie am letzten Wagen, rechts neben der letzten Einstiegstür angebracht. Angegeben war das Fahrtziel in großer Schrift und darunter in kleiner Schrift der Laufweg, also beispielsweise Heiligenstadt über Gürtellinie. Die Tafeln bewährten sich aber nicht und verschwanden schon bald nach Elektrifizierung der Stadtbahn. Lediglich bei den im Straßenbahnnetz eingesetzten Stadtbahnwagen wurden sie bis zu deren Außerdienststellung im Jahr 1968 weiterverwendet.
Zusätzlich verfügten die Stadtbahnwagen über eine sogenannte Innenbesteckung, hierbei war jeweils über den Innentüren zwischen Plattform und Fahrgastraum eine Routentafel mit Start und Ziel des Zuges angebracht.

### Zugnummerntafeln

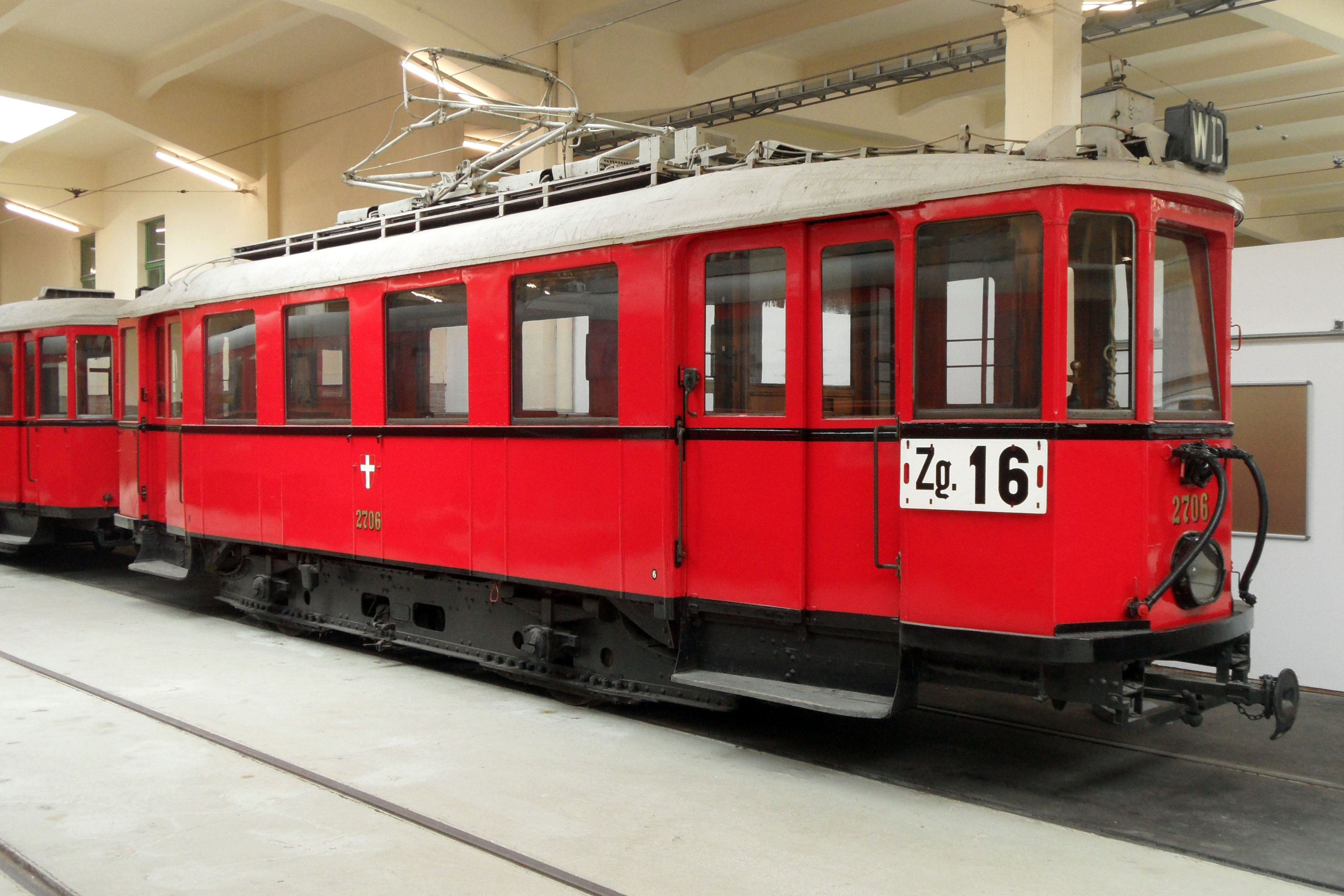
Zugnummerntafel „Zg. 16“ an einem museal erhaltenen Stadtbahnwagen

Charakteristisch für die planmäßigen elektrischen Stadtbahnzüge waren die sogenannten Zugnummerntafeln am führenden Triebwagen, die der leichteren betrieblichen Erkennung dienten. Hierbei handelte es sich um rechteckige Tafeln analog zu den Zuglaufschildern, auf denen die jeweilige Zugnummer in schwarzer Schrift auf weißem Grund vermerkt war. Sie waren bei der ersten Fahrzeuggeneration zunächst unter dem mittleren Fensterholm montiert. Nach Wegfall der Zuglaufschilder nahmen schließlich die Zugnummerntafeln deren Platz ein, das heißt links neben der ersten Einstiegstür. Bei der zweiten Fahrzeuggeneration waren sie dann hinter der ersten Tür anzutreffen, während sie bei der dritten Fahrzeuggeneration gar nicht mehr vorhanden waren.
Im Gegensatz zu den im Eisenbahnverkehr üblichen Gepflogenheiten blieb die Zugnummer bei der elektrischen Stadtbahn den ganzen Tag über gleich, de facto handelte es sich somit um, von der Straßenbahn her bekannte, Kursnummern zur Unterscheidung der verschiedenen Umläufe eines Tages. Sie reichten im Laufe der Jahre von 1 bis höchstens 83 und waren teilweise codiert. So war zeitweise anhand der geraden oder ungeraden Zugnummer zu erkennen, ob der Betriebsbahnhof Hütteldorf-Hacking oder aber der Betriebsbahnhof Heiligenstadt den betreffenden Zug stellte. Den verschiedenen Linien waren jeweils eigene Nummernblöcke zugeteilt. 1954 beispielsweise wurden die Züge der Linie WD mit den Nummern 1 bis 16, die der Linien DG und GD mit den Nummern 18 bis 32 und die der Linie G mit den Nummern 41 bis 48 versehen.

### Blaue und gestrichene Kurse
Ab dem 19. April 1926 wies der Betreiber, wie bei der Straßenbahn schon seit dem 19. Jahrhundert üblich, auch bei der Stadtbahn auf den jeweils letzten Zug einer Linie vor dem nächtlichen Betriebsschluss – den sogenannten Blauen – gesondert hin. Wegen der nicht vorhandenen Brustwandtafeln konnten auch keine sogenannten Halbmondtafeln verwendet werden. Alternativ wurde bei der Stadtbahn am zweiten Wagen vorne sowie am vorletzten Wagen hinten eine gläserne blaue Deckscheibe vor die, in diesem Fall nicht benötigte, Liniensignalbeleuchtung geschoben. Diese spezielle Kennzeichnung war aber bei der Stadtbahn derart schlecht erkennbar, dass der Betreiber die Maßnahme schon recht bald wieder rückgängig machte. Im Gegensatz dazu konnte sich das blaue Signal, abgesehen von einer kurzen Unterbrechung zwischen 1939 und 1951, bei der Straßenbahn noch bis 1995 halten.
Ab 1927 verwendete dann, wiederum analog zur Straßenbahn, auch die Stadtbahn für Züge die nicht ihre reguläre Endstelle erreichten sogenannte gestrichene Liniensignale. Hierbei waren die Linienbuchstaben mit einem diagonalen Balken durchgestrichen. Gekennzeichnet wurden damit bei der Stadtbahn vor allem diejenigen Züge, die in die – ebenfalls 1927 eröffnete – Wagenhalle Michelbeuern einrückten.

## Linienkennfarben

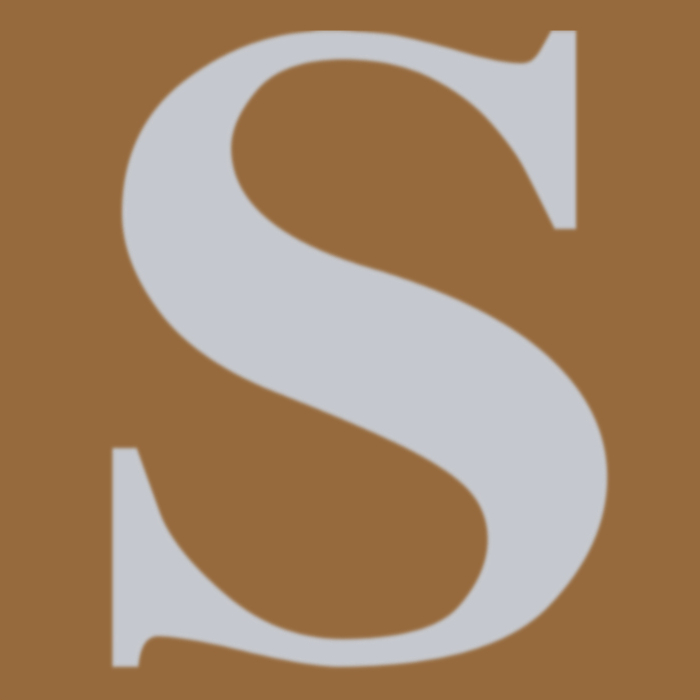
Logo der Stadtbahn in ihren letzten Betriebsjahren

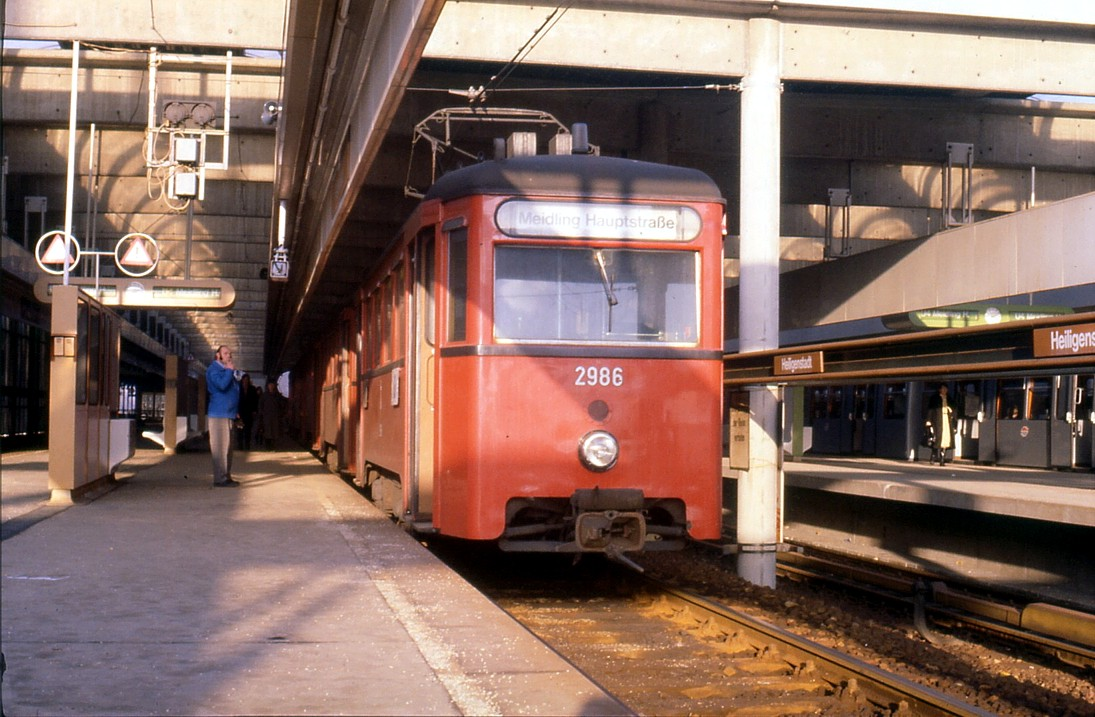
1980: Endstation Heiligenstadt mit ockerbraunen Haltestellenschildern, entsprechend der damaligen Kennfarbe aller Stadtbahnlinien

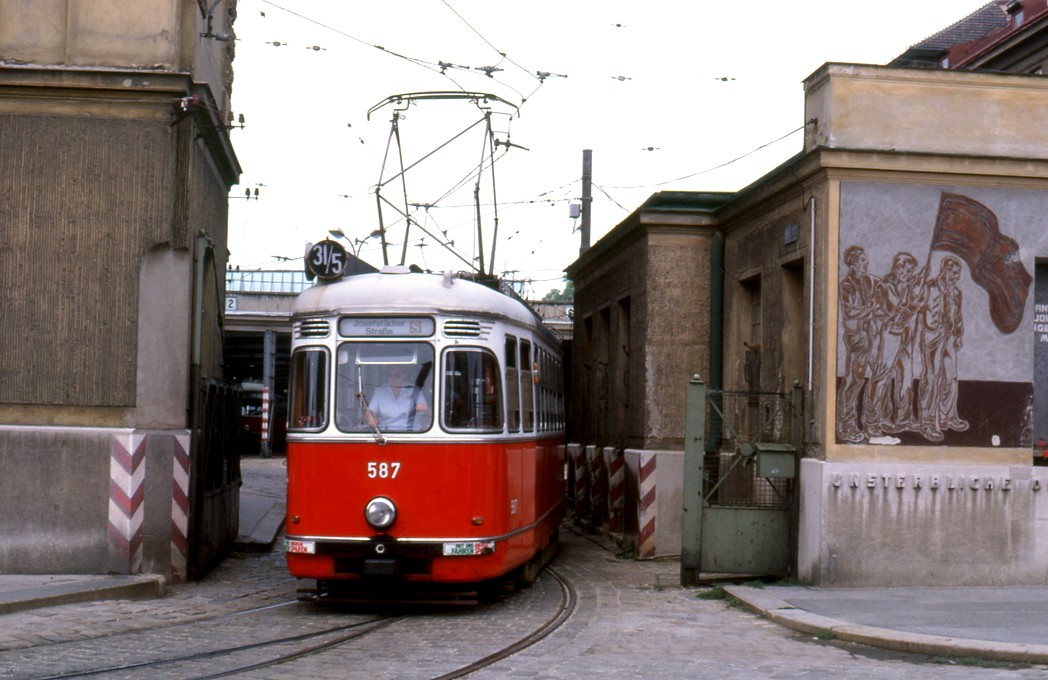
Stadtbahnlogo auf dem Zielschild eines Straßenbahnwagens, 1982

Über ihre gesamte Betriebszeit hatten die elektrischen Stadtbahnlinien auf den Liniennetzplänen individuelle Kennfarben, die sich im Laufe der Jahre wie folgt änderten:
| Linie:                 | WD      | 18G                 | G und G/         | DG/GD      | GW/WG      | W          |
| ---------------------- | ------- | ------------------- | ---------------- | ---------- | ---------- | ---------- |
| ab 20. Oktober 1925:   | schwarz | schwarz gestrichelt | –                | rot        | –          | –          |
| ab 14. Feber 1926:     | schwarz | schwarz gestrichelt | rot gestrichelt  | rot        | –          | –          |
| ab 1. Dezember 1933:   | rot     | grün                | gelb gestrichelt | blau       | –          | –          |
| ab 27. Mai 1945:       | rot     | –                   | –                | –          | –          | –          |
| ab 18. Juli 1945:      | rot     | –                   | –                | blau       | –          | –          |
| ab 21. Feber 1947:     | rot     | –                   | rot gestrichelt  | blau       | –          | –          |
| ab 18. September 1954: | rot     | –                   | grün             | blau       | –          | –          |
| ab 8. Mai 1976:        | –       | –                   | grün             | schwarz    | rot        | –          |
| ab 31. Mai 1976:       | –       | –                   | ockerbraun       | schwarz    | rot        | –          |
| ab 25. Feber 1978:     | –       | –                   | ockerbraun       | ockerbraun | ockerbraun | –          |
| ab 1. April 1978:      | –       | –                   | ockerbraun       | ockerbraun | –          | ockerbraun |
| ab 29. August 1981:    | –       | –                   | ockerbraun       | ockerbraun | –          | –          |

Die neue Linie U4 erhielt bei ihrer Eröffnung am 8. Mai 1976 zunächst die Farbe violett, wobei die Farbe grün damals noch für die gestrichene Stadtbahnlinie G verwendet wurde. Schon auf den im Zuge der Stadtbahn-Liniennetzänderung vom 31. Mai 1976 veröffentlichten Netzplänen ist die U4 grün gekennzeichnet, während die gestrichene Linie G ersatzweise die neue Farbe ockerbraun erhielt. 1978 endete schließlich die farbliche Unterscheidung bei der Stadtbahn, nicht zuletzt um eine Farbdopplung mit der neuen Linie U1 zu vermeiden. Fortan waren alle Stadtbahnlinien einheitlich ockerbraun markiert. Parallel dazu übernahm die neue U1 die zuvor den Stadtbahnlinien GW und WG vorbehaltene Farbe rot. Mit Umwandlung der Stadtbahnlinien G und GD zur U6 im Jahr 1989 übernahm diese schließlich auch die Kennfarbe ockerbraun. Vereinzelt waren auch die Haltestellenschilder der Stadtbahn in weißer Schrift auf ockerbraunem Grund gestaltet.
Parallel zum Wiener U-Bahn-Symbol, dem weißen U auf blauem Grund, entwickelten die Grafiker Ende der 1970er Jahre auch ein spezielles Stadtbahn-Logo, bestehend aus einem weißen S auf ockerbraunem Grund. Analog zu den sogenannten U-Bahn-Würfeln existierten an der Station Thaliastraße auch entsprechende Stadtbahnwürfel. Darüber hinaus wurde das Logo auf Zielschildern von Straßenbahnlinien verwendet, die an einer Stadtbahnstation endeten.

## Tarif- und Fahrscheinwesen

### Eröffnungstarif
Um eine sofortige Überlastung der jeweils wiedereröffneten Streckenabschnitte zu vermeiden und der Bevölkerung die Möglichkeit zu geben, sich allmählich an das neue, schnelle Verkehrsmittel zu gewöhnen, galt auf der elektrischen Stadtbahn ab Inbetriebnahme am 3. Juni 1925 zunächst ein eigener Tarif von 30 Groschen je Fahrt. Dies war um die Hälfte mehr als eine Straßenbahnfahrkarte, die damals nur 20 Groschen kostete. Diese Fahrkarten erlaubten nur einen einmaligen Umstieg auf die Straßenbahn und führten zu einem ersten Misserfolg, denn die Stadtbahnzüge waren anfangs an Werktagen nur schlecht frequentiert.
Die Fahrscheinentwertung erfolgte durch Lochzangen, welche die Einsteigestelle und das Datum einprägten. Für den Binnenverkehr der Stadtbahn wurden weiterhin Edmondsonsche Kartonfahrkarten ausgegeben. Die Loch- und Prägezangen bewährten sich nicht besonders, kurze Zeit gab es auch Versuche mit einem Fahrscheinstempel. Auch mussten für diese Art der Entwertung die Fahrscheine aus stärkerem Papier hergestellt werden, was die Kosten erhöhte.

### Regeltarif

Automatischer Datumsstempel der Station Alser Straße, 1954

Netzplan des Jahres 1939 inklusive der geometrischen Symbole für die einzelnen Abschnitte des damals gültigen Zonen- und Sektorentarifs

Bis zum 31. Dezember 1945 gültiger Stadtbahn- und Straßenbahn-Notgeldschein im Nennwert von einem Schilling

Erst mit Reaktivierung der letzten Streckenabschnitte am 20. Oktober 1925 trat schließlich – wie schon in den ersten Planungen für die kommunalisierte Stadtbahn vorgesehen – ein Einheitstarif von 24 Groschen für Stadtbahn und Straßenbahn in Kraft, der für beliebig weite Fahrten innerhalb des Stadtgebiets inklusive beliebiger Umstiege galt. Der mittlere Fahrpreis betrug dabei rund 18,2 Groschen, ausgegeben wurden Papierfahrscheine.
Mit dem Einheitstarif begann die Frequenz der Stadtbahn auch an Werktagen sprunghaft anzusteigen, wobei diese stark variierte. Während bestimmte Stationen eine Tagesfrequenz von 30.000 bis 40.000 Personen aufwiesen, hatten andere nur eine solche von 3.000 bis 4.000.
Der Fahrpreis erhöhte sich am 4. Oktober 1927 auf 28 Groschen und am 2. Juli 1929 auf 32 Groschen, bevor schließlich zum 1. Dezember 1933 – wie bei der früheren Dampfstadtbahn – wiederum ein Zonentarif in Kraft trat. Die fünf Ringzonen waren dabei zusätzlich in Sektoren unterteilt.
Der erfolgreiche Gemeinschaftstarif zwischen Straßenbahn und Stadtbahn, der 1929 mittels spezieller Übergangsfahrscheine auch noch auf die städtischen Autobuslinien ausgedehnt wurde, erforderte schon bald nach Betriebsaufnahme einen weiteren Umbau der Bahnsteigsperren. Dieser wurde zuerst in den Hochstationen und danach auch in allen Tiefstationen durchgeführt und sollte die Abfertigung der Fahrgäste weiter beschleunigen. Hierzu stellte die Gemeinde Wien, damals vergleichsweise moderne, Datumstempelpressen in Dienst. Mit deren Hilfe gaben die Kassen in den stärker frequentierten Stadtbahnstationen bereits ab dem 26. Mai 1930 sogenannte Selbstdruckfahrscheine respektive Selbstdruckerkarten aus, die vom Kartenverkäufer an Ort und Stelle hergestellt wurden. Auf diesen waren alle für die Weiterfahrt wichtigen Angaben, das heißt der Abfahrtsort, das Datum und die Einstiegsuhrzeit, bereits aufgedruckt. Die Vorverkaufs- und Umsteigefahrkarten wurden dabei an den Stadtbahnsperren durch einmalige Lochung mittels einer Schaffnerzange mit verschieden geformten Markierdornen gekennzeichnet, darunter Quadrat, Dreieck, Kreuz, Halbkreis, Balken und rechter Winkel, die bei der Fahrscheinlochung die Einstiegsstelle erkennen ließen. Die vielgestaltigen Zwickzangen der Sperrenschaffner ermöglichten eine schnelle Abfertigung der Fahrgäste, weil der Schaffner nur zweimal zwicken musste gegenüber dreimal in der Straßenbahn.
Die vorgedruckten Fahrscheine wiederum wurden mit Stempelapparaten kompostiert, das heißt entwertet. Später musste der Straßenbahnschaffner nur noch die entsprechende Linie markieren. Nach einer geringfügigen Änderung des Fahrkartenbildes waren dann ab dem 20. Feber 1940 fast alle Stationen derart ausgestattet, ausgenommen lediglich Unter St. Veit-Baumgarten, Braunschweiggasse, Hauptzollamt, Roßauer Lände und Gumpendorfer Straße.
Auch Fahrkartenautomaten wurden kurz nach der Elektrifizierung wieder eingeführt, nachdem solche bei der Dampfstadtbahn schon um die Jahrhundertwende existierten. 1928 befanden sich in den Stationen Heiligenstadt, Hütteldorf-Hacking und Meidling-Hauptstraße neue Geräte in Erprobung, von denen die einen Tageskarten in Päckchen zu jeweils fünf Stück verkauften, während die anderen einzelne Wochenkarten ausgaben.
Mit Eröffnung der U-Bahn im Jahr 1976 erfolgte schließlich auch bei der Stadtbahn die Einführung des bereits seit 1933 von der Straßenbahn und dem Autobus bekannten Kurzstreckentarifs. Hierbei war jede zweite Stadtbahnstation als fixe Kurzstreckengrenze definiert. Ab dem 3. Juni 1984 war auch die Stadtbahn in den Verkehrsverbund Ost-Region (VOR) integriert, der an jenem Tag seinen Betrieb aufnahm.

### Wechselverkehr mit der Staatsbahn

Fahrkarte des Wechselverkehrs mit den Österreichischen Bundesbahnen von 1929, gültig für die Zone 1 bis Unter Tullnerbach an der Westbahn oder Höflein an der Donau an der Franz-Josefs-Bahn

Sonn- und Feiertags-Rückfahrkarte für die Zone 2 des Wechselverkehrs aus den 1930er Jahren, gemeinsam ausgegeben von der Gemeinde Wien – städtische Straßenbahnen und den Österreichischen Bundesbahnen

Anknüpfend an die von der Dampfstadtbahn geschaffenen Verkehrsbeziehungen Richtung Wienerwald sowie zu den Strandbädern an der Donau existierte bis 1948 eine Tarifkooperation zwischen der Gemeinde Wien und den Österreichischen Bundesbahnen, diese war Teil der Übereinkommens zur Elektrifizierung der Stadtbahn. Die Einzelheiten hierzu waren im Punkt 8 der „Vorläufigen Formulierung der Bedingungen, unter denen die Österreichischen Bundesbahnen der Überlassung der Wiener Stadtbahnlinien mit Ausnahme der Vorortelinie zustimmen können“ festgehalten. So waren die Kassen der elektrischen Stadtbahn mit speziellen Fahrkartenschränken für die Edmondsonschen Kartonfahrkarten, sogenannten Ternions, ausgestattet und verkauften – neben den Stadtbahnfahrkarten – bis zu 36 Sorten von Fahrkarten der Österreichischen Bundesbahnen.
Der sogenannte Wechselverkehr oder Übergangsverkehr erstreckte sich seitens der Staatsbahn zunächst auf die Abschnitte Hütteldorf-Hacking–Neulengbach der Westbahn und Heiligenstadt–Tulln der Franz-Josefs-Bahn. Von sämtlichen Bahnhöfen auf den beiden genannten Abschnitten konnten sogenannte kombinierte Fahrkarten respektive Übergangsfahrscheine für die dritte Wagenklasse in Personenzügen zu allen Stadtbahnstationen gelöst werden. Ebenso verkauften die Stadtbahnschalter solche Fahrkarten in der Gegenrichtung. Hierbei wurden die Fahrpreise einfach addiert, jedoch konnten keine Kinderfahrkarten erworben werden. Zunächst waren neun Zonen vorgesehen, wobei in den ersten Betriebsmonaten nur Kartonfahrkarten Verwendung fanden.
In den damaligen Kursbüchern hieß es zum Wechselverkehr ausdrücklich:

„Zur Vermeidung von Zeitverlust, Stoßen und Drängen in den Anschlußbahnhöfen Hütteldorf-Hacking und Heiligenstadt verlangen Sie schon in der Fahrtantrittsstation die Ausfolgung der bis zu Ihrer Reisezielstation lautenden Karten. Alle diese Karten sind auch im Vorverkauf erhältlich. Diese Fahrkarten sind vor Fahrtantritt beim Türsteher markieren zu lassen, da sie sonst zur Fahrt ungültig sind.“

In Heiligenstadt und Hütteldorf-Hacking betrieben Staatsbahn und Gemeinde Wien im Rahmen des Wechselverkehrs zudem gemeinsame Sperrenanlagen, deren Kapazität vor allem auf den, zum Zeitpunkt der Elektrifizierung extrem starken, Sonn- und Feiertagsverkehr ausgelegt war. Die Fahrkarten wurden damals nach Beendigung der Fahrt noch eingezogen, ein zeitgenössischer Zeitungsbericht spricht von einem solchen Andrang, dass „die Sperrenschaffner bis zu den Waden in abgenommenen Karten standen“.
Schon bei Inbetriebnahme der elektrischen Stadtbahn war es den Fahrgästen des Wechselverkehrs in Fahrtrichtung Wien gestattet, ihre Fahrt auf einer unmittelbar an die Stadtbahn anschließenden Straßenbahnlinie fortzusetzen. Hingegen hatten Fahrkarten in der Gegenrichtung zunächst keine Gültigkeit auf der Straßenbahn. Mit Aufnahme des Vollbetriebs der elektrischen Stadtbahn am 20. Oktober 1925, und der damit verbundenen tariflichen Vollintegration zwischen Stadtbahn und Straßenbahn, musste der Wechselverkehr dann aber vorübergehend komplett aufgegeben werden. Erst nach Abschluss neuer Verhandlungen mit den Österreichischen Bundesbahnen, in denen die Gültigkeit der kombinierten Fahrkarten auf der Straßenbahn neu ausgehandelt wurde, konnten ab dem 1. Juli 1926 wieder durchgehende Fahrkarten zwischen dem Stadtbahnnetz und den Lokalstrecken sowie umgekehrt ausgegeben werden. Diese waren letztlich in beiden Richtungen auch auf der Straßenbahn gültig. Es handelte sich nun um normale Straßenbahn-Papierfahrscheine mit einer Bundesbahn-Allonge am unteren Rand. Richtung Bundesbahn waren sie mit großen roten Zonenziffern versehen und waren nur an Stadtbahnkassen erhältlich. Richtung Stadtbahn, und weiter auf der Straßenbahn, gab es sie von jeder Bundesbahnstation extra. Somit existierten insgesamt 34 Fahrscheinsorten. Ab dem 15. März 1929 gab es dann nur noch acht Zonen, jedoch ab dem 17. April 1932 eine zusätzliche Zone 5a. Schon ab dem 17. Mai 1931 wurde außerdem der Geltungsbereich bis Tullnerbach-Pressbaum an der Westbahn beziehungsweise St. Andrä-Wördern an der Franz-Josefs-Bahn verkürzt.
Ab dem 16. Dezember 1934 führten die beiden Bahnbetreiber dann neue Sonn- und Feiertags-Rückfahrkarten ein, die für fünf Zonen angeboten wurden. Die Fahrkarten für die Zonen 1 bis 5 waren an den Stadtbahnkassen, die für die Zonen 1 und 2 auch bei den Straßenbahnschaffnern erhältlich. Der Geltungsbereich wurde wesentlich erweitert, man konnte nun bis Felixdorf an der Südbahn, Enzesfeld-Lindabrunn an der Leobersdorfer Bahn, Achau, Ebreichsdorf, Pottendorf-Landegg, Gramatneusiedl und Unterwaltersdorf an der Pottendorfer Linie, Neulengbach an der Westbahn, Höbersdorf an der Nordwestbahn, Gaisruck an der Bahnstrecke Absdorf-Hippersdorf–Stockerau, Karnabrunn an der Lokalbahn Korneuburg–Hohenau, Angern an der Nordbahn, Prottes an der Lokalbahn Gänserndorf–Mistelbach, Stripfing an der Bahnstrecke Gänserndorf–Marchegg, Hautzendorf an der Laaer Ostbahn, Schönfeld-Lassee an der Marchegger Ostbahn, Breitstetten an der Lokalbahn Siebenbrunn–Engelhartstetten, Wilfleinsdorf an der Ostbahn und Wildungsmauer an der Pressburger Bahn fahren. Nach Betriebsübernahme der Österreichischen Bundesbahnen auf der Aspangbahn kam ab dem 31. Oktober 1937 außerdem noch Teesdorf dazu.
Diese Rückfahrkarten wurden auch noch kurze Zeit nach Übernahme der Österreichischen Bundesbahnen durch die Deutsche Reichsbahn am 18. März 1938 ausgegeben, wurden dann aber ab dem 15. Juni 1938 – gleichzeitig mit dem Verkauf von Bahn-Anschlußkarten an den Stadtbahnkassen – aus dem Sortiment gestrichen. Die an allen Tagen gültigen Einzel-Übergangsfahrscheine wurden nach 1934 kaum mehr benützt und somit schon am 25. Juni 1937 aufgelassen.
Nach dem Zweiten Weltkrieg existierte nur mehr ein beschränkter Übergangstarif auf der Westbahn. Die Haltestellen Hadersdorf-Weidlingau und Weidlingau-Wurzbachtal verkauften einen Hin- und Rückfahrschein in das Tarifgebiet I der Stadtbahn. Eingeführt am 1. Dezember 1947, wurde dieses Angebot zum 30. Juni 1948 mangels ausreichender Nachfrage wieder aufgegeben.

## Stationsliste
Eine Übersicht über die insgesamt 27 Stationen der elektrischen Stadtbahn, die aber nie alle gleichzeitig von dieser bedient wurden, gibt folgende Tabelle. Angegeben ist jeweils die bei Aufnahme des elektrischen Betriebs gültige Bezeichnung:
| Station                   | Kürzel | Erster Betriebstag | Letzter Betriebstag | Strecke                                              | Bezirk bei Eröffnung | Funktion    | Bauart   |
| ------------------------- | ------ | ------------------ | ------------------- | ---------------------------------------------------- | -------------------- | ----------- | -------- |
| Alser Straße              | AS     | 04.06.1925         | 06.10.1989          | Gürtellinie                                          | 9.                   | Haltestelle | Hochlage |
| Braunschweiggasse         | BR     | 04.06.1925         | 28.08.1981          | Obere Wientallinie                                   | 13.                  | Haltestelle | Tieflage |
| Brigittabrücke            | BB     | 20.10.1925         | 06.10.1989          | Donaukanallinie, Verbindungsbogen                    | 9.                   | Bahnhof     | Tieflage |
| Burggasse                 | BU     | 04.06.1925         | 06.10.1989          | Gürtellinie                                          | 14.                  | Haltestelle | Tieflage |
| Gumpendorfer Straße       | GS     | 04.06.1925         | 06.10.1989          | Gürtellinie                                          | 15.                  | Haltestelle | Hochlage |
| Hauptzollamt              | HZ     | 07.09.1925         | 11.08.1978          | Donaukanallinie, Untere Wientallinie                 | 3.                   | Bahnhof     | Tieflage |
| Heiligenstadt             | HS     | 22.07.1925         | 06.10.1989          | Donaukanallinie, Gürtellinie                         | 19.                  | Bahnhof     | Hochlage |
| Hietzing                  | HI     | 04.06.1925         | 28.08.1981          | Obere Wientallinie                                   | 13.                  | Haltestelle | Tieflage |
| Hütteldorf-Hacking        | HH     | 04.06.1925         | 28.08.1981          | Obere Wientallinie                                   | 13.                  | Bahnhof     | Hochlage |
| Josefstädter Straße       | JS     | 04.06.1925         | 06.10.1989          | Gürtellinie                                          | 8.                   | Haltestelle | Hochlage |
| Karlsplatz                | KP     | 07.09.1925         | 25.10.1980          | Untere Wientallinie                                  | 4.                   | Haltestelle | Tieflage |
| Kettenbrückengasse        | KG     | 07.09.1925         | 25.10.1980          | Untere Wientallinie                                  | 5.                   | Haltestelle | Tieflage |
| Margaretengürtel          | MG     | 07.09.1925         | 25.10.1980          | Untere Wientallinie                                  | 5.                   | Haltestelle | Tieflage |
| Meidling-Hauptstraße      | MH     | 04.06.1925         | 13.04.1985          | Gürtellinie, Obere Wientallinie, Untere Wientallinie | 12.                  | Bahnhof     | Tieflage |
| Michelbeuern              | MB     | 04.06.1925         | 06.10.1989          | Gürtellinie                                          | 9.                   | Bahnhof     | Tieflage |
| Nußdorfer Straße          | NS     | 22.07.1925         | 06.10.1989          | Gürtellinie                                          | 18.                  | Haltestelle | Hochlage |
| Ober St. Veit             | OV     | 04.06.1925         | 28.08.1981          | Obere Wientallinie                                   | 13.                  | Haltestelle | Tieflage |
| Pilgramgasse              | PG     | 07.09.1925         | 25.10.1980          | Untere Wientallinie                                  | 5.                   | Haltestelle | Tieflage |
| Roßauer Lände             | RL     | 20.10.1925         | 31.03.1978          | Donaukanallinie                                      | 9.                   | Haltestelle | Tieflage |
| Schottenring              | SR     | 20.10.1925         | 11.08.1978          | Donaukanallinie                                      | 1.                   | Haltestelle | Tieflage |
| Schönbrunn                | SB     | 04.06.1925         | 28.08.1981          | Obere Wientallinie                                   | 13.                  | Haltestelle | Tieflage |
| Schwedenplatz             | SP     | 20.10.1925         | 11.08.1978          | Donaukanallinie                                      | 1.                   | Haltestelle | Tieflage |
| Stadtpark                 | ST     | 07.09.1925         | 11.08.1978          | Untere Wientallinie                                  | 3.                   | Haltestelle | Tieflage |
| Thaliastraße              | TH     | 27.09.1980         | 06.10.1989          | Gürtellinie                                          | 16.                  | Haltestelle | Hochlage |
| Unter St. Veit-Baumgarten | UV     | 04.06.1925         | 28.08.1981          | Obere Wientallinie                                   | 13.                  | Haltestelle | Tieflage |
| Währinger Straße          | WS     | 22.07.1925         | 06.10.1989          | Gürtellinie                                          | 18.                  | Haltestelle | Hochlage |
| Haltestelle Westbahnhof   | WB     | 04.06.1925         | 06.10.1989          | Gürtellinie                                          | 15.                  | Haltestelle | Tieflage |

Nach Aufgabe des elektrischen Stadtbahnverkehrs wurden alle 27 Stationen in das U-Bahn-Netz integriert und sind ausnahmslos bis heute in Betrieb.

## Fernsehdrama „Zug fährt Wiental“
Eine wichtige Rolle spielt die Wiener Elektrische Stadtbahn im 80-minütigen Fernsehdrama „Zug fährt Wiental“ des Regisseurs Günter Gräwert, einer Produktion des Österreichischen Rundfunks aus dem Jahr 1970. Der Titel spielt dabei auf die typischen Fahrtrichtungsdurchsagen des Stadtbahnpersonals an den Abzweigstationen Meidling-Hauptstraße („Zug fährt Wiental“ oder „Zug fährt Gürtel“), Nußdorfer Straße („Zug fährt Donaukanal“ oder „Zug fährt Heiligenstadt“) und Friedensbrücke („Zug fährt Heiligenstadt“ oder „Zug fährt Gürtel“) an. Für die Dreharbeiten selbst wurde damals der letzte verfügbare Zug mit Originalfahrzeugen der ersten Generation elektrischer Stadtbahnwagen aus den 1920er Jahren, in denen die Handlung stattfindet, zusammengestellt.

## Trivia
- Nach der Elektrifizierung des Jahres 1925 legte der Wiener Verlag von A. Pichlers Witwe und Sohn auch sein beliebtes Wiener Stadtbahn-Spiel von 1910 neu auf. Hierzu passte er dieses an das neue Liniennetz an und bildete auf dem Cover einen elektrischen Stadtbahnzug der Linie DG statt zuvor eine Dampflokomotive der Reihe 30 ab.
- Die Wiener Mundart-Band Die Hinichen besingt in ihrem 1995 veröffentlichten Lied Die Muschi von der Uschi ein Stadtbahnklo als synonym für einen übelriechenden Ort.[159]